# 2022

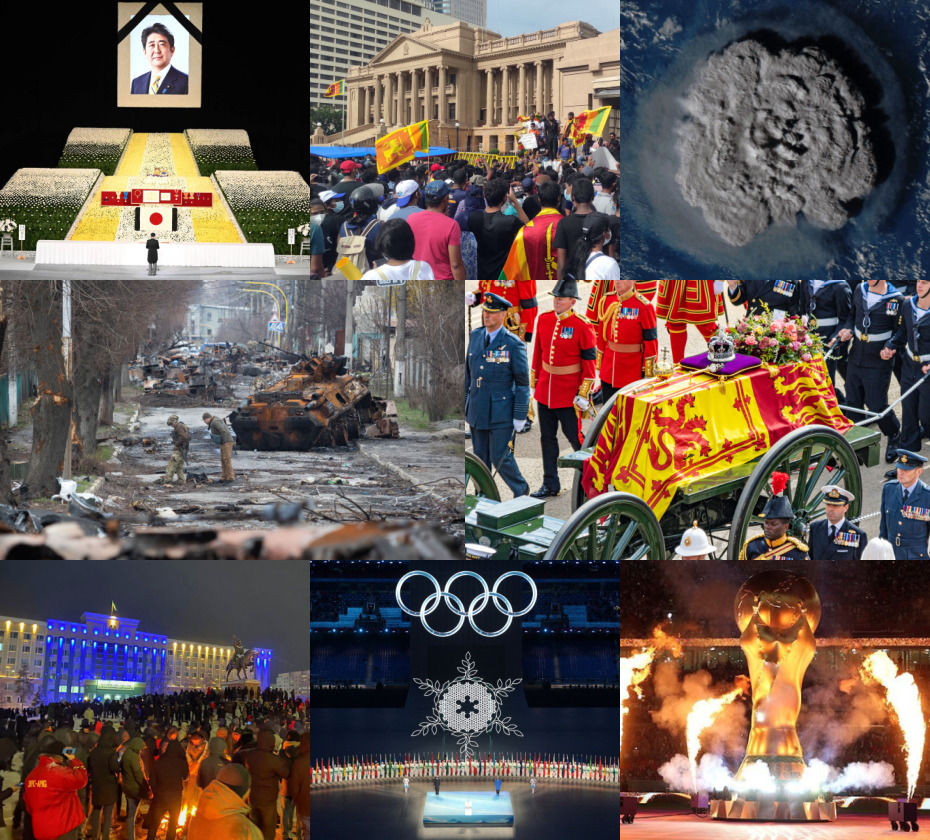
Colaj foto cu principalele evenimente ale anului 2022

2022 (MMXXII) a fost un an obișnuit al calendarului gregorian, care a început într-o zi de sâmbătă. A fost al 2022-lea an de d.Hr., al 22-lea an din mileniul al III-lea și din secolul al XXI-lea, precum și al 3-lea an din deceniul 2020-2029.
A fost desemnat:
- Anul internațional al pescuitului artizanal și al acvaculturii.[1]
- Anul internațional al științelor de bază pentru dezvoltare durabilă.[2]
- Anul internațional al dezvoltării durabile a munților.[3]
- Anul internațional al sticlei.[4]
- Anul european al tineretului.[5]
- Anul Smarandei Brăescu, în România.[6]
- Anul orașelor Kaunas (Lituania), Esch-sur-Alzette (Luxemburg) și Novi Sad (Serbia), numite Capitale Europene ale Culturii.
- Anul orașului Tirana (Albania) numită Capitală Europeană a Tineretului.

## Evenimente

### Ianuarie

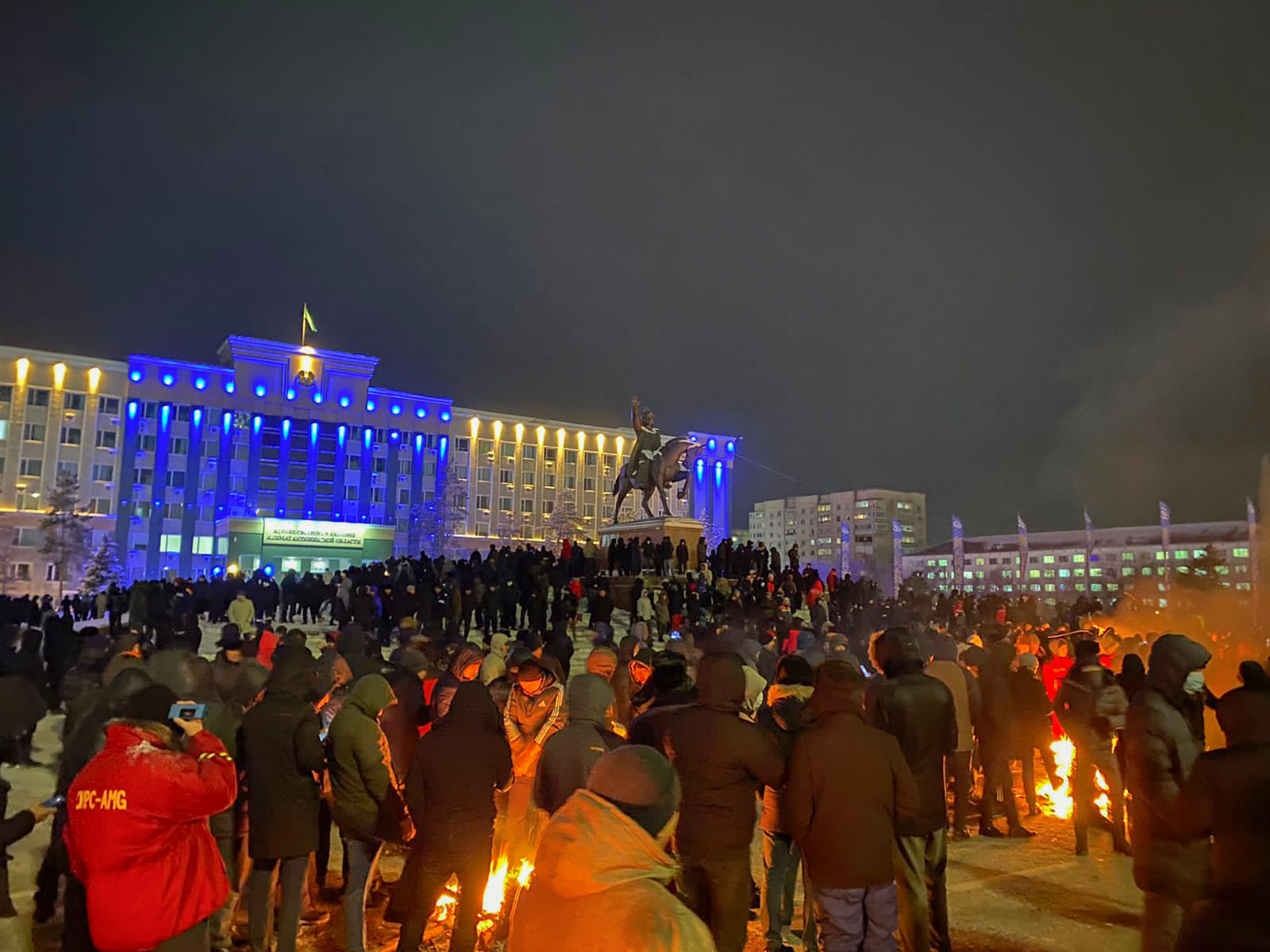
Protestele din Kazahstan

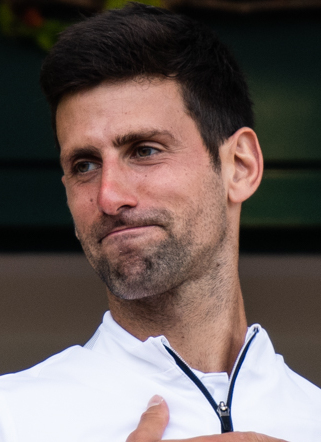
Anularea vizei lui Novak Djokovic în Australia produce un scandal internațional

- 1 ianuarie: Franța va asigura președinția Consiliului Uniunii Europene timp de șase luni.[7]
- 1 ianuarie: Polonia preia președinția OSCE.
- 1 ianuarie: Franța interzice oficial utilizarea ambalajelor din plastic pentru legumele și fructele mari, cum ar fi castraveții, morcovii și bananele. Fructele tocate sau procesate și pachetele mai mari de 1,5 kilograme sunt scutite. Spania intenționează să introducă o lege similară în 2023.
- 1 ianuarie: Franța începe să introducă controlul gratuit al nașterii pentru femeile cu vârsta cuprinsă între 18 și 25 de ani, care urmărește să prevină sarcinile nedorite, au beneficiat până la 3 milioane de femei de acces sporit la pilule, sterile, plasturi contraceptive și injecții.
- 1 ianuarie: Sinuciderea asistată pentru persoanele în vârstă de peste 18 ani care sunt bolnavi în stadiu terminal sau suferă de o afecțiune permanentă, debilitantă devine legală în Austria.
- 2 ianuarie: Abdalla Hamdok a demisionat din funcția de Prim-ministru al Sudanului, ca urmarea protestelor violente din Sudan.
- 2 ianuarie: Statele Unite ale Americii exclud Guineea, Etiopia și Mali din programul de preferințe comerciale din Africa Growth and Opportunity Act, invocând abuzurile lor ale drepturilor omului și acțiunile antidemocratice.
- 3 ianuarie: Site-ul web al ziarului israelian Jerusalem Post este spart de presupuși hackeri iranieni. Conținutul site-ului a fost înlocuit cu o amenințare care vizează Centrul de Cercetare Nucleară Shimon Peres Negev și o aparentă referire la Qasem Soleimani, care a fost asasinat exact cu doi ani mai devreme la Bagdad, Irak.
- 4 ianuarie: Proteste în Kazahstan: Președintele kazah Kasîm-Jomart Tokaev impune stare de urgență de două săptămâni în Almatî, cel mai mare oraș al țării, și în provincia Mangystau, din cauza protestelor violente care au avut loc în regiune din cauza creșterii prețului la benzină.
- 5 ianuarie: Proteste în Kazahstan: Guvernul Kazahstanului a demisionat în urma protestelor. Alihan Smaiylov devine prim-ministru interimar. Președintele a anunțat, de asemenea, reintroducerea plafonului de preț pentru GPL. În Kazahstan este declarată stare de urgență la nivel național. Opt ofițeri de poliție au fost uciși și alți 317 au fost răniți în confruntările dintre protestatari și forțele de securitate. Nu sunt date privind victimele civile. Reședința și birourile prezidențiale ale Äkimului din Almatî Bahîtjan Sagintaev sunt incendiate de protestatari. Președintele Tokaev l-a demis pe fostul președinte și președintele Consiliului de Securitate al Kazahstanului, Nursultan Nazarbaev. Protestatarii preiau, de asemenea, controlul asupra Aeroportului Internațional Almatî, toate zborurile către și dinspre aeroport fiind anulate. Președintele Tokaev solicită asistență militară de la Organizația Tratatului de Securitate Colectivă, spunând că „bandele teroriste depășesc facilitățile strategice în toată țara”.
- 6 ianuarie: Proteste în Kazahstan: Zeci de protestatari anti-guvernamentali sunt uciși în timpul unei operațiuni din Almatî. Numărul morților în rândul forțelor de securitate ajunge la 18, doi soldați fiind decapitați. În apropiere de Piața Republicii din Almaty sunt raportate explozii și focuri de armă puternice. Alianța militară a Organizației Tratatului de Securitate Colectivă (CSTO) aprobă o misiune de menținere a păcii în Kazahstan, ca răspuns la o solicitare oficială de asistență militară din partea președintelui kazah Kasîm-Jomart Tokaev. Forțele CSTO conduse de Rusia intră în Kazahstan pentru a ajuta guvernul să restabilească controlul asupra țării, potrivit purtătorului de cuvânt al Kremlinului, Maria Zaharova.
- 6 ianuarie: Novak Đoković, jucător profesionist sârb de tenis, numărul 1 mondial în clasamentul ATP, încearcă să între în Australia pentru a participa la campionatul Australia Open de la Melbourne, dar autoritățile australiene îi anulează viza pe motiv că este nevaccinat împotriva COVID-19. Novak Djokovic afirmă că a fost infectat cu COVID din 16 decembrie 2021.
- 7 ianuarie: Proteste în Kazahstan: Președintele kazah Kasîm-Jomart Tokaev ordonă să se tragă asupra protestatarilor în încercarea de a înăbuși protestele. Ministerul rus al Apărării raportează că trupele ruse desfășurate în Kazahstan au menținut controlul asupra aeroportului din Almatî și au asigurat clădirile guvernamentale esențiale, inclusiv reședința prezidențială.
- 8 ianuarie: Furtună de zăpadă din Murree din 2022: Cel puțin 21 de persoane au murit în urma unei furtuni de zăpadă pe o autostradă din Murree, districtul Rawalpindi, Punjab, Pakistan.
- 8 ianuarie: Cel mai înalt munte și vulcan din Insulele Galapagos, Volcán Wolf, erupe.
- 9 ianuarie: Proteste în Kazahstan: Numărul morților la protestele din Kazahstan crește la 164, inclusiv 103 care au fost uciși în Almatî. De asemenea, au fost reținute 5.135 de persoane.
- 9 ianuarie: A început Cupa Africii pe Națiuni 2021, competiția continentală africană de fotbal masculin care va dura până la 6 februarie.
- 9 ianuarie: Națiunile vest-africane din blocul de 15 membri ECOWAS suspendă relațiile diplomatice cu Mali și anunță că își închid granițele cu Mali și îi impun sancțiuni economice ca răspuns la o „întârziere inacceptabilă” a următoarelor alegeri generale din țară.
- 11 ianuarie: Președintele Parlamentului European, David Sassoli a murit la Aviano, Italia și este succedat de europarlamentarul maltez, Roberta Metsola, care devine prima persoană malteză care ocupă această funcție.
- 14 ianuarie: Hunga Tonga, un vulcan submarin din Tonga, erupe, trimițând cenușă și abur pe 20 de kilometri în aer. Guvernul din Tonga emite o avertizare de tsunami și sfătuiește oamenii din toate insulele tongoleze să evite coastele.
- 15 ianuarie: Într-o sesiune extraordinară, Adunarea Republicii Kosovo votează interzicerea sârbilor kosovari să voteze în viitorul referendum constituțional al Serbiei pe teritoriul kosovar.
- 16 ianuarie: Regatul Tonga este lovit de cădere de cenușă și de un tsunami după erupția vulcanului Hunga Tonga, distrugând case în timp ce localnicii se luptă să găsească un teren mai înalt. Inundații majore sunt raportate în capitala Nukuʻalofa. Undele de șoc de la erupție sunt detectate până în Alaska, Statele Unite. Alte țări din Pacific și-au sfătuit, de asemenea, cetățenii să caute terenuri mai înalte. Accesul la internet a fost întrerupt în Tonga. Regele Tupou al VI-lea este evacuat din Palatul Regal de către Forțele Armate ale Majestății Sale. Două persoane sunt ucise de un mic tsunami în Lambayeque, Peru.
- 16 ianuarie: Numărul morților de la Protestele din Kazahstan crește la 225, inclusiv 19 membri ai forțelor de securitate, potrivit unui comunicat al Procuraturii Generale din Kazahstan.
- 17 ianuarie: Criza ruso-ucraineană (2021–2022): Canada desfășoară un mic contingent de forțe speciale în Ucraina, ca parte a răspunsului NATO pentru a descuraja agresiunea rusă din Ucraina. Unitatea are, de asemenea, sarcina de a evacua personalul diplomatic de la ambasada Canadei la Kiev în cazul unei invazii la scară largă. Regatul Unit începe să furnizeze Ucrainei rachete dirijate antitanc pe fondul tensiunilor cu Rusia, potrivit unui comunicat al secretarului de stat pentru Apărare Ben Wallace. Un număr mic de personal militar britanic va fi, de asemenea, dislocat pentru a ajuta la pregătirea trupelor ucrainene. Avioanele de transport C-17 ale Royal Air Force sosesc în Ucraina cu „arme ușoare antiblindare”, ca parte a sprijinului militar britanic pentru Ucraina.
- 18 ianuarie: conservatoarea Roberta Metsola este aleasă Președinta a Parlamentului European, după o săptămână de la moartea lui David Sassoli în care a murit pe 11 ianuarie.
- 19 ianuarie: Criza ruso-ucraineană (2021–2022): Președintele american Joe Biden afirmă că o invazie pe scară largă a Ucrainei de către Rusia va avea ca rezultat o pedeapsă mai severă decât o „incursiune minoră”, deoarece prezice că președintele rus Vladimir Putin „se va muta în [pe Ucraina]; el trebuie să facă ceva. " Secretarul de stat al Statelor Unite Antony Blinken sosește la Kiev, într-o demonstrație de sprijin pentru Ucraina. În timpul vizitei de o zi, Blinken se va întâlni cu președintele ucrainean Volodîmîr Zelenski. Secretarul de presă al Casei Albe, Jen Psaki, a declarat ieri că „Rusia ar putea în orice moment să lanseze un atac asupra Ucrainei” și că „Nici o opțiune nu este exclusă”. Ministrul lituanian al apărării, Arvydas Anušauskas, avertizează că prezența trupelor ruse în Belarus reprezintă o „amenințare directă” pentru Lituania. Royal Air Force a Regatului Unit continuă zborurile către Ucraina, livrând „mii” de rachete antitanc MBT LAW armatei ucrainene. Rusia acuză Marea Britanie că „alimentează criza” prin trimiterea de arme letale în Ucraina.
- 20 ianuarie: Criza ruso-ucraineană (2021–2022): Departamentul de Stat al SUA aprobă livrarea de sisteme de arme fabricate în SUA din Lituania, Letonia și Estonia către Ucraina, inclusiv rachete ghidate antitanc FGM-148 Javelin și rachete antiaeriene FIM-92 Stinger pentru a descuraja agresiunea militară rusă.
- 20 ianuarie: Pilotul belgiano-britanic Zara Rutherford, în vârstă de 19 ani, se întoarce la Kortrijk, Belgia, pentru a-și finaliza circumnavigația de cinci luni, devenind cea mai tânără femeie-pilot care a zburat solo în jurul lumii.
- 22 ianuarie: Criza ruso-ucraineană (2021–2022): Biroul britanic de Externe, Commonwealth și Dezvoltare spune că, potrivit informațiilor disponibile, guvernul rus intenționează să „instaleze un lider pro-rus la Kiev în timp ce se gândește dacă să invadeze și să ocupe Ucraina”.
- 22 ianuarie: Criza ruso-ucraineană (2021–2022): Viceamiralul Kay-Achim Schönbach demisionează din funcția de inspector al marinei germane în urma unor comentarii la un grup de experți din New Delhi, în care a numit intenția Rusiei de a ataca Ucraina „prostii”, spunând că președintele rus Vladimir Putin „merită respect” și respingând perspectivele ca Ucraina să recâștige vreodată Crimeea și să adere la NATO.
- 23 ianuarie: Președintele Armeniei, Armen Sarkissian, demisionează pe motiv că Constituția nu îi oferă suficientă influență în procesul decizional al țării.
- 23 ianuarie: Criza ruso-ucraineană (2021–2022): Departamentul de Stat al SUA ordonă familiilor diplomaților săi să părăsească Ucraina și autorizează plecarea voluntară a personalului neesențial al ambasadei de la Kiev. „Din cauza amenințării continue” a unei invazii rusești asupra Ucrainei, cetățenii americani sunt, de asemenea, îndemnați să părăsească țara.
- 24 – 29 ianuarie: Au avut loc alegeri prezidențiale în Italia, în urma cărora a fost reales, pentru funcția de președinte, Sergio Mattarella.
- 24 ianuarie: În Burkina Faso, o lovitură de stat condusă de ofițerul militar Paul-Henri Sandaogo Damiba îl rețin pe președintele Roch Marc Christian Kaboré și anunță dizolvarea parlamentului, a guvernului și a constituției. Este a patra lovitură de stat care a avut loc în Africa de Vest în ultimul an.
- 24 ianuarie: Criza ruso-ucraineană (2021–2022): Regatul Unit începe să-și retragă personalul și persoanele aflate în întreținerea acestora de la ambasada sa din Kiev, Ucraina, pe fondul temerilor de o invazie rusă. Aproximativ jumătate din personal este retras, potrivit Ministerului de Externe.
- 25 ianuarie: Milioane de oameni au rămas fără electricitate după o întrerupere majoră a curentului care a afectat Kazahstanul, Kârgâzstanul și Uzbekistanul. Ministerul Energiei din Uzbekistan raportează că întreruperea curentului a fost declanșată de un „dezechilibru energetic” în rețeaua electrică din Kazahstan.
- 26 ianuarie: Criza ruso-ucraineană (2021–2022): Secretarul de stat al SUA Antony Blinken a anunțat că Statele Unite au dat Rusiei un răspuns scris, menit să reducă tensiunile dintre Ucraina și Rusia. Răspunsul, coordonat cu aliații europeni și Ucraina, abordează cererile și acțiunile Rusiei.
- 27 ianuarie: Criza ruso-ucraineană (2021–2022): SUA resping cererea Rusiei de a interzice Ucrainei să adere la NATO.
- 27 ianuarie: Cinci persoane au murit și alte cinci sunt rănite într-o serie de împușcături în masă la unitatea de producție Yuzhmash din Dnipro, Ucraina, după ce un membru al Gărzii Naționale ucrainene a deschis focul. Polițiștii ucraineni au reușit să-l prindă pe atacator nu departe de orașul Dnipro.
- 29 ianuarie: Sergio Mattarella a fost reales președintele Italiei pentru un al doilea mandat, după 8 tururi de scrutin.
- 30 ianuarie: Alegeri legislative în Portugalia. Partidul Socialist, condus de António Costa, câștigă majoritatea mandatelor la alegerile legislative portugheze.
- 31 ianuarie: Uniunea Africană suspendă Burkina Faso ca răspuns la lovitura de stat din data de 24 ianuarie.
- 31 ianuarie: Junta militară din Mali îi ordonă ambasadorului francez să părăsească țara în termen de 72 de ore, ca răspuns la „comentariile scandaloase” făcute de autoritățile franceze despre guvernul de tranziție din Mali.

### Februarie
- 1 februarie: Criza ruso-ucraineană (2021–2022): Departamentul de Stat al SUA anunță că le-a ordonat angajaților guvernamentali și familiilor acestora să părăsească Belarus, pe fondul tensiunilor continue dintre Rusia și Ucraina.
- 1 februarie: Se face o tentativă de lovitură de stat în Guineea-Bissau. Președintele Umaro Sissoco Embaló spune că „mulți” membri ai forțelor de securitate au fost uciși într-un „atac eșuat împotriva democrației”, deoarece atât Uniunea Africană, cât și ECOWAS condamnă tentativa de lovitură de stat.
- 2 februarie: Criza ruso-ucraineană (2021–2022): Secretarul de presă al Pentagonului, John Kirby, anunță că Pentagonul va desfășura 3.000 de soldați în Europa de Est pentru a-și apăra aliații și a contracara agresiunea Rusiei împotriva Ucrainei.
- 3 februarie: Rusia retrage acreditările de presă tuturor angajaților Deutsche Welle și închide studioul organizației media germane de la Moscova, ca răspuns la blocarea autorităților germane de reglementare a canalului de televiziune rus RT Deutsch.
- 3 februarie: Președintele Italiei Sergio Mattarella a depus jurământul pentru cel de al doilea mandat de președinte, după o săptămână de la alegerile din 24 ianuarie.
- 4 - 20 februarie: Are loc ediția 24 al Jocurilor Olimpice de iarnă din 2022 care se desfășoară la Beijing.
- 5 februarie: Președintele tunisian Kais Saied dizolvă Consiliul Suprem al Magistraturii. Liderii Consiliului declară dizolvarea drept ilegală.
- 5 februarie: Douăzeci de separatiști ai Armatei Naționaliste Baloch și nouă soldați pakistanezi au fost uciși în timpul raidurilor din Panjgur și Nushki, după ce BNA a atacat două posturi de securitate în urmă cu două zile, ucigând patru soldați și un civil.
- 6 februarie: Se încheie cea de-a 33-a a Cupei Africii pe Națiuni, Senegalul câștigând primul lor trofeu internațional după ce a învins Egiptul la penalty-uri în finala de pe Stadionul Paul Biya din Yaoundé, Camerun. Atacantul senegalez Sadio Mané este desemnat cel mai bun jucător al turneului.
- 6 februarie: Ciclonul Batsirai, un ciclon de categoria 4 pe Scara Saffir-Simpson, ucide cel puțin 10 persoane și strămută peste 48.000 după ce a ajuns în Madagascar.
- 7 februarie: Poliția tunisiană închide clădirea Consiliului Suprem de Justiție și împiedică intrarea membrilor acestuia și a personalului acestora. Corpul juridic a fost dizolvat cu o zi înainte de către președintele Kais Saied, într-o mișcare larg condamnată în interiorul națiunii ca fiind ilegală.
- 7 februarie: Cancelarul german Olaf Scholz se întâlnește cu președintele american Joe Biden în timpul primei vizite în Statele Unite pentru a discuta despre situația din Ucraina, spunând că Germania va „acționa împreună” cu Statele Unite dacă Rusia va invada Ucraina.
- 8 februarie: Polonia își amână pe termen nelimitat termenul limită de 1 martie pentru vaccinarea completă obligatorie pentru profesori, armată și ofițeri de poliție, având în vedere ritmul actual de vaccinare.
- 8 februarie: Mii de slovaci protestează la Bratislava împotriva unui potențial tratat de apărare militară între Slovacia și Statele Unite. Poliția a împiedicat unii protestatari să intre în clădirea Consiliului Național, unde proiectul de lege este dezbătut de parlamentari.
- 9 februarie: Johnson & Johnson suspendă oficial producția vaccinului său COVID-19. Se spune că producția se va relua probabil mai târziu și că milioane de doze rămân stocate pentru distribuție conform acordurilor anterioare.
- 9 februarie: s-a anunțat relansarea posturilor TV: TVR Cultural și TVR Info.
- 9 februarie: Jocurile Olimpice de iarnă din 2022: Patinatoarea artistică rusă Kamila Valieva a fost testată pozitiv pentru substanțe interzise după ce a câștigat aurul la proba pe echipe, amânând ceremonia de decernare a medalilor.
- 10 februarie: Arheologii anunță descoperirea unui dinte uman în Grotte Mandrin de lângă Malataverne, Franța, datând cu 54.000 înaintea erei noastre, cu aproximativ 10.000 de ani înainte de data acceptată în prezent pentru sosirea Homo sapiens în Europa.
- 10 februarie: Criza ruso-ucraineană (2021-2022): Președintele american Joe Biden le cere tuturor americanilor rămași în Ucraina să părăsească imediat această țară, din cauza amenințărilor sporite ale acțiunii militare ruse. Departamentul de Stat al SUA emite un avertisment de călătorie de nivel 4, cel mai înalt nivel.
- 10 februarie: Criza ruso-ucraineană (2021-2022): Ucraina spune că exercițiile marinei ruse în Marea Neagră și Marea Azov au făcut navigația „practic imposibilă”, precizând că exercițiile fac parte dintr-un „război hibrid” împotriva țării. Ministrul de externe Dmytro Kuleba spune că Marea Azov este complet blocată, blocând în esență porturile ucrainene.
- 10 februarie: Criza ruso-ucraineană (2021-2022): Rusia și Belarus încep un exercițiu militar de 10 zile cunoscut sub numele de „Rezolvarea Aliată-2022”, pe fondul tensiunilor în curs cu Ucraina. Statele Unite și NATO denunță exercițiul, NATO numind-o cea mai mare desfășurare de trupe rusești de la Războiul Rece.
- 11 februarie: Lt. Col. Paul-Henri Sandaogo Damiba, liderul juntei militare, este declarat președinte de Consiliul Constituțional din Burkina Faso. „Alegerea lui”, considerată efectivă retroactiv de la lovitura de stat din 24 ianuarie, va fi oficializată printr-o inaugurare pe 16 februarie.
- 11 februarie: Criza ruso-ucraineană (2021-2022): Administrația Biden spune că Rusia are acum suficiente trupe și echipamente militare la locul lor pentru a lansa o invazie a Ucrainei și îi avertizează pe americani să părăsească țara în următoarele 48 de ore.
- 11 februarie: Criza ruso-ucraineană (2021-2022): Ministerul de Externe britanic le ordonă cetățenilor britanici să părăsească imediat Ucraina, deoarece o invazie rusă pare acum a fi iminentă.
- 11 februarie: Criza ruso-ucraineană (2021-2022): Se anunță că Forțele Armate ale Statelor Unite vor desfășura 3.000 de soldați suplimentari din Divizia 82 Aeropurtată în Polonia în „zilele următoare”, pe fondul tensiunilor cu Rusia.
- 11 februarie: Criza ruso-ucraineană (2021-2022): Israelul începe să evacueze personalul ambasadei și familiile diplomaților din Kiev și, de asemenea, ordonă o avertizare de călătorie pentru toți israelienii, spunând că o ofensivă rusă la scară largă ar putea avea loc în curând.
- 11 februarie: Criza ruso-ucraineană (2021-2022): Japonia își îndeamnă cetățenii să părăsească imediat Ucraina. În prezent, în Ucraina trăiesc aproximativ 150 de cetățeni japonezi.
- 11 februarie: Criza ruso-ucraineană (2021-2022): Coreea de Sud interzice orice călătorie în Ucraina și le cere cetățenilor săi să părăsească imediat Ucraina.
- 11 februarie: Criza ruso-ucraineană (2021-2022): Imaginile din satelit înregistrează Rusia adunând mai multe trupe lângă granița dintre Rusia și Ucraina.
- 12 februarie: Criza ruso-ucraineană (2021-2022): Mai multe națiuni, inclusiv Estonia, Irak, Palestina, Spania și Taiwan, avertizează împotriva călătoriei în Ucraina și își îndeamnă cetățenii să părăsească țara.
- 13 februarie: Frank-Walter Steinmeier este reales președinte al Germaniei.
- 14 februarie: Steagul statului Mauritius este arborat pe Arhipelagul Chagos, controlat de britanici, din Oceanul Indian, pentru prima dată în istorie. Premierul maurițian Pravind Jugnauth descrie evenimentul drept un „moment istoric”, spunând că a venit timpul ca Regatul Unit să cedeze controlul asupra arhipelagului.
- 14 februarie: Criza ruso-ucraineană (2021-2022): Rusia respinge cererea oficială ucraineană pentru o întâlnire între ambele țări și Organizația pentru Securitate și Cooperare în Europa pentru a discuta despre criză.
- 14 februarie: Departamentul de Justiție al Statelor Unite cere Hondurasului arestarea și extrădarea fostului președinte al statului Honduras Juan Orlando Hernández, care a părăsit mandatul în urmă cu mai puțin de o lună.
- 15 februarie: Fostul președinte al statului Honduras Juan Orlando Hernández este arestat la Tegucigalpa după ce SUA au cerut extrădarea lui sub acuzația de trafic de droguri.
- 15 februarie: Duma de Stat a Rusiei adoptă un proiect de lege care recunoaște oficial autoproclamata Republică Populară Donețk și Republica Populară Lugansk din estul Ucrainei ca state independente. Proiectul de lege a fost trimis președintelui Vladimir Putin pentru aprobare finală.
- 16 februarie: Reglementarea Condiționalității Statului de Drept: Curtea Europeană de Justiție respinge contestațiile Poloniei și Ungariei împotriva regulamentului și confirmă că regulamentul este în conformitate cu tratatele Uniunii Europene. Acest lucru va permite Comisiei Europene să suspende fonduri de la bugetul UE către statele membre care au probleme legate de statul de drept care ar putea afecta gestionarea fondurilor UE.
- 17 februarie: Criza ruso-ucraineană (2021–2022): Guvernul ucrainean îi acuză pe separatiștii ruși că au bombardat cu artilerie o grădiniță din Stanîcino-Luhanske, Regiunea Luhansk, rănind trei civili. Republica Populară Lugansk spune că forțele sale au fost atacate de armata ucraineană cu mortiere, lansatoare de grenade și foc de mitralieră. Cel puțin 32 de obuze au lovit orașul, provocând pene de curent și distrugând mai multe structuri.
- 18 februarie: Criza ruso-ucraineană (2021–2022): Republica Populară Donețk și Republica Populară Lugansk ordonă evacuarea obligatorie a civililor din capitalele lor respective. Se așteaptă ca aproximativ 700.000 de persoane să fie evacuate în Rusia, primele autobuze care transportă civili la granița cu Rusia călătoresc deja spre Regiunea Rostov. Președintele rus Vladimir Putin a ordonat să fie plătite refugiaților din Donbas alocații forfetare de 10.000 de ruble (130 de dolari SUA).
- 18 februarie: Criza ruso-ucraineană (2021–2022): Un jeep UAZ-469 a fost aruncat în aer în afara unei clădiri a guvernului Republicii Populare Donețk din orașul Donețk. Nu sunt raportate răniți.
- 18 februarie: Criza ruso-ucraineană (2021–2022): Rusia confirmă că conducta Drujba este în flăcări în regiunea Luhansk, ținută de rebeli, după ce o explozie masivă a întrerupt gazul la aproape o sută de gospodării. Conducta este una dintre principalele conducte ale Rusiei utilizate pentru transportul petrolului către Uniunea Europeană, deși livrările de tranzit către Europa nu au fost afectate și continuă ca de obicei.
- 18 februarie: Criza ruso-ucraineană (2021–2022): În Lugansk sunt raportate explozii suplimentare. Autoritățile Republicii Populare Lugansk declară că o benzinărie a fost aruncată în aer.
- 19 februarie: Eurodeputatul Eugen Tomac este ales din nou Președinte al PMP în congresul extraordinar, mai devreme fostul ministrul de externe Cristian Diaconescu a anunțat că va fuziona de la PMP cu AUR.
- 19 februarie: Criza ruso-ucraineană (2021–2022): Republica Populară Donețk și Republica Populară Lugansk declară o mobilizare militară completă, la o zi după ce au început evacuarea civililor în Rusia.
- 19 februarie: Criza ruso-ucraineană (2021–2022): Doi militari ucraineni sunt uciși, iar alți patru sunt răniți de bombardamentele forțelor separatiste. Separatiștii au deschis focul asupra a peste 30 de așezări cu artilerie, potrivit armatei ucrainene.
- 20 februarie: S-au încheiat Jocurile Olimpice de iarnă din 2022, cu Norvegia pe primul loc la numărul medalilor de aur și Rusia la numărul total de medalii.
- 20 februarie: Date scurse de la Credit Suisse dezvăluie identitățile a peste 30.000 de clienți ai băncii ale căror conturi bancare elvețiene numerotate anonime, care dețineau colectiv peste 100 de miliarde de dolari, le-au permis să-și păstreze identitatea secretă. Printre clienții săi se numărau șefi de stat (cum ar fi regele Abdullah al II-lea al Iordaniei), agresori ai drepturilor omului, traficanți de droguri, oficiali de informații și persoane supuse sancțiunilor sau implicate în infracțiuni financiare precum evaziunea fiscală sau corupția, printre altele. Datele secrete ale celei de-a doua bănci ca mărime din Elveția au fost divulgate în urmă cu aproximativ 1 an de către ziarul german Süddeutsche Zeitung și au fost analizate de organizația non-profit de raportare a crimei organizate și a corupției (OCCRP) și a altor 46 de organizații de știri, inclusiv The New York Times, Le Monde și The Guardian.

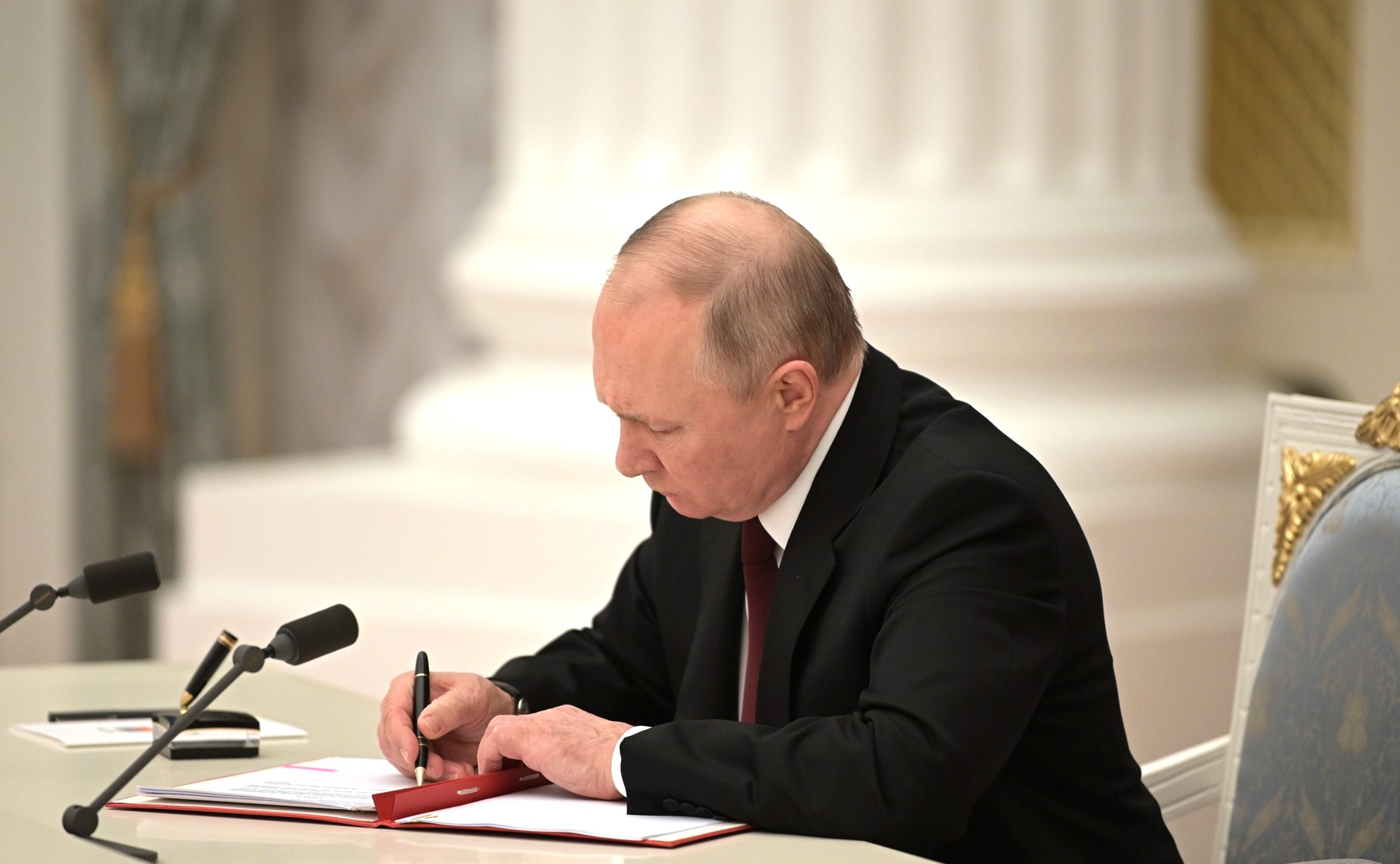
Vladimir Putin semnează decrete de recunoaștere a RPD și LPR și tratate de prietenie, cooperare și asistență reciprocă, 21 februarie 2022

- 21 februarie: Recunoașterea internațională a Republicii Populare Donețk și a Republicii Populare Lugansk: Președintele rus Vladimir Putin semnează decrete de recunoaștere a independenței Republicii Populare Donețk și Republicii Populare Lugansk cu efect imediat. El cere, de asemenea, parlamentului să ratifice tratatele de prietenie și ajutor reciproc cu teritoriile separatiste.
- 21 februarie: Recunoașterea internațională a Republicii Populare Donețk și a Republicii Populare Lugansk: Într-o adresă adresată națiunii, președintele Putin declară că Ucraina este o țară „fără tradiție de stat independent și o creație artificială a fondatorului Uniunii Sovietice Vladimir Lenin” și că țara a devenit un „regim marionetă al SUA plin de corupție”.
- 21 februarie: Recunoașterea internațională a Republicii Populare Donețk și a Republicii Populare Lugansk: Forțele armate ruse sunt desfășurate în republicile separatiste Donețk și Lugansk pentru o „misiune de menținere a păcii”, la scurt timp după ce Rusia a recunoscut independența republicilor.
- 21 februarie: Recunoașterea internațională a Republicii Populare Donețk și a Republicii Populare Lugansk: O coloană mare de vehicule militare, inclusiv tancuri, este raportată la periferia orașului Donețk la câteva ore după ce Rusia a recunoscut oficial republica autoproclamată ca stat independent.
- 21 februarie: Recunoașterea internațională a Republicii Populare Donețk și a Republicii Populare Lugansk: Rusia spune că a ucis cinci soldați ucraineni care au încercat să se infiltreze pe teritoriul său. Ucraina contestă afirmația ca fiind „știri false”.
- 22 februarie: Criza ruso-ucraineană (2021–2022): Germania suspendă proiectul Nord Stream 2 ca răspuns la recunoașterea de către Rusia a Republicii Populare Donețk și Republicii Populare Lugansk ca state independente.
- 22 februarie: Recunoașterea internațională a Republicii Populare Donețk și a Republicii Populare Lugansk: Siria își exprimă sprijinul pentru recunoașterea Rusiei a Republicii Populare Donețk și a Republicii Populare Lugansk.
- 22 februarie: Recunoașterea internațională a Republicii Populare Donețk și a Republicii Populare Lugansk: Parlamentul rus ratifică tratatele de prietenie și cooperare cu RPD și LPR, în urma solicitării lui Putin făcută în ziua precedentă.

Harta animată a invaziei Federației Ruse asupra Ucrainei

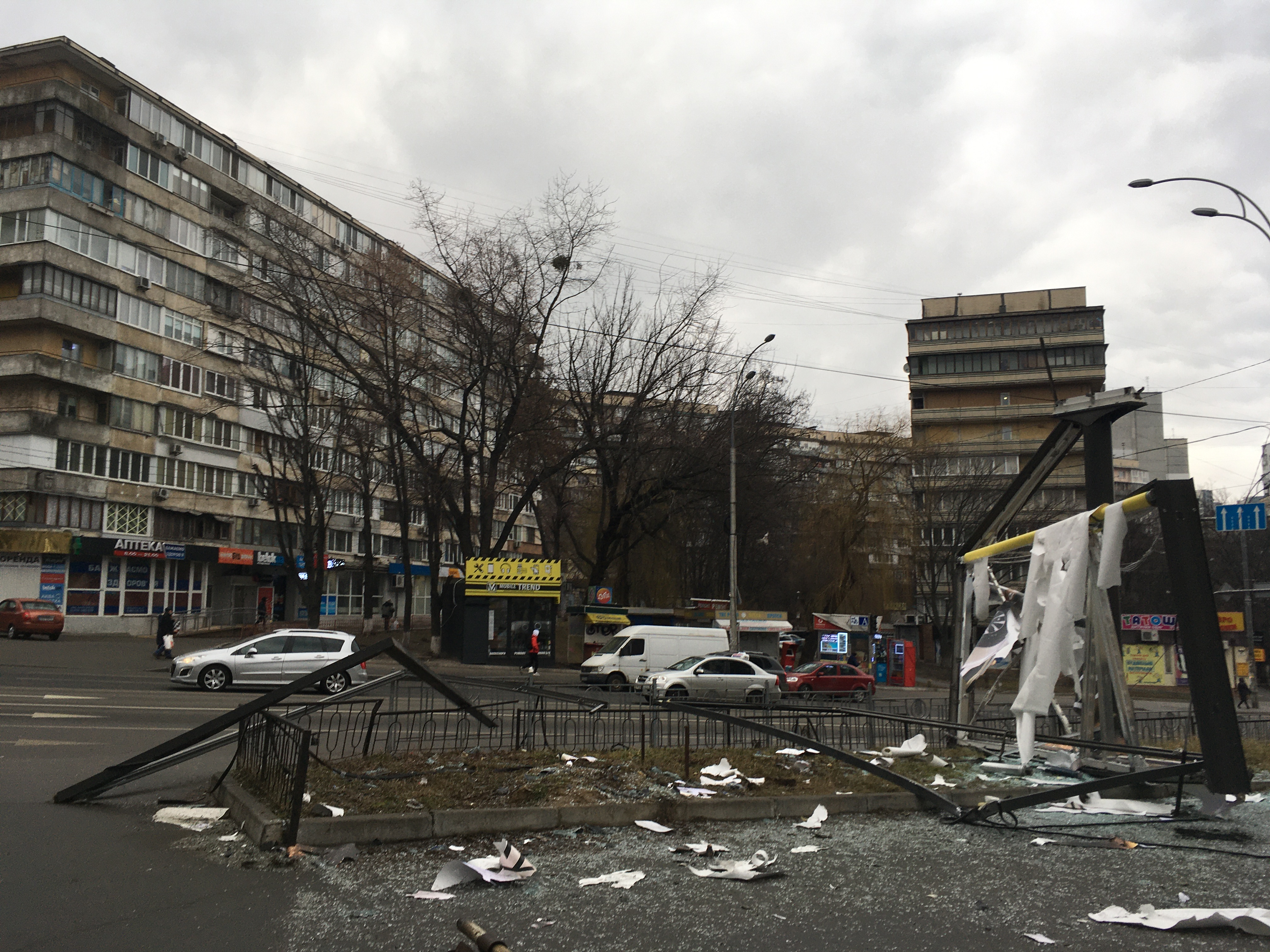
Structură din Kiev lovită de un fragment de rachetă, 24 februarie

- 24 februarie: Invazia Rusiei în Ucraina (2022): Președintele rus Vladimir Putin a ordonat o operațiune militară pentru „demilitarizarea și denazificarea” Ucrainei. Soldații belaruși ajută Rusia în invadarea Ucrainei. Putin avertizează despre „consecințele pe care nu le-ați văzut niciodată în istorie” oricine încearcă să se amestece sau să „creeze amenințări pentru țara noastră”.
- 24 februarie: Invazia Rusiei în Ucraina (2022): Președintele ucrainean Volodimir Zelenski a declarat legea marțială în toată țara ca răspuns la invazie.
- 24 februarie: Invazia Rusiei în Ucraina (2022): Ucraina confirmă că forțele terestre ruse au intrat în regiunele Luhansk, Sumî, Harkiv, Cernigău, Jîtomîr și au trecut granița din Crimeea ocupată. Trupele ruse atacă și orașele-port Odesa și Mariupol în debarcări amfibii. Tancurile rusești intră în orașul Harkiv, al doilea oraș ca mărime din Ucraina. Rachete balistice și de croazieră rusești lovesc mai multe orașe și aerodromuri ucrainene, inclusiv capitala Kiev și Harkiv. O rachetă rusă lovește sediul de informații al Ministerului Apărării din Kiev. Elicoptere rusești bombardează aeroportul Hostomel de la periferia Kievului. Ucraina spune că trei elicoptere au fost doborâte în apărare. Un Antonov An-26 al Forțelor Aeriene Ucrainene este doborât și se prăbușește în Obukhiv, ucigând cinci membri ai echipajului, potrivit Serviciului de Stat de Urgență al Ucrainei. Un atac asupra unei unități militare din Podilsk ucide șase civili și rănește încă șapte. O altă persoană a fost ucisă în orașul Mariupol. Încă nouăsprezece persoane sunt date dispărute. Optsprezece persoane au murit într-o lovitură cu rachete asupra orașului-port Odesa. Armata Ucrainei raportează uciderea a aproximativ 50 de soldați ruși și a cel puțin 40 confirmați uciși în acțiune în rândul forțelor sale armate în timpul luptelor din estul Ucrainei; un înalt oficial guvernamental ucrainean estimează sute de decese în urma atacurilor aeriene în rândul trupelor ucrainene. Forțele armate ruse spun că „ofensiva sa fulger” a paralizat armata ucraineană și i-a suprimat sistemele de apărare aeriană; Forțele aeriene ucrainene spun că resping invadatorii ruși.
- 24 februarie: Invazia Rusiei în Ucraina (2022): Ucraina raportează că navele de război ale Marinei Ruse au atacat Insula Șerpilor, administrată de România și Ucraina, din apropierea Deltei Dunării. Dacă este confirmat, ar fi primul atac rusesc asupra unui stat NATO. O navă deținută de Turcia este bombardată în largul coastei Odessei, potrivit Direcției Generale pentru Siguranța Coastă a Turciei. Nu sunt raportate victime.
- 24 februarie: Invazia Rusiei în Ucraina (2022): Trupele ruse intră în Zona de excludere a Cernobîlului; Ucraina spune că forțele ruse au capturat centrala nucleară de la Cernobîl. Zelenskii numește atacul de la Cernobîl „o declarație de război la adresa întregii Europe”.
- 24 februarie: Invazia Rusiei în Ucraina (2022): Trupele ruse intră în Sumî și preiau controlul asupra drumului care duce de la Kiev la Moscova în regiune; luptele pentru orașele strategice de pe calea ferată spre Sumî sunt în desfășurare.
- 24 februarie: Invazia Rusiei în Ucraina (2022): Rusia anunță controlul Canalului Crimeea de Nord din regiunea Herson și restabilirea alimentării cu apă în Crimeea.
- 24 februarie: România, Polonia și statele baltice convin să declanșeze articolul 4 din Tratatul Atlanticului de Nord al NATO ca răspuns la agresiunea Rusiei.
- 24 februarie: Ministrul german de externe Annalena Baerbock afirmă că Germania va „lansa pachetul complet cu cele mai masive sancțiuni împotriva Rusiei”.
- 24 februarie: Ucraina suspendă relațiile diplomatice cu Rusia ca răspuns la invazie.
- 24 februarie: Președintele lituanian Gitanas Nausėda anunță că va semna un decret prin care se declară starea de urgență și îi va cere Seimas-ului lituanian să îl ratifice într-o sesiune extraordinară.
- 24 februarie: Moldova declară stare de urgență ca răspuns la invazie. Sute de ucraineni trec granița, potrivit președintelui Maia Sandu.
- 24 februarie: Ucraina, Belarus și Moldova își închid spațiile aeriene aeronavelor comerciale.
- 24 februarie: Președintele american Joe Biden îi ordonă secretarului Apărării Lloyd Austin să trimită 7.000 de soldați în Germania pentru a-i ajuta pe aliații NATO.
- 24 februarie: Se anunță că Rusia va participa la viitorul Concurs Muzical Eurovision de la Torino, Italia, în ciuda invadării Ucrainei.
- 24 februarie: O vânzare masivă are loc la Bursa de Valori din Moscova, ceea ce determină operatorul său să declanșeze întrerupătoarele de două ori în trei ore. Cursul de schimb al rublei ruse scade la un minim record de 89,98 ₽ per dolar american.
- 24 februarie: Banca Națională a Ucrainei fixează rata oficială a hrivnei la dolarul american la 29,25 ₴, interzice achizițiile de valută străină pe piața interbancară și introduce limite de retragere de numerar. Banca centrală dispune, de asemenea, suspendarea tuturor tranzacțiilor cu conturile rusești și introduce împrumuturi nelimitate de lichiditate pe termen scurt pentru bănci.
- 24 februarie: Uniunea Europeană spune că va introduce „cel mai puternic, cel mai dur pachet” de sancțiuni asupra economiei ruse ca răspuns la invazie.
- 24 februarie: Guvernul Noii Zeelande este de așteptat să introducă un pachet de sancțiuni împotriva Rusiei, care include interzicerea intrării și tranzitului prin țară a oficialilor guvernamentali ruși și a altor persoane legate de invazie, precum și interzicerea exportului de mărfuri către Forțele militare și de securitate ruse.
- 24 februarie: Președintele sud-coreean, Moon Jae-in, anunță că țara va impune sancțiuni economice împotriva Rusiei.
- 24 februarie: Premierul Boris Johnson anunță că Regatul Unit va impune sancțiuni băncilor și oligarhilor ruși. Companiei aeriene ruse Aeroflot i se va interzice, de asemenea, să opereze zboruri către Marea Britanie din cauza invaziei.
- 24 februarie: Canada reziliază toate permisele de export cu Rusia ca răspuns la invazia Ucrainei.
- 24 februarie: Președintele american Joe Biden anunță sancțiuni împotriva Rusiei și promite că ar putea veni și sancțiuni suplimentare. El reafirmă, de asemenea, că SUA nu vor interveni direct în Ucraina, ci vor continua să apere NATO.
- 24 februarie: Prim-ministrul indian Narendra Modi și președintele rus Vladimir Putin au avut o comvorbire telefonică. În timpul comvorbirii, Modi a cerut Rusiei și Ucrainei „să pună capăt violenței”
- 24 februarie: Letonia și Republica Cehă suspendă eliberarea vizelor cetățenilor ruși.

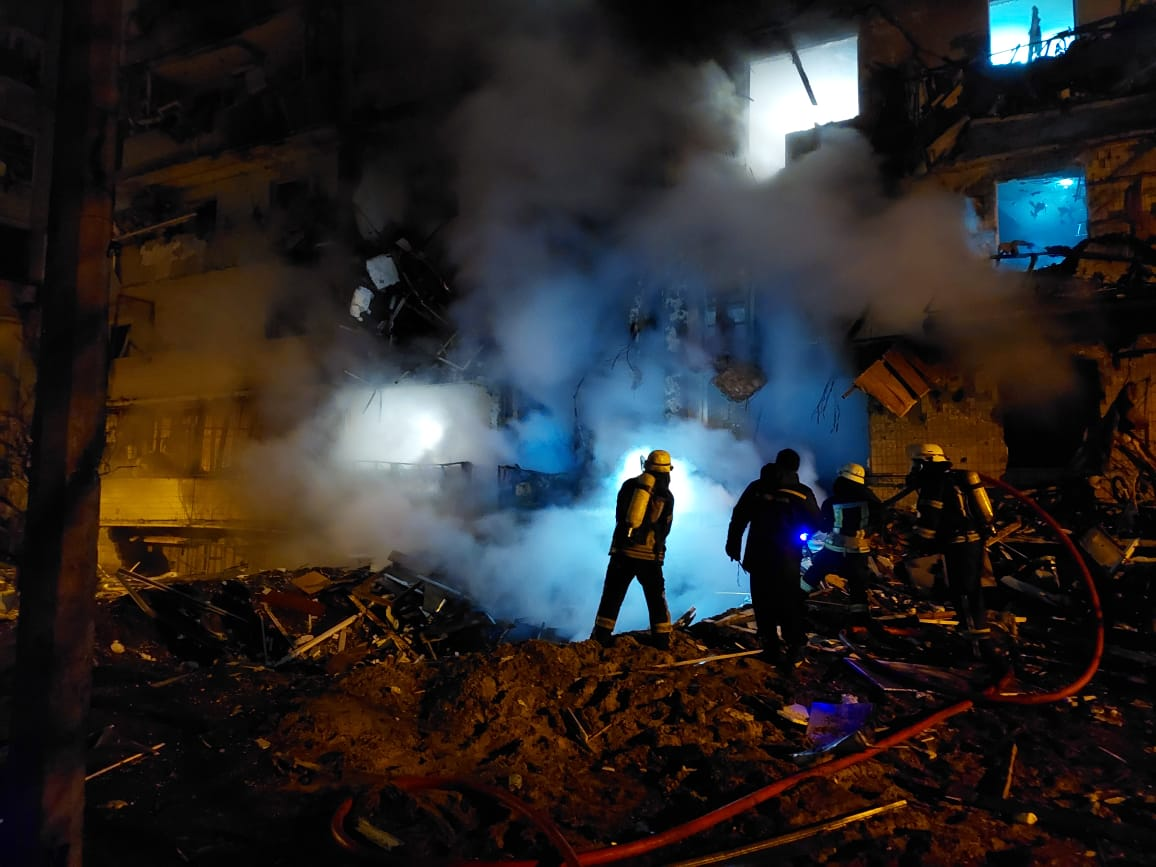
Bloc de apartamente din Kiev (strada Oleksandr Koshyts) după bombardare, 25 februarie

- 25 februarie: Invazia Rusiei în Ucraina (2022): Armata ucraineană spune că a aruncat în aer un pod pentru a împiedica forțele ruse să înainteze spre Kiev.
- 25 februarie: Invazia Rusiei în Ucraina (2022): Ucraina spune că trupele rusești au intrat în Kiev și că lupte grele sunt în desfășurare. Videoclipurile de pe rețelele de socializare arată tancuri avansând prin cartierul Obolon al orașului. În cartierul Podilskyi al orașului sunt semnalate și focuri de armă și explozii.
- 25 februarie: Invazia Rusiei în Ucraina (2022): Rachetele ucrainene OTR-21 Tochka atacă baza aeriană Millerovo din regiunea Rostov, Rusia, distrugând două avioane de război ale Forțelor Aeriene Ruse, potrivit oficialilor ucraineni. Imaginile par să arate baza aeriană în flăcări.
- 25 februarie: Invazia Rusiei în Ucraina (2022): O coloană de soldați ruși este învinsă de armata ucraineană la Starobilsk.
- 25 februarie: Invazia Rusiei în Ucraina (2022): Trupele de asalt aeropurtate ucrainene luptă cu soldați ruși la Ivankiv și Dîmer.
- 25 februarie: Invazia Rusiei în Ucraina (2022): Un căpitan și un caporal din Brigada de asalt aerian a 11-a de gardă rusă se predă Forțelor Armate ale Ucrainei lângă Cernihiv.
- 25 februarie: Invazia Rusiei în Ucraina (2022): Inspectoratul de Reglementare Nuclear de Stat al guvernului ucrainean spune că în zona de excludere de la Cernobîl au fost detectate niveluri de radiații gamma mai mari decât cele obișnuite, după ce centrala a fost capturată de Rusia.
- 25 februarie: Invazia Rusiei în Ucraina (2022): Ministerul rus al Apărării spune că Forțele Aeropurtate Ruse au recucerit aeroportul strategic Hostomel de lângă Kiev, după ce au atacat baza aeriană cu 200 de elicoptere.
- 25 februarie: Mitropolitul Banatului, înaltpreasfinția sa Ioan Selejan a cerut pe crendicioșii bănățeni să roage la Dumnezeu cu pace pentru Ucraina.
- 25 februarie: Invazia Rusiei în Ucraina (2022): Fostul Președinte al Ucrainei Petro Poroșenko este pregătit să apere Kievul cu arma în mână și să-i învingă pe militarii ruși.
- 25 februarie: În timpul unui summit de urgență al NATO, secretarul general Jens Stoltenberg anunță că NATO va furniza arme Ucrainei. El mai anunță că Forța de Răspuns NATO va fi activată pentru prima dată în istorie.
- 25 februarie: Kazahstan respinge cererea Rusiei de a se alătura trupelor la război. De asemenea, nu se va alătura recunoașterii de către Putin a Republicii Populare Donețk sau a Republicii Populare Lugansk.
- 25 februarie: Președintele ucrainean Volodîmîr Zelenski acuză conducerea europeană de „inacțiune” în fața invaziei ruse, spunând „Ca și cel de-al Doilea Război Mondial, ați spus niciodată, dar iată-l din nou și nu faceți suficient pentru a răspunde”. De asemenea, Zelensky face apel la cetățenii din întreaga Uniune Europeană să protesteze și să-și forțeze guvernele să ia măsuri mai decisive.
- 25 februarie: O navă chimică sub pavilion moldovenesc a fost lovită de o rachetă în apropierea portului Odesa, rănind grav doi membri ai echipajului, potrivit agenției navale a Republicii Moldova. Nu este clar cine a lansat racheta.
- 25 februarie: Președintele rus Vladimir Putin îndeamnă Forțele Armate ale Ucrainei să „preia puterea în propriile mâini” și să răstoarne guvernul ucrainean, pe care l-a numit „o bandă de dependenți de droguri și neonaziști”.
- 25 februarie: Purtătorul de cuvânt al ministerului rus de externe, Maria Zakharova, avertizează atât Finlanda, cât și Suedia că s-ar putea confrunta cu „consecințe militare și politice dăunătoare” dacă încearcă să adere la NATO.
- 25 februarie: Rusia este descalificată de la Concursul Muzical Eurovision 2022 din cauza invaziei sale în Ucraina.
- 25 februarie: Premierul taiwanez Su Tseng-chang anunță că Taiwan va impune sancțiuni Rusiei în urma invaziei Ucrainei.
- 25 februarie: Rusia interzice toate companiile aeriene britanice să acceseze spațiul aerian și aeroporturile sale, ca răspuns la interzicerea Marii Britanii asupra transportatorului său pavilion Aeroflot.
- 25 februarie: Uniunea Europeană îngheață toate bunurile deținute de președintele rus Vladimir Putin și de ministrul de externe Serghei Lavrov în UE.
- 25 februarie: Administrația Biden anunță că SUA se vor alătura Uniunii Europene pentru a impune sancțiuni împotriva lui Putin.
- 25 februarie: Consiliul Europei anunță suspendarea calității de membru al Rusiei.
- 25 februarie: Consiliul OCDE încheie oficial procesul de aderare a Rusiei la organizație.
- 25 februarie: Președintele rus Vladimir Putin i-a spus președintelui chinez Xi Jinping că Rusia este dispusă să poarte discuții cu Ucraina.
- 25 februarie: Președintele ucrainean Volodimîr Zelenskii îl îndeamnă pe Vladimir Putin să se angajeze în discuții pentru a pune capăt conflictului.
- 25 februarie: Secretarul de presă al Kremlinului, Dmitri Peskov, a declarat că Rusia a fost de acord să poarte discuții și va trimite o delegație la Minsk, Belarus.
- 25 februarie: Consilierul prezidențial ucrainean Mykhailo Podolyak spune că țara este pregătită să poarte discuții cu Rusia privind statutul neutru pentru a pune în aplicare o încetare a focului. Se așteaptă să fie anunțate ora și locul.
- 25 februarie: Președintele Zelenskii cere premierului israelian Naftali Bennett să servească drept mediator în discuțiile dintre Ucraina și Rusia.
- 25 februarie: Statele Federate ale Microneziei suspendă legăturile diplomatice cu Rusia.
- 25 februarie: Ministrul chinez de externe Wang Yi îndeamnă Rusia să respecte „suveranitatea teritorială” a Ucrainei și „să pună capăt victimelor civile prin reluarea negocierilor”.
- 25 februarie: Secretarul Ministerului de Externe din Belarus, Anatoly Glaz, spune că Belarus este gata să contribuie la aducerea păcii în Ucraina, pe fondul unor eventuale discuții de pace la Minsk.
- 25 februarie: Ucrainenii, norvegienii și rușii organizează un protest comun împotriva războiului la Kirkenes, Norvegia, cerând ca Vladimir Putin să fie judecat la Curtea Penală Internațională de la Haga, Țările de Jos.
- 25 februarie: Protestatarii se adună la Sarajevo, Bosnia și Herțegovina, pentru a fi solidari cu Ucraina.
- 25 februarie: Protestatarii se adună la consulatul rus din Edinburgh, Scoția, pentru a doua zi consecutiv, pentru a-și exprima indignarea față de război.
- 25 februarie: Rusia anunță că a restricționat parțial accesul la Facebook.
- 25 februarie: UEFA anunță mutarea finalei Ligii Campionilor din acest an de pe Stadionul Krestovsky din Sankt Petersburg pe Stade de France de lângă Paris, ca răspuns la criză.
- 25 februarie: Federația Internațională de Automobilism anulează ediția din acest an a Marele Premiu al Rusiei de la Soci, programată inițial pentru 25 septembrie, afirmând că „este imposibil să se organizeze Marele Premiu al Rusiei în circumstanțele actuale”.

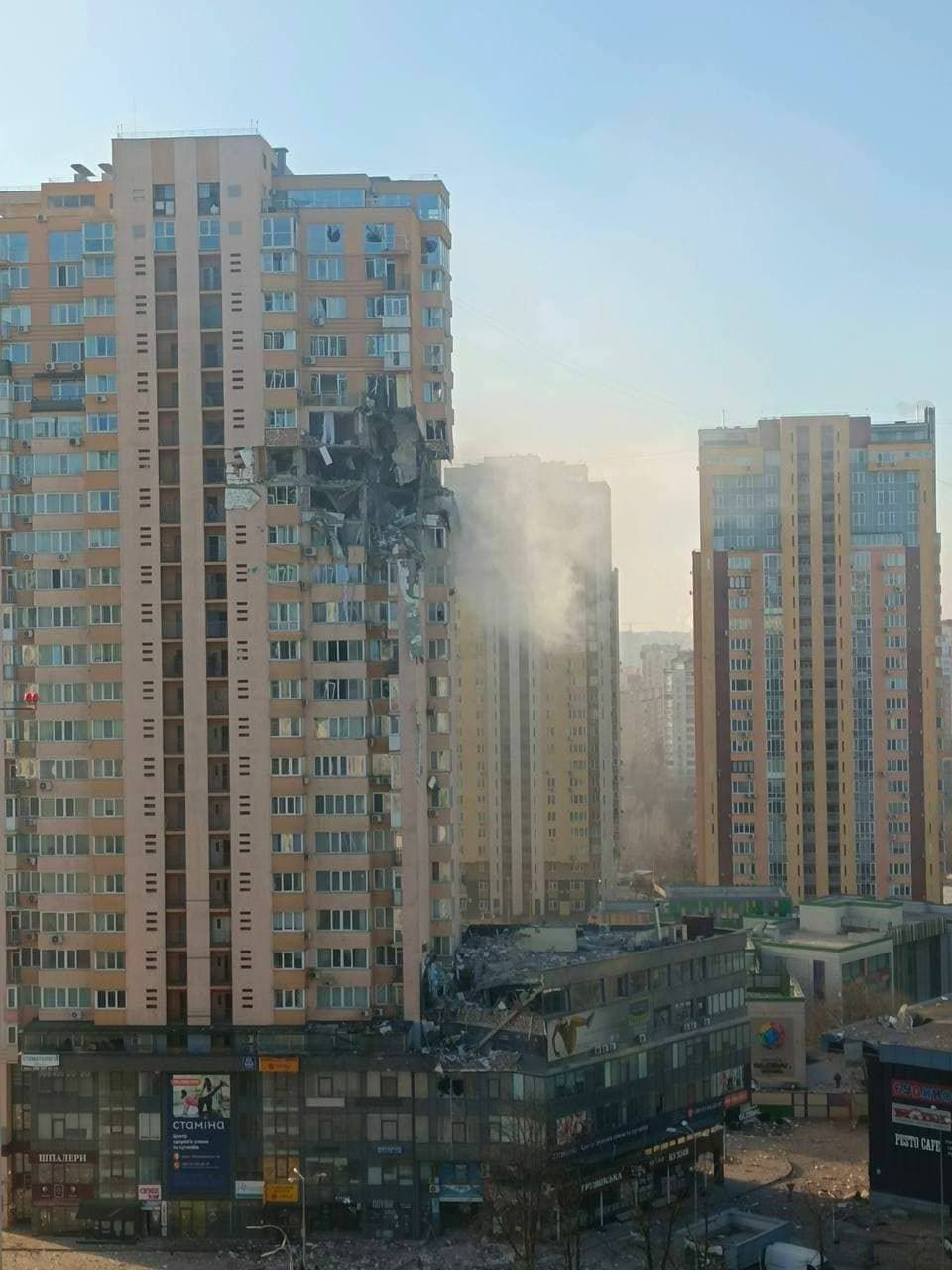
Bloc de apartamente din Kiev (bulevardul Valeri Lobanovskyi) lovit de o rachetă, 26 februarie

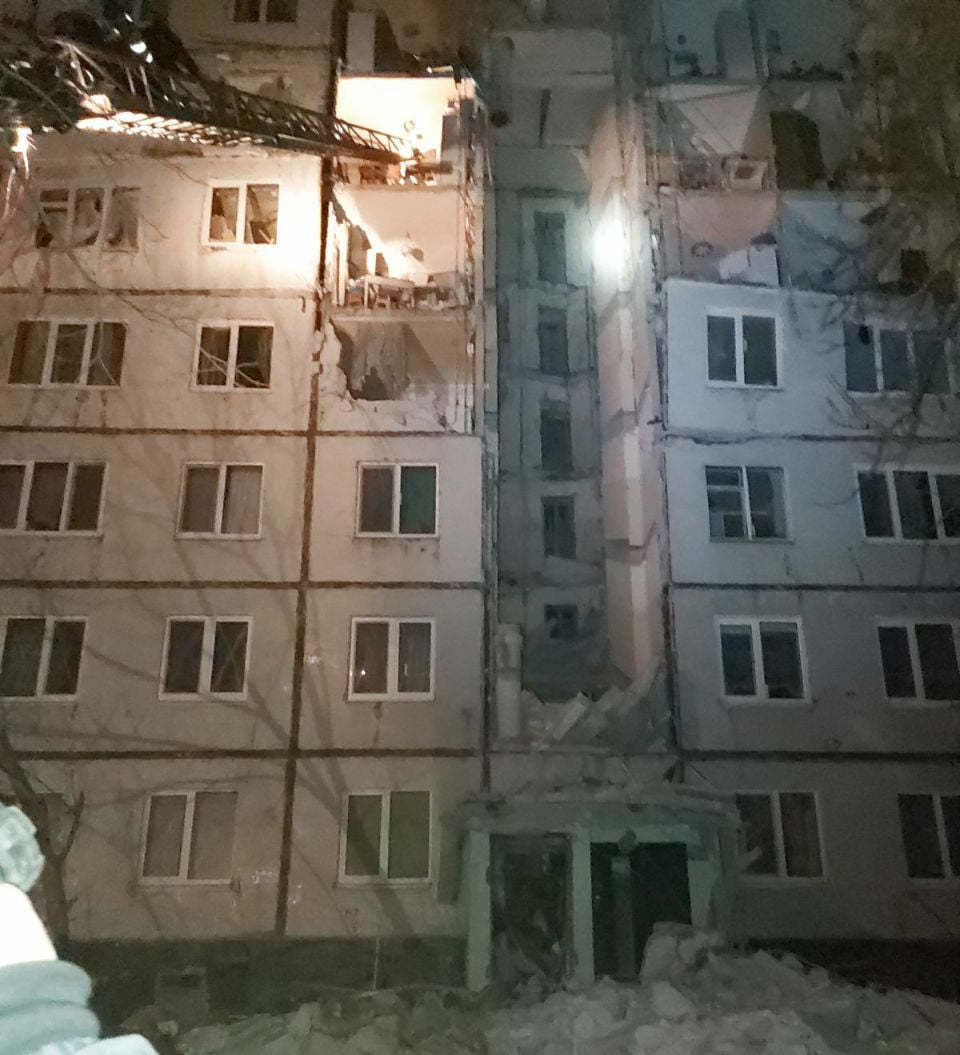
Bloc de apartamente din Harkiv parțial ruinat de o rachetă, 26 februarie

- 26 februarie: Invazia Rusiei în Ucraina (2022): Forțele terestre ruse încearcă să atace o bază militară de lângă Kiev, pe Bulevardul Victoriei, precum și o stație de generare a energiei electrice din oraș. Armata ucraineană spune că au respins ambele atacuri.
- 26 februarie: Invazia Rusiei în Ucraina (2022): Un bloc-turn rezidențial de lângă Aeroportul Internațional Kiev a fost lovit de o rachetă.
- 26 februarie: Invazia Rusiei în Ucraina (2022): Armata Ucrainei susține că apărarea sa antiaeriană a doborât două avioane de transport rusești Iliușin Il-76 care transportau parașutiști în apropierea orașelor Vasîlkiv și Bila Țerkva din Regiunea Kiev, dar nu a furnizat nicio dovadă video sau detalii despre locurile accidentului. Ucraina mai susține că un avion de atac Suhoi Su-25 a fost doborât.
- 26 februarie: Invazia Rusiei în Ucraina (2022): Forțele armate ruse raportează că au capturat orașul Melitopol din Regiunea Zaporijjea. Cu toate acestea, această afirmație este contestată. Presa de stat rusă spune că trupele ruse au intrat în oraș după ce nu s-au confruntat cu „nicio rezistență”.
- 26 februarie: Invazia Rusiei în Ucraina (2022): Președintele ucrainean Volodymyr Zelenskyi postează un videoclip cu el însuși în capitala Kiev, pe fondul zvonurilor că ar fi părăsit țara.
- 26 februarie: Invazia Rusiei în Ucraina (2022): Marina rusă avertizează că toate navele și navele civile care încearcă să se apropie de coasta ucraineană a Mării Negre vor fi distruse ca „amenințări teroriste”.
- 26 februarie: Invazia Rusiei în Ucraina (2022): Polonia spune că aproximativ 100.000 de ucraineni au trecut granița de când a început invazia.
- 26 februarie: Invazia Rusiei în Ucraina (2022): Președintele rus Vladimir Putin dă ordine de extindere a ofensivei, după ce a declarat „moarte” negocierile de pace.
- 26 februarie: Invazia Rusiei în Ucraina (2022): Armata ucraineană distruge șine la toate nodurile feroviare care duc spre Rusia, ca parte a unei încercări de a preveni livrarea proviziilor militare rusești de către trenurile de marfă.
- 26 februarie: Invazia Rusiei în Ucraina (2022): Serghei Aksionov, șeful Republicii Crimeea, spune că rezervele de apă prin Canalul Crimeea de Nord au revenit după ce rușii au distrus barajul care împiedica curgerea apei din râul Nipru.
- 26 februarie: Forțele ruse bombardează orașul Sartana, Ucraina, și satul Buhas din apropiere, ucigând zece cetățeni greci.
- 26 februarie: Într-o declarație comună oficială, Comisia Europeană, Franța, Germania, Italia, Regatul Unit, Canada și Statele Unite sunt de acord să elimine unele bănci rusești din SWIFT. Grupul se angajează, de asemenea, să „impună măsuri restrictive care să împiedice Banca Centrală Rusă să-și desfășoare rezervele internaționale în moduri care să submineze impactul sancțiunilor noastre”.
- 26 februarie: Mai mulți producători de cipuri, inclusiv TSMC și Intel, opresc aprovizionarea cu produsele lor ca urmare a sancțiunilor împotriva Rusiei.
- 26 februarie: Estonia anunță că își va închide spațiul aerian tuturor companiilor aeriene ruse.
- 26 februarie: Președintele turc Recep Tayyip Erdogan a spus că Turcia depune eforturi pentru o încetare imediată a focului între Ucraina și Rusia.
- 26 februarie: Într-un apel telefonic, președintele francez Emmanuel Macron i-a cerut președintelui belarus Alexandr Lukașenko să ceară retragerea trupelor ruse din Ucraina. În timpul convorbirii telefonice, Lukașenko a numit și rapoartele conform cărora Belarus ar putea avea arme nucleare „știri false”.
- 26 februarie: Aproximativ 3.000 de protestatari anti-război din Rusia au fost reținuți de când președintele rus Vladimir Putin a lansat o invazie în Ucraina.
- 26 februarie: Protestatarii se adună la Ambasada Rusiei din Londra. În timpul protestului, demonstranții sunt văzuți cum aruncă cu ouă în ambasadă și cer lui Vladimir Putin să retragă trupele din Ucraina.
- 26 februarie: Aproximativ 200 de manifestanți din Taipei, Taiwan cer ca războiul să se încheie.
- 26 februarie: Poliția iraniană a dispersat protestatarii care scandează „Moarte lui Putin” în fața ambasadei Ucrainei la Teheran.
- 26 februarie: Protestatarii se adună în Kansas City, Salt Lake City, Space Needle din Seattle și alte orașe din SUA pentru a rămâne solitar cu Ucraina și a cere pace.
- 26 februarie: Mai mulți camionieri Freedom Convoy se adună la Grant Park din Chicago pentru a protesta singuri pentru oprirea războiului din Ucraina.
- 26 februarie: Rusia blochează accesul la platforma de socializare Twitter.

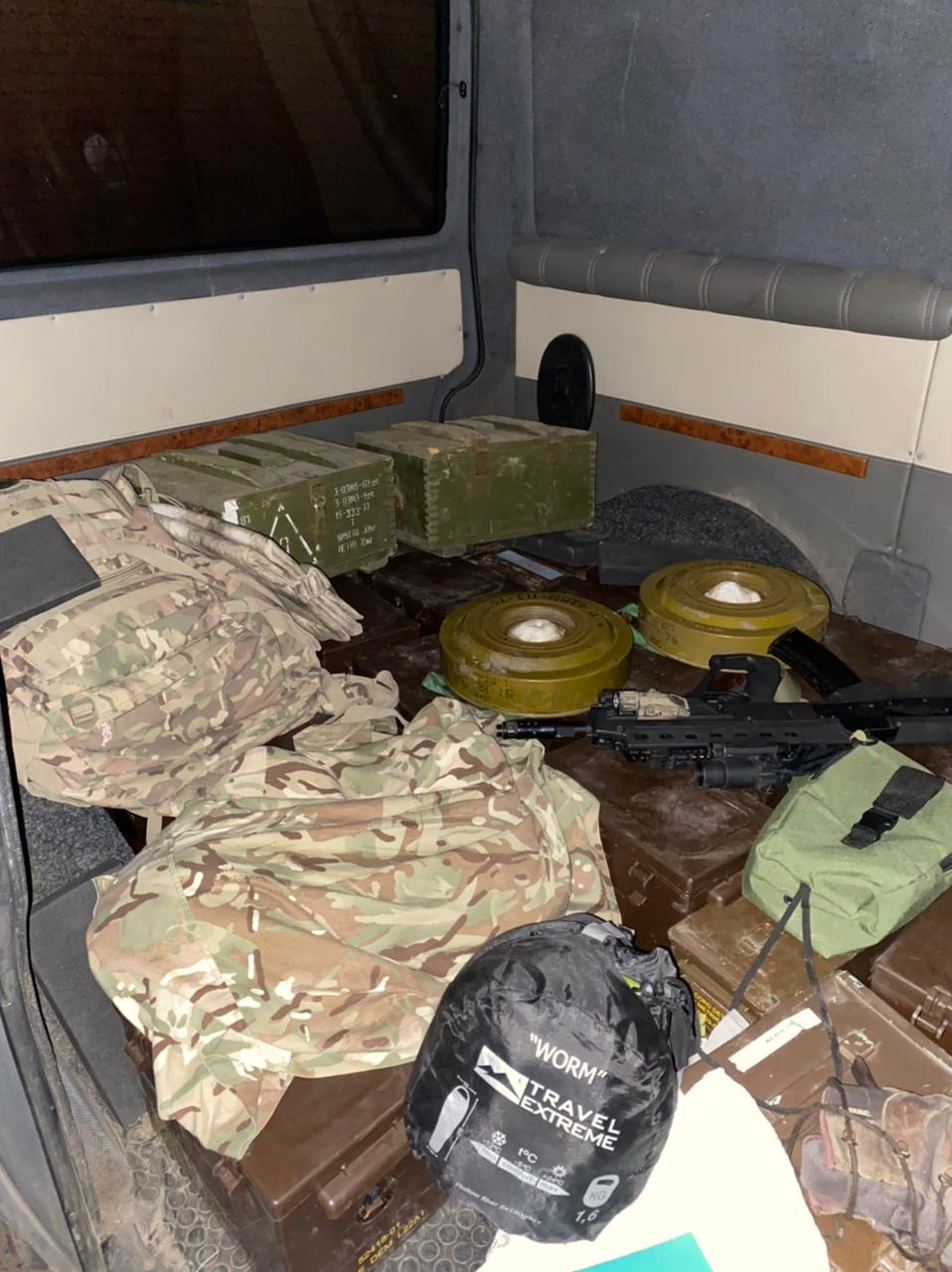
Echipamentul grupului de sabotaj și recunoaștere rusesc capturat în Regiunea Odesa din Ucraina

- 27 februarie: Invazia Rusiei în Ucraina (2022): Ministerul rus al Apărării a anunțat că forțele ruse au înconjurat complet Hersonul și Berdeanskul, pe lângă faptul că au capturat Heniceskul și Aeroportul Internațional Herson din Cernobaevka.
- 27 februarie: Invazia Rusiei în Ucraina (2022): Forțele terestre ruse încep să vizeze conductele de gaz și petrol în afara Harkivului și Kievului, în speranța că le vor incapacita apărarea; explozii multiple sunt raportate la un depozit de petrol de lângă Vasilkiv, Regiunea Kiev.
- 27 februarie: Invazia Rusiei în Ucraina (2022): Armata ucraineană anunță că Kievul rămâne sub controlul armatei. În plus, guvernatorul regional Oleh Sinegubov anunță că Harkivul rămâne sub controlul Ucrainei.
- 27 februarie: Armata ucraineană spune că a distrus un convoi de 56 de tancuri în apropierea capitalei Kiev și l-a ucis pe generalul cecen Magomed Tushaev.
- 27 februarie: Trupele ruse intră în orașul-port Berdiansk și confiscă toate clădirile administrative, potrivit primarului orașului.
- 27 februarie: Invazia Rusiei în Ucraina (2022): 368.000 de refugiați au fugit din Ucraina de la începutul invaziei, potrivit unei estimări a Înaltului Comisariat al Națiunilor Unite pentru Refugiați (UNHCR).
- 27 februarie: Invazia Rusiei în Ucraina (2022): Președintele rus Vladimir Putin ordonă ca forțele nucleare ale Rusiei să fie plasate în alertă maximă, ca răspuns la ceea ce el a numit „declarații agresive” ale membrilor NATO.
- 27 februarie: Invazia Rusiei în Ucraina (2022): Ucraina spune că a folosit drone Bayraktar TB2 UAV împotriva forțelor Moscovei.
- 27 februarie: Uniunea Europeană spune că va furniza avioane de luptă și va finanța 500 de milioane de euro pentru achiziționarea și livrarea de arme către Ucraina, pentru prima dată când UE face acest lucru. UE va furniza, de asemenea, 50 de milioane euro sub formă de materiale medicale.
- 27 februarie: Premierul danez Mette Frederiksen le permite voluntarilor să se alăture soldaților ucraineni pentru a lupta împotriva Rusiei.
- 27 februarie: Canada, Uniunea Europeană, Regatul Unit, Statele Unite și Japonia îngheață toate activele Băncii Centrale Ruse și ale Fondului Național de Avere Rusă aflate sub jurisdicția lor, împiedicând utilizarea a mai mult de o treime din rezervele valutare de 630 de miliarde de dolari ale Rusiei.
- 27 februarie: British Petroleum își lichidează participația de 19,75% din compania petrolieră de stat rusă Rosneft.
- 27 februarie: Fondul suveran al Norvegiei își va cesiona participațiile rusești.
- 27 februarie: Rubla rusă se confruntă cu spread-uri de cumpărare-vânzare extreme. În timp ce schimburile valutare din bănci oferă o gamă de 70–90 de ruble per dolar american și 80–100 de ruble per euro, cotațiile de vânzare variază de la 100 de ruble la peste 150 de ruble pentru 1 dolar american. Vânzarea în panică este suspectată ca motiv al fluctuațiilor.
- 27 februarie: Secretarul de presă al Kremlinului, Dmitri Peskov, a declarat că o delegație rusă a sosit la Gomel, Belarus, pentru a purta discuții ca parte a efortului de a pune capăt războiului. Cu toate acestea, președintele ucrainean Volodimîr Zelenski respinge Belarus deoarece țara este o parte neneutră în conflict. Ucraina și Rusia convin în cele din urmă să poarte negocieri la granița Belarus-Ucraina lângă râul Pripyat pe data de 28 februarie, în timp ce delegația ucraineană se deplasează la locație prin Polonia din motive de siguranță.
- 27 februarie: Ucraina dă în judecată Rusia la Curtea Internațională de Justiție, solicitând o interdicție prin care să dispună încetarea imediată a activităților militare ruse.
- 27 februarie: În cadrul unei întâlniri menite să aprobe un raport al Panelului Interguvernamental pentru Schimbări Climatice, delegatul rus Oleg Anisimov își cere scuze Ucrainei și spune că nu a existat „nici-o justificare” pentru invadarea Ucrainei.
- 27 februarie: Uniunea Europeană și Canada își închid spațiile aeriene aeronavelor rusești.
- 27 februarie: Mevlüt Çavușoğlu, ministrul de externe al Turciei, declanșează clauza de război a Convenției de la Montreux și limitează circulația navelor militare ale căror baze nu se află pe coasta Mării Negre.
- 27 februarie: Uniunea Europeană impune sancțiuni Belarusului, interzicând importul unor mărfuri, inclusiv lemn, oțel, combustibili derivați din petrol și ciment.
- 27 februarie: Prim-ministrul israelian Naftali Bennett se oferă să medieze un încetare a focului între Rusia și Ucraina.
- 27 februarie: Germania anunță că va trimite arme în Ucraina.
- 27 februarie: China și Uniunea Europeană vor găzdui un summit virtual pe 1 aprilie, ca parte a unui efort de atenuare a tensiunilor economice și geopolitice dintre cele două guverne, în special în ceea ce privește Lituania.
- 27 februarie: Manifestanții anti-război se adună la Minsk, Belarus, pentru a protesta împotriva invadării Ucrainei de către Rusia, în ciuda implicării Belarusului în invazie. Aproximativ 440 de persoane sunt reținute în proteste.
- 27 februarie: Uniunea Europeană interzice agenția de știri Sputnik și RT, ambele instituții de știri sponsorizate de stat, care sunt considerate pe scară largă pentru că promovează propaganda rusă.
- 27 februarie: În sport, FIFA interzice Rusiei să joace sub propriul steag, dar va permite țării să concureze sub un steag neutru al „Uniunii de fotbal a Rusiei”, care este similar cu modul în care Comitetul Olimpic Internațional cere sportivilor ruși să concureze la Jocurile Olimpice sub numele de Comitetul Olimpic Rus. Meciurile internaționale de fotbal care ar fi avut loc în Rusia pot fi jucate doar fără spectatori în alte țări, neutre. Cu toate acestea, mai multe echipe, inclusiv toți adversarii posibili în play-off pentru Cupa Mondială FIFA 2022, refuză să concureze împotriva echipei ruse.
- 27 februarie: Tot în sport, Federația Internațională de Judo îi suspendă președintelui rus Vladimir Putin titlurile de președinte onorific și ambasador al federației, „în lumina războiului în desfășurare... în Ucraina”.
- 28 februarie: Invazia Rusiei în Ucraina (2022): Zeci de oameni sunt uciși și alte sute sunt răniți într-un atac masiv cu MLRS asupra Harkivului, potrivit Ministerului de Interne ucrainean. Videoclipurile par să arate că munițiile cu dispersie sunt folosite în atacul cu rachete.
- 28 februarie: Invazia Rusiei în Ucraina (2022): Hennadii Matsehora, primarul din Kupeansk care a predat orașul rușilor în schimbul păcii în ziua precedentă, este acum acuzat de trădare de către oficialii ucraineni.
- 28 februarie: Invazia Rusiei în Ucraina (2022): Un convoi lung de 64 de kilometri (40 de mile) format din vehicule blindate, tancuri și artilerie al Forțelor Terestre rusești continuă să avanseze spre Kiev.
- 28 februarie: Invazia Rusiei în Ucraina (2022): Ambasadorul ucrainean în SUA, Oksana Markarova, confirmă că forțele ruse au atacat Ohtîrka cu o bombe cu vid.
- 28 februarie: Invazia Rusiei în Ucraina (2022): Rusia atacă Aeroportul Internațional Jitomir folosind rachete balistice Iskander lansate din Belarus.
- 28 februarie: Invazia Rusiei în Ucraina (2022): Ministerul rus al Apărării spune că forțele terestre ruse au capturat Centrala nucleară Zaporizhzhia din Regiunea Zaporijjea și că operațiunile centralei au continuat în mod normal sub paza soldaților. Cu toate acestea, Ucraina neagă că centrala electrică a fost confiscată de forțele ruse.
- 28 februarie: Invazia Rusiei în Ucraina (2022): Președintele ucrainean Volodîmîr Zelenski cere președintelui SUA Joe Biden și NATO să impună o zonă de excludere aeriană deasupra Ucrainei. Cu toate acestea, secretarul de presă de la Casa Albă Jen Psaki, secretarul britanic al apărării Ben Wallace și secretarul general al NATO Jens Stoltenberg declară că NATO și SUA au exclus impunerea unei zone de excludere a zborului.
- 28 februarie: Invazia Rusiei în Ucraina (2022): Secretarul de presă al Kremlinului, Dmitri Peskov, acuză Uniunea Europeană de „comportament ostil” față de Rusia și spune că înarmarea Ucrainei a fost un „factor extrem de periculos și destabilizator”. Peskov spune că livrările occidentale de arme către Kiev arată că Moscova a fost justificată să demilitarizeze Ucraina.
- 28 februarie: Invazia Rusiei în Ucraina (2022): Dmitri Peskov spune că remarcile lui Vladimir Putin privind ordinul de descurajare nucleară au fost ca răspuns la comentariile făcute de ministrul britanic de externe Liz Truss.
- 28 februarie: Invazia Rusiei în Ucraina (2022): Letonia permite voluntarilor să participe la războiul ruso-ucrainean.
- 28 februarie: Invazia Rusiei în Ucraina (2022): Se așteaptă ca Belarus să-și desfășoare forțele armate direct în Ucraina, ajutând astfel Rusia în invazia sa. Cu toate acestea, un înalt oficial al apărării din SUA spune că nu există indicii că trupele belaruse au fost încă dislocate.
- 28 februarie: Invazia Rusiei în Ucraina (2022): Biroul președintelui francez Emmanuel Macron afirmă că, în timpul unei convorbiri telefonice cu președintele rus, „Putin și-a confirmat disponibilitatea de a-și lua angajamente” de a opri atacurile împotriva civililor și a infrastructurii civile și pentru a securiza drumurile importante.
- 28 februarie: Invazia Rusiei în Ucraina (2022): Organizația Națiunilor Unite raportează cel puțin 406 victime civile în Ucraina.
- 28 februarie: Invazia Rusiei în Ucraina (2022): Inginerul ucrainean al iahtului rusesc Prințesa Anastasia încearcă să înece vasul în portul Mallorca, Spania, distrugând camera mașinilor iahtului.
- 28 februarie: Invazia Rusiei în Ucraina (2022): Doi etnici greci sunt uciși după ce orașul Sartana este bombardat de forțele aeriene ruse.
- 28 februarie: Invazia Rusiei în Ucraina (2022): Piloții forțelor aeriene ucrainene încep să sosească în Polonia pentru a începe să preia controlul asupra aeronavelor de vânătoare donate de țările Uniunii Europene. Guvernul ucrainean spune că UE predă forțelor sale aeriene peste 70 de avioane de luptă, inclusiv 28 de avioane MiG-29 din Polonia, 12 din Slovacia, 16 din Bulgaria și 14 Sukhoi Su-25 din Bulgaria. Premierul bulgar Kiril Petkov a declarat că a respins cererea. Șeful pentru securitate al Uniunii Europene, Josep Borrell, a clarificat ulterior că donațiile au fost făcute „bilateral” de către statele membre individuale ale UE și nu de la UE însăși.
- 28 februarie: Banca Centrală a Rusiei (BCR) crește rata dobânzii de la 9,5% la 20%, cea mai mare rată din 2003. Rubla rusă pierde, de asemenea, mai mult de un sfert din valoare la începutul tranzacționării, cu intervale de 100-120 de ruble la dolarul american.
- 28 februarie: BCR ordonă tuturor companiilor care primesc valută străină să schimbe 80% din venituri în ruble, în încercarea de a stabiliza piața.
- 28 februarie: Rusia instituie controale de capital, interzicând orice tranzacționare cu valori mobiliare rusești de către persoane juridice străine.
- 28 februarie: Bursa de Valori din Moscova, care nu a fost deschisă pentru tranzacționare luni, va rămâne închisă până sâmbătă, deoarece autoritățile de reglementare ruse încearcă să limiteze vânzările de active și ruble rusești.
- 28 februarie: Președintele Vladimir Putin a ordonat interzicerea transferului de valută puternică, precum dolari americani și euro, în străinătate, inclusiv prin serviciul datoriei externe. Nu este clar dacă aceasta constituie o neplată a datoriei.
- 28 februarie: Prețurile la benzină în Regatul Unit ating un maxim istoric, potrivit RAC.
- 28 februarie: O filială din UE a Sberbank este declarată „în eșec sau probabil că va eșua” de autoritățile de reglementare bancare europene. Activele băncii se ridică la 13,64 miliarde de euro.
- 28 februarie: O delegație a guvernului ucrainean sosește în Belarus pentru discuții de pace cu delegația rusă în încercarea de a pune capăt războiului.
- 28 februarie: Consilierul prezidențial ucrainean Mykhailo Podolyak anunță că au început discuțiile de pace ca parte a efortului de a pune capăt războiului. În timpul discuțiilor, Ucraina cere o încetare a focului pentru a pune capăt războiului.
- 28 februarie: Negociatorul rus Vladimir Medinski spune că Rusia și Ucraina sunt interesate să ajungă la un acord care să pună capăt războiului.
- 28 februarie: Prima rundă de discuții de pace se încheie. Ambele delegații se vor întoarce în capitalele lor pentru consultări înainte de a doua rundă de discuții, care va avea loc la granița Belarus-Polonia.
- 28 februarie: Ca răzbunare la interzicerea avioanelor rusești, autoritățile ruse interzic companiilor aeriene din UE și Marea Britanie să aterizeze sau să traverseze spațiul aerian rusesc.
- 28 februarie: Monaco, un oraș favorizat de oligarhii ruși, adoptă sancțiuni împotriva Rusiei în conformitate cu sancțiunile actuale ale UE.
- 28 februarie: Rupând de la tradiția istorică de neutralitate a Elveției, Elveția afirmă că va adopta toate sancțiunile UE împotriva Rusiei cu efect imediat ca răspuns la invazie. Se crede că băncile elvețiene dețin miliarde de dolari în fonduri rusești.
- 28 februarie: Regatul Unit interzice navelor rusești să acosteze în porturile sale.
- 28 februarie: Canada interzice importul de petrol rusesc, devenind primul membru G7 care interzice importul de petrol rusesc. Canada aprobă, de asemenea, livrarea a 100 de puști fără recul Carl Gustaf de 8,4 cm și a 2.000 de rachete antitanc către Ucraina.
- 28 februarie: Statele Unite își închid ambasada din Minsk, Belarus, și permit „personalului neesențial” de la ambasada sa din Moscova să părăsească țara pe fondul războiului din Ucraina vecină.
- 28 februarie: Statele Unite anunță că vor expulza 12 ruși din New York care fac parte din delegația Rusiei la Națiunile Unite, spunând că sunt „agenți de informații” care „au abuzat de privilegiile lor de rezidență” prin implicarea în „activități de spionaj”.
- 28 februarie: Statele Unite spun că vor continua să furnizeze arme Ucrainei pentru a ajuta această țară în apărarea împotriva agresiunii ruse.
- 28 februarie: Premierul suedez Magdalena Andersson anunță că țara va trimite echipamente militare, inclusiv lansatoare antitanc, în Ucraina, rupând cu doctrina de a nu trimite arme în țările aflate în conflict activ.
- 28 februarie: Procurorul Karim Ahmad Khan anunță că Curtea Penală Internațională va efectua o anchetă penală privind crimele de război și crimele împotriva umanității din Ucraina.
- 28 februarie: Belarus aprobă adoptarea modificărilor la Constituția Belarusului conform propunerii președintelui Alexander Lukașenko, cu puțin peste 65% susținere, potrivit oficialilor electorali din Belarus. Belarus confirmă că și-a revocat statutul de stat non-nuclear, permițând astfel țării să găzduiască și să-și dezvolte propriile arme nucleare. Președintele Lukașenko spune că ar putea cere Rusiei să returneze rachete nucleare țării sale dacă arme nucleare sunt transferate în Polonia sau Lituania.
- 28 februarie: Președintele ucrainean Volodimîr Zelenski semnează o cerere de aderare a țării la Uniunea Europeană.
- 28 februarie: În sport, FIFA și UEFA suspendă toate cluburile de fotbal ruse din competițiile internaționale și, de asemenea, interzic echipei naționale de fotbal a Rusiei să participe la Campionatul Mondial de Fotbal 2022 din Qatar. UEFA își încheie, de asemenea, sponsorizarea cu firma rusă de energie Gazprom.
- 28 februarie: Tot în sport, Federația Internațională de Hochei pe Gheață suspendă din competițiile sale toate cluburile din Rusia și Belarus, precum și echipele naționale respective ale celor două țări. De asemenea, retrage Rusiei drepturile de găzduire a Campionatelor Mondiale de hochei pe gheață pentru juniori din 2023.

### Martie

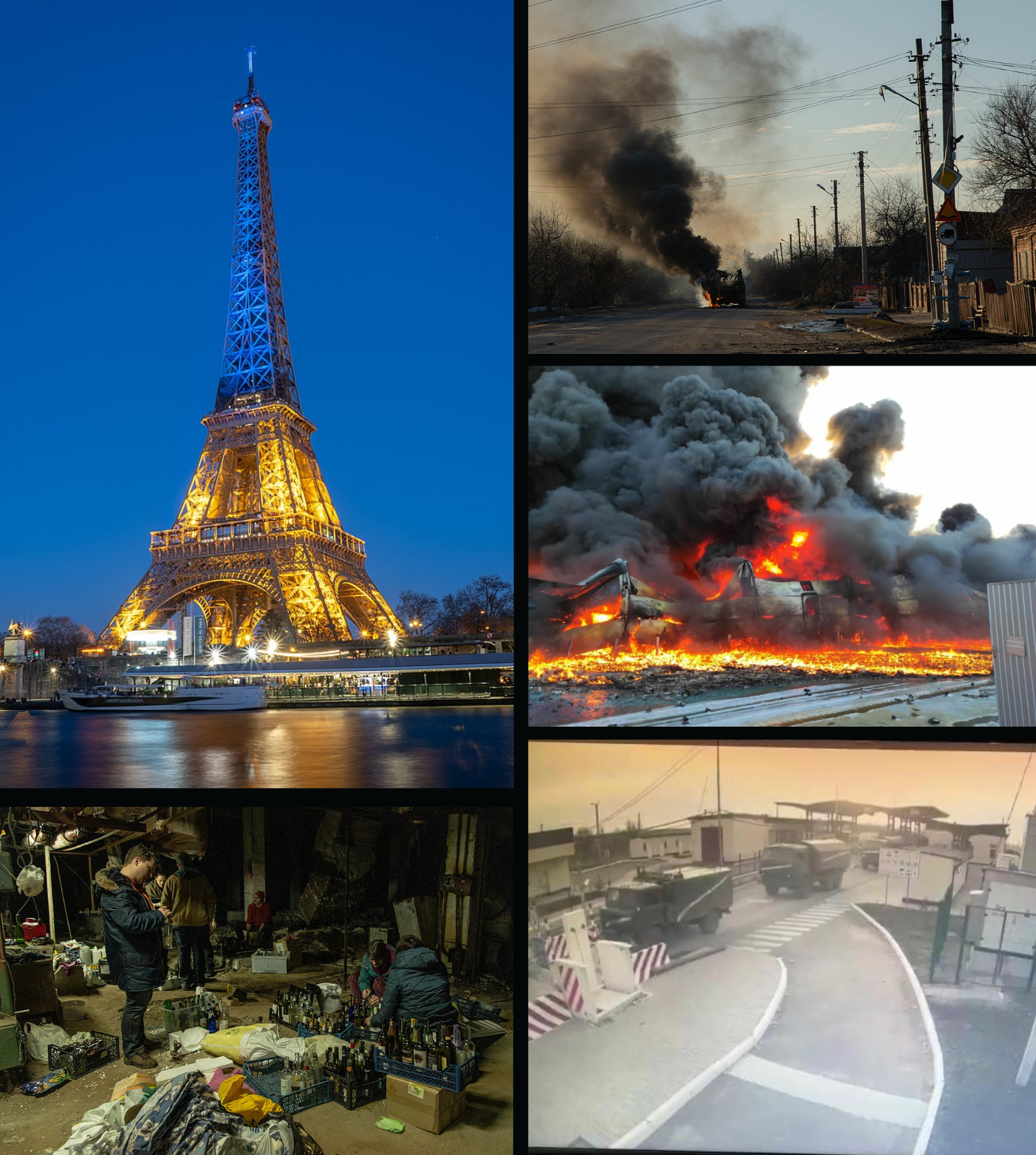
Montaj al invaziei rusești a Ucrainei din 2022, parte a războiului ruso-ucrainean.

- 1 martie: Invazia Rusiei în Ucraina (2022): Un oficial al Departamentului de Apărare al SUA a declarat că forțele ruse au capturat Berdeanskul și Melitopolul. Oficialul a mai declarat că Rusia a lansat aproximativ 400 de rachete asupra Ucrainei — dar apărarea antirachetă a Ucrainei rămâne operațională, Rusia a desfășurat lansatoare capabile să tragă cu arme termobarice (dar nu se știe dacă în prezent sunt în arme termobarice în Ucraina), aproximativ 80% din forțele ruse care au înconjurat Ucraina sunt acum în interiorul țării, iar unele unități rusești fie au rămas fără alimente și combustibil, fie s-au predat.
- 1 martie: Președintele ucrainean Volodimir Zelenski s-a adresat Parlamentului European de la Strasbourg, care a votat o rezoluție împotriva războiului ruso-ucrainean, cu 318 voturi „pentru”, 2 „împotrivă” și 10 „abțineri”.
- 2 martie: Tragedie aviatică în Dobrogea, 8 militari au murit în urma unui accident aviatic, inclusiv o aeronavă s-a prăbușit în comuna constățeană Cogealac și un elicopter militar au fost doborât în satul Gura Dobrogei din cauza condițiilor meteo nefavorabile.
- 2 martie: Curtea Penală Internațională începe o anchetă cu privire la posibile crime de război comise de Rusia în Ucraina.
- 3 martie: Adunarea Națională a Armeniei alege ministrul în exercițiu al Industriei de înaltă tehnologie și fost primar al Erevanului, Vahagn Khachaturyan, ca președinte al Armeniei, în urma demisiei lui Armen Sarkissian.
- 3 martie: Președinta Republicii Moldova, Maia Sandu, a anunțat că a cerut aderarea Republicii Moldova la Uniunea Europeană.
- 4 martie: Transnistria cere câștigarea independenței în față de Republica Moldova, după mai bine de 30 de ani de la declanșarea conflictului din stânga Nistrului.
- 9 martie: Alegeri prezidențiale în Coreea de Sud. Candidatul opoziției, Yoon Suk-yeol, a câștigat alegerile prezidențiale.
- 9 martie: România a ieșit din stare de alertă la ora 00:00 pentru prima dată din 2020, iar toate restricțiile impuse împotriva COVID-19 sunt anulate.
- 10 martie: O dronă de recunoaștere Tupolev Tu-141 se prăbușește la periferia orașului Zagreb, Croația, declanșând o explozie puternică și formând un crater mare, fără a provoca victime. Aeronava fără pilot a zburat prin spațiul aerian românesc și maghiar înainte de a se prăbuși în Croația.
- 10 martie: Ministrul rus de externe Serghei Lavrov și ministrul ucrainean de externe Dmytro Kuleba poartă discuții la Ankara, Turcia. Acestea sunt discuțiile la cel mai înalt nivel între cele două națiuni de la invazie. Nu s-a ajuns la încetarea focului, dar a fost discutată posibilitatea unei întâlniri cu președintele ucrainean Volodimir Zelenski și cu președintele rus Vladimir Putin.
- 10 martie: Rusia anunță că se va retrage din Consiliul Europei.
- 10 martie: Liderul opoziției conservatoare Yoon Suk-yeol este confirmat câștigător al alegerilor prezidențiale de pe 9 martie, cu 48,59% din voturi. El va prelua funcția de președinte al Coreei de Sud pe 10 mai.
- 10 martie: Parlamentul de la Budapesta a ales, pentru prima dată, o femeie la președinția Ungariei, în persoana lui Katalin Éva Novák, pentru un mandat de cinci ani.
- 10 martie: În sport, Guvernul britanic îl sancționează pe oligarhul rus și proprietarul clubului de fotbal Chelsea Roman Abramovici, înghețându-și toate bunurile în Regatul Unit. Sancțiunile înseamnă că clubul Chelsea din Premier League nu va mai putea vinde bilete pentru jocuri, magazinul său de marfă va fi închis și nu va putea cumpăra sau vinde jucători pe piața de transferuri până când clubul nu va fi vândut.
- 11 martie: Invazia Rusiei în Ucraina (2022): Bătălia pentru orașul Melitopol: Trupele ruse îl capturează pe primarul orașului Melitopol Ivan Fedorov și îl duc într-o locație necunoscută, după ce acesta a refuzat să coopereze cu forțele de ocupație ruse. Captura lui Fedorov este confirmată de oficialul Ministerului Afacerilor Interne din Ucraina, Anton Herașcenko.
- 11 martie: Invazia Rusiei în Ucraina (2022): Un convoi mare de vehicule militare rusești, inclusiv tancuri și artilerie autopropulsată, începe să „se extindă” în pădurile și orașele de lângă Kiev, în timp ce se pregătesc să avanseze spre capitală.
- 11 martie: Invazia Rusiei în Ucraina (2022): Forțele terestre ucrainene lansează o contraofensivă în Regiunea Cernihiv, recâștigând controlul a cinci așezări de la forțele ruse și confiscând două vehicule blindate rusești de transport de trupe și muniție.
- 11 martie: Invazia Rusiei în Ucraina (2022): Aproximativ 104 soldați ruși sunt luați ca prizonieri de război la Sumî.
- 11 martie: Invazia Rusiei în Ucraina (2022): Rusia le permite voluntarilor străini să se alăture forțelor sale armate pentru a lupta împotriva Ucrainei. Ministrul rus al apărării, Serghei Șoigu, spune că a primit aproximativ 16.000 de cereri, majoritatea de la oameni din Orientul Mijlociu.
- 11 martie: Invazia Rusiei în Ucraina (2022): Rusia lansează lovituri aeriene de „înaltă precizie” asupra aerodromurilor din Luțk și Ivano-Frankivsk din vestul Ucrainei, ucigând patru membri ai serviciului ucrainean de aviație și rănind alți șase. De asemenea, avioanele forțelor aeriene ruse bombardează orașul Dnipro pentru prima dată, distrugând o fabrică de pantofi și ucigând o persoană.
- 11 martie: Air Astana suspendă toate zborurile către și dinspre Rusia, invocând „retragerea asigurării pentru zborurile comerciale”.
- 11 martie: Banca Centrală a Rusiei ordonă tuturor băncilor să nu preia nici-un comision pentru retragerea numerarului în străinătate din conturile bancare ale persoanelor fizice. În plus, toate remitențele din străinătate pot fi retrase numai după ce sunt convertite în ruble.
- 11 martie: Președintele SUA, Joe Biden, anunță că va revoca statutul comercial de națiune cea mai favorizată a Rusiei, în coordonare cu Uniunea Europeană și Grupul celor Șapte. De asemenea, SUA vor interzice toate importurile de fructe de mare, alcool și diamante rusești; interzice noi investiții în Rusia de către cetățenii americani; și să criminalizeze exportul de bancnote americane în Rusia.
- 11 martie: UE anunță că va interzice toate importurile de produse din fier și oțel din Rusia, va interzice exportul de bunuri de lux în Rusia și va îngheța activele de criptomonede ale Rusiei.
- 11 martie: Rusia blochează accesul la Instagram ca răspuns la platformele Meta care permit „apeluri la violență” față de soldații ruși din Ucraina, precum și amenințările cu moartea la adresa președintelui rus Vladimir Putin.
- 11 martie: 2022 EB5, un mic asteroid de 0,8 - 2 metri descoperit de Observatorul Konkoly, explodează într-o minge de foc inofensivă deasupra Oceanului Arctic, la sud de Jan Mayen, la 21:22 UTC. Acesta este cel mai mic asteroid care a fost descoperit înainte de impact.
- 11 martie: YouTube blochează toate conturile asociate cu instituțiile media rusești finanțate de stat pentru încălcarea politicii YouTube de denialism sau banalizarea evenimentelor violente bine documentate.
- 11 martie: Orbita Stației Spațiale Internaționale se ridică cu 850 de metri pentru a se pregăti pentru viitoarea lansare Soyuz MS-21.
- 11 martie: Vicepreședintele american Kamala Harris a sosit la București, unde s-a întâlnit cu Președintele României Klaus Iohannis la Palatul Cotroceni, acolo unde au avut o discuție pe tema descurajarea și apărarea flancului estic al NATO și un pachet cu sancțiuni economice împotriva Rusiei.
- 12 martie: Alegeri prezidențiale în Turkmenistan. Serdar Berdîmuhamedov, fiul autoritarului și excentricului președinte turkmen Gurbangulî Berdîmuhamedov, a câștigat alegerile prezidențiale anticipate și îi va succeda tatălui său la conducerea acestei foste republici sovietice din Asia Centrală.
- 15 martie: Inițial planificată pentru 31 decembrie, Rusia își anunță retragerea din Consiliul Europei. Începerea procedurii are loc cu doar câteva ore înainte de ținerea unui vot pentru excluderea acesteia din organizație. Votul trece, iar Adunarea Parlamentară a Consiliului Europei declară că Rusia a fost exclusă, și că aceasta nu a părăsit organizația pe cont propriu.[8]
- 16 martie: Invazia Rusiei în Ucraina (2022): Un atac aerian rusesc asupra Teatrului Mariupol din Mariupol a ucis aproximativ 600 de civili care se adăposteau înăuntru.
- 20 martie: Președintele ucrainean Volodîmîr Zelenski a anunțat că a interzis activitatea partidelor politice pro-ruse, în contextul invaziei rusești din Ucraina.
- 21 martie: Un avion Boeing 737 s-a prăbușit luni dimineață în China. 132 de persoane se aflau la bordul aeronavei care aparținea companiei China Eastern Airlines.
- 24 martie: NATO anunță că patru noi grupuri de luptă cu un total de 4.000 de militari vor fi dislocate în Bulgaria, Ungaria, România și Slovacia, împreună cu o pregătire sporită pentru potențiale amenințări chimice, biologice, radiologice și nucleare.
- 26 martie: Alegeri generale în Malta. pentru a se alege toți cei 65 de membri ai Camerei Reprezentanților din Malta. Partidul Laburist, condus de premierul Robert Abela, câștigă 38 din 65 de locuri.
- 27 martie: Dune a câștigat șase premii la gala Oscar. CODA a fost desemnat cel mai bun film.

### Aprilie
- 3 aprilie: Alegeri prezidențiale și legislative în Serbia. să aleagă președintele și toate cele 250 de locuri din Adunarea Națională. Aleksandar Vučić, candidatul la președinție al coaliției și președintele în exercițiu, este reales, iar coaliția Împreună putem face totul a câștigat cele mai multe locuri, câștigând 119 din 250.
- 3 aprilie: Invazia Rusiei în Ucraina (2022): Pe măsură ce forțele ruse se retrag din zonele din apropierea Kievului, Ucraina este acuzată de crime de război, pe fondul tot mai multor dovezi ale uciderilor nediscriminatorii de civili, inclusiv masacrul de la Bucea.
- 3 aprilie: Alegeri legislative în Ungaria. Partidul de Guvernământ (FIDESZ-KDNP), condus de premierul Viktor Orban, a câștigat detașat alegerile cu 53% din voturi exprimate.
- 3 aprilie: Alegeri prezidențiale în Costa Rica. Liderul Social-Democraților din Costa Rica, Rodrigo Chaves Robles este ales președinte al Republicii Costa Rica.
- 6 aprilie: Prima fosilă de dinozaur cunoscută legată chiar de ziua impactului Chicxulub este raportată de paleontologi.
- 6 aprilie: Invazia Rusiei în Ucraina (2022): Forțele ruse se retrag din Sumî.
- 7 aprilie: ONU a votat cu 93-24 pentru suspendarea Rusiei din Consiliul pentru Drepturile Omului, 58 de țări s-au abținut.
- 7 aprilie: Președintele Yemenului, Abdrabbuh Mansur Hadi, demisionează din funcție, îl demite pe vicepreședintele Ali Mohsen al-Ahmar și transferă competențele ambelor funcții către Consiliul de conducere prezidențial recent format, format din opt membri, prezidat de Rashad al-Alimi.
- 9 aprilie: Premierul pakistanez Imran Khan este demis prin moțiune de cenzură.
- 10 aprilie: Premierul României Nicolae Ciucă este ales președinte al PNL de la congresul extraordinar cu 1.060 de voturi exprimate, iar ministrul de Interne Lucian Bode a preluat funcția de secretar-general al partidului în locul lui Dan Vîlceanu.

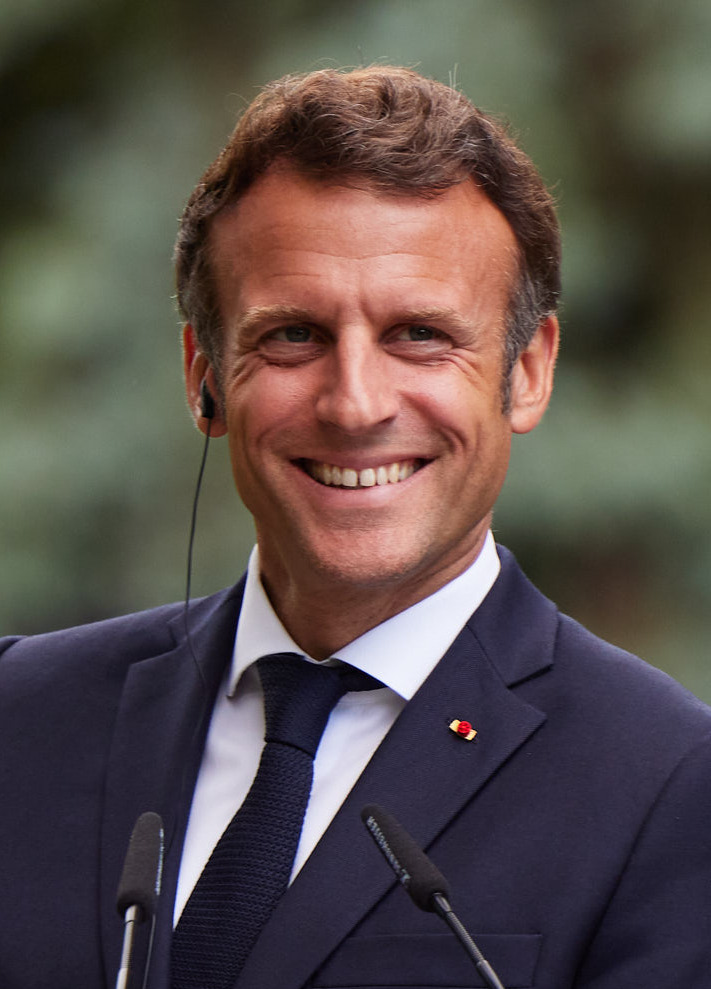
Președintele Franței Emmanuel Macron este reales pentru al doilea mandat de președinte, El a devenit primul președinte reales în ultimii 20 de ani.

- Președintele Franței Emmanuel Macron este reales pentru al doilea mandat de președinte, El a devenit primul președinte reales în ultimii 20 de ani.10 – 24 aprilie: Alegeri prezidențiale în Franța. Președintele francez Emmanuel Macron a câștigat alegerile prezidențiale, fiind reales pentru al doilea mandat cu 58,8% din voturi, învingând-o pe populista de dreapta Marine Le Pen cu 41,5%. De asemenea, Emmanuel Macron a devenit primul președinte francez reales în ultimii 20 de ani.
- 11 aprilie: Adunarea Națională a Pakistanului îl alege pe liderul opoziției Shehbaz Sharif ca prim-ministru al Pakistanului, după ce Imran Khan a fost demis din funcție în urma unei moțiuni de cenzură cu două zile înainte.
- 14 aprilie: Invazia Rusiei în Ucraina (2022): Nava amiral rusă Moskva devine cea mai mare navă de război scufundată în acțiune de la al Doilea Război Mondial. Ucraina susține că a lovit-o cu rachete antinavă Neptun, în timp ce Rusia susține că s-a scufundat pe vreme furtunoasă, după un incendiu la bord.
- 19 aprilie: Alegeri prezidențiale în Timorul de Est. este ales candidatul la președinție al Partidului Congresul Național pentru Reconstrucția Timorezei, fostul președinte și fostul prim-ministru José Ramos-Horta.
- 20 aprilie: Jucătorii ruși și belaruși sunt interziși de la Campionatul de tenis de la Wimbledon.
- 24 aprilie: Alegeri parlamentare în Slovenia. să aleagă toți cei 90 de membri ai Adunării Naționale a Sloveniei, camera inferioară a Parlamentului sloven; partidul Mișcarea pentru Libertate devine cel mai mare partid, câștigând 41 din 90 de locuri.
- 25 aprilie: Rețeaua de socializare Twitter acceptă o ofertă de cumpărare de la Tesla și CEO-ul SpaceX, Elon Musk, pentru 44 de miliarde de dolari.
- 27 aprilie: Uniunea Europeană acuză Rusia de șantaj după ce livrările de gaz către Polonia și Bulgaria sunt oprite de gigantul energetic Gazprom.
- 27 aprilie: Un tribunal din Myanmar aflat sub controlul juntei sale militare condamnă fostul consilier de stat Aung San Suu Kyi la cinci ani de închisoare pentru acuzații de corupție.
- 28 aprilie: Parlamentul Muntenegrului alege un nou guvern cu Dritan Abazović ca prim-ministru, în urma unei moțiuni de cenzură împotriva guvernului lui Zdravko Krivokapić.

### Mai
- 5 mai: Alegeri în Irlanda de Nord în cele 28 districte, pentru desemnarea celor 90 deputați ai Adunării Legislative Naționale (Stormont).
- 9 mai: Prim-ministrul Sri Lankei Mahinda Rajapaksa a demisionat ca urmare a protestelor masive împotriva guvernului său din întreaga țară. El este succedat de Ranil Wickremesinghe ca prim-ministru trei zile mai târziu.
- 9 mai: Alegeri generale în Filipine. Ferdinand Marcos Jr. este ales Președintele Republicii Filipine.
- 10 – 14 mai: Concursul Muzical Eurovision 2022 a avut loc la Torino, Italia. Câștigătoarea a fost desemnată Ucraina, cu melodia „Stefania”, interpretată de Kalush Orchestra.
- 12 mai: Săgetător A*, gaura neagră supermasivă din centrul Căii Lactee, este fotografiată direct pentru prima dată.
- 13 mai: Președintele Franței Emmanuel Macron a depus jurământul pentru cel de al doilea mandat de Președinte la Palatul Elysee.
- 13 mai: Președintele Emiratelor Arabe Unite și conducătorul orașului Abu Dhabi Khalifa bin Zayed Al Nahyan a murit la vârsta de 73 de ani. Vicepreședintele și prim-ministrul Mohammed bin Rashid Al Maktoum îi urmează ca președinte interimar până a doua zi, când fratele vitreg al lui Khalifa, Mohamed bin Zayed Al Nahyan (care i-a succedat ca conducător al Abu Dhabi după moartea sa) a fost ales al treilea președinte al Emiratelor Arabe Unite de către Consiliul Suprem Federal.
- 14 mai: Invazia Rusiei în Ucraina (2022): Forțele ruse se retrag din al doilea oraș ca mărime al Ucrainei, Harkov, în nord-estul țării.
- 15 mai: Președintele Finlandei, Sauli Niinistö, și Comitetul Ministerial pentru Politică Externă și de Securitate decid că, după consultarea Parlamentului, Finlanda va solicita aderarea la NATO.
- 15 mai: Hassan Sheikh Mohamud, a fost ales președinte al Somaliei pentru următorii patru ani.
- 16 mai: Suedia confirmă că va solicita aderarea la NATO, după decenii de nealiniere.
- 16 mai: Invazia Rusiei în Ucraina (2022): Asediul din Mariupol se încheie cu o victorie rusă, deoarece trupele ucrainene sunt evacuate din Mariupol.
- 18 mai: Clubul german Eintracht Frankfurt a învins clubul scoțian Rangers și a câștigat finala UEFA Europa League 2022 de la Sevilla, Spania.
- 21 mai: Alegeri federale în Australia. Partidul Laburist condus de Anthony Albanese învinge Guvernul de Coaliție Liberal/Național condus de prim-ministrul Scott Morrison. Albanese va depune jurământul pe 23 mai.
- 25 mai: Clubul italian AS Roma a învins echipa olandeză Feyenoord cu 1–0 pentru a câștiga finala inaugurală a UEFA Europa Conference League, disputată pe Arena Kombëtare din Tirana, Albania.
- 25 mai: Liderul de opoziție Robert Golob este ales noul prim-ministru al Sloveniei după o lună de la victoria alegerilor parlamentare pe 24 aprilie, înlocuindu-l pe conservatorul Janez Janša.
- 28 mai: Clubul spaniol Real Madrid a învins cu 1–0 clubul englez Liverpool pentru a câștiga finala Ligii Campionilor UEFA 2021–22 disputată pe Stade de France din Paris, Franța.

### Iunie
- 1 iunie: Președintele turc Recep Tayyip Erdoğan anulează discuțiile la nivel înalt cu premierul grec Kyriakos Mitsotakis, acuzându-l pe Mitsotakis că folosește constant avioane grecești pentru a viola spațiul aerian al Turciei. Ministrul turc de externe Mevlüt Çavușoğlu a acuzat pe 31 mai Grecia că a încălcat spațiul aerian al zonelor demilitarizate din Marea Egee.
- 1 iunie: Actorul Johnny Depp a câștigat un proces pentru defăimare împotriva fostei sale soții, actrița Amber Heard.
- 2 iunie: Jubileul de platină al Reginei Elisabeta a II-a începe la The Mall din Londra.
- 2 iunie: Marocul confirmă primul său caz de variolă a maimuței.
- 2 iunie: Organizația Națiunilor Unite recunoaște în mod oficial noul nume oficial al Turciei în urma unei cereri oficiale din partea Turciei de a-i schimba numele. Radiodifuzorul de stat turc TRT spune că schimbarea numelui este în primul rând pentru a evita asocierea cu pasărea cu același nume.
- 3 iunie: Ciad declară stare de urgență din cauza insecurității alimentare din țară. Organizația Națiunilor Unite estimează că mai mult de o treime din populație are nevoie de ajutor umanitar urgent.
- 3 iunie: Letonia confirmă și ea primul său caz de variolă a maimuței.
- 3 iunie: Oficialii americani din domeniul sănătății spun că 1.200 de doze de vaccin împotriva variolei au fost administrate pacienților considerați cu risc ridicat de variola maimuței.
- 3 iunie: Acordul de coaliție al Estoniei se prăbușește pe măsură ce partenerul junior de coaliție, Partidul de Centru, se alătură extremei-dreapta EKRE pentru a învinge un proiect de lege guvernamental privind învățământul primar și este ulterior expulzat de prim-ministrul Kaja Kallas. Kallas este de așteptat să formeze o coaliție cu alte două partide, Isamaa și social-democrații.
- 4 iunie: India raportează primul său caz suspect de variolă a maimuței la o fată din Ghaziabad.
- 4 iunie: După trei sesiuni în care candidații propuși nu au reușit să obțină voturile necesare, Parlamentul Albaniei îl alege pe șeful Statului Major General Bajram Begaj ca noul președinte albanez.
- 5 iunie: Institutul Filipinez de Vulcanologie și Seismologie ridică starea de alertă a Muntelui Bulusan la nivelul 1 după ce vulcanul a experimentat o erupție freatică.
- 5 iunie: Statul american Hawaii raportează un caz probabil de variolă a maimuței la o persoană din Oahu, devenind prima regiune insulară a Statelor Unite care a raportat un caz.
- 5 iunie: Columbia raportează primul său caz confirmat de variolă a maimuței la un bărbat care a călătorit din Spania.
- 5 iunie: Ministrul rus de externe Serghei Lavrov și-a anulat vizita programată în Serbia, după ce statele vecine din Balcani refuză să lase avionul lui Lavrov să le folosească spațiul aerian.
- 5 iunie: Kazahii merg la vot pentru a vota 56 de amendamente la constituție și propunerile „A doua Republică” ale președintelui Kassym-Jomart Tokayev, printre care reducerea puterilor prezidențiale, reforma Parlamentului, limitarea puterilor fostului președinte Nursultan Nazarbayev și crearea. din trei noi regiuni.
- 6 iunie: Departamentul de Sănătate și Servicii Umane din SUA spune că Statele Unite au obținut 36.000 de doze de vaccin Jynneos pentru a combate focarul de variola a maimuței.
- 6 iunie: Regatul Unit raportează 77 de noi cazuri de variolă a maimuței, ceea ce duce la peste 300 de cazuri din țară.
- 6 iunie: Kosovo și Singapore anunță primele cazuri de variolă a maimuței.
- 6 iunie: Administrația Biden le interzice președinților Cubei, Venezuelei și Nicaragua să participe la Summit-ul Americilor de anul acesta de la Los Angeles, Statele Unite. Președintele mexican Andrés Manuel López Obrador anunță că va boicota personal întâlnirea ca răspuns la interdicție, trimițându-l pe ministrul de externe Marcelo Ebrard să-l reprezinte la summit.
- 6 iunie: Boris Johnson supraviețuiește votului de încredere cu o marjă de 211-148 și va rămâne prim-ministru, cu 58,8% dintre parlamentarii conservatori votând în favoarea lui Johnson.
- 7 iunie: Bangladesh și Bahamas raportează primele cazuri suspectate de variolă a maimuței.
- 8 iunie: Brazilia, Grecia și Ghana raportează primele cazuri de variolă a maimuței. Uganda și Cipru raportează primele lor cazuri suspecte de variolă a maimuței.
- 8 iunie: Algeria suspendă un tratat de prietenie de 20 de ani cu Spania și interzice toate importurile din Spania, pe fondul unui dezacord cu privire la poziția guvernului spaniol cu privire la disputata Sahara de Vest.
- 9 iunie: Parlamentul European adoptă o rezoluție prin care îndeamnă la modificarea tratatelor Uniunii Europene pentru a desființa principiul unanimității în luarea deciziilor în ceea ce privește sancțiunile și politica externă și pentru a acorda Parlamentului dreptul la inițiativă legislativă.
- 10 iunie: Rusia și China deschid noul pod Blagoveșcensk–Heihe. Podul lung de 1 km se întinde peste râul Amur pentru a conecta Heihe din provincia Heilongjiang din nord-estul Chinei cu Blagoveșcensk din regiunea Amur din Orientul Îndepărtat al Rusiei. Acesta va scurta distanța de călătorie a mărfurilor între China și vestul Rusiei cu 1.500 km.
- 10 iunie: Rusia se retrage din Organizația Mondială a Turismului (UNWTO) după ce a fost suspendată de această organizație din cauza războiului țării cu Ucraina.
- 11 iunie: Principalii producători de petrol și petrochimie din Iran și Venezuela semnează un acord de cooperare economică pe 20 de ani.
- 11 iunie: Fostul președinte al Boliviei Jeanine Áñez este condamnată la zece ani de închisoare pentru infracțiunile de încălcare a obligațiilor și rezoluții contrare Constituției și legilor Boliviei în timpul crizei politice din Bolivia din 2019.
- 12 iunie: La Premiile Tony din acest an, A Strange Loop câștigă cel mai bun film muzical, în timp ce The Lehman Trilogy câștigă cea mai bună piesă.
- 13 iunie: Guvernul britanic confirmă că va continua cu planurile de încetare a Protocolului Irlanda de Nord pentru a facilita circulația mărfurilor între Marea Britanie și Irlanda de Nord. Uniunea Europeană acuză Marea Britanie că a încălcat legea internațională, încălcând acordul încheiat în timpul negocierilor pentru Brexit.
- 14 iunie: Autoritățile finlandeze îndepărtează ultimul monument rămas din țară al fondatorului și liderului Uniunii Sovietice, Vladimir Lenin, în Kotka, mutând cadoul din 1979 de la Republica Socialistă Sovietică Estonă într-un muzeu.
- 14 iunie: Guvernul din Kiribati declară stare de dezastru din cauza secetei severe din țară.
- 14 iunie: Ministerul danez de Externe anunță că a ajuns la un acord cu Canada pentru a împărți la jumătate insula Hans din Arctica, mult disputată, între teritoriul Canadei Nunavut și Groenlanda.
- 15 iunie: Uniunea Europeană inițiază o acțiune în justiție împotriva Regatului Unit, invocând o încălcare a acordurilor post-Brexit privind Protocolul Irlanda de Nord.
- 16 iunie: Prețurile de referință europene ale gazelor naturale cresc cu aproximativ 30% după ce compania rusă Gazprom a redus furnizarea de gaze Nord Stream 1 către Germania la 40% din capacitatea conductei. Rusia dă vina pe problemele de întreținere rezultate din refuzul Canadei de a returna echipamentele trimise pentru reparații și avertizează că utilizarea conductei ar putea fi complet suspendată.
- 16 iunie: Prețurile petrolului cresc în Statele Unite după anunțul de către administrația Biden privind noi sancțiuni împotriva industriei petrochimice din Iran. Sancțiunile reprezintă un efort de a forța Iranul să respecte Planul de acțiune cuprinzător comun, din care Statele Unite s-au retras unilateral în 2018.
- 17 iunie: Comisia Europeană recomandă Consiliului European să acorde Ucrainei statutul de candidat pentru aderarea la Uniunea Europeană.
- 18 iunie: Președintele Ecuadorului, Guillermo Lasso, declară stare de excepțională în Quito și în alte părți ale țării, pe fondul protestelor în curs.
- 18 iunie: Franța înregistrează mai multe recorduri de temperatură din iunie depășite cu peste 1 °C într-un val de căldură excepțional de puternică. Temperatura din Biarritz crește la 42,9 °C, record absolut pentru stațiunea de pe litoral și cu 2,3 °C peste recordul anterior stabilit în august.
- 19 iunie: Alegeri legislative în Franța. Coaliția politică Ensemble a președintelui Emmanuel Macron câștigă cele mai multe locuri, câștigând 245 din 577 de locuri în Adunarea Națională. Cu toate acestea, Macron își pierde majoritatea, deoarece pentru unul erau necesare 289 de locuri. Noua coaliție NUPES a câștigat 131 de locuri.
- 19 iunie: Alegeri prezidențiale în Columbia. fost luptător de gherilă pentru Mișcarea 19 Aprilie și senatorul în exercițiu, Gustavo Petro este ales Președinte al Columbiei, îl învinge pe omul de afaceri și fost primar al orașului Bucaramanga, Rodolfo Hernández Suárez.
- 19 iunie: Republica Cehă înregistrează cea mai mare temperatură pentru luna iunie, 39,0 °C, în Řež. Părți din Austria, Germania și Polonia raportează, de asemenea, temperaturi ridicate record.
- 19 iunie: Lituania interzice tranzitul mărfurilor care fac obiectul sancțiunilor UE pe teritoriul său către exclava rusă Kaliningrad.
- 20 iunie: Guvernul belgian repatriază rămășițele liderului independenței congoleze și fostului premier Patrice Lumumba, constând într-un dinte, printr-o ceremonie oficială la care a participat familia sa la Palatul Egmont din Bruxelles.
- 20 iunie: Ucraina ratifică Convenția de la Istanbul.
- 21 iunie: Egiptul respinge două acorduri ale Organizației Mondiale a Comerțului (OMC) care ar fi forțat-o să exporte alimente necesare pe plan intern pentru a atenua criza alimentară globală, invocând propuneri pe care le consideră dăunătoare țărilor în curs de dezvoltare și menționând, de asemenea, că alte 30 de state membre OMC limitează exporturile de alimente.
- 22 iunie: Un cutremur cu magnitudinea momentului (Mw) 6,2 lovește linia Durand dintre Afganistan și Pakistan, ucigând cel puțin 1.163 de persoane.
- 22 iunie: Guvernul premierului bulgar Kiril Petkov pierde o moțiune de vot de cenzură în Adunarea Națională.
- 23 iunie: Republica Moldova și Ucraina au primit statutul de țări candidate la aderarea în Uniunea Europeană.
- 24 iunie: Bulgaria își ridică dreptul de veto împotriva cererii Macedoniei de Nord de a adera la Uniunea Europeană.
- 25 iunie: Două persoane au murit și alte 21 au fost rănite în timpul unor împușcături în masă din trei locuri separate din centrul capitalei Norvegiei, Oslo, inclusiv un club de noapte gay. Un bărbat iranian-norvegian este arestat și acuzat de crimă, tentativă de omor și terorism. Motivul este suspectat a fi extremismul islamic.
- 26 iunie: În Germania, a început cel de-al 48-lea summit G7. Liderii G7 se adună la un summit în Germania pentru a discuta despre situația din Ucraina. Se anunță interdicția importurilor de aur rusesc.
- 27 iunie: 53 de migranți au fost găsiți morți într-o remorcă cu un tractor în San Antonio, Texas.
- 28 – 30 iunie: Un summit NATO a avut loc la Madrid, Spania, împreună cu prezența țărilor invitate din Uniunea Europeană și regiunea Indo-Pacific, în principal în căutarea unei întăriri defensive consensuale după invazia rusă a Ucrainei și amenințarea susținută asupra integrității teritoriale a altor țări.
- 29 iunie: Mai mulți inculpați sunt găsiți vinovați de un tribunal din Franța pentru rolul lor în atacurile din Paris.
- 29 iunie: Florin Cîțu și-a dat demisia din funcția de Președinte al Senatului, după șapte luni de la conducere. de asemenea, vicepreședintă a Senatului Alina Gorghiu a preluat interimar ca șef de Senat.
- 29 iunie: Consiliul European este de acord în linii mari asupra mai multor măsuri de combatere a schimbărilor climatice. Printre acestea se numără și interzicerea motoarelor cu ardere pentru mașinile noi începând cu 2035, alocând 59 de miliarde de euro pentru un fond special pentru reducerea costului tranziției pentru cele mai sărace populații, care urmează să fie plătit din 2027 până în 2032, reducerea emisiilor de dioxid de carbon cu 55% față de nivelul de referință din 1990 și o reformă a pieței carbonului. Negocierile privind versiunea finală a acestor reforme sunt în desfășurare.
- 30 iunie: Rusia anunță că s-a retras de pe Insula Șerpilor, din Marea Neagră, ca „gest de bunăvoință”, punând capăt ocupației insulei începută în februarie. Cu toate acestea, Ucraina spune că a alungat forțele ruse de pe insulă după un asalt masiv de artilerie.
- 30 iunie: Slovacia măsoară cea mai ridicată temperatură vreodată în iunie în Somotor, lângă Košice, atingând 38,8 °C.
- 30 iunie: Bongbong Marcos a depus jurământul ca al 17-lea președinte al Filipinelor.

### Iulie
- 1 iulie: UNESCO înscrie cultura borșului din Ucraina pe lista patrimoniului cultural imaterial pe cale de dispariție.
- 1 iulie: Argentina emite o notificare privind temperaturile undelor polare. De asemenea, autoritățile meteorologice raportează că țara a avut una dintre cele mai reci toamne din ultimii 63 de ani.
- 1 iulie: Yair Lapid i-a succedat lui Naftali Bennett ca prim-ministru al Israelului, în timp ce Bennett i-a urmat lui Lapid ca prim-ministru supleant al Israelului; acest aranjament a fost creat după alegerile legislative israeliene din 2021, în care niciun partid nu a obținut o majoritate totală.
- 1 iulie: Proteste au loc în regiunea autonomă uzbecă Karakalpakstan împotriva unei propuneri de modificare constituțională care ar elimina autonomia regiunii.
- 1 iulie: Rata inflației din Sri Lanka atinge un record de 54,6% pe fondul unei crize economice abrupte și a datoriei neplătite țării.
- 2 iulie: Clădirea parlamentului libian din orașul Tobruk, în estul țării, a fost luată cu asalt de protestatari. Protestatarii libieni se plâng de înrăutățirea condițiilor de viață din țara nord-africană și de impasul politic care continuă de ani de zile.
- 2 iulie: Guvernul Uzbekistanului renunță la planurile de a retrage autonomia regiunii autonome Karakalpakstan pe fondul protestelor ample din regiune.
- 2 iulie: Accesul la internet este restricționat în Uzbekistan, deoarece protestele regionale continuă pentru a doua zi, guvernul acuzând o „bandă de criminali” că încearcă să sechestreze clădirile guvernamentale din Karakalpakstan.
- 3 iulie: Șapte persoane au murit, opt au fost rănite și alte 14 au fost date dispărute după prăbușirea unui ghețar în Marmolata, Italia.
- 3 iulie: Cinci persoane au murit și câteva au fost rănite în urma protestelor în masă din Nukus, Karakalpakstan, Uzbekistan. Președintele Uzbekistanului, Șavkat Mirziyoyev, îi acuză pe „răvășiți” de violență.
- 4 iulie: Premierul italian Mario Draghi a declarat stare de urgență în cinci regiuni din nordul Italiei, din cauza secetei severe din Valea Po.
- 4 iulie: Turcia înregistrează cea mai mare inflație din ultimii 24 de ani, care este în prezent aproape de 80%.
- 4 iulie: El Salvador a suspendat cursurile din școli pe măsură ce uraganul Bonnie trece prin America Centrală. Au fost raportate decese în Nicaragua și El Salvador.
- 4 iulie: Guvernul Uzbekistanului susține că 18 persoane au fost ucise și 243 au fost rănite, pe măsură ce protestele par să se stabilizeze în Karakalpakstan, deși există în continuare îngrijorări cu privire la posibilitatea unui conflict etnic.
- 4 iulie: Sri Lanka anunță o vacanță de o săptămână pe fondul penuriei de combustibil și alimente cauzate de agravarea crizei economice.
- 5 iulie: Inflația din Coreea de Sud atinge un record de 24 de ani, în timp ce țara se luptă cu creșterea prețurilor la energie și alimente. Inflația din Sri Lanka continuă să crească și ajunge la aproape 60% pe măsură ce criza economică se agravează.
- 5 iulie: Președintele mexican Andrés Manuel López Obrador spune că va prezenta un proiect de lege pentru eliminarea orei de vară în Mexic, cu excepția orașelor învecinate cu nordul, deoarece este nepopular și are puține beneficii.
- 5 iulie: Toți cei 30 de membri ai NATO au semnat protocoalele de aderare pentru candidaturile de aderare ale Finlandei și Suediei, sub rezerva aprobării unanime a organelor legislative ale actualilor membri.
- 5 iulie: Douăzeci și doi de migranți malieni au fost găsiți morți pe o barcă pneumatică pe Marea Mediterană, în largul coastei Libiei, după ce au părăsit orașul Zuwarah în urmă cu nouă zile. Organizația Internațională pentru Migrație raportează că migranții au murit din cauza deshidratării și înecului.
- 5 iulie: Cancelarul bugetului Rishi Sunak, secretarul de stat pentru sănătate și asistență socială Sajid Javid și procurorul general pentru Anglia și Țara Galilor, Alex Chalk demisionează din guvern, spunând că nu mai au încredere în premierul Boris Johnson după numirea lui Chris Pincher în calitate de șef adjunct al guvernului, în ciuda acuzațiilor de abatere sexuală. Johnson îl numește pe secretarul pentru Educație, Nadhim Zahawi, noul cancelar și șef de personal pentru Downing Street și Steve Barclay, ca noul secretar pentru sănătate, după demisiile lui Sunak și Javid.
- 6 iulie: Letonia intenționează să reintroducă recrutarea pe care a desființat-o în 2006, ca urmare a invaziei ruse a Ucrainei. Decizia finală va fi luată de parlamentul țării, Saeima.
- 6 iulie: Mai mulți miniștri înalți ai Cabinetului Regatului Unit, inclusiv noul cancelar al Finanțelor Nadhim Zahawi, ministrul de interne Priti Patel, secretarul de stat pentru transport Grant Shapps și secretarul de stat pentru creșterea nivelului, locuințe și comunități, Michael Gove i-au spus prim-ministrului Boris Johnson că demisionează. Alți cinci miniștri demisionează după ce alți zeci pleacă pe parcursul zilei, ridicând totalul plecărilor guvernamentale la 38.
- 6 iulie: Boris Johnson îl concediază pe Michael Gove după ce Gove i-a cerut lui Johnson să demisioneze mai devreme în cursul zilei. Un oficial de pe 10 Downing Street spune că „nu poți avea un șarpe care să nu fie alături de tine în niciuna dintre marile argumente, care apoi să spună cu bucurie presei că liderul trebuie să plece”. Simon Hart demisionează din funcția de secretar de stat pentru Țara Galilor în urma refuzului lui Boris Johnson de a părăsi funcția.
- 6 iulie: Mai mulți politicieni din opoziție sunt arestați la Colombo, Sri Lanka, după ce au cerut demisia prim-ministrului Ranil Wickremesinghe, care a declarat că țara este „în faliment”.
- 6 iulie: Încă două persoane au fost găsite moarte după ce ghețarul Marmolada, în Italia, s-a prăbușit în urmă cu trei zile, ridicând numărul morților la nouă. Alte trei persoane sunt încă dispărute.
- 6 - 31 iulie: Campionatul European de Fotbal Feminin a avut loc în Anglia.
- 7 iulie: Secretarul pentru Educație Michelle Donelan demisionează la 36 de ore după ce a fost numită în acest post. Un total de 61 de miniștri și consilieri au demisionat acum. Prim-ministrul Regatului Unit Boris Johnson și-a anunțat demisia în așteptare, după o masă de demisii guvernamentale care au redus încrederea în guvernul său.
- 7 iulie: Camera Reprezentanților Cipriotă aprobă al șaptesprezecelea amendament la Constituția Ciprului, care implică o reformă a sistemului judiciar, recuperarea Curții Constituționale Supreme a Ciprului și crearea Curții de Apel a Ciprului.
- 7 iulie: Banca Centrală a Irlandei anunță că inflația va depăși 10% pentru prima dată de la începutul anilor 1980.
- 7 iulie: Guvernul statului Laos discută despre achiziționarea de petrol de la Rusia, lovită de sancțiuni, deoarece țara se confruntă cu o penurie de petrol și se apropie de o datorie.
- 7 iulie: Potrivit Programului Alimentar Mondial al ONU, aproape șase milioane de oameni din Sri Lanka suferă în prezent de insecuritate alimentară cauzată de cea mai gravă criză economică pe care a trăit-o țara din 1948.
- 8 iulie: Curtea Constituțională a Sloveniei hotărăște printr-o decizie de 6-3 că interzice cuplurilor de același sex să se căsătorească și să adopte copii și acordă Parlamentului șase luni pentru a modifica legile necesare.
- 8 iulie: Un tribunal din Elveția îi achită pe Sepp Blatter și Michel Platini de aranjarea ilegală a plăților în timp ce aceștia erau președinți ai FIFA și, respectiv, UEFA.
- 8 iulie: Killnet, un grup de hackeri rus, lansează cel mai mare atac cibernetic din istoria Letoniei, vizând radiodifuzorul public al țării. Radiodifuzorul spune că atacul a fost respins.
- 8 iulie: Președintele Costa Ricăi Rodrigo Chaves Robles a spus că țara sa va aplica pentru aderare la Alianța Pacificului.
- 8 iulie: Banca Centrală a statului Peru își majorează rata dobânzii de la 5,5% la 6,0% într-un efort de a reduce rata inflației, care a atins un maxim record de 25 de ani.
- 8 iulie: Fostul prim-ministru al Japoniei Shinzō Abe este împușcat mortal de un asasin în timp ce ținea un discurs public în orașul Nara, Japonia.
- 9 iulie: Președintele Gotabaya Rajapaksa fuge din reședința sa din Colombo, după ce protestatarii au luat cu asalt reședința și se ciocnesc cu poliția. Cel puțin 33 de persoane sunt rănite. Demisia lui Rajapaksa este cerută pe fondul celei mai grave crize economice din Sri Lanka din 1948. Președintele Parlamentului Mahinda Yapa Abeywardena spune că Rajapaksa a fost de acord să demisioneze pe 13 iulie.[9]
- 9 iulie: Prim-ministru al statului Sri Lanka, Ranil Wickremesinghe, este de acord să demisioneze ca urmare a deteriorării situației politice și a protestelor la scară largă. Reședința privată a lui Wickremesinghe este incendiată.
- 10 iulie: Alegeri parlamentare în Japonia. Un exit poll al NHK prevede că coaliția condusă de Partidul Liberal Democrat (LDP) de guvernământ își va păstra majoritatea în camera superioară, câștigând 76 din cele 125 de locuri contestate ale Camerei. PLD este partidul fostului premier Shinzō Abe, care a fost asasinat cu două zile înainte în timp ce făcea campanie pentru candidatul partidului pentru Nara, Kei Satō.
- 10 iulie: Politicienii israelieni Benny Gantz și Gideon Saar formează o alianță politică pentru a concura împotriva lui Yair Lapid și Benjamin Netanyahu.
- 10 iulie: Kiribati își anunță retragerea din Forumul Insulelor Pacificului, cu efect imediat, după ce președintele Taneti Maamau publică o scrisoare în care exprimă patru motive pentru a face acest lucru, în principal datorită faptului că Secretarul General al Forumului nu a fost niciodată din regiunea microneziană a insulelor Pacificului.
- 11 iulie: NASA a lansat prima imagine color realizată de telescopul spațial James Webb, care arată un segment al unui grup de galaxii la 4,6 miliarde de ani lumină distanță de Pământ.
- 11 iulie: Președintele rus Vladimir Putin semnează un decret care permite tuturor ucrainenilor să devină cetățeni ruși rapid, care anterior se aplica doar celor care locuiesc în Republica Populară Donețk și Republica Populară Lugansk.
- 11 iulie: Guvernul francez a supraviețuit unui vot de cenzură depus de coaliția de stânga NUPES. Votul de neîncredere a primit doar 146 de voturi, necesare fiind 289.
- 11 iulie: Cel de-al 51-lea Forum al Insulelor Pacificului începe la Suva, Fiji, pe fondul escaladării concurenței geopolitice dintre China și Statele Unite.
- 11 iulie: Lituania extinde sancțiunile asupra exclavei rusești Kaliningrad incluzând ciment, beton, lemn, alcool și produse chimice industriale pe bază de alcool.
- 12 iulie: Președintele Gotabaya Rajapaksa și soția sa sunt împiedicați să fugă din țară către Dubai de către personalul aeroportului de pe Aeroportul Internațional Bandaranaike, pe fondul protestelor la nivel național. G. Rajapaksa nu și-a dat încă demisia oficială.
- 12 iulie: Președintele Rajapaksa fuge ulterior din țară cu o aeronavă militară către Maldive, punând capăt oficial guvernării în Sri Lanka. Fratele său, fostul ministru de finanțe Basil Rajapaksa, fuge și el din țară.
- 12 iulie: Protestatarii din Panama continuă să blocheze străzile și căile ferate, în principal în provinciile Chiriquí și Veraguas, respingând cererea președintelui Laurentino Cortizo de înghețare a prețurilor la combustibil.
- 12 iulie: Uniunea Europeană acceptă oficial Croația ca al 20-lea membru al zonei euro. Croația va adopta moneda blocului pe 1 ianuarie 2023.
- 12 iulie: Autoritățile ucrainene spun că, în ciuda blocajului rusesc a multora dintre porturile sale de la Marea Neagră, în ultimele patru zile, 16 nave care transportau cereale au trecut prin Canalul Bâstroe, un canal important a Dunării.
- 13 iulie: Prim-ministrul Ranil Wickremesinghe confirmă că președintele Gotabaya Rajapaksa a fugit din țară în Maldive și declară stare de urgență și interzicerea de circulație în timp ce armata trage cu gaze lacrimogene asupra protestatarilor.
- 13 iulie: Nadhim Zahawi și Jeremy Hunt sunt eliminați din cursa pentru conducerea Partidului Conservator din Marea Britanie în primul tur de scrutin.
- 13 iulie: Coreea de Nord recunoaște independența Republicii Populare Donețk și a Republicii Populare Lugansk, devenind a treia națiune care face acest lucru după Rusia și Siria. Ca răspuns, Ucraina decide să suspende relațiile cu Coreea de Nord.
- 13 iulie: Comisia Europeană permite Rusiei să reia transportul feroviar de mărfuri cu embargo către exclava sa din Kaliningrad, în urma amenințărilor ruse împotriva Lituaniei. Cu toate acestea, tranzitul echipamentului militar pe teritoriul lituanian rămâne interzis.
- 13 iulie: Banca Canadei își ridică rata dobânzii de referință de la 1,5 la 2,5%, cea mai mare creștere din 1998, pe fondul inflației în creștere.
- 13 iulie: În Statele Unite, rata anuală a inflației crește la 9,1%, cea mai mare rată din ultimii 40 de ani, potrivit Biroului de Statistică a Muncii din Statele Unite.
- 13 iulie: Valoarea euro în raport cu dolarul american scade sub paritate pentru prima dată în ultimii 20 de ani.
- 14 iulie: În Coreea de Sud, Curtea Constituțională începe deliberările privind abolirea pedepsei cu moartea la apelul Conferinței Episcopilor Catolici din Coreea. Țara are un moratoriu pe această problemă, nefiind spânzurat niciun condamnat la moarte în ultimii 25 de ani.
- 14 iulie: Mario Draghi își oferă demisia din funcția de prim-ministru al Italiei, după ce partenerul de coaliție Mișcarea Cinci Stele și-a retras sprijinul. Cu toate acestea, președintele Sergio Mattarella refuză să accepte demisia.
- 14 iulie: Președintele statului Sri Lanka Gotabaya Rajapaksa a demisionat din funcția de președinte al Sri Lanka după ce a fugit în Singapore.
- 14 iulie: Premierul Estoniei Kaja Kallas a demisionat pentru a forma un nou guvern de coaliție.
- 14 iulie: Ministrul justiției bolivian, Iván Lima, anunță că guvernul va căuta mai multe acuzații împotriva fostului președinte Jeanine Áñez pentru presupusul său rol în masacrele comise în Senkata și Sacaba în 2019. Añez ispășește deja o pedeapsă de 10 ani pentru alte acuzații.
- 15 iulie: Spania introduce bilete gratuite pentru serviciile suburbane și pe distanță medie pentru Renfe, operatorul feroviar de stat, începând cu 1 septembrie și până la sfârșitul anului. Alte moduri de transport public au deja o reducere de 30%.
- 15 iulie: O urgență națională este declarată în Regatul Unit, prima alertă roșie pentru căldură extremă fiind emisă de Met Office, înaintea unui val de căldură care acum se așteaptă să bată recordurile de temperatură în Insulele Britanice.
- 15 iulie: Portugalia raportează 238 de decese legate de valul de căldură în curs, în timp ce se luptă cu peste 30 de incendii active. În Franța, peste 10.000 de oameni au fugit de incendiile din Gironde, iar în Spania, pompierii continuă să lupte împotriva incendiilor forestiere din apropierea orașului Monsagro.
- 15 iulie: Paisprezece persoane sunt ucise, iar alta este rănită, când un elicopter implicat în căutarea și arestarea lui Rafael Caro Quintero s-a prăbușit în Los Mochis, Mexic. Fostul lider al cartelului de la Guadalajara Rafael Caro Quintero este capturat de marina mexicană în Choix, Sinaloa, Mexic.
- 15 iulie: Președintele american Joe Biden se întâlnește la Jeddah cu prințul moștenitor al Arabiei Saudite, Mohammed bin Salman, în ciuda faptului că a promis anterior că îl va face „paria”.
- 15 iulie: Controversata Cameră Europeană de disciplină a Curții Supreme este desființată. Cu toate acestea, Didier Reynders, comisarul european pentru justiție, spune că decizia Curții Europene de Justiție prin care a dispus desființarea nu a fost respectată pe deplin și, prin urmare, Polonia va continua să plătească o amendă de 1 milion de euro pe zi pentru sfidarea instanței.
- 15 iulie: NASA și Roscosmos semnează un acord pentru integrarea viitoarelor zboruri către Stația Spațială Internațională. Acordul va permite cosmonauților ruși să zboare cu nave spațiale americane, în schimbul faptului că le va permite astronauților americani să folosească nava spațială rusă Soiuz.
- 16 iulie: Protestele continuă în Panama cu blocaje rutiere și feroviare, după ce protestatarii au respins concesiile președintelui Laurentino Cortizo.
- 16 iulie: Ministerul Afacerilor Externe al Iranului impune sancțiuni asupra a 61 de americani pentru asocierea lor cu grupul dizident iranian în exil, Organizația Poporului Mojahedin din Iran.
- 16 iulie: Liderii financiari ai G20 încheie o întâlnire din Bali fără un comunicat comun, deoarece nu s-a putut ajunge la un consens pe mai multe probleme din cauza tensiunilor cauzate de conflictele în curs între țări.
- 16 iulie: Adunarea Macedoniei de Nord adoptă o moțiune de modificare a Constituției Macedoniei de Nord pentru a recunoaște minoritatea sa bulgară, angajându-se totodată să discute problemele rămase cu guvernul bulgar. În schimb, Bulgaria va permite începerea discuțiilor de aderare cu Uniunea Europeană.
- 16 iulie: Un avion cargo Antonov An-12, operat de o companie aeriană ucraineană, s-a prăbușit în apropierea orașului Kavala, Grecia, ucigând toate cele opt persoane aflate la bord. Aeronava transporta arme din Serbia până în Bangladesh și s-a prăbușit înainte de o oprire planificată în Iordania.
- 16 iulie: În Portugalia, un avion cu bombe cu apă se prăbușește în Vila Nova de Foz Côa în timp ce lupta împotriva incendiilor din regiune, ucigând pilotul, iar în Spania, aproximativ 2.300 de persoane sunt evacuate din Costa del Sol din cauza incendiilor de vegetație de pe dealurile Mijas.
- 17 iulie: Zambia extrădează un regizor în Malawi, unde se confruntă cu acuzații de folosire a copiilor în „videoclipuri rasiste”. Bărbatul a fost amendat și în Zambia pentru intrarea ilegală în țară.
- 17 iulie: Fostul ministru al Afacerilor Externe și consilier principal al liderului suprem Ali Khamenei, Kamal Kharazi, confirmă că Iranul are acum capacitățile de a dezvolta și construi o armă nucleară, dar afirmă că „nu a luat nici-o decizie a Iranului de a construi una”. Kharazi avertizează, de asemenea, că Iranul va „răspunde direct” Israelului dacă acesta este atacat.
- 17 iulie: Croația refuză să permită o vizită privată a președintelui Serbiei, Aleksandar Vučić, la locul lagărului de concentrare Jasenovac, deoarece guvernul Croației nu a fost notificat oficial cu privire la vizită.
- 17 iulie: Referendumul de anexare a Osetiei de Sud.
- 18 iulie: Președintele ucrainean Volodimir Zelenskii îl concediază pe procurorul general al Ucrainei Iryna Venediktova și pe ofițerul de vârf al Serviciului de Securitate al Ucrainei (SBU), Ivan Bakanov. Se presupune că peste 60 de oficiali ai agențiilor lucrează cu Rusia. 651 de dosare de presupusă trădare și colaborare sunt inițiate împotriva procurorilor și organelor de drept.
- 18 iulie: Alegeri prezidențiale în India. Droupadi Murmu este aleasă ca noul președinte al Indiei, ceea ce o face prima femeie dintr-o comunitate tribală paria aleasă în acest post.
- 19 iulie: Gazprom semnează un memorandum de înțelegere pentru dezvoltarea zăcămintelor de petrol și gaze iraniene și a infrastructurii aferente în valoare de 40 de miliarde de dolari.
- 19 iulie: Comisia Europeană propune un nou sistem comun de achiziții în domeniul apărării pentru statele membre ale UE. Acesta ar fi operațional până la sfârșitul acestui an, cu o finanțare inițială de 500 de milioane de euro.
- 19 iulie: Cel puțin 5.400 de oameni sunt uciși din cauza valurilor de căldură extreme care lovesc mare parte din Europa, provocând, în plus, incendii majore, întreruperi de călătorie și temperaturi record în multe țări.
- 19 iulie: O temperatură record de 40,3 °C este raportată la Coningsby, Lincolnshire, iar o temperatură minimă record peste noapte de 25,9 °C este raportată la stația de transmisie Emley Moor din West Yorkshire.
- 19 iulie: Scoția raportează o temperatură record de 35,1 °C la Floors Castle. Inițial, se credea că cea mai ridicată temperatură a fost stabilită la RAF Charterhall, atingând 34,8 °C.
- 19 iulie: Un incident major a fost declarat la Londra în urma unei „creșteri uriașe” a incendiilor, potrivit Brigăzii de Pompieri din Londra. Mai multe case sunt distruse în Wennington, la periferia Londrei de Est. Nu au fost raportate victime. Serviciile de pompieri din Hertfordshire și Leicestershire declară, de asemenea, incidente majore din cauza volumului mare de apeluri de urgență.
- 19 iulie: Numărul morților din cauza incendiilor și a valului de căldură din Spania și Portugalia crește la peste 1.700 de persoane, cu peste 1.063 de morți în Portugalia.
- 19 iulie: La Bruxelles încep negocierile privind aderarea Macedoniei de Nord și Albaniei la Uniunea Europeană.
- 19 iulie: Președintele rus Vladimir Putin efectează o vizită de stat în Iran pentru discuții cu omologul său iranian Ebrahim Raisi și cu președintele turc Recep Tayyip Erdogan. Putin se va întâlni și cu liderul suprem Ali Khamenei.
- 20 iulie: Ministrul rus de externe Serghei Lavrov spune că obiectivele militare ale țării sale nu se mai limitează la regiunea Donbas și s-au extins pentru a include și „regiunea Herson, regiunea Zaporizhzhia și o serie de alte teritorii”.
- 20 iulie: Inflația din Regatul Unit a crescut la 9,4% luna trecută, doborând un record de 40 de ani, deoarece prețurile alimentelor și combustibililor continuă să crească.
- 20 iulie: Comisia Europeană le spune statelor membre UE să reducă consumul de gaze cu 15% până în martie 2023, ca parte a unui plan de urgență, după ce președintele Vladimir Putin a avertizat că livrările rusești de gaze naturale ar putea fi reduse în continuare.
- 20 iulie: Uniunea Europeană interzice importurile de aur din Rusia și îngheață activele Sberbank.
- 20 iulie: Guvernul Ucrainei, care se confruntă cu o scădere estimată de 35% până la 45% a PIB-ului, le cere creditorilor săi internaționali să-și înghețe plățile datoriilor pentru doi ani, inclusiv o plată a datoriei de 1,2 miliarde de dolari scadentă la începutul lunii septembrie. Propunerea este susținută de marile guverne occidentale și de alți creditori majori.
- 20 iulie: Șase state federale ale Germaniei (Baden-Württemberg, Hamburg, Saxonia Inferioară, Mecklenburg - Pomerania Inferioară, Saxonia-Anhalt și Schleswig-Holstein) își înregistrează recordurile de temperaturi din toate timpurile, cu cea mai ridicată temperatură, 40,3 °C, stabilit la Bad Mergentheim.
- 20 iulie: Abed, un cătun de pe insula daneză Lolland, stabilește cea mai ridicată temperatură în iulie înregistrată în țară, atingând 35,9 °C.
- 20 iulie: Ministerul de Externe al Siriei anunță că țara sa suspendă oficial relațiile diplomatice cu Ucraina.
- 20 iulie: Președintele interimar Ranil Wickremesinghe este declarat câștigător al alegerilor prezidențiale din Sri Lanka, învingându-l pe cel mai apropiat rival al său, Dullas Alahapperuma, cu 134 de voturi pro și 82 împotrivă.
- 21 iulie: Banca centrală a Japoniei își ridică prognoza de inflație și reduce așteptările pentru anul fiscal, menținând în același timp rate ale dobânzilor ultra-scăzute, spunând că economia a fost afectată în primul rând de pandemia de COVID-19.
- 21 iulie: Taiwan raportează o temperatură record de 40,7 °C în Yuli. Cu toate acestea, această măsurătoare nu este recunoscută oficial de autoritățile taiwaneze deoarece a fost raportată de o stație automată.
- 21 iulie: An An, cel mai longeviv mascul panda uriaș din lume aflat sub îngrijirea umană, a murit la Ocean Park Hong Kong la vârsta de 35 de ani.
- 21 iulie: Fluturele monarh este adăugat de Uniunea Internațională pentru Conservarea Naturii pe lista speciilor pe cale de dispariție din cauza scăderii rapide a numărului populației.
- 21 iulie: Ministerul Justiției din Rusia deschide un dosar în instanță pentru închiderea Agenției Evreiești pentru Israel, principala agenție care permite Aliyah evreilor către Israel. Israelul condamnă cazul în instanță, susținând că este un răspuns la poziția Israelului cu privire la invazia rusă a Ucrainei din 2022.
- 21 iulie: Parlamentul din Sri Lanka îl alege pe prim-ministrul Ranil Wickremesinghe ca președinte al Sri Lankăi, în urma demisiei lui Gotabaya Rajapaksa.
- 21 iulie: Banca Centrală Europeană își majorează rata cheie a dobânzii pentru prima dată în mai bine de 11 ani, de la minus 0,5% la zero, cu planuri pentru creșteri suplimentare mai târziu în cursul anului.

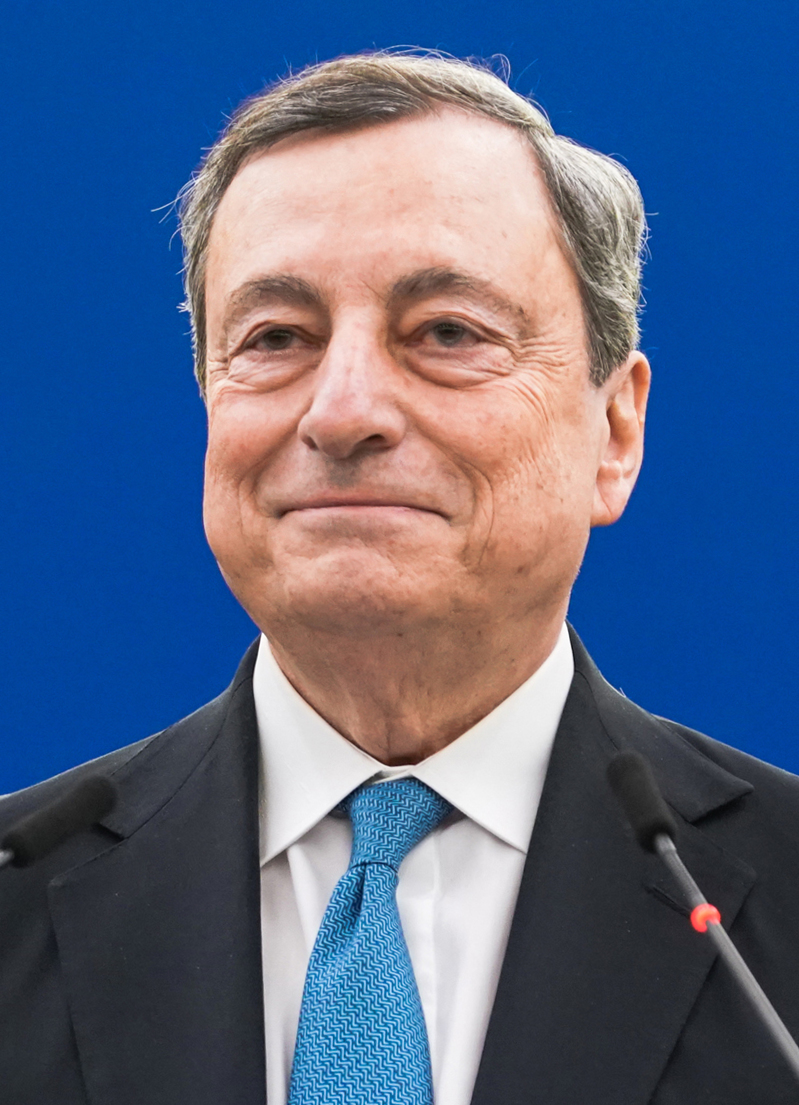
Mario Draghi a demisionat din funcția de Prim-ministru al Republicii Italiene după un an de la conducerea guvernului său.

- Mario Draghi a demisionat din funcția de Prim-ministru al Republicii Italiene după un an de la conducerea guvernului său.21 iulie: Demisia premierului italian Mario Draghi este acceptată de președintele Sergio Mattarella, care ulterior dizolvă Parlamentul țării și ordonă să aibă loc noi alegeri în termen de 70 de zile.
- 22 iulie: Armata și poliția efectuează un raid într-o tabără de protest antiguvernamental din Colombo Sri Lanka, rănind oameni și arestând nouă.

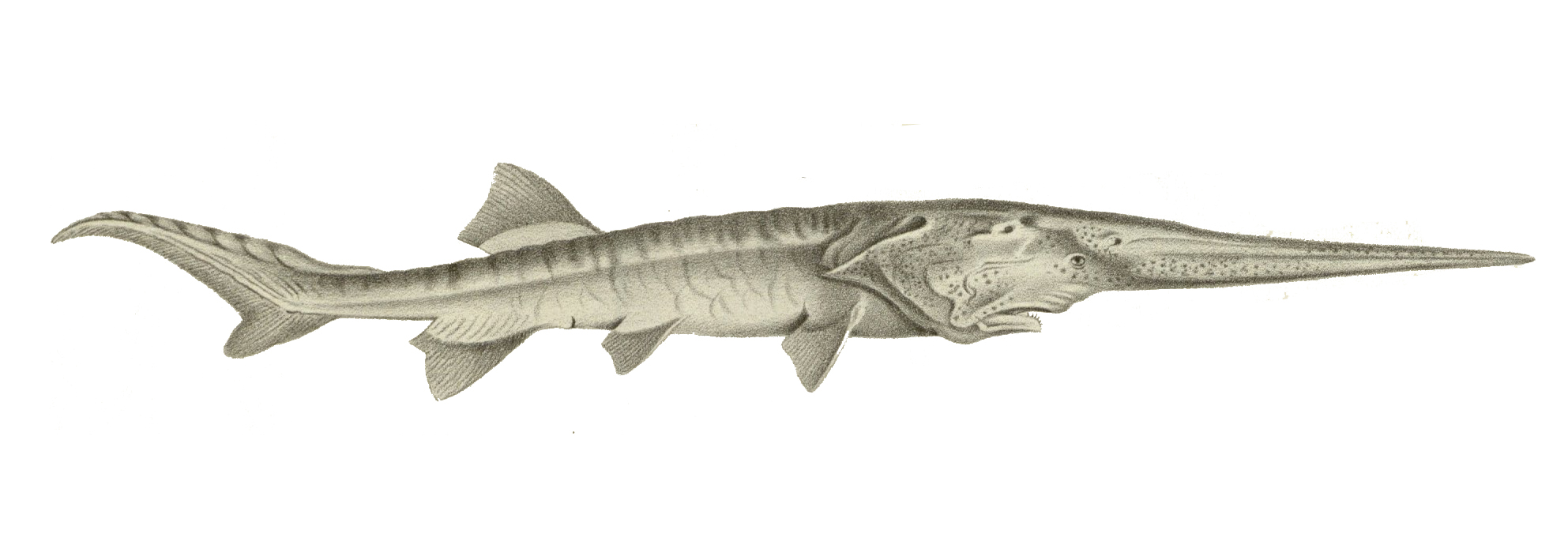
Peștele-spadă chinezesc una dintre cele mai mari specii de pești de apă dulce din lume, este declarat oficial dispărut de Uniunea Internațională pentru Conservarea Naturii

- Peștele-spadă chinezesc una dintre cele mai mari specii de pești de apă dulce din lume, este declarat oficial dispărut de Uniunea Internațională pentru Conservarea Naturii22 iulie: Peștele-spadă chinezesc una dintre cele mai mari specii de pești de apă dulce din lume, este declarat oficial dispărut de Uniunea Internațională pentru Conservarea Naturii.
- 22 iulie: Principala trecere a frontierei dintre Argentina și Chile se redeschide după câteva zile de închidere din cauza ninsorilor abundente.
- 22 iulie: Autoritatea de Reglementare Nucleară din Japonia aprobă oficial eliberarea a milioane de tone de apă tratată din centrala nucleară Fukushima Daiichi în Oceanul Pacific. Planul fusese deja aprobat de guvernul japonez și de alte agenții.
- 22 iulie: Comisia Europeană lansează patru noi proceduri legale împotriva Regatului Unit pentru presupusele încălcări ale Acordului de retragere a Brexit-ului referitoare la adoptarea proiectului de lege privind Protocolul Irlandei de Nord.
- 22 iulie: Rusia și Ucraina semnează un acord susținut de ONU pentru a permite exportul de milioane de tone de cereale din porturile blocate de la Marea Neagră.
- 22 iulie: Coreea de Sud anunță că va ridica interdicția de zeci de ani a accesului publicului la televiziunea nord-coreeană, ziare și alte mass-media.
- 22 iulie: Ministrul de Externe transnistrean Vitali Ignatiev reafirmă că Transnistria se angajează să devină un stat independent și, eventual, să se unească cu Rusia.
- 22 iulie: Secretarul de stat al SUA, Antony Blinken, îl acuză pe fostul președinte paraguayan Horacio Cartes de „corupție semnificativă”.
- 22 iulie: Curtea Internațională de Justiție respinge încercarea juntei militare din Myanmar de a contesta un caz care acuză țara pentru rolul său în genocidul împotriva grupului etnic Rohingya.
- 22 iulie: Partidul premierului din Papua Noua Guinee James Marape câștigă alegerile generale din această țară.
- 23 iulie: Fitch Ratings retrogradează perspectiva datoriei ucrainene la „C”, cu un grad mai mare decât implicit, din cauza solicitărilor autorităților ucrainene de a amâna plățile pentru obligațiuni.
- 23 iulie: Compania aeriană Greater Bay Airlines, cu sediul în Hong Kong, își finalizează primul zbor de la Hong Kong la Bangkok. Compania aeriană a primit licențe pentru a opera 104 rute în regiunile Marii Chine și Asia Pacific.
- 23 iulie: Focarul de variolă a maimuței este declarat de către Organizația Mondială a Sănătății drept urgență de sănătate publică de interes internațional.
- 23 iulie: Un zbor al Aerolíneas Argentinas aterizează de urgență în Comodoro Rivadavia, Provincia Chubut, după o amenințare cu bombă. Zborul cu 169 de pasageri și șase membri ai echipajului zbura de la Buenos Aires la Ushuaia, Provincia Tierra del Fuego.
- 23 iulie: Nikenike Vurobaravu este ales președinte al statului Vanuatu de către Colegiul Electoral al țării în al optulea tur de scrutin și îi va succeda președintelui în exercițiu Tallis Obed Moses.
- 23 iulie: Prim-ministrul Thailandei Prayut Chan-o-cha a supraviețuit unui vot de cenzură cu 256 de voturi de încredere, 206 voturi împotrivă și nouă abțineri.
- 24 iulie: Fostul militar Bajram Begaj a depus jurământul ca al nouălea Președinte al Albaniei, succedându-l pe Ilir Meta. El a devenit primul președinte non-militar al Albaniei.
- 24 iulie: Vulcanul Sakurajima din Kyushu, Japonia, erupe. Aproximativ 120 de locuitori din două orașe din apropiere au primit ordin de evacuare, deși sunt raportate pagube minime.
- 24 iulie: Ministrul Afacerilor Externe rus Serghei Lavrov vizitează Egiptul pentru discuții diplomatice și va vizita, de asemenea, Etiopia, Uganda și Republica Democrată Congo.
- 24 iulie: Președintele brazilian Jair Bolsonaro anunță oficial că va candida pentru realegerea sa în funcția de președinte al Braziliei.
- 24 iulie: Camera Deputaților a Congresului din Paraguay este convocată într-o sesiune de urgență pentru a dezbate punerea sub acuzare a procurorului general Sandra Quiñónez, ca răspuns la acuzațiile conform cărora Quiñónez ar fi acoperit presupusa corupție a fostului președinte Horacio Cartes, în urma desemnării lui Cartes drept „semnificativ corupt” de către Statele Unite.
- 25 iulie: Marea Britanie este anunțată ca gazdă a Eurovision Song Contest de anul viitor în locul câștigătorilor din acest an, Ucraina, din cauza războiului în curs din Ucraina. Marea Britanie, reprezentată de Sam Ryder, a terminat pe locul doi, în spatele Orchestrei Kalush din Ucraina, la competiția din acest an. Ucraina se va califica în continuare automat în marea finală.
- 25 iulie: Autoritățile meteorologice din Coreea de Sud lansează o avertizare privind valul de căldură pentru cea mai mare parte a țării, cu temperaturi estimate să depășească 34 °C.
- 25 iulie: Mii de indigeni se adună în Maskwacis, Alberta, pentru a asculta scuzele Papei Francisc pentru abuzurile și suprimarea culturală din trecut în școlile rezidențiale catolice din Canada.
- 25 iulie: Autoritățile din Myanmar anunță că au executat patru prizonieri acuzați de terorism, printre care Zayar Thaw, un fost parlamentar sub conducerea destituită a liderului Aung San Suu Kyi și Kyaw Min Yu.
- 25 iulie: Cetățenii tunisieni se îndreaptă la urne pentru a vota într-un referendum constituțional, care a fost propus de președintele Kais Saied ca soluție la criza politică în curs de desfășurare a țării.

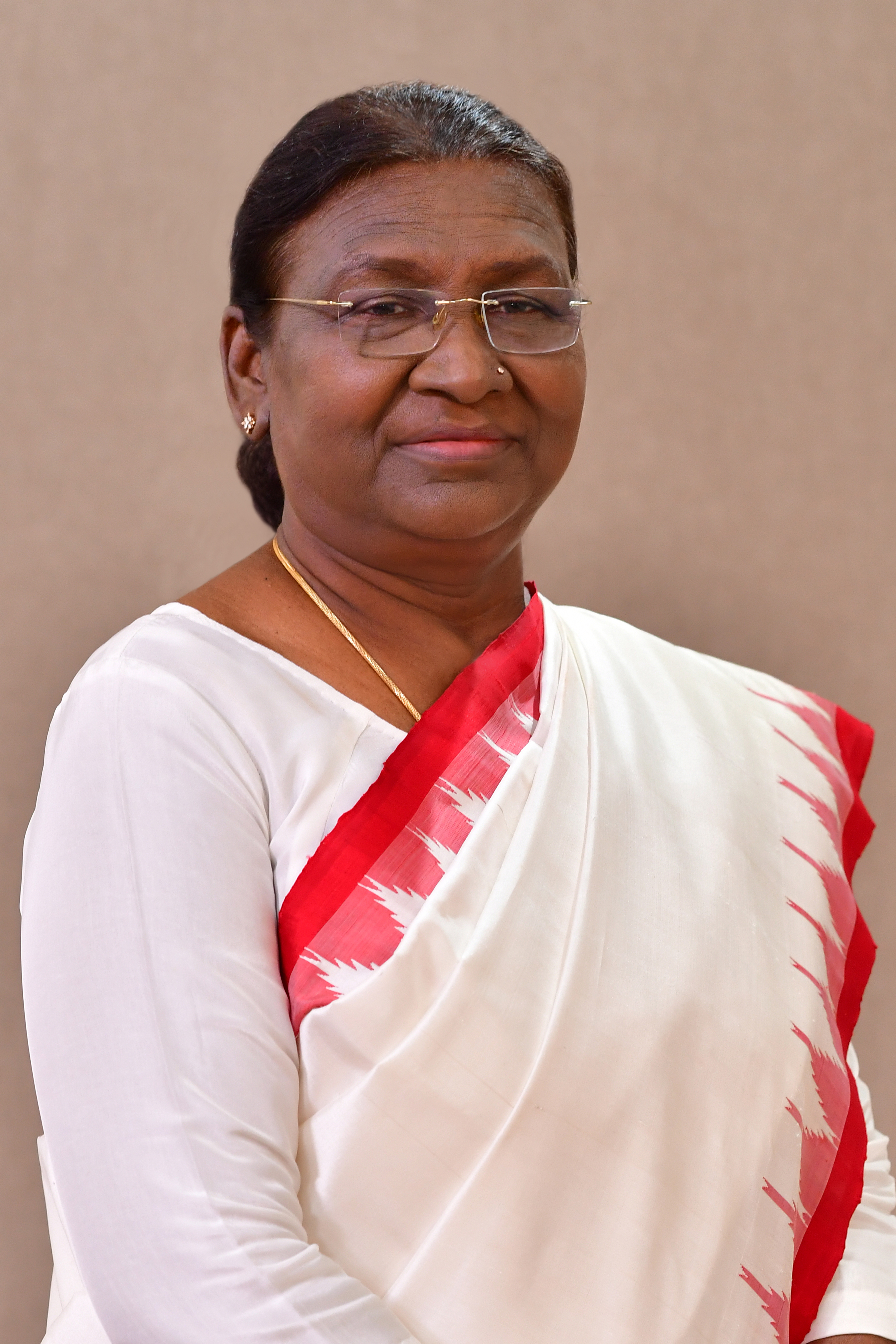
Droupadi Murmu a depus jurământul ca președinte al Indiei

- Droupadi Murmu a depus jurământul ca președinte al Indiei25 iulie: Droupadi Murmu a depus jurământul ca președinte al Indiei.
- 26 iulie: Oficialii din Afganistan și Statele Unite fac schimb de propuneri pentru eliberarea de miliarde de dolari din rezervele băncii centrale afgane deținute în străinătate într-un fond fiduciar.
- 26 iulie: Bangladesh anunță că va solicita un împrumut de 4,5 miliarde de dolari de la Fondul Monetar Internațional pentru balanța de plăți și cerințele bugetare, precum și activitățile de management al schimbărilor climatice.
- 26 iulie: Miniștrii energiei din Uniunea Europeană aprobă o legislație pentru a reduce cererea de gaze din partea unor țări membre cu 15% din august până în martie 2023.
- 26 iulie: Croația deschide Podul Pelješac lung de 2.404 metri care se întinde pe canalul maritim dintre Komarna și Pelješac și conectează semi-exclava de sud-est a țării de restul țării, ocolind scurta fâșie de coastă a Bosniei și Herțegovinei din municipiul Neum.
- 26 iulie: Met Office confirmă că Anglia se confruntă cu cea mai gravă secetă din 1976, în special în sud-estul Angliei.
- 26 iulie: Ministrul de externe algerian Ramtane Lamamra a indicat sprijinul pentru revenirea Siriei în Liga Arabă după o suspendare de un deceniu.
- 26 iulie: Guvernul filipinez anunță rezilierea unui acord de 227 de milioane de dolari pentru achiziționarea de elicoptere militare Mi-17 de 16 milioane din Rusia, invocând riscul unei potențiale impuneri de sancțiuni de către Statele Unite în temeiul Legii privind contracararea adversarilor Americii prin sancțiuni.
- 26 iulie: Mexicul spune că a ajuns la un acord cu Statele Unite pentru a acorda un record de 356.000 de vize de lucru cetățenilor mexicani.
- 26 iulie: Jurisdicția Specială pentru Pace acuză 19 soldați columbieni de crime de război și crime împotriva umanității pentru moartea a 303 persoane, majoritatea civili, între 2005 și 2008.
- 26 iulie: Autoritățile japoneze îl execută pe Tomohiro Katō, autorul masacrului de la Akihabara din 2008.
- 26 iulie: CEO-ul Roscosmos, Iuri Borisov, anunță că Rusia se va retrage din Stația Spațială Internațională după 2024 pentru a se concentra pe construirea unei alte stații spațiale proprii.
- 27 iulie: Inițiativa pentru Drepturile Omului din Burundi (BHRI) acuză Burundi că a trimis trupe în Republica Democrată Congo (RDC) pentru a lupta împotriva RED-Tabara, un grup armat de opoziție din Burundi. BHRI acuză, de asemenea, Burundi că sprijină grupurile armate care se opun RDC.
- 27 iulie: Compania rusă de energie Gazprom reduce cantitatea de gaz natural care curge prin conducta Nord Stream 1 din Rusia către Europa la 20% din capacitatea conductei.
- 27 iulie: Profiturile McDonald's scad cu 46%, iar veniturile sale cu 3% în trimestrul 2 al anului 2022, după ieșirea companiei din Rusia.
- 27 iulie: Un cutremur cu magnitudinea 7,1 a lovit Luzon, Filipine, ucigând patru persoane și rănind alte peste 100.
- 27 iulie: Prim-ministrul Fiamē Naomi Mataʻafa pune capăt stării de urgență în Samoa din cauza virusului COVID după doi ani.
- 27 iulie: Centrul Comun de Coordonare se deschide la Istanbul, Turcia, pentru a coordona exportul de milioane de tone de cereale din porturile blocate de la Marea Neagră.
- 27 iulie: Tribunalul European menține interdicția de difuzare impusă rețelei ruse de televiziune RT din Uniunea Europeană din cauza acuzațiilor de răspândire de dezinformări, respingând un recurs împotriva interdicției.
- 27 iulie: Prim-ministrul Coreei de Sud Han Duck-soo spune că îi va cere președintelui Yoon Suk-yeol să-l grațieze pe fostul director Samsung Lee Jae-yong, care este în prezent eliberat condiționat pentru luare de mită și delapidare.
- 27 iulie: Majoritatea alegătorilor tunisieni aprobă o nouă constituție, propusă de președintele Kais Saied ca soluție la criza politică în curs de desfășurare a țării. Cu toate acestea, prezența la vot a fost de doar 30,5%, din cauza boicotului referendumului de către partidele de opoziție.
- 27 iulie: Sute de protestatari iau cu asalt clădirea parlamentului din Zona Verde din Bagdad pentru a se opune nominalizării lui Mohammed Shia' Al Sudani la funcția de prim-ministru de către partidele pro-iraniene.
- 27 iulie: Trandafirul Lulo, un diamant roz, cel mai mare din ultimii 300 de ani, este descoperit la mina Lulo din provincia Lunda Norte, Angola.
- 27 iulie: Serviciul Google Street View este lansat în India la 11 ani după ce serviciul a fost interzis în această țară din motive de securitate.
- 28 iulie: Autoritățile din Berlin sting luminile la monumentele istorice și la clădirile municipale din oraș pentru a economisi energie electrică.
- 28 iulie: Autoritățile din Hanovra, Germania, opresc încălzirea și trec la dușuri reci în toate clădirile publice și, de asemenea, închid fântânile publice de apă pe fondul unei crize energetice după ce Gazprom a redus livrările de gaz către Germania prin conducta sa Nord Stream.
- 28 iulie: Statele Unite intră într-o recesiune tehnică după ce economia sa s-a contractat pentru al 2-lea trimestru consecutiv.
- 28 iulie: Congresul Statelor Unite adoptă Actul Chips and Science din 2022 pentru a stimula producția de semiconductori în Statele Unite și, de asemenea, pentru a stimula concurența cu China. Proiectul de lege se va îndrepta către președintele Joe Biden pentru semnătură.
- 28 iulie: Rusia a predat o notă de protest Ministerului Afacerilor Externe lituanian, deoarece Šiaulių bankas, singura bancă autorizată să proceseze plățile pentru tranzitul feroviar al enclavei Kaliningrad, a anunțat că va elimina treptat toate plățile în ruble rusești la mijlocul lunii august și va interzice toate plățile din Rusia și Belarus, cu excepția cazului în scopuri umanitare sau pentru îndeplinirea obligațiilor internaționale, la 1 septembrie.
- 28 iulie: Cercetătorii care folosesc AlphaFold au prezis structurile a 200 de milioane de proteine din 1 milion de specii, acoperind aproape toate proteinele cunoscute de pe planetă.
- 29 iulie: Emiratele Arabe Unite înregistrează cele mai abundente precipitații din ultimii 27 de ani, șapte persoane fiind ucise în urma inundațiilor din Emiratele Sharjah și Fujairah.
- 29 iulie: Papa Francisc vizitează Iqaluit, în Nunavut, pentru a-și cere scuze pentru abuzurile și suprimarea culturală din trecut în școlile rezidențiale catolice din Canada. Vizita este ultima sa oprire în călătoria sa în Canada.
- 29 iulie: Un tribunal din Kiev reduce pedeapsa lui Vadim Shishimarin, primul soldat rus judecat pentru crime de război, de la închisoare pe viață la 15 ani de detenție. Avocatul lui Shishimarin spune că este „foarte probabil” ca acesta să fie returnat în Rusia într-un schimb de prizonieri.
- 30 iulie: Compania Gazprom din Rusia suspendă livrările de gaze către Letonia, după ce a acuzat-o că „încalcă condițiile de cumpărare”. Guvernul leton spune că suspendarea gazelor din Rusia nu este de așteptat să aibă un impact major asupra economiei.
- 30 iulie: Indonezia restricționează accesul la opt site-uri web, inclusiv PayPal, Yahoo! și Steam, pentru neînregistrarea la Ministerul Comunicațiilor și Tehnologiei Informației. Serviciile online înregistrate la minister sunt obligate să respecte solicitările de dezvăluire și de eliminare a conținutului.
- 31 iulie: Poliția din Kosovo închide două puncte de trecere a frontierei din Kosovo de Nord, după ce sârbii locali au blocat drumuri și au tras în poliție pentru a protesta împotriva ordinului de a schimba plăcuțele de înmatriculare ale mașinilor sârbe pe cele kosovene în termen de două luni.
- 31 iulie: În Republica Democrată Congo are loc runda a doua a alegerilor parlamentare.
- 31 iulie: Anglia învinge Germania cu 2–1 în finala UEFA Women's Euro 2022 pentru a oferi echipei feminine a Angliei primul său campionat important de fotbal.
- 31 iulie: Ayman al-Zawahiri, teroristul egiptean care a devenit al doilea emir al Al-Qaida după moartea lui Osama bin Laden în 2011, este ucis într-un atac aerian în Afganistan condus de Agenția Centrală de Informații a Statelor Unite.

### August
- 1 august: Prima navă cu cereale ucrainene pleacă din portul Odesa către Liban după ce a fost semnat un acord cu Rusia.
- 1 august: Peste două milioane de oameni sunt sub avertismente de steag roșu în Statele Unite, deoarece incendiile de vegetație continuă să se răspândească în California de Nord, Oregon, Washington, Montana, Dakota de Sud și Nebraska.
- 1 august: Un elicopter al Corpului de aviație al armatei pakistaneze care transporta mai mulți oficiali înalți ai armatei pakistaneze s-a prăbușit în Balochistan. Salvatorii nu au ajuns încă la locul accidentului din cauza inundațiilor în curs de desfășurare în regiune.
- 1 august: O postare făcută de contul de socializare VK al lui Dmitri Medvedev, actualul vicepreședinte al Consiliului de Securitate al Rusiei și fost președinte al Rusiei, se referă la Georgia și Kazahstan ca fiind creații „artificiale” și pledează pentru revenirea celor două țări la suveranitatea Rusiei. Postarea este rapid eliminată și atribuită hackerilor.
- 1 august: Autoritățile iraniene anunță arestarea mai multor membri ai Credinței Baháʼí sub acuzația de spionaj.
- 1 august: Cetățenii din Insulele Cook se îndreaptă spre vot pentru a vota la alegerile generale.
- 2 august: Președintele Camerei SUA, Nancy Pelosi, sosește în Taiwan, în ciuda amenințărilor chineze de acțiune militară ca răspuns la vizita sa. Pelosi este cel mai înalt oficial american care a vizitat insula autonomă de la Newt Gingrich în 1997.
- 2 august: Armata Populară de Eliberare este pusă în alertă maximă și spune că va lansa „operațiuni militare direcționate” ca răspuns la vizita lui Pelosi în Taiwan.
- 2 august: Curtea Supremă a Rusiei declară Regimentul Azov organizație teroristă.
- 3 august: Ciocnirile reaprinse în regiunea disputată Nagorno-Karabah dintre Armenia și Azerbaidjan au ucis trei soldați și răniți alți paisprezece.
- 3 august: Un jurnalist din Belarus este condamnat la cinci ani de închisoare pe fondul unei represiuni guvernamentale asupra mass-media, în urma protestelor care au avut loc după alegerile prezidențiale din Belarus din 2020.
- 3 august: Jucătoarea americană de baschet Brittney Griner a fost condamnată la nouă ani de închisoare de către un tribunal rus după ce a fost găsită vinovată de aducerea în Rusia a cartușelor de vape cu canabis.
- 3 august: Premierul din Peru Aníbal Torres demisionează invocând „motive personale”, pe fondul multiplelor anchete penale care se concentrează pe președintele Pedro Castillo.
- 4 august: Amnesty International publică un raport în care susține că forțele ucrainene au pus civili în pericol prin stabilirea de baze și operarea sistemelor de arme în zone rezidențiale, școli, spitale, încălcând dreptul internațional umanitar, deoarece transformă obiecte civile în ținte militare.
- 4 august: Banca Angliei își ridică rata dobânzii de referință de la 1,25% la 1,75% în cea mai mare creștere a ratei unice din 1995.
- 4 august: Administrația Biden declară că focarul de variolă a maimuței în curs de desfășurare este o urgență de sănătate publică.
- 4 august: China desfășoară cel mai mare exercițiu cu foc real vreodată în jurul Taiwanului, ca răspuns la o vizită controversată a Nancy Pelosi, cel mai înalt oficial american care a vizitat Taiwan din anii 1990.
- 5 august: Rusia bombardează centrala nucleară Zaporizhzhia, distrugând o unitate de azot-oxigen și o linie electrică de înaltă tensiune, potrivit Enerhoatom.
- 5 august: Israelul a lansat lovituri aeriene în Fâșia Gaza, ucigând liderul militar al Jihadului Islamic Tayseer Jabari.
- 5 august: Mișcarea Forțelor Democratice din Casamance semnează un acord de pace cu guvernul Senegalului, angajându-se să depună armele pentru a lucra la o soluție permanentă.
- 5 august: Președintele rus Vladimir Putin semnează un decret care interzice investitorilor din „țări neprietenoase” să-și vândă activele în băncile rusești, entități strategice și proiecte energetice și de mărfuri până pe 31 decembrie.
- 5 august: Rezultatele provizorii arată că coaliția Benno Bokk Yakaar câștigă 82 de locuri, cu 1 loc sub majoritatea absolută, în timp ce 80 de locuri au fost câștigate de coalițiile de opoziție Yewwi Askan Wi și Wallu Sénégal la alegerile generale din Senegal.
- 5 august: Partidul Laburist de opoziție din Saint Kitts și Nevis, condus de Terrance Drew, câștigă alegerile generale anticipate pentru Adunarea Națională. Drew devine prim-ministru ales.
- 6 august: Israelul lansează lovituri aeriene pentru a doua zi în Fâșia Gaza, ucigând 14 persoane și rănind mai multe altele. Nouăsprezece membri palestinieni ai Jihadului Islamic sunt, de asemenea, arestați în Cisiordania.
- 7 august: Israelul și Jihadul Islamic semnează un acord de încetare a focului pentru Fâșia Gaza.
- 7 august: Omar Khalid Khorasani, militantul taliban pakistanez înalt, și alți trei militanți au murit într-o explozie în provincia Paktika, Afganistan.
- 7 august: Gustavo Petro este inaugurat ca primul președinte de stânga al Columbiei.
- 8 august: Guvernul Ciadului și peste 30 de facțiuni rebele și de opoziție semnează un acord de pace în cadrul discuțiilor de la Doha, Qatar. Cu toate acestea, principalul grup rebel Frontul pentru schimbare și concordanță din Ciad respinge acordul, spunând că negociatorii nu le-au ascultat cererile, care includeau eliberarea prizonierilor politici.
- 8 august: Pentagonul anunță că va trimite Ucrainei o asistență militară suplimentară de 1 miliard de dolari, inclusiv alte zeci de mii de muniții și explozibili. Acesta este cel mai mare ajutor acordat țării de la începutul invaziei.
- 8 august: Rusia suspendă inspecțiile New START ale armelor sale nucleare ca răspuns la restricțiile de călătorie impuse de Statele Unite și aliații săi.
- 8 august: Biroul Federal de Investigații execută un mandat de percheziție la Mar-a-Lago, reședința principală a fostului președinte american Donald Trump, ca parte a unei investigații a Departamentului de Justiție asupra lui Trump.
- 9 august: Au fost raportate explozii multiple la o bază aeriană militară rusă de lângă Novofedorivka, în vestul Crimeei. Cel puțin o persoană este ucisă și alte șase sunt rănite, potrivit autorităților din Crimeea.
- 9 august: Ibrahim al-Nabulsi, șeful local al Brigăzilor Martirilor al-Aqsa, și alte două persoane sunt ucise în timpul unui raid al soldaților israelieni în Nablus. Alți cel puțin 40 sunt răniți.
- 9 august: Compania Transneft din Rusia spune că Ucraina a suspendat fluxurile de petrol rusești prin conducta Druzhba către Republica Cehă, Ungaria și Slovacia, după ce nu a putut plăti taxe de tranzit către operatorul de conducte UkrTransNafta din Ucraina. Compania de conducte din Republica Cehă spune că se așteaptă ca livrările prin conductă să repornească în câteva zile.
- 9 august: Pompierii din Cuba țin sub control un incendiu catastrofal la un terminal petrolier din Matanzas, după ce acesta a scăpat de sub control timp de cinci zile consecutive, distrugând 40% din principala unitate de depozitare a combustibilului din țară și a provocat pene de curent pe scară largă.
- 9 august: Autoritățile din Insulele Marshall confirmă primele cazuri de transmitere comunitară a COVID-19 în capitala Majuro. Ulterior, guvernul anunță că începutul anului școlar va fi amânat și, de asemenea, suspendă zborurile și călătoriile cu barca către insulele exterioare ale țării.
- 9 august: Rusia interzice importul de produse agricole din Moldova începând cu 15 august din cauza „detectării repetate a obiectelor de carantină periculoase în produsele moldovenești care intră în Rusia”.
- 9 august: Alegeri generale în Kenya. Kenyienii sunt chemați în această zi să voteaze la alegerile generale naționale.
- 9 august: Roscosmos lansează satelitul de observare a Pământului Khayyam al Agenției Spațiale Iraniene de la Cosmodromul Baikonur din Kazahstan.
- 9 august: Oamenii de știință spun că au descoperit AS 209, o exoplanetă nou-născută de dimensiunea lui Jupiter prin intermediul telescopului Atacama Large Millimeter Array din Chile.
- 10 august: Forțele ruse instalează sisteme de apărare aeriană la Centrala nucleară Zaporije din Regiunea Zaporijjea, Ucraina, potrivit șefului administrației desemnate de Moscova a regiunii Zaporizhzhia, Yevhen Balytskyi.
- 10 august: Domino's Pizza își închide toate magazinele din Italia după ce deținătorul său de franciză ePizza SpA a depus faliment. Lanțul american de restaurante spune că a fost grav afectat de restricțiile COVID-19 din țară.
- 10 august: În Sierra Leone au loc proteste antiguvernamentale, cerând înlăturarea președintelui Julius Maada Bio. Atât protestatari, cât și polițiști sunt uciși în timpul ciocnirilor.
- 10 august: Ambasada Uzbekistanului în Rusia îi avertizează pe cetățenii săi să nu se alăture forțelor ruse care invadează Ucraina, spunând că cei care fac acest lucru vor fi răspunzători penal pentru mercenarism la întoarcerea în Uzbekistan.
- 10 august: James Marape este reales fără opoziție ca prim-ministru de către Parlament, după ce partidul său Pangu Pati a câștigat alegerile generale din iulie din Papua Noua Guinee.
- 11 august: Clericul Rahimullah Haqqani este ucis de un atacator sinucigaș la un seminar din Kabul, Afganistan. IS-KP își revendică responsabilitatea pentru ucidere.
- 11 august: Parlamentul leton declară Rusia drept stat sponsor al terorismului.
- 11 august: Letonia și Estonia s-au retras din grupul de cooperare cu China al țărilor din Europa Centrală și de Est.
- 11 august: Sierra Leone declară situație de urgență la nivel național pe fondul protestelor antiguvernamentale care au ucis doi polițiști și un civil. Țara din Africa de Vest se confruntă în prezent cu o inflație record.
- 11 august: Administrația militaro-civilă a Regiunii Zaporijjea încep pregătirile pentru un referendum privind aderarea regiunii la Rusia, care va avea loc pe 30 septembrie.
- 12 august: Ministerul german al Apărării suspendă operațiunile aeriene de recunoaștere și transport ale armatei sale în Mali, după ce guvernul din Mali a negat plecarea unuia dintre zborurile lor.
- 12 august: Scriitorul anglo-indian Salman Rushdie este atacat la un eveniment public din Chautauqua, New York, Statele Unite, având multiple răni înjunghiate la gât și abdomen. Suspectul este arestat de poliția statului New York.
- 12 august: O navă sub pavilionul statului Belize pleacă din Ciornomorsk către Turcia, devenind primul export de grâu din Ucraina în baza unui acord intermediat de Națiunile Unite.
- 12 august: Agenția de Mediu din Anglia declară secetă în opt din cele paisprezece zone ale sale, pe fondul unui val de căldură în curs.
- 12 august: O moarte în masă a peștilor are loc în râul Oder din Polonia. Oficialii polonezi o numesc o „catastrofă ecologică”, prim-ministrul Mateusz Morawiecki jurând că îi „pedepsește” pe cei responsabili. Publicul a fost avertizat să nu intre în apă pe fondul temerilor de o posibilă contaminare.
- 12 august: Un judecător de la Înalta Curte este reținut în urma unei tentative eșuate de deportare a guvernului din Kiribati.
- 12 august: Un bărbat muntenegrean ucide o femeie și doi copii în casa lor din Cetinje, înainte de a deschide focul pe străzi împotriva unor civili la întâmplare, ucigând șapte persoane și rănind alte șase. Ulterior, făptuitorul este ucis de un cetățean înarmat.
- 12 august: Președintele sud-coreean Yoon Suk-yeol îl grațiază pe fostul director Samsung Lee Jae-yeong, care era eliberat condiționat pentru luare de mită.
- 12 august: Vicepreședintele Paraguayului, Hugo Velázquez Moreno, își anunță demisia după ce a fost acuzat de corupție de către Statele Unite, de care neagă că se face vinovat.
- 13 august: Furtuna tropicală Meari ajunge la uscat în centrul Japoniei, provocând ploi abundente și vânturi puternice. 72.000 de oameni sunt evacuați din orașul Shizuoka.
- 13 august: Ministerul german al Mediului spune că o substanță necunoscută, foarte toxică, este responsabilă de moartea în masă a faunei sălbatice din râul Oder. Niveluri ridicate de mercur au fost găsite și în râu. Prim-ministrul polonez Mateusz Morawiecki spune că râul va dura ani pentru a „reveni la normal”.
- 13 august: O persoană a murit și alte 40 sunt rănite când o scenă de la un festival de muzică din Cullera, Valencia, Spania, se prăbușește din cauza vântului puternic cauzat de o explozie de căldură din apropiere.
- 13 august: Talibanii dispersează în mod violent o demonstrație a activiștilor pentru drepturile femeilor care mărșăluiau către ministerul educației din Kabul pentru a cere drepturi mai largi, urmărind și bătând femei și trăgând focuri de armă în aer.
- 13 august: Înotătorul român David Popovici doboară recordul mondial de 13 ani la 100 m liber cu un timp de 46.86.
- 14 august: Un bărbat înarmat de origine palestiniană deschide focul în interiorul unui autobuz în orașul vechi al Ierusalimului, rănind opt persoane, dintre care două grav. Ulterior, poliția israeliană a făcut o raid în cartierul Silwan, unde locuia suspectul, și l-a arestat.
- 14 august: Cel puțin 41 de persoane au murit și alte 45 sunt rănite într-un incendiu la biserica ortodoxă coptă Sfântul Mercurie din Giza, Egipt.
- 14 august: Peste 1.500 de persoane sunt evacuate din Zaragoza, Spania, din cauza incendiilor.
- 14 august: Șase persoane au murit, alte 60 au fost rănite și alte 18 au fost date dispărute într-o explozie la o zonă de depozitare a artificiilor a unui mall din Erevan, Armenia. Primarul orașului a declarat că erau oameni prinși sub dărâmături.
- 15 august: Franța își încheie oficial intervenția militară în Mali după ce și-a retras ultimele trupe rămase dintr-o bază militară din Gao. Baza a fost predată forțelor armate maliene înainte ca forțele franceze să treacă în Nigerul vecin.
- 15 august: Patru paramilitari ruși ai Grupului Wagner au fost uciși în timpul unei ambuscade a militanților Jama'at Nasr al-Islam wal Muslimin în Bandiagara.
- 15 august: Talibanii organizează o paradă de Ziua Victoriei la prima aniversare de la capturarea Kabulului.
- 15 august: Israelul lansează o serie de atacuri aeriene asupra Damascului și Tartus, Siria, ucigând trei soldați și rănind alți trei.
- 15 august: Statele Unite impun sancțiuni asupra a trei membri de rang înalt ai cabinetului președintelui liberian George Weah, acuzându-i de corupție.
- 15 august: Prim-ministrul Noii Zeelande, Jacinda Ardern, anunță desfășurarea a 120 de soldați neozeelandezi în Regatul Unit pentru a pregăti forțele ucrainene.
- 15 august: Tribunalul juntei militare din Myanmar condamnă fostul consilier de stat Aung San Suu Kyi la șase ani de închisoare pentru corupție.
- 15 august: A fost intentat un proces împotriva Agenției Centrale de Informații și a fostului său director Mike Pompeo, acuzând agenția că spionează avocații și jurnaliștii care s-au întâlnit cu Julian Assange.

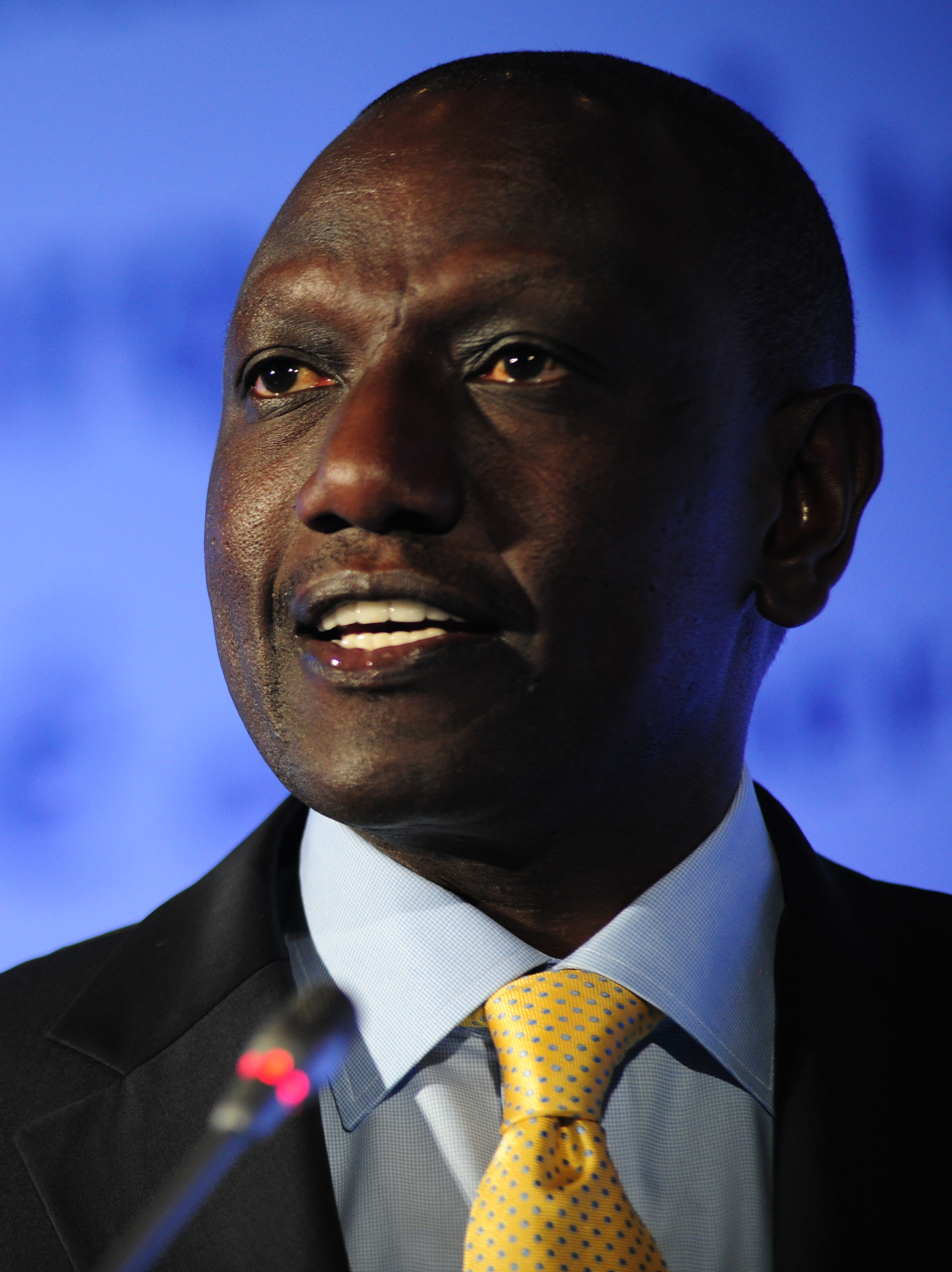
Comisia Electorală Independentă și Delimitare îl declară pe William Ruto câștigător al alegerilor generale din Kenya.

- Comisia Electorală Independentă și Delimitare îl declară pe William Ruto câștigător al alegerilor generale din Kenya.15 august: Comisia Electorală Independentă și Delimitare îl declară pe William Ruto câștigător al alegerilor generale din Kenya.
- 15 august: FIFA suspendă Federația Indiei de Fotbal pentru încălcarea statutului său privind intervenția terților. India este lipsită de drepturile de găzduire pentru turneele internaționale de fotbal, inclusiv Cupa Mondială feminină U-17 FIFA 2022, programată pentru octombrie 2022.
- 16 august: O explozie are loc la un depozit de muniție din nordul Crimeei, forțând evacuarea civililor. Observatorii sugerează că depozitul ar fi putut fi lovit de forțele ucrainene.
- 16 august: Cel puțin 16 soldați sirieni au fost uciși în atacuri aeriene turcești asupra unei baze militare din guvernoratul Alep.
- 16 august: Hamza Adel Al-Zamili, un lider al Statului Islamic – Provincia Sinai și creierul atacului la moscheea din Sinai din 2017, este ucis de soldații egipteni în timpul unei operațiuni. Alți nouă militanți sunt, de asemenea, uciși și trei arestați.
- 16 august: O femeie din Arabia Saudită este condamnată la 34 de ani de închisoare pentru că a urmărit și a retweetat dizidenții pe Twitter.
- 16 august: Prim-ministrul din Vanuatu Bob Loughman cere dizolvarea parlamentului, deoarece se confruntă cu un vot de neîncredere.
- 17 august: Rusia lansează lovituri cu rachete asupra Odesei și Mykolaiv, în sudul Ucrainei, ca răspuns la bombardamentele de sabotare asupra instalațiilor militare din Crimeea.
- 17 august: Douăzeci și una de persoane sunt ucise și alte 33 sunt rănite în urma unui atentat cu bombă la o moschee din Kabul.
- 17 august: Inflația din Regatul Unit crește la 10,1%, cel mai ridicat nivel din februarie 1982, din cauza creșterii prețurilor la combustibil și alimente.
- 17 august: Numărul morților din incendiul din 6 august într-un port de supertancuri din Matanzas, Cuba, crește la 16. Toți cei decedați erau pompieri care se luptau cu incendiul.
- 17 august: Douăzeci și șase de oameni sunt uciși în urma incendiilor de vegetație în Algeria, mai ales în orașul El Taref.
- 17 august: Turcia și Israelul convin să restabilească relațiile diplomatice depline după o perioadă de tensiuni.
- 17 august: Poliția din Tokyo, Japonia, a arestat un fost membru al comitetului de organizare a Jocurilor Olimpice de vară din 2020, după ce procurorii l-au acuzat de corupție și luare de mită.
- 17 august: Înalta Curte din Australia stabilește că Google nu este responsabil pentru materialele defăimătoare din hyperlinkurile pe care le servește ca parte a rezultatelor căutării sale.
- 17 august: Arheologii descoperă unul dintre cele mai mari situri megalitice din Europa într-o fermă din sudul Spaniei. Situl datează de 7.000 de ani și conține mai mult de 500 de pietre în picioare.
- 18 august: Au fost raportate explozii la instalațiile militare din Crimeea și regiunea Belgorod, Rusia, și se crede că au fost lansate de Ucraina. O explozie și un incendiu mare au loc la un depozit de arme de lângă Timonovo. De asemenea, sunt raportate explozii pe aeroportul Stary Oskol și în Nova Kakhovka, regiunea Herson, ocupată de ruși.
- 18 august: Au fost semnalate explozii pe Aeroportul Internațional Sevastopol. Guvernatorul Sevastopolului, Mihail Razvozhayev, spune că apărarea antiaeriană rusă a doborât o dronă a forțelor aeriene ucrainene în apropierea aeroportului.
- 18 august: Locuitorii din Kerci și din satele din apropiere din estul Crimeei raportează mai multe explozii. Oficialii din Crimeea spun că apărarea antiaeriană a fost activată în apropierea orașului, dar că „nu există niciun pericol pentru oraș sau Podul Crimeei”.
- 18 august: Mali acuză fostul său aliat Franța că ar înarma grupările teroriste jihadiste pentru a destabiliza țara. Ministrul de externe malian, Abdoulaye Diop, a declarat Națiunilor Unite că avioanele franceze încalcă spațiul aerian al țării și aruncă „arme și muniție” grupărilor teroriste de la sol. Franța neagă acuzațiile.
- 18 august: Timane Erdimi, liderul grupului rebel din Ciad Rally of Forces for Change și nepotul președintelui ciadian ucis Idriss Déby, se întoarce în țară din exilul său de 17 ani în Qatar pentru a participa la un proces de pace între guvern și numeroase grupuri rebele.
- 18 august: Biroul de statistică al Uniunii Europene raportează că inflația din zona euro a crescut la un record de 8,9% în iulie.
- 18 august: Reprezentantul adjunct pentru comerț al SUA Sarah Bianchi și ministrul taiwanez John Deng anunță că Taiwan și Statele Unite vor căuta relații comerciale oficiale între ele, inclusiv cooperarea în domeniul comerțului agricol și digital, armonizarea standardelor anticorupție și abordarea „denaturărilor semnificative” cauzate de stat.
- 18 august: Purtătorul de cuvânt al Ministerului chinez de Externe, Wang Wenbin, a spus că China se va opune oricăror acorduri comerciale cu guvernul taiwanez și i-a spus, de asemenea, guvernului american să „nu mai facă judecăți greșite”. Purtătorul de cuvânt al Ministerului Comerțului, Shu Jueting, a mai spus că China va lua măsuri pentru a-și proteja interesele.
- 18 august: Pe măsură ce începe procesul împotriva a 47 de activiști pro-democrație la Hong Kong, se anunță că 29 de activiști, printre care Joshua Wong și Benny Tai, vor pleda vinovați și 18 activiști, inclusiv Leung Kwok-hung, vor pleda nevinovați.

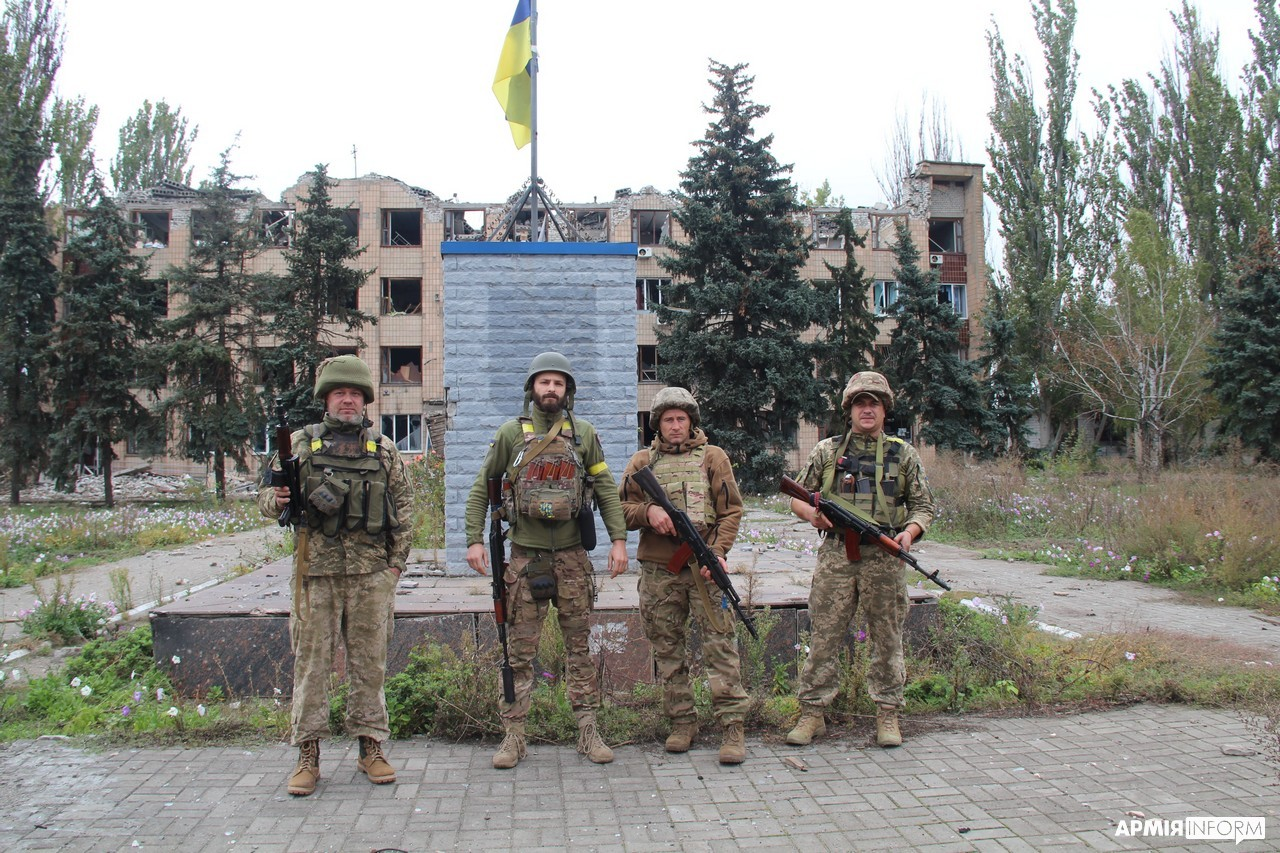
29 august 2022: Armata ucraineană lansează contraofensiva pentru eliberarea regiunii Herson.

- 18 august: O organizație politică din Guineea îl acuză pe președintele militar Mamady Doumbouya că se află în spatele uciderilor a doi tineri în timpul protestelor antiguvernamentale de pe 17 august.
- 18 august: Președintele statului Vanuatu Nikenike Vurobaravu dizolvă Parlamentul pentru a împiedica dezbaterea unei moțiuni de cenzură împotriva prim-ministrului Bob Loughman. Se așteaptă să fie convocate alegeri anticipate.
- 19 august: Guvernul de coaliție al prim-ministrului muntenegrean Dritan Abazović se prăbușește după ce Parlamentul Muntenegrului, cu 81 de locuri, a adoptat o moțiune de cenzură cu un vot de 50-1, în urma unei dispute din cadrul coaliției cu privire la acordul semnat de guvern cu Biserica Ortodoxă Sârbă.
- 24 august: Alegeri prezidențiale în Angola. Președintele Angolei João Lourenço este reales pentru un nou mandat de președinte, învingând pe Liderul Opoziției Adalberto Costa Junior.
- 29 august: Armata ucraineană lansează contraofensiva pentru eliberarea regiunii Herson. Orașul și capitala regiunii, Herson, este eliberat de sub ocupația trupelor ruse pe 11 noiembrie 2022.
- 30 august: Moare Mihail Gorbaciov, ultimul Secretar General al Partidului Comunist al Uniunii Sovietice.

### Septembrie

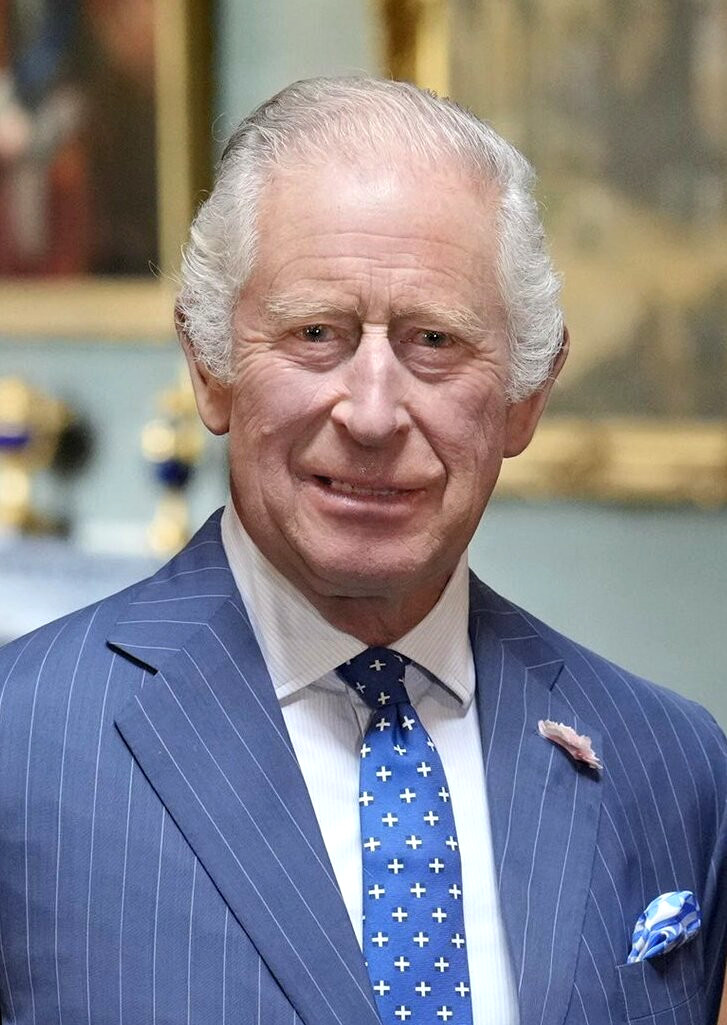
8 septembrie 2022: Charles al III-lea a devenit regele Regatului Unit al Marii Britanii și al Irlandei de Nord, după moartea mamei sale, regina Elisabeta a II-a.

- 1 septembrie: ONU a publicat un raport care afirmă că lagărele de internare ale guvernului chinez din Xinjiang și tratamentul uigurilor pot constitui crime împotriva umanității.
- 2 septembrie: Economiile G7 sunt de acord să impună un plafon de preț pentru exporturile rusești de petrol.
- 6 septembrie: Liz Truss este numită prim-ministru al Regatului Unit după ce a câștigat alegerile pentru conducerea Partidului Conservator din 2022.
- 8 septembrie: Moare la Castelul Balmoral din Scoția, regina Elisabeta a II-a a Regatului Unit și a Irlandei de Nord, la vârsta de 96 de ani. Coroana Marii Britanii o preia fiul acesteia, Charles, Prinț de Wales, cu numele de Charles al III-lea.
- 10 septembrie: La o ceremonie de la Palatul St James din Londra, Charles al III-lea este proclamat oficial rege al Regatului Unit și al tărâmurilor Commonwealth.
- 11 septembrie: Alegeri generale în Suedia. Conform rezultatelor preliminare, Partidul Social-Democrat Suedez a ocupat poziția întâia cu 30,5 % din voturi, Democrații Suedezi au ocupat poziția a doua cu 20,6 % din voturi, Partidul Moderat a ocupat poziția a treia cu 19,1 % din voturi, Partidul de Centru și Partidul de Stânga au ocupat poziția a patra cu 6,7 % din voturi, Creștin-Democrații au ocupat poziția a cincea cu 5,4 % din voturi, Partidul Verde s-a clasat al șaselea cu 5,1 % din voturi, Liberalii au ocupat poziția a șaptea cu 4,6 % din voturi. Se așteaptă ca Ulf Kristersson să fie următorul prim-ministru al Suediei.
- 12 septembrie: Azerbaidjanul a atacat pozițiile armenești din apropierea orașelor Vardenis, Goris, Sotk și Jermuk și a ocupat anumite zone ale teritoriului său de-a lungul graniței dintre Armenia și Azerbaidjan. 49 de soldați armeni au fost uciși, iar Azerbaidjanul a recunoscut 50 de decese în rândul forțelor sale.
- 13 septembrie: China descoperă Changesite–(Y), un nou mineral din probe lunare, văzut pe scară largă ca un potențial combustibil pentru reactoarele de fuziune.
- 14 - 16 septembrie: Confruntări între Kârgâzstan-Tadjikistan din 2022: zeci de morți, pe măsură ce au loc ciocniri sporadice între trupele din Kârgâzstan și Tadjikistan de-a lungul graniței respective a țărilor lor.
- 14 – 19 septembrie: Cadavrul reginei Elisabeta a II-a se află în statul la Westminster Hall, unde sute de mii de oameni din toată Marea Britanie și din întreaga lume se adună pentru a-și aduce un omagiu regretatului monarh.
- 16 septembrie: Protestele izbucnesc în Iran după moartea lui Mahsa Amini aflată în custodia „poliției morale” a țării.
- 16 septembrie: Fondatorul Adani Group, Gautam Adani, și fondatorul Louis Vuitton, Bernard Arnault, depășesc fiecare bogăția fondatorului Amazon, Jeff Bezos.

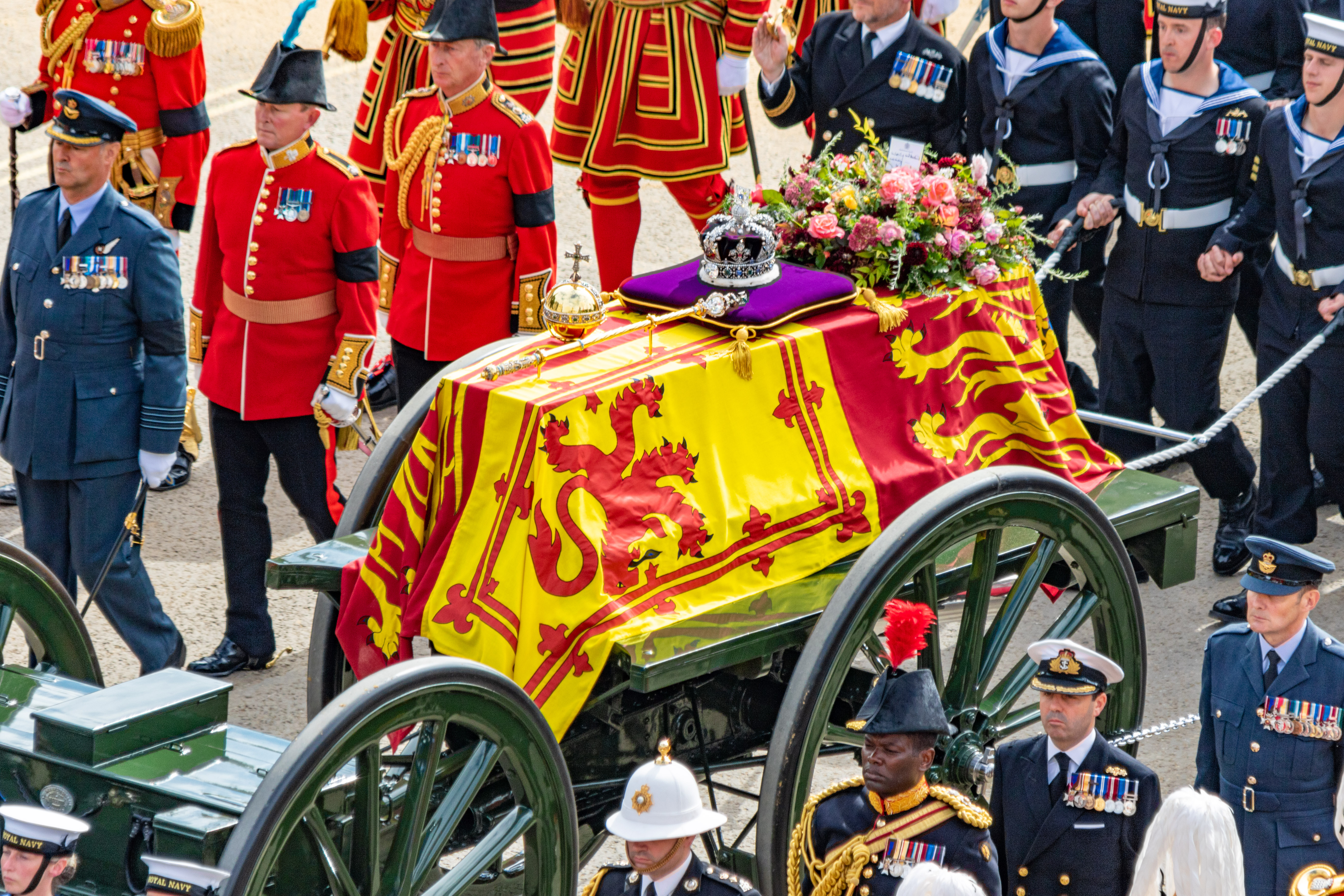
19 septembrie: Au loc funeraliile de stat ale reginei Elisabeta a II-a a Regatului Unit.

- 19 septembrie: Au loc funeraliile de stat ale reginei Elisabeta a II-a a Regatului Unit.19 septembrie: Au loc funeralile de stat ale reginei Elisabeta a II-a, la Westminster Abbey, Londra. Sicriul ei este apoi dus cu procesiune la Castelul Windsor pentru înmormântare, împreună cu soțul, părinții și sora ei în Capela Memorială George VI.
- 21 septembrie: Invazia Rusiei în Ucraina (2022): În urma unei contraofensive majore a Ucrainei în estul țării, Putin anunță o „mobilizare parțială” a Rusiei și amenință cu represalii nucleare, spunând că „acesta nu este o cacealma”. Președintele SUA Biden condamnă declarațiile lui Putin, spunând Adunării Generale a ONU că toate națiunile trebuie să se angajeze din nou să consolideze neproliferarea nucleară.
- 23 septembrie: A început referendumul de anexare a teritoriilor ocupate de ruși din Ucraina. Rusia intenționează să anexeze regiunile Herson, Lugansk, Donețk și Zaporojia.
- 24 septembrie: Alegeri parlamentare în Nauru. a avut loc în care parlamentarul Ubenide Russ Kun a fost ales președinte de parlament.
- 25 septembrie: Alegeri legislative în Italia. Observatorii au comentat că rezultatele au schimbat geopolitica Uniunii Europene, în urma câștigurilor de extrema-dreaptă în Franța, Spania și Suedia. S-a remarcat, de asemenea, că rezultatul alegerilor va marca primul guvern condus de extremă-dreapta din Italia și cel mai de dreapta guvern al țării din 1945.
- 26 septembrie: Jupiter se află la cea mai mică distanță de Pământ din 1963.
- 26 septembrie: DART de la NASA se prăbușește în asteroidul Dimorphos într-un prim test de potențială apărare planetară.

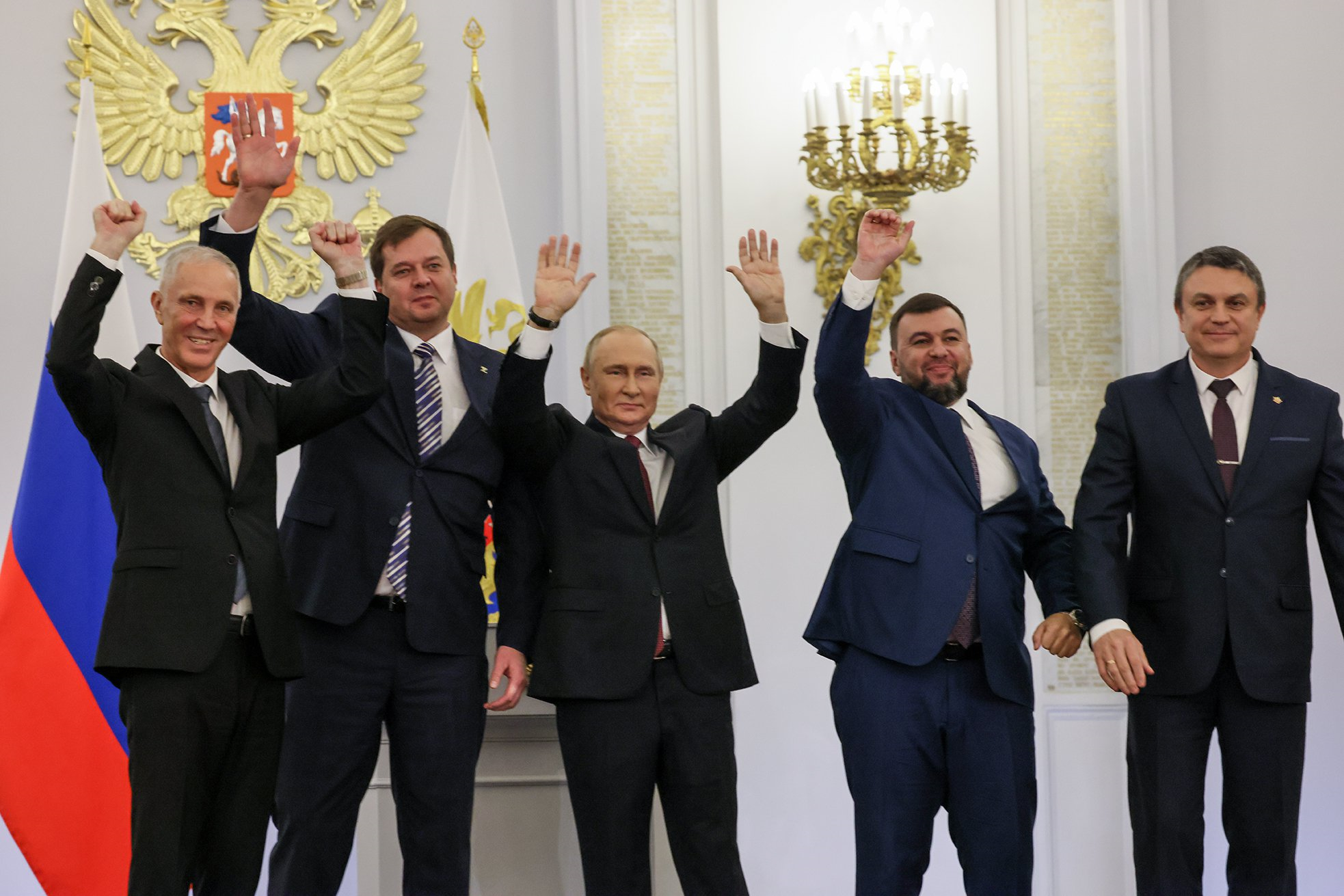
30 septembrie 2022: Președintele rus Vladimir Putin, alături de cei patru lideri pro-ruși din Donbas, sărbătoresc anexarea rusă a regiunilor ucrainene Luhansk, Donețk, Herson și Zaporojie.

- 27 septembrie: Referendum de anexare ocupată de ruși în Ucraina: Conform rezultatelor publicate de autoritățile ruse de ocupație din Ucraina, Republica Populară Donețk, Republica Populară Lugansk, precum și părțile ocupate din Zaporijia și Regiunea Herson votează în majoritate covârșitoare în favoarea anexării, cu 99,23%, 98,42%, 93,11% și, respectiv, 87,05% din sprijin. Prezența la vot a depășit 75% în fiecare regiune și 97% în regiunea Donețk. Cu toate acestea, votul este respins pe scară largă drept un referendum fals.
- 30 septembrie: Anexarea sudului și estului Ucrainei: Președintele rus Vladimir Putin semnează tratate care absorb regiunile ocupate Donețk, Lugansk, Herson și Zaporojie în Federația Rusă. Această anexare este văzută ca o încălcare a dreptului internațional de către comunitatea globală.
- 30 septembrie: Junta militară din Burkina Faso este răsturnată de cea de-a doua lovitură de stat a anului, condusă de căpitanul armatei Ibrahim Traore.

### Octombrie

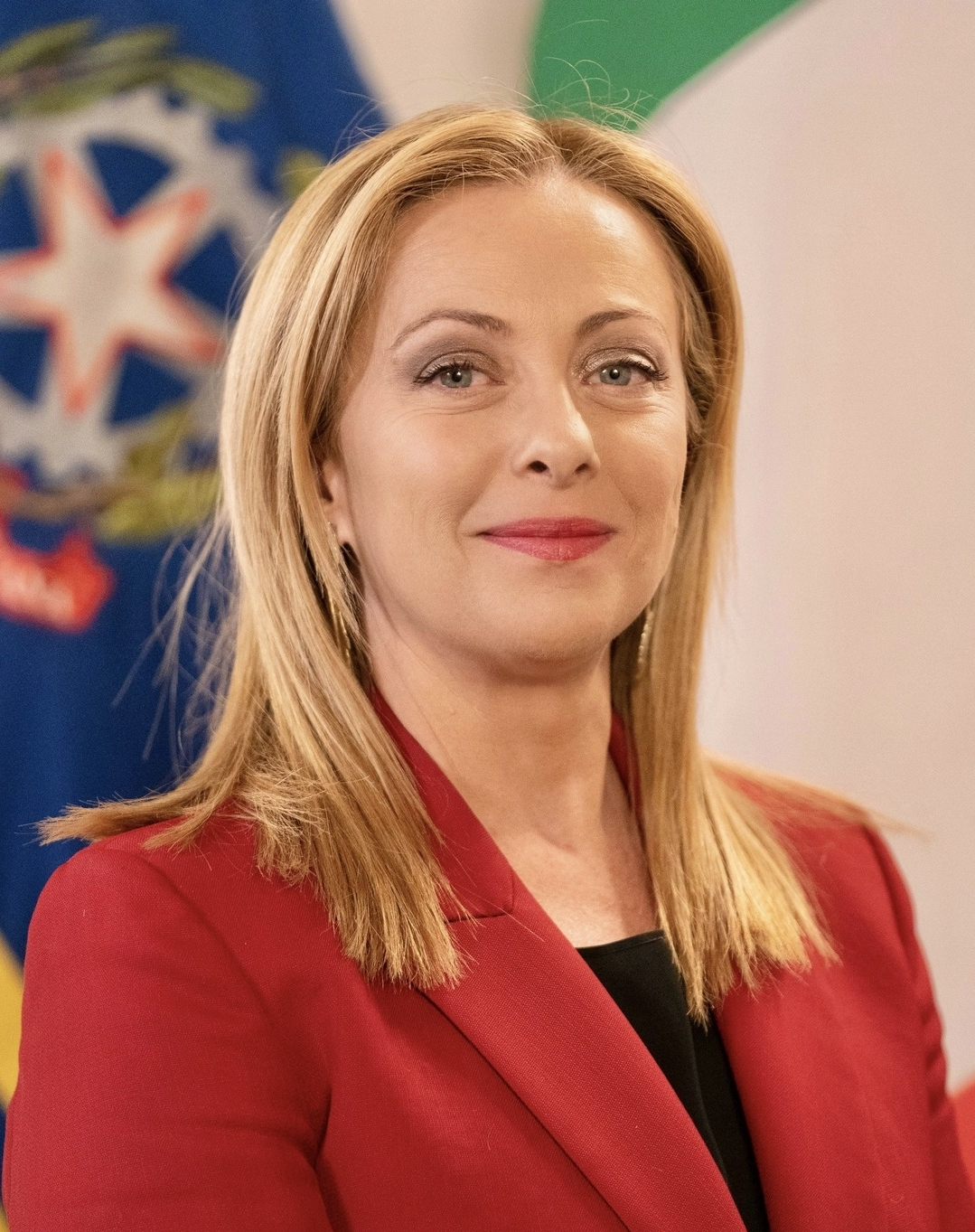
22 octombrie 2022: Giorgia Meloni, liderul partidului de dreapta național conservator Frații Italiei, devine prim-ministrul Italiei

- 1 octombrie: Un conflict între suporteri și poliția locală are loc în timpul unui meci de fotbal pe stadionul Kanjuruhan din Regenția Malang, Java de Est, Indonezia, 131 de persoane fiind ucise și peste 500 rănite.
- 1 octombrie: Alegeri parlamentare în Letonia.
- 2 octombrie: Alegeri generale în Bosnia și Herțegovina.
- 2 octombrie: Alegeri parlamentare în Bulgaria. Partidul Cetățenii pentru Dezvoltarea Europeană a Bulgariei condus de premierul de atunci Boiko Borisov a câștigat alegerile anticipate cu 23% din voturi.
- 5 octombrie: OPEC+ impune o reducere a producției de până la 2 milioane de barili pe zi.
- 7 octombrie: Președintele rus Vladimir Putin împlinește 70 de ani.

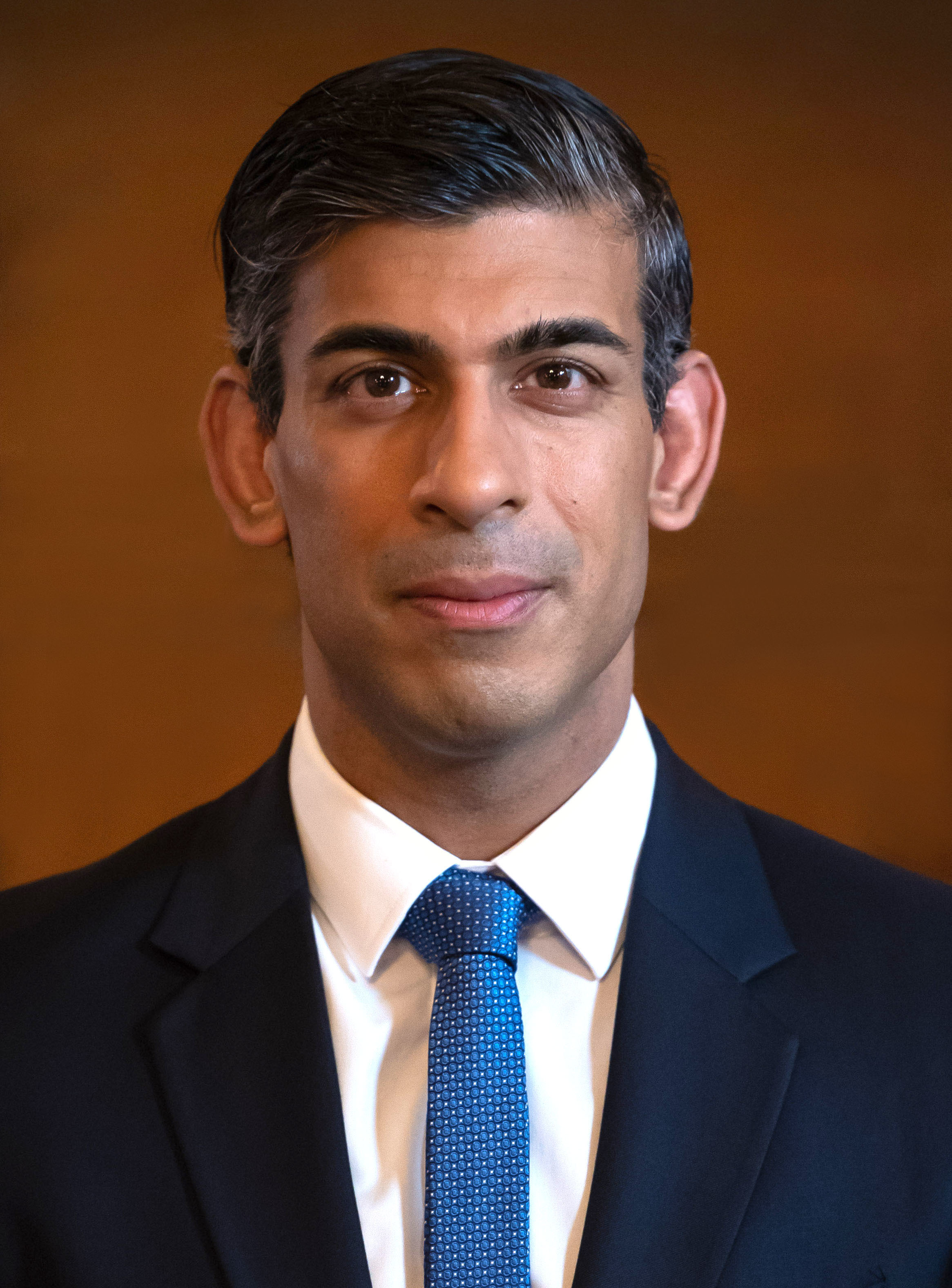
25 octombrie 2022: Rishi Sunak devine primul prim-ministru de culoare și de religie non-creștină al Regatului Unit al Marii Britanii și al Irlandei de Nord.

- 8 octombrie: Invazia Rusiei în Ucraina (2022): O explozie are loc pe Podul Crimeea care leagă Crimeea și Rusia, provocând prăbușirea parțială a singurului pod rutier dintre Peninsula Crimeea și Rusia continentală și ucigând trei persoane. Două zile mai târziu, Rusia desfășoară atacuri cu rachete în toată Ucraina, cele mai răspândite de la începutul invaziei, inclusiv atacuri în capitala Kiev.
- 9 octombrie: Atacul aerian rusesc asupra unei clădiri rezidențiale din orașul ucrainean Zaporijia s-a soldat cu 13 morți.
- 9 octombrie: Alegeri prezidențiale în Austria. Președintele Austriei, ecologistul de stânga Alexander van der Bellen, a câștigat în al doilea mandat, învingându-se pe populistul de dreapta Walter Rosenkranz.
- 14 octombrie: Doi protestatari ecologiști din grupul Just Stop Oil au aruncat supa de roșii peste tabloul Floare-soarelui al lui Vincent van Gogh, expus la Galeria Națională din Londra. Pictura a fost acoperită cu sticlă și a fost nevătămată, cu excepția unor daune minore ale cadrului. Cei doi activiști au fost arestați, iar tabloul a fost expus din nou mai târziu în acea zi.
- 16 – 23 octombrie: Al 20-lea Congres Național al Partidului Comunist Chinez: Xi Jinping este reales ca secretar general al Partidului Comunist Chinez de către Comitetul Central, începând cu al treilea mandat ca lider suprem al Chinei.

- 18 octombrie: Liderul opoziției de centru-dreapta Ulf Kristersson este ales al 35-lea prim-ministru al Suediei, după o lună de la alegerile din 11 septembrie, înlocuind-o pe social-democrata Magdalena Andersson și partidele de centru-dreapta sa format un guvern de coaliție cu Moderați, Creștin-Democrați și Liberali.
- 20 octombrie: Liz Truss demisionează din funcția de prim-ministru al Regatului Unit după 45 de zile, devenind premierul cu cel mai scurt mandat din istoria Marii Britanii.
- 22 octombrie: Giorgia Meloni a devenit a 60-a Prim-ministru al Italiei, în locul lui Mario Draghi, ea a devenit prima femeie Prim-ministră din istoria recentă a Italiei.]]
- 22 octombrie: Președinta Partidului Conservatorilor și Reformiștilor Europeni Giorgia Meloni a fost investită din funcția de Prim-minstru al Italiei, succedându-se pe Mario Draghi, ea a devenit prima femeie Prim-ministră din istoria recentă a Italiei.
- 25 octombrie: Pe fondul unei crize guvernamentale, Rishi Sunak a devenit prim-ministru al Regatului Unit, primul asiatic britanic care deține funcția, după demisia lui Liz Truss săptămâna precedentă, după un mandat de 45 de zile.

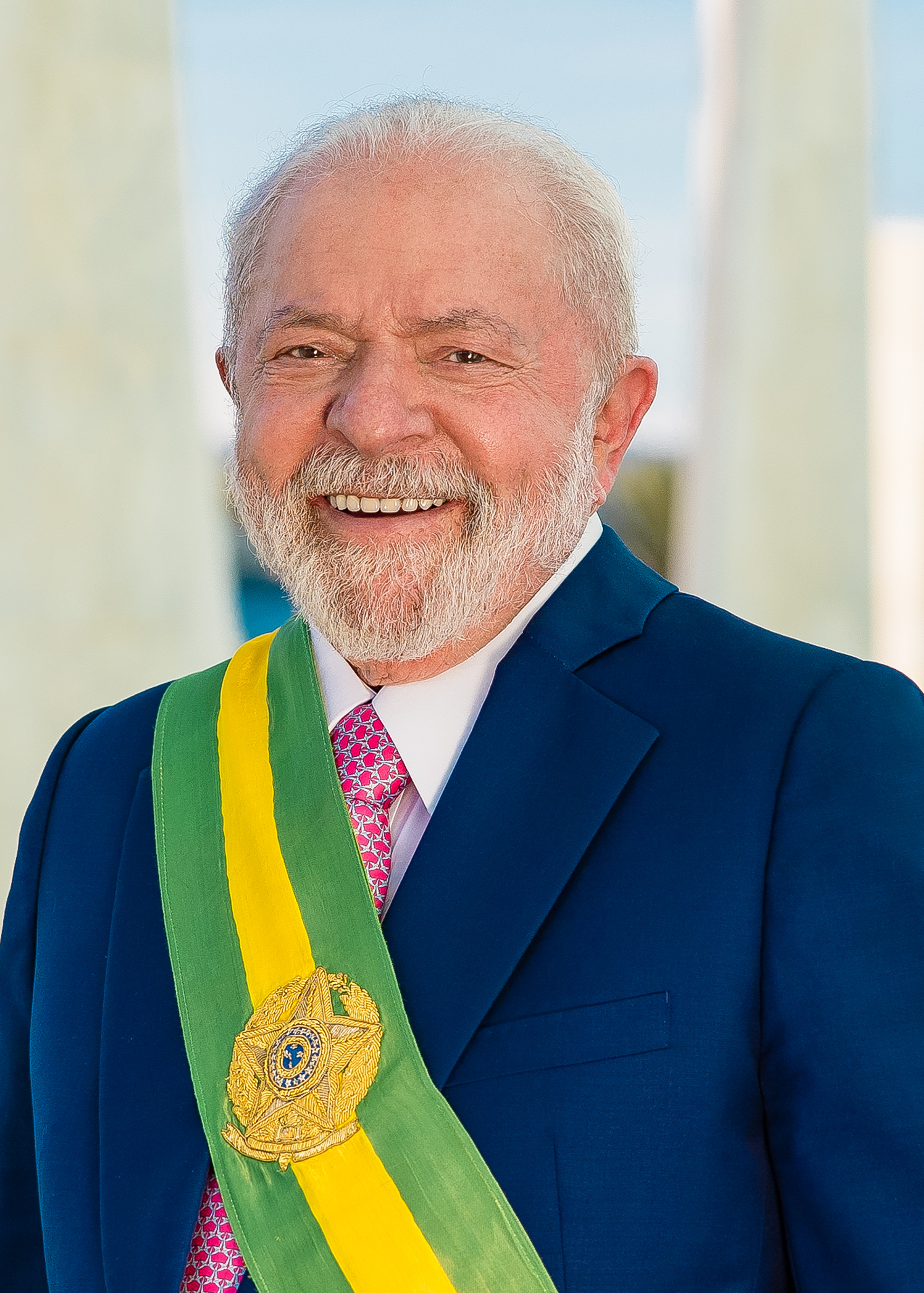
30 octombrie 2022: Politicianul de stânga Luiz Inácio Lula da Silva îl învinge pe Jair Bolsonaro la alegeri și redevine președinte al Braziliei. El a mai ocupat această funcție între 2003 și 2011

- 28 octombrie: Elon Musk și-a finalizat achiziția Twitter, în valoare de 44 de miliarde de dolari.
- 28 octombrie: Sam Matekane, un magnat al mineritului de diamante, a depus jurământul ca prim-ministru al Lesotho după ce a obținut o victorie la alegerile din 7 octombrie.
- 29 octombrie: Cel puțin 154 de persoane au murit și alte 82 au fost rănite într-o zdrobire de mulțime în timpul festivităților de Halloween din Seul, Coreea de Sud.
- 29 octombrie: Invazia Rusiei în Ucraina (2022): Ca răspuns la un presupus atac cu dronă ucraineană împotriva flotei Mării Negre, Rusia anunță că va suspenda un acord intermediat de ONU privind transportul de cereale, care a dus la scăderea prețurilor la alimente la nivel mondial.
- 30 octombrie: Prăbușirea unui pod suspendat din Gujarat, India, a făcut cel puțin 141 de morți.
- 30 octombrie: Alegeri prezidențiale în Brazilia. Fostul președinte de stânga Luiz Inácio Lula da Silva îl învinge pe actualul președinte de dreapta Jair Bolsonaro într-un tur de scrutin după ce niciunul dintre candidați nu și-a asigurat majoritatea în primul tur de scrutin.
- 31 octombrie: Invazia Rusiei în Ucraina (2022): Satul Naslavcea, din Republica Moldova, este lovit de resturile unei rachete rusești doborâte, provocând pagube unor case și marcând pentru prima dată când apar avarii în afara Rusiei sau Ucrainei de la începutul războiului.

### Noiembrie
- 1 noiembrie: Alegeri legislative în Israel. Un bloc de partide politice de dreapta către extrema dreaptă condus de fostul prim-ministru al Israelului Beniamin Netanyahu câștigă majoritatea de 65 de locuri, permițându-i să devină cel mai probabil prim-ministru pentru a treia oară.
- 1 noiembrie: Alegeri parlamentare în Danemarca. Un bloc de partide politice de stânga câștigă o majoritate restrânsă de un singur loc de 90 de locuri. Social-democrații la guvernare obțin cel mai bun rezultat din ultimii 20 de ani, cu aproximativ 27,5% din voturi.
- 6 – 18 noiembrie: Conferința Națiunilor Unite privind schimbările climatice din 2022 (COP27) despre atenuarea schimbărilor climatice a avut loc la Sharm el-Sheih, Egipt.
- 8 noiembrie: Alegeri federale în Statele Unite.Republicanii câștigă majoritatea în Camera Reprezentanților, iar Kevin McCarthy devine a președinte al Camerei Reprezentanților a SUA. Democrații mențin majoritatea în Senat.
- 11 noiembrie: Invazia Rusiei în Ucraina (2022): Forțele ucrainene recuceresc Hersonul, singurul oraș important care a fost luat de Rusia de la începutul războiului.

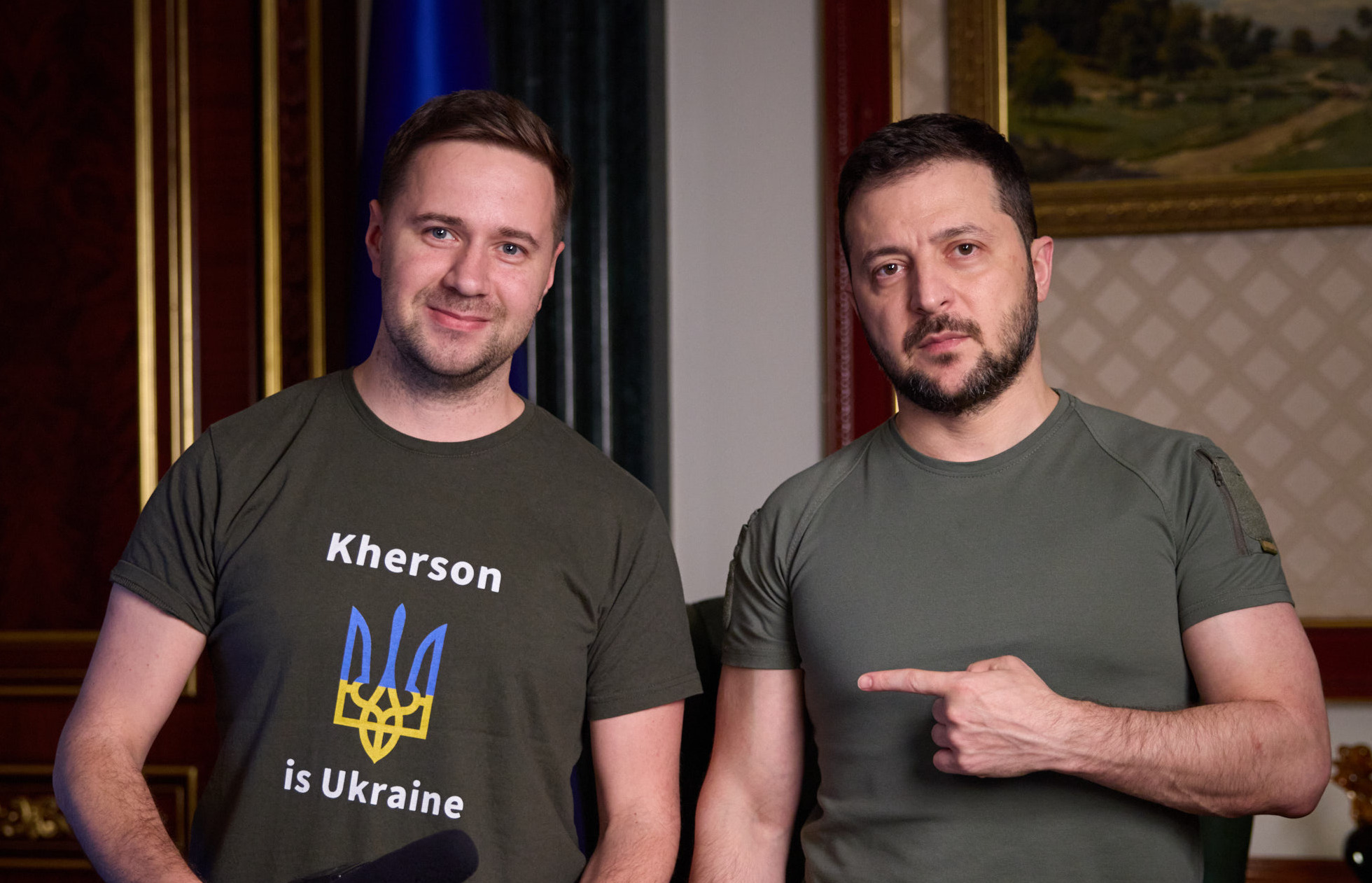
11 noiembrie 2022: Președintele ucrainean Volodimir Zelenski anunță recuperarea regiunii Herson.

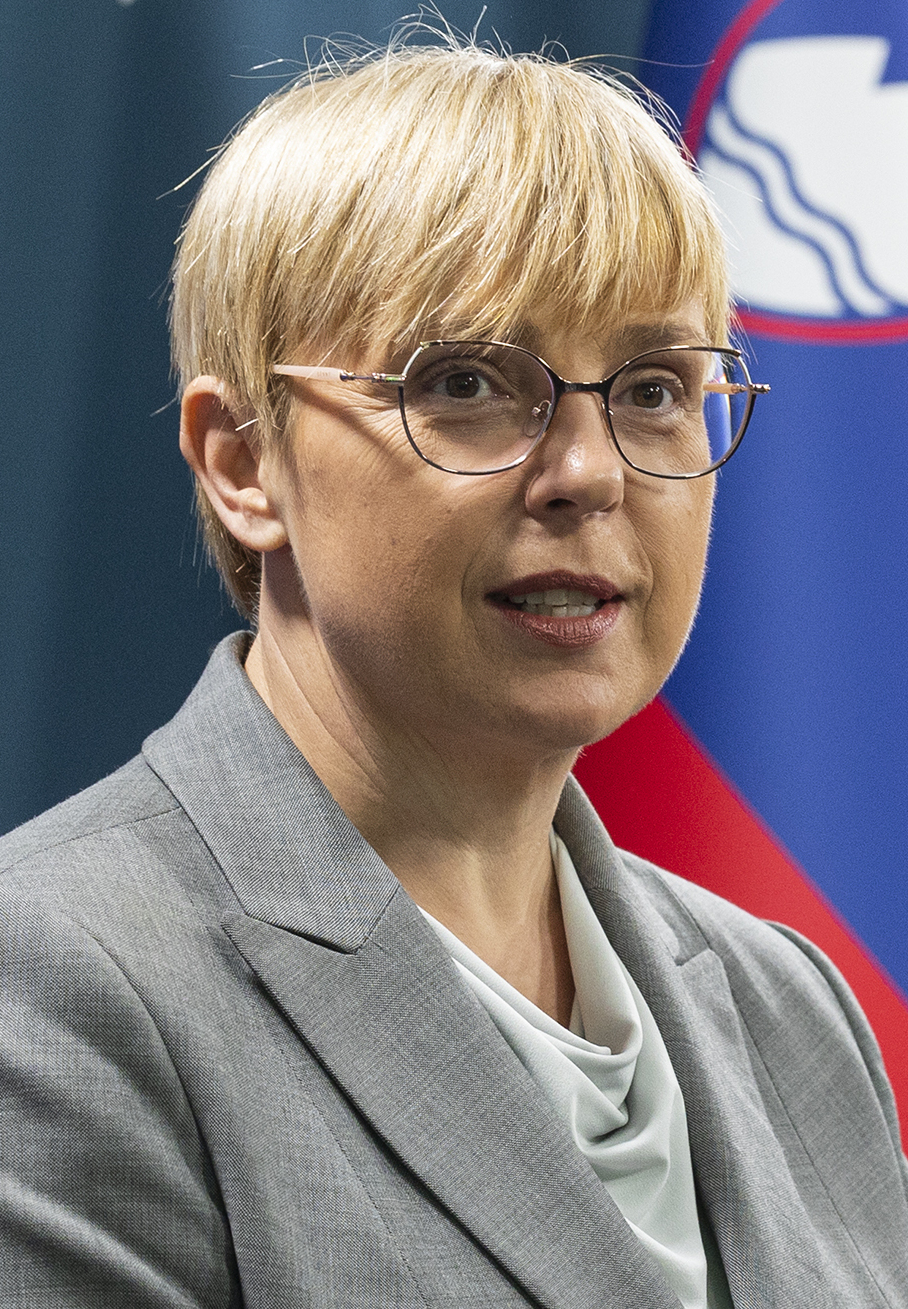
Nataša Pirc Musar este aleasă președintă a Sloveniei, ea a devenit prima femeie președinte din istoria recentă a Sloveniei.

- Nataša Pirc Musar este aleasă președintă a Sloveniei, ea a devenit prima femeie președinte din istoria recentă a Sloveniei.13 noiembrie: Alegeri prezidențiale în Slovenia. fosta avocată a Melaniei Trump Nataša Pirc Musar este aleasă președintă a Sloveniei, învingându-se pe fost ministru de externe Anže Logar, ea a devenit prima femeie președinte din istoria recentă a Sloveniei.
- 15 noiembrie: Potrivit Națiunilor Unite, populația mondială depășește opt miliarde de oameni.[10][11]
- 15 noiembrie: Summitul G20 din Bali 2022 a avut loc în Bali, Indonezia.
- 15 noiembrie: Invazia Rusiei în Ucraina (2022): Doi civili sunt uciși când rachetele explodează în Polonia, lângă satul Przewodów, aproape de granița cu Ucraina. Inițial crezut că sunt rusești, o anchetă stabilește că rachetele sunt de origine ucraineană.
- 16 noiembrie: NASA efectuează primul zbor fără echipaj al sistemului său de lansare spațială (SLS), cea mai mare rachetă din istorie. Capsula Orion de la bord va orbita Luna înainte de a se întoarce pe Pământ, ca o demonstrație a misiunilor umane planificate.
- 19 noiembrie: Alegeri generale în Malaysia. rezultă un parlament suspendat, care este primul din istoria țării. Liderul opoziției de lungă durată, Anwar Ibrahim, este numit de Yang di-Pertuan Agong Abdullah ca prim-ministru al Malaeziei cinci zile mai târziu, pentru a ieși din impasul politic.
- 20 noiembrie - 18 decembrie: Campionatul Mondial de Fotbal 2022 a avut loc în Qatar și a fost câștigat de Argentina.
- 24 noiembrie: Protestele împotriva politicilor Chinei Zero-COVID escaladează puternic.
- 30 noiembrie: ChatGPT, chatbot și un asistent virtual dezvoltat de OpenAI, este lansat.

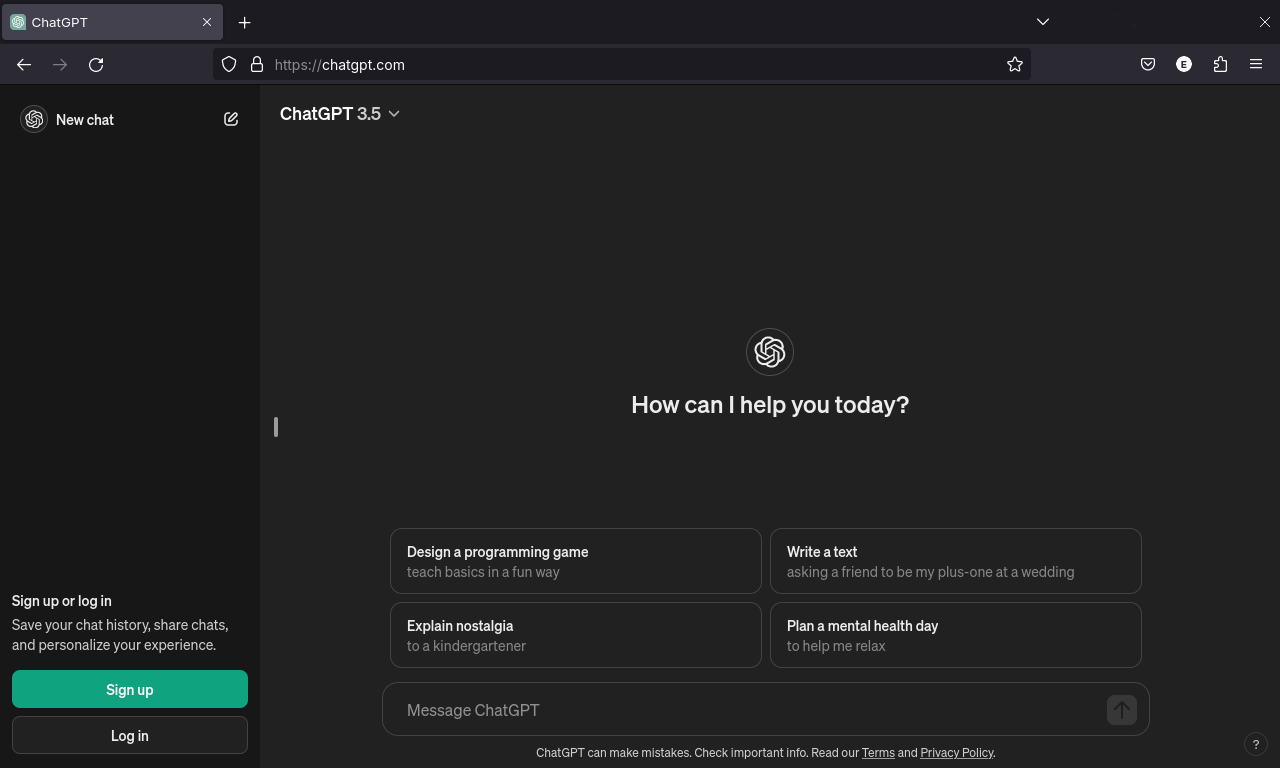
30 noiembrie 2022: OpenAI lansează ChatGPT, asistentul virtual chatbot cu inteligență artificială.

### Decembrie
- 2 decembrie: G7 și Australia se alătură Uniunii Europene pentru a impune un plafon de 60 de dolari pe baril țițeiului rusesc, menit să „împiedice Rusia să profite de pe urma războiului său de agresiune împotriva Ucrainei”.

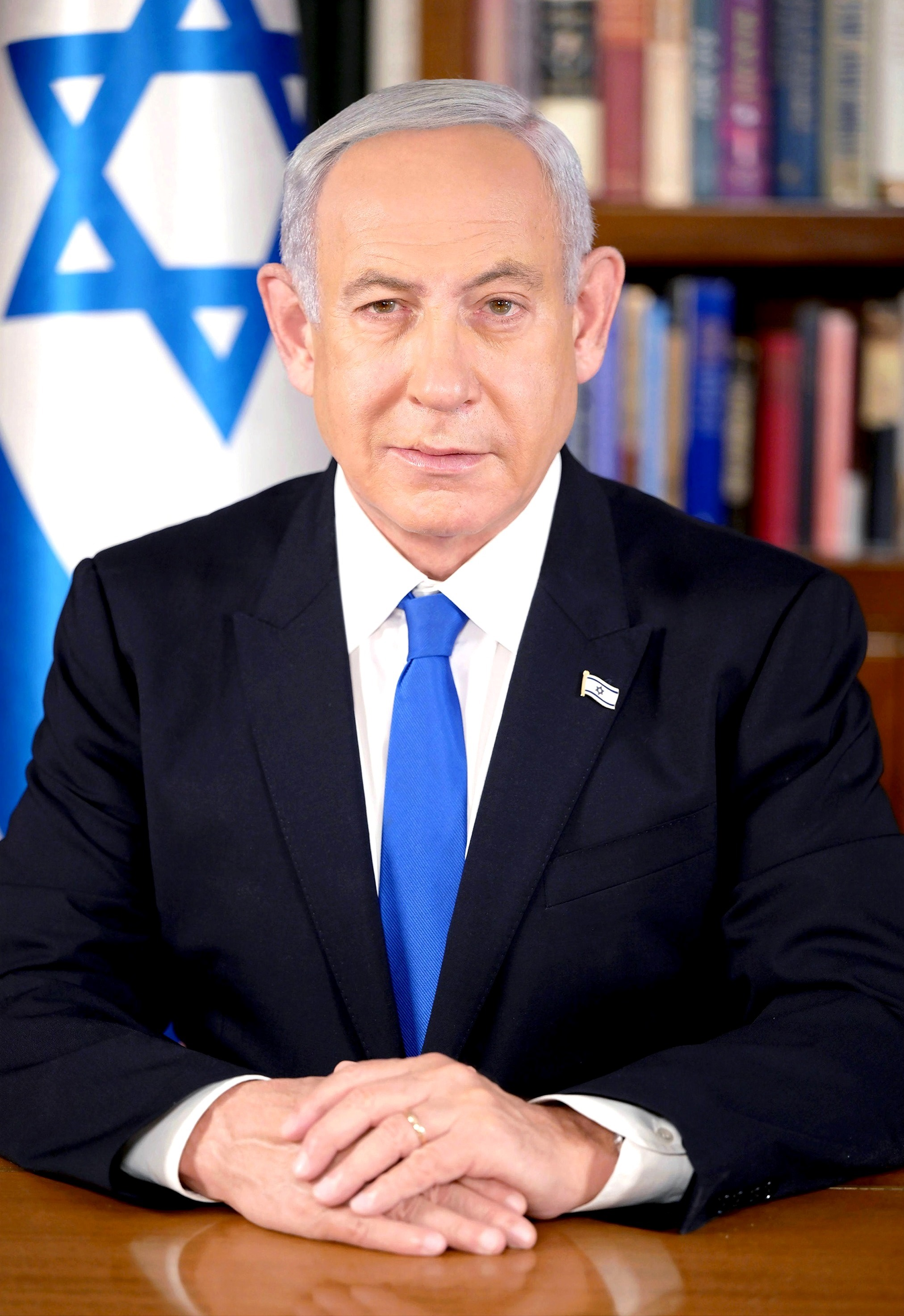
1 noiembrie 2022: În urma alegerilor legislative, Benjamin Netanyahu devine premierul Israelului pentru a treia oară pe 29 decembrie 2022

- 5 decembrie: Președintele rus Vladimir Putin semnează o lege referitoare la „propaganda relațiilor sexuale netradiționale”. Această lege extinde interzicerea „propagandei” la toate vârstele și va scoate în afara legii resursele media și online, inclusiv filme, cărți și producții de teatru.
- 7 decembrie: Președintele peruan Pedro Castillo anunță dizolvarea Congresului, impunerea unui situații de urgență, crearea unui guvern „de urgență” și alegeri parlamentare anticipate cu câteva ore înainte de a se confrunta cu cel de-al treilea vot de destituire. Demiterea are succes, iar Castillo este arestat ulterior după ce a părăsit Palatul Guvernului din Lima. Prim-vicepreședintele Dina Boluarte a depus jurământul ca președinte al Republicii după arestarea lui Castillo.
- 10 decembrie: Președintele Parlamentului European, Roberta Metsola, a suspendat-o pe europarlamentarul grec Eva Kaili din funcția de vicepreședinte al Parlamentului European, după ce a fost arestată în ziua precedentă din cauza acuzațiilor de corupție.
- 11 decembrie: Concursul Muzical Eurovision Junior 2022 a sărbătorit cea de-a 20-a ediție la Erevan, Armenia.
- 13 decembrie: Departamentul de Energie al Statelor Unite anunță o descoperire majoră în producția de energie de fuziune, cercetătorii producând o reacție cu un câștig net de energie.
- 17 decembrie: Leo Varadkar îi urmează lui Micheál Martin ca Taoiseach al Irlandei, ca parte a unui acord de rotație încheiat în 2020.

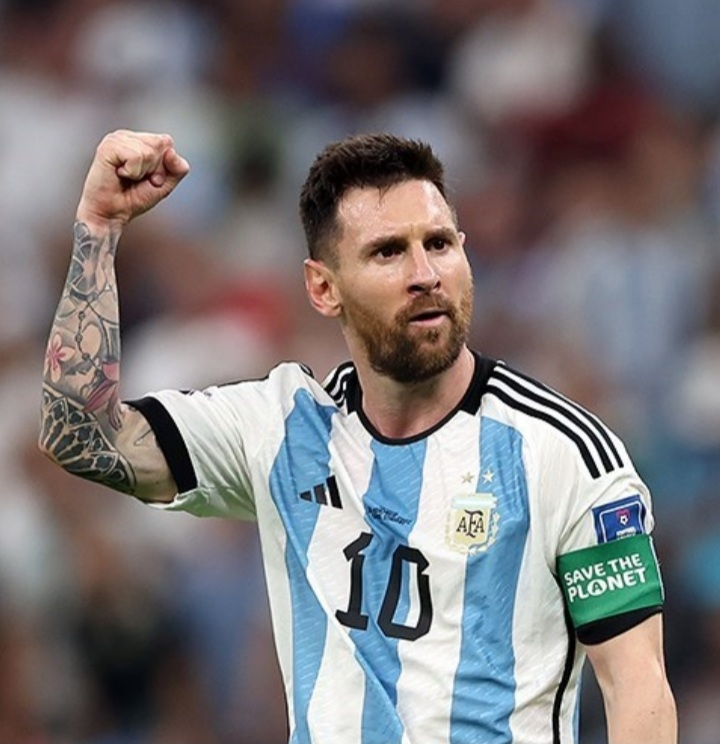
17 decembrie 2022: Echipa națională de fotbal a Argentinei a învins Echipa națională de fotbal a Franței în finala Cupei mondială de fotbal din Qatar. Lionel Messi a marcat șapte goluri la Cupa Mondială din 2022, cu doar unul mai puțin Kylian Mbappe, care a câștigat Gheata de Aur.

- 17 decembrie: Echipa națională de fotbal a Argentinei a învins Echipa națională de fotbal a Franței în finala Cupei  mondială de fotbal din Qatar.
- 19 decembrie: La Conferința ONU privind biodiversitatea (COP15), aproape 200 de țări au convenit asupra unui acord de referință pentru a proteja o treime din planetă pentru natură până în 2030.
- 22 decembrie: Nataša Pirc Musar a depus jurământul ca al 5-lea președinte al Sloveniei după o lună de la victoria alegerilor prezidențiale, înlocuindu-l pe șeful statului Borut Pahor după ce a condus țara în ultimii zece ani.
- 24 decembrie: Alegeri parlamentare în Statul Fiji. Parlamentul Fiji îl alege pe Sitiveni Rabuka în funcția de prim-ministru al statului Fiji, învingându-l pe actualul prim-ministru Frank Bainimarama după alegeri controversate.
- 29 decembrie: Beniamin Netanyahu a depus jurământul ca prim-ministru al Israelului pentru a treia oară, după ce blocul său a câștigat alegerile anterioare din noiembrie.

### Nedatate
- Este planificată lansarea sondei spațiale Euclid (telescop) fără pilot, pentru a studia energia întunecată.[12]
- Finalizarea estimată a sistemului de apărare împotriva rachetelor Aegis Ashore în Polonia.

## Decese

### Ianuarie
- 1 ianuarie: Andreas Kunz, sportiv german (n. 1946)
- 2 ianuarie: Vilmos Ágoston, scriitor, critic literar și reporter maghiar originar din România (n. 1947)
- 2 ianuarie: Eric Walter Elst, astronom belgian (n. 1936)
- 2 ianuarie: Richard Leakey (Richard Erskine Frere Leakey), om politic, paleoantropolog și militant ecologist kenyan (n. 1944)
- 2 ianuarie: Ion Niculiță, istoric și profesor din Republica Moldova (n. 1939)
- 2 ianuarie: Gheorghe Munteanu, om de știință român din Republica Moldova, doctor în chimie (n. 1935)
- 2 ianuarie: Traxamillion (Sultan Banks), rapper și producător american (n. 1979)
- 3 ianuarie: George Bălan, filosof, muzicolog și aforist român (n. 1929)
- 5 ianuarie: Olga Szabó-Orbán, scrimeră română, dublă campioană mondială (1962, 1969 cu echipa), (n. 1938)
- 5 ianuarie: Mircea Stoenescu, fotbalist și antrenor român (n. 1943)
- 6 ianuarie: Peter Bogdanovich, regizor, scenarist, actor, producător, critic și istoric de film, american (n. 1939)
- 6 ianuarie: Sidney Poitier, actor american de film și politician, regizor de film și activist, câștigător al Premiului Oscar (1963) și câștigător al Premiului Grammy (2001), (n. 1927)
- 6 ianuarie: F. Sionil José (Francisco Sionil José), scriitor filipinez (n. 1924)
- 6 ianuarie: Calvin Simon (Calvin Eugene Simon), cântăreț american (Parliament, Funkadelic), (n. 1942)
- 7 ianuarie: Mark Forest (n. Lou Degni), bodybuilder și actor american (n. 1933)
- 7 ianuarie: Anatoli Kvașnin, general de armată rus, șef al Statului Major al Forțelor Militare Ruse (1997–2004), (n. 1946)
- 8 ianuarie: Attila Kelemen (Attila Béla Ladislau Kelemen), politician român de etnie maghiară, deputat (1996–2016), membru al Parlamentului European (2007), (n. 1948)
- 9 ianuarie: Maria Ewing (Maria Louise Ewing), solistă americană de operă (mezzosoprană), (n. 1950)
- 9 ianuarie: Toshiki Kaifu, politician japonez, prim-ministru al Japoniei (1989–1991), (n. 1931)
- 9 ianuarie: Jean Maheu (Jean Yves Alain Maheu), înalt oficial francez (n. 1931)
- 9 ianuarie: Bob Saget (n. Robert Lane Saget), actor și comedian american (n. 1956)
- 10 ianuarie: Margherita, Arhiducesa de Austria-Este, arhiducesă italiană (n. 1930)
- 11 ianuarie: Anatoli Aleabev, 70 ani, biatlonist rus  (n. 1951)
- 11 ianuarie: David Sassoli (David-Maria Sassoli), politician social-democrat italian, președinte al Parlamentului European (2019–2022), membru al Parlamentului European (2009–2022), (n. 1956)
- 12 ianuarie: Marie-José Denys, politiciană franceză, membră al Parlamentului European (1989–1994, 1997–1999), (n. 1950)
- 12 ianuarie: Ronnie Spector (n. Veronica Yvette Bennett), cântăreață americană (n. 1943)
- 13 ianuarie: Jean-Jacques Beineix, regizor francez de film (n. 1946)
- 13 ianuarie: Victoria Berbecar, învățătoare română, preoteasă și promotoare a tradiției covorului maramureșean (n. 1944)
- 14 ianuarie: Vladislav Grosul, istoric sovietic moldovean și rus (n. 1939)
- 16 ianuarie: Andrei Mudrea, pictor și artist plastic român din Republica Moldova (n. 1954)
- 17 ianuarie: Yvette Mimieux, actriță americană de film și televiziune (n. 1942)
- 18 ianuarie: Francisco Gento (Francisco Gento López), fotbalist și antrenor spaniol (n. 1933)
- 19 ianuarie: Hardy Krüger (Franz Eberhard August Krüger), actor german (n. 1928)
- 19 ianuarie: Gaspard Ulliel, actor francez (n. 1984)
- 20 ianuarie: Meat Loaf (n. Marvin Lee Aday), cântăreț american de rock și actor (n. 1947)
- 21 ianuarie: Louie Anderson (Louis Perry Anderson), regizor, comedian și actor american cu origini scandinave (n. 1953)
- 21 ianuarie: Liviu Beris, supraviețuitor al Holocaustului, genetician și președinte al Asociației Evreilor Români Victime ale Holocaustului (AERVH) (n. 1927)
- 21 ianuarie: Rex Cawley, atlet american (n. 1940)
- 21 ianuarie: Felicia Donceanu, pictoriță, sculptoriță și compozitoare română (n. 1931)
- 21 ianuarie: Anatoli Naiman, poet și scriitor rus (n. 1936)
- 21 ianuarie: Speranța Rădulescu, etnomuzicolog, antropolog și cercetătoare română (n. 1949)
- 21 ianuarie: Cosmin-Cristian Viașu, senator român (2020-2022), (n. 1976)
- 22 ianuarie: Corneliu Ionescu (aka Bibi), basist și om de afaceri român (n. 1945)
- 22 ianuarie: Victor Lupan, jurnalist moldovean-francez, scriitor, editor și regizor de filme documentare (n. 1954)
- 22 ianuarie: Thích Nhất Hạnh, scriitor și călugăr budist vietnamez (n. 1926)
- 23 ianuarie: Renato Cecchetto, actor italian (n. 1951)
- 23 ianuarie: Rela Ciulei (n. Aurelia Țambu), cântăreață, acordeonistă și chitaristă română (n. 1938)
- 24 ianuarie: Olavo de Carvalho, polemist brazilian, filozof autopromovat, expert politic, astrolog, jurnalist (n. 1947)
- 24 ianuarie: Teodora Stendl, artist decorator român (n. 1938)
- 25 ianuarie: Svetlana Căpățînă, politician din R. Moldova, deputat (2021-2022), (n. 1969)
- 25 ianuarie: Wim Jansen (Wilhelmus Marinus Antonius Jansen), fotbalist și antrenor neerlandez (n. 1946)
- 26 ianuarie: Philippe Contamine, istoric medievist francez, specializat în istorie militară și istoria nobilimii la finele evului mediu (n. 1932)
- 29 ianuarie: Sveatoslav Moscalenco, fizician din Republica Moldova (n. 1928)
- 31 ianuarie: Pierre Bellon, om de afaceri miliardar francez (n. 1930)
- 31 ianuarie: Teofil Octavian Cepraga, jurnalist român (n. 1946)

### Februarie
- 2 februarie: Vasile Mocanu, deputat român (2008-2012), (n. 1946)
- 2 februarie: Monica Vitti (n. Maria Luisa Ceciarelli), actriță, scenaristă și realizatoare italiană (n. 1931)
- 3 februarie: Ioan Onisei, deputat român (2000-2004), (n. 1954)
- 3 februarie: Christos Sartzetakis, jurist și politician grec, președinte al Republicii Elene (1985–1990), (n. 1929)
- 5 februarie: Cristian Dragomir,  medic chirurg român (n. 1940)
- 5 februarie: Damirbek Olimov, cântăreț tadjic (n. 1989)
- 6 februarie: Maria Carrilho, politiciană portugeză, membră al Parlamentului European (1999–2004), (n. 1943)
- 6 februarie: George Crumb, compozitor american de muzică modernă și de avangardă (n. 1929)
- 7 februarie: Margarita Lozano (Margarita de las Flores Lozano Jiménez), actriță spaniolă (n. 1931)
- 7 februarie: Zbigniew Namysłowski, saxofonist, violoncelist, trombonist, pianist și compozitor polonez (n. 1939)
- 8 februarie: Luc Montagnier, medic francez, laureat al Premiului Nobel pentru Fiziologie sau Medicină (2008), (n. 1932)
- 9 februarie: Sebastian Bieniek, pictor, fotograf, regizor și scriitor german (n. 1975)
- 9 februarie: Ian McDonald, muzician poli-instrumentist englez (King Crimson), (n. 1946)
- 10 februarie: Gheorghe Banariuc, violonist, dirijor, compozitor și aranjor de muzică populară din Republica Moldova (n. 1951)
- 10 februarie: Eduard Kukan, politician slovac (n. 1939)
- 12 februarie: Ivan Reitman, regizor canadian de etnie cehoslovacă (n. 1946)
- 13 februarie: Dumitru M. Ion, scriitor și traducător român (n. 1948)
- 15 februarie: Corneliu Olar, deputat român (2016-2022), (n. 1959)
- 16 februarie: Pavlos Menevissoglu, mitropolit al Amasiei (n. 1935)
- 17 februarie: Fausto Cigliano, cântăreț și actor italian (n. 1937)
- 18 februarie: Brad Johnson, actor american (n. 1959)
- 18 februarie: Lindsey Pearlman (Lindsey Erin Pearlman), actriță americană (n. 1978)
- 18 februarie: Zdzisław Podkański, politician polonez, membru al Parlamentului European (2004–2009), (n. 1949)
- 19 februarie: Kakuichi Mimura, fotbalist și antrenor japonez (n. 1931)
- 19 februarie: Jacques Poos, politician luxemburghez, membru al Parlamentului European (1999–2004), (n. 1935)
- 20 februarie: Joni James, cântăreață americană de muzică pop (n. 1930)
- 20 februarie: Francesca Tardioli, diplomată italiană (n. 1965)
- 23 februarie: Theodor Munteanu, interpret de muzică ușoară (n. 1938)
- 23 februarie: Ion Adrian Zare, fotbalist și antrenor român (n. 1959)
- 24 februarie: Florentin Cârpanu, om de afaceri român și primul prefect al județului Timiș (1990-1991) după Revoluția din 1989 (n. 1934)
- 24 februarie: Dmitry Debelka, practicant bielorus de lupte greco-romane (n. 1976)
- 24 februarie: Sally Kellerman (Sally Claire Kellerman), actriță americană, activistă, autoare, producătoare și cântăreață (n. 1937)
- 26 februarie: Alexandru Balázs, deputat român (1990-1992), (n. 1928)
- 26 februarie: Hans Bergel, scriitor și jurnalist german (n. 1925)
- 26 februarie: Danny Ongais, pilot american de Formula 1 (n. 1942)
- 27 februarie: Victoria Bezetti, soprană română (n. 1937)
- 27 februarie: Nicolae Corjos, regizor și scenarist român (n. 1935)
- 27 februarie: Marietta Giannakou, politicană greacă, membră al Parlamentului European (2009–2014), (n. 1951)
- 28 februarie: Viorel Mărginean, pictor român (n. 1933)
- 28 februarie: Andrei Suhovețki, general-maior rus (n. 1974)

### Martie
- 1 martie: Alevtina Kolchina, schioară de fond sovietică (n. 1930)
- 1 martie: Evhen Malîșev, soldat și biatlonist ucrainean (n. 2002)
- 2 martie: Jan Groth, artist plastic din Norvegia (n. 1938)
- 2 martie: Frédérick Tristan, scriitor francez (n. 1931)
- 3 martie: Corneliu Ioan Bucur, senator român în legislatura 1996-2000, ales în județul Sibiu pe listele partidului PD (n. 1942)
- 3 martie: Bruce Johnstone, pilot sud-african de Formula 1  (n. 1937)
- 3 martie: Dean Woods, ciclist australian, medaliat olimpic (n. 1966)
- 4 martie: Ilie Uzum, istoric și arheolog român (n. 1938)
- 6 martie: Pavlo Lee, actor și prezentator TV ucrainean (n. 1988)
- 6 martie: Andrii Litun (Андрій Миколайович Літун), locotenent-colonel al Forțelor Armate ale Ucrainei, participant la războiul ruso-ucrainean, Erou al Ucrainei (2022), (n. 1969)
- 7 martie: Vitali Gherasimov, general-maior al Forțelor Terestre ruse (n. 1977)
- 7 martie: Jean Mouchel, politician, romancier și fermier francez, membru al Parlamentului European (1982–1983, 1984–1989), (n. 1928)
- 7 martie: Luminița Vartolomei,  critic muzical român (n. 1945)
- 8 martie: Desislav Ciukolov (Десислав Чуколов), politician bulgar, membru al Parlamentului European (2007–2009), (n. 1974)
- 8 martie: Gyo Obata, arhitect american (n. 1923)
- 10 martie: Radu Miron, matematician român, membru titular al Academiei Române și membru de onoare al Academiei de Științe a Moldovei (n. 1927)
- 11 martie: Rupiah Banda, politican zambian, al 4-lea președinte al Republicii Zambia (2008–2011), (n. 1937)
- 11 martie: Andrei Kolesnikov (Андрей Борисович Колесников), general-maior rus (n. 1977)
- 12 martie: Alain Krivine, om politic francez, membru al Parlamentului European (1999–2004), (n. 1941)
- 13 martie: Vic Elford (Victor Henry Elford), pilot englez de Formula 1 și de raliu (n. 1935)
- 13 martie: William Hurt, actor de film american, laureat al Premiului Oscar pentru cel mai bun actor (1986), (n. 1950)
- 14 martie: Scott Hall (Scott Oliver Hall), wrestler american (n. 1958)
- 14 martie: Akira Takarada, actor japonez (n. 1934)
- 16 martie: Lucian Feodorov, deputat român (2020-2022), (n. 1942)
- 16 martie: Lucian Liciu, pictor, grafician și ilustrator român (n. 1968)
- 16 martie: Kunimitsu Takahashi, pilot japonez de Formula 1 (n. 1940)
- 16 martie: Yevheniy Volkov (Євгеній Володимирович Волков), sublocotenent ucrainean, Erou al Ucrainei (2022), (n. ?)
- 17 martie: Tadao Satō, critic de film, teoretician și istoric de film, japonez (n. 1930)
- 17 martie: Oksana Șveț, actriță ucraineană (n. 1955)
- 18 martie: Stelian Dumistrăcel, filolog și publicist român (n. 1937)
- 18 martie: Joel Hasse Ferreira, om politic portughez, membru al Parlamentului European (2004–2009), (n. 1944)
- 19 martie: Barbu Cioculescu, poet, scriitor, eseist, critic literar și traducător român (n. 1927)
- 20 martie: John Purvis, om politic scoțian, membru al Parlamentului European (1999–2009), (n. 1938)
- 20 martie: Reine Wisell, pilot suedez de Formula 1 (n. 1941)
- 21 martie: Soumeylou Boubèye Maïga, prim-ministru al statului Mali (2017–2019), (n. 1954)
- 22 martie: Milovan Vitezović, scriitor, scenarist și profesor universitar sârb (n. 1944)
- 23 martie: Boris Dorfman (n. Boruh Dorfman), publicist ucrainean de etnie evreiască, născut în România (n. 1923)
- 23 martie: Madeleine Albright (n. Marie Jana Körbelová), om politic american, secretar de stat (1997-2001), (n. 1937)
- 24 martie: John Andrews, arhitect australiano-canadian (n. 1933)
- 24 martie: Reza Baraheni, scriitor, poet, critic și om politic iranian (n. 1935)
- 24 martie: John Andrews, arhitect australian (n. 1933)
- 25 martie: Taylor Hawkins (Oliver Taylor Hawkins), cântăreț, muzician și baterist rock american (Foo Fighters), (n. 1972)
- 27 martie: Aleksandra Zabelina, scrimeră sovietică (n. 1937)
- 28 martie: Serhii Kot,  istoric ucrainean (n. 1958)
- 28 martie: Mircea Tomuș, critic și istoric literar român (n. 1934)
- 28 martie: Irini Konitopoulou-Legaki (Ειρήνη Κονιτοπούλου-Λεγάκη), cântăreață greacă (n. 1931)
- 30 martie: Egon Franke (Egon Johann Franke), scrimer polonez (floretă), campion olimpic (1964), (n. 1935)
- 31 martie: Niculae Spiroiu, inginer și general de armată român (n. 1936)

### Aprilie
- 1 aprilie: Petre Ivănescu, handbalist și antrenor român (n. 1936)
- 2 aprilie: Grigore Brâncuș, lingvist român (n. 1929)
- 2 aprilie: Estelle Harris (n. Estelle Nussbaum), actriță americană (n. 1928)
- 5 aprilie: Sidney Altman, biolog canadiano-american, specialist în biologie moleculară, laureat al Premiului Nobel pentru Chimie (1989), (n. 1939)
- 5 aprilie: Nehemiah Persoff, actor israelian și american de film (n. 1919)
- 5 aprilie: Bobby Rydell,  cântăreț american (n. 1942)
- 6 aprilie: Vladimir Jirinovski (Влади́мир Во́льфович Жирино́вский), politician rus (n. 1946)
- 6 aprilie: Ana Pascu (n. Ana Ene-Derșidan), scrimeră română (n. 1944)
- 6 aprilie: Domingo Romera (Domingo Romera Alcázar), politician spaniol, membru al Parlamentului European (1986–1994), (n. 1936)
- 7 aprilie: Florin Caba, opozant al regimului comunist (n. 1935)
- 9 aprilie: Jack Higgins (aka Henry Patterson), scriitor englez de thriller (n. 1929)
- 11 aprilie: Joaquim Vairinhos, om politic portughez (n. 1944)
- 12 aprilie: Gilbert Gottfried (Gilbert Jeremy Gottfried), actor de comedie american (n. 1955)
- 12 aprilie: Giorgos Katiforis, politician grec, membru al Parlamentului European (1999–2004), (n. 1935)
- 12 aprilie: Traian Stănescu, actor român (n. 1940)
- 13 aprilie: Michel Bouquet, actor francez (n. 1925)
- 13 aprilie: Freddy Rincón (Freddy Eusebio Rincón Valencia), fotbalist columbian (n. 1966)
- 13 aprilie: Alexandru Șoltoianu, disident politic basarabean (n. 1934)
- 14 aprilie: Bent Løfqvist, fotbalist danez (n. 1936)
- 15 aprilie: Henry Plumb, Baron Plumb (Charles Henry Plumb), om politic britanic, membru al Parlamentului European (1979–1999), președinte al Parlamentului European (1987–1989), (n. 1925)
- 15 aprilie: Liz Sheridan (Elizabeth Ann Sheridan), actriță americană (n. 1929)
- 16 aprilie: Joachim Streich, fotbalist german (n. 1951)
- 17 aprilie: Remus Mărgineanu, actor român (n. 1938)
- 17 aprilie: Catherine Spaak, actriță, cântăreață și jurnalistă de etnie franco-belgiană, naturalizată italiană (n. 1945)
- 17 aprilie: Radu Lupu, pianist român (n. 1945)
- 18 aprilie: Hermann Nitsch, artist austriac (n. 1938)
- 19 aprilie: Kane Tanaka, supercentenară japoneză (n. 1903)
- 21 aprilie: Mwai Kibaki, politician kenyan, președinte al statului Kenya (2002–2013), (n. 1931)
- 21 aprilie: Jacques Perrin, actor, realizator de documentare și producător de film francez (n. 1941)
- 22 aprilie: Mircea Anghelescu, cercetător literar, critic literar, filolog, istoric literar, paleograf și pedagog român (n. 1941)
- 25 aprilie: Emanoil Marcu,  traducător de limba franceză și  scriitor român, membru al Uniunii Scriitorilor din România (n. 1948)
- 25 aprilie: Dumitru Protase, istoric, arheolog, membru de onoare al Academiei Române din 2003 și membru al Institutului de Istorie din Cluj (n. 1926)
- 26 aprilie: Klaus Schulze, muzician german, compozitor de muzică electronică (n. 1947)
- 28 aprilie: Jean-Claude Fruteau, politician francez, membru al Parlamentului European (1999–2007), (n. 1947)
- 30 aprilie: Mino Raiola (Carmine Raiola), impresar de fotbal, olandezo-italian (n. 1967)
- 30 aprilie: Liubov Pancenko,  artistă vizuală și designer de modă ucraineană (n. 1938)

### Mai
- 1 mai: Ilan Ghilon, politician socialist israelian originar din România, deputat în Knesset-ul statului Israel (1999–2003, 2009–2020), (n. 1956)
- 1 mai: Aleksander Nawrocki,  poet, critic literar, eseist și traducător polonez (n. 1940)
- 1 mai: Ivica Osim, fotbalist (atacant) și antrenor bosniac (n. 1941)
- 2 mai: Ursula Braun-Moser, policiană germană, membră al Parlamentului European (1984–1989, 1990–1994), (n. 1937)
- 3 mai: Tony Brooks (Charles Anthony Standish Brooks), pilot englez de Formula 1 (n. 1932)
- 3 mai: Lino Capolicchio, actor italian de teatru, cinema și televiziune (n. 1943)
- 3 mai: Norman Mineta (Norman Yoshio Mineta), politician american (n. 1931)
- 3 mai: Stanislav Șușchievici (Станісла́ў Станісла́вавіч Шушке́віч), politician belarus, primul președinte al Republicii Belarus (1991–1994), (n. 1934)
- 4 mai: Niculae Florea,  inginer chimist și pedolog român (n. 1921)
- 5 mai: Kenneth Welsh (aka Ken Welsh), actor canadian de film (n. 1942)
- 6 mai: Alan Gillis, om politic irlandez, membru al Parlamentului European (1994–1999), (n. 1936)
- 6 mai: Patricia A. McKillip, autoare americană de fantezie și literatură SF (n. 1948)
- 7 mai: Iuri Averbah (Юрий Львович Авербах), șahist rus (n. 1922)
- 7 mai: Elisa Maria Damião, politiciană portugheză, membră al Parlamentului European (1998–2004), (n. 1946)
- 7 mai: Simion Mironaș, fotbalist român (n. 1965)
- 8 mai: Vivian Alivizache,  actriță română de teatru și film (n. 1953)
- 8 mai: Fred Ward (Freddie Joe Ward), actor și producător american de film (Jocul cu moartea, Cursa spațială, Creaturi ucigașe), (n. 1942)
- 10 mai: Leonid Kravciuk (Леонід Макарович Кравчук), politician ucrainean, primul președinte al Ucrainei indepedente (1991–1994), (n. 1934)
- 13 mai: Teresa Berganza (María Teresa Berganza Vargas), solistă spaniolă de operă (mezzosoprană), (n. 1933)
- 13 mai: Ben Roy Mottelson, fizician danez de etnie americană, laureat al Premiului Nobel (1975), (n. 1926)
- 13 mai: Khalifa bin Zayed Al Nahyan, politician din Emiratele Arabe Unite, președinte al Emiratelor Arabe Unite (2004–2022), (n. 1948)
- 15 mai: Jerzy Trela (Jerzy Józef Trela), actor polonez (n. 1942)
- 15 mai: Șerban Valeca (Șerban Constantin Valeca), fizician și politician român (n. 1956)
- 16 mai: Josef Abrhám,  actor ceh de teatru, film și televiziune (n. 1939)
- 17 mai: Vangelis (n. Evangelos Odysseus Papathanassiou), compozitor grec (n. 1943)
- 18 mai: Henry Mavrodin, pictor român (n. 1937)
- 19 mai: Mariana Cioromila, solistă română de operă (mezzosoprană), stabilită în Brazilia (n. 1952)
- 20 mai: Aurel Romila, medic psihiatru român (n. 1934)
- 23 mai: Francesco Ferrari, politician italian, membru al Parlamentului European (2004–2009), (n. 1946)
- 23 mai: Anita Gradin, politiciană suedeză, Comisar European (1995–1999), (n. 1933)
- 23 mai: Ilkka Suominen, politician finlandez, membru al Parlamentului European (1999–2004), (n. 1946)
- 25 mai: Sylvia Hoișie, medic cercetător român (n. 1927)
- 26 mai: Andrew Fletcher (Andrew John Leonard Fletcher), muzician englez (Depeche Mode), (n. 1961)
- 26 mai: Ray Liotta (Raymond Allen Liotta), actor american (Băieți buni), (n. 1954)
- 26 mai: Ciriaco de Mita (Luigi Ciriaco De Mita), politician italian, prim-ministru al Republicii Italiene (1988-1989), (n. 1928)
- 26 mai: Alan White, muzician englez (baterist), (Yes), (n. 1949)
- 27 mai: Eloisa Cianni, actriță și model italiană (n. 1932)
- 27 mai: Angelo Sodano, prelat al Sfântului Scaun, Secretar de Stat al Sfântului Scaun (1991–2006), (n. 1927)
- 27 mai: Michael Sela, imunolog israelian, membru de onoare al Academiei Române, laureat al Premiului Wolf pentru medicină (1998), (n. 1924)
- 28 mai: Bujar Nishani, politician albanez, președinte al Republicii Albaneze (2012–2017), (n. 1966)
- 28 mai: Yves Piétrasanta, politician francez, membru al Parlamentului European (1999–2004), (n. 1939)
- 29 mai: Evaristo Carvalho (Evaristo do Espírito Santo Carvalho), politician, prim-ministru (1994, 2001–2002) și al 4-lea președinte al statului São Tomé și Príncipe (2016–2021), (n. 1942)
- 29 mai: Virgil Dridea, fotbalist și antrenor român (n. 1940)
- 31 mai: Vasile Rădulescu, deputat român (1990-1992), (n. 1945)

### Iunie
- 1 iunie: Andrei Zanca, poet și traducător român (n. 1952)
- 3 iunie: Ion Toderașcu, medievist român (n. 1938)
- 4 iunie: George Lamming, romancier și poet din Barbados (n. 1927)
- 4 iunie: György Moldova, scriitor maghiar (n. 1934)
- 7 iunie: Carl, Duce de Württemberg, șef al Casei de Württemberg (n. 1936)
- 8 iunie: Costică Dafinoiu, pugilist român, medaliat olimpic (1976), (n. 1954)
- 9 iunie: Eliza Botezatu, scriitoare și critic literar din Republica Moldova (n. 1938)
- 11 iunie: Bernd Bransch, fotbalist german (n. 1944)
- 11 iunie: Gheorghe Țîbîrnă, medic oncolog din R. Moldova, membru titular al Academiei de Științe a Moldovei (n. 1944)
- 12 iunie: Philip Baker Hall, actor de personaj⁠ american (n. 1931)
- 12 iunie: Valeriu Râpeanu, critic și istoric literar, profesor universitar român (n. 1931)
- 13 iunie: Giuseppe Pericu, politician italian (n. 1937)
- 14 iunie: A. B. Yehoshua, romancier, eseist și dramaturg israelian (n. 1936)
- 16 iunie: Alexandru Lulescu, actor român (n. 1932)
- 17 iunie: Dave Hebner (David Hebner), promoter și arbitru american de wrestling (n. 1949)
- 17 iunie: Jean-Louis Trintignant, actor francez de film (n. 1930)
- 17 iunie: Valentin Uritescu, actor român de televiziune, film și teatru (n. 1941)
- 18 iunie: Iulia Buciuceanu, solistă română de operă și lied (mezzo-soprană) originară din Basarabia (n. 1931)
- 21 iunie: Ancelin Roseti, poet și publicist român (n. 1967)
- 23 iunie: Iuri Șatunov, cântăreț rus (Laskovîi mai), (n. 1973)
- 24 iunie: Maria Nichiforov, caiacistă română (n. 1951)
- 25 iunie: Ștefan Petreuș, interpret român de muzică populară, cofondator ansamblu Frații Petreuș (n. 1940)
- 26 iunie: Raffaele La Capria, scriitor italian  (n. 1922)
- 26 iunie: Frank Moorhouse, scriitor australian de nuvele, scenarii și romane (n. 1938)
- 27 iunie: Joe Turkel (Joseph Turkel), actor american (Strălucirea), (n. 1927)
- 29 iunie: Serghei Andronati, chimist ucrainean (n. 1940)
- 29 iunie: David Weiss Halivni, rabin și cercetător americano - israelian în domeniul științelor iudaice (n. 1927)
- 30 iunie: Vladimir Zelenko, medic ucrainean, cunoscut pentru promovarea unui tratament ambulatoriu experimental pentru COVID-19 (n. 1973)

### Iulie
- 1 iulie: Peter Imre, om de afaceri român (n. 1962)
- 2 iulie: Peter Brook, regizor de teatru și film, actor și scriitor britanic (n. 1925)
- 2 iulie: Roland Stănescu (Roland Dediu Stănescu), fotbalist român (n. 1990)
- 2 iulie: Susana Dosamantes (María del Perpetuo Socorro Guadalupe Susana Dosamantes Rul Riestras), actriță mexicană (n. 1948)
- 3 iulie: Robert Curl (Robert Floyd Curl, Jr.), chimist american, laureat al Premiului Nobel pentru Chimie (1996), (n. 1933)
- 4 iulie: Elena Bodnarenco, politiciană și deputată în Parlamentul Republicii Moldova (2005–2011, 2014–2022), (n. 1965)
- 5 iulie: Lucian Bureriu, poet, prozator, eseist și jurnalist  român (n. 1942)
- 6 iulie: James Caan (James Edmund Caan), actor american (Tortura, Elful, El Dorado), (n. 1940)
- 8 iulie: Shinzō Abe, politician japonez, prim-ministru al Japoniei (2006-2007 și 2012–2020), (n. 1954)
- 8 iulie: José Eduardo dos Santos, politician angolez, președinte al Angolei (1979–2017), (n. 1942)
- 8 iulie: Tony Sirico, actor american (n. 1942)
- 9 iulie: Gheorghe Terescenco, sculptor român (n. 1947)
- 10 iulie: Anvar Ginghisoglu, prozator și istoric azer (n. 1962)
- 11 iulie: Carol Haidu,  fotbalist român (n. 1942)
- 12 iulie: Pamela Anne Eldred, fotomodel american (n. 1948)
- 14 iulie: Ivana Trump, femeie de afaceri, personalitate media, designer de modă, autoare și model americană de etnie cehă, prima soție a președintelului american Donald Trump (n. 1949)
- 15 iulie: Gheorghi Iarțev, fotbalist și antrenor rus (n. 1948)
- 16 iulie: Georgs Andrejevs, om politic leton, membru al Parlamentului European (2004–2009), (n. 1932)
- 16 iulie: Herbert W. Franke, om de știință austriac și scriitor (n. 1927)
- 17 iulie: Eric Flint, autor american (n. 1947)
- 18 iulie: Aloyzas Sakalas, om politic lituanian, membru al Parlamentului European (2004–2009), (n. 1931)
- 19 iulie: Jeannette D. Ahonsou, scriitoare togoleză (n. 1951)
- 20 iulie: Ion-Tudor Berza,  geolog român (n. 1944)
- 21 iulie: Reino Paasilinna, om politic finlandez, membru al Parlamentului European (1999–2004), (n. 1939)
- 21 iulie: Uwe Seeler, fotbalist (atacant) și oficial german (n. 1936)
- 23 iulie: Sid Jacobson (Sidney Jacobson), scriitor american de benzi desenate (n. 1929)
- 23 iulie: Alexandru Șumski, muzicolog, dirijor și profesor universitar româno-german (n. 1933)
- 24 iulie: David Warner (David Hattersley Warner), actor englez (Titanic), (n. 1941)
- 25 iulie: Irina Ionesco, artistă fotografă franceză de etnie română (n. 1930)
- 25 iulie: Marit Paulsen, politiciană suedeză, membră al Parlamentului European (1999–2004, 2009–2015), (n. 1939)
- 25 iulie: Paul Sorvino (Paul Anthony Sorvino), actor american (Băieți buni), (n. 1939)
- 25 iulie: David Trimble (William David Trimble), politician britanic, laureat al Premiului Nobel pentru pace (1998), (n. 1944)
- 25 iulie: Camelia Zorlescu, actriță română de scenă și film (n. 1938)
- 26 iulie: Iosif Culineac,  jucător român de polo pe apă (n. 1941)
- 26 iulie: James Lovelock (James Ephraim Lovelock), savant independent, ecologist și futurolog englez (n. 1919)
- 26 iulie: Michael Kroner, istoric german de etnie română (n. 1934)
- 26 iulie: Felix Thijssen, autor olandez de romane polițiste, romane științifico-fantastice și cărți pentru copii (n. 1933)
- 28 iulie: Pietro Citati, scriitor și critic literar italian (n. 1930)
- 29 iulie: Juris Hartmanis (Juris Varlejs Hartmanis), informatician american de etnie letonă (n. 1928)
- 29 iulie: Ovidiu Natea, politician român, membru al Partidul Social Democrat (n. 1938)
- 30 iulie: Nichelle Nichols (n. Grace Dell Nichols), actriță americană (Star Trek), cântăreață și actriță de voce (n. 1932)
- 30 iulie: Costel Vasilescu, lăutar, conducător de taraf și trompetist român de etnie romă (n. 1940)
- 31 iulie: Vasile Silvian Ciupercă, deputat român (2000-2004), (n. 1949)
- 31 iulie: Bill Russell, jucător profesionist american de baschet care a devenit de 11 ori campion în National Basketball Association (NBA) (n. 1934)
- 31 iulie: Sara Shane, actriță americană, care a jucat în film și televiziune în timpul Epocii de Aur din anii 1950 și începutul anilor 1960 (n. 1928)
- 31 iulie: Ayman al-Zawahiri, terorist egiptean, de profesie medic chirurg (n. 1951)

### August
- 2 august: Tudor Ghideanu, filosof și eseist, profesor universitar la Universitatea „Alexandru Ioan Cuza” din Iași (n. 1938)
- 2 august: Ioana Măgură Bernard, jurnalistă română stabilită în Germania (n. 1940)
- 5 august: Clu Gulager, actor și regizor american de televiziune și film (n. 1928)
- 6 august: Mircea Muntenescu, pictor, artist plastic, grafician și estetician român (n. 1951)
- 8 august: Olivia Newton-John, cântăreață, compozitoare și actriță australiană originară din Anglia (n. 1948)
- 8 august: Zofia Posmysz, scriitoare și scenaristă poloneză (n. 1923)
- 8 august: Vasile Tărâțeanu, poet român din Ucraina (n. 1945)
- 9 august: Raymond Briggs, grafician englez, caricaturist, ilustrator de romane și autor (n. 1934)
- 9 august: Donald Machholz (Donald Edward Machholz), astronom amator american (n. 1952)
- 12 august: Victor Axinciuc,  economist, membru de onoare al Academiei Române din 2011 (n. 1928)
- 12 august: Ion Solonenco, general de armată din Republica Moldova (n. 1935)
- 12 august: Anne Heche, actriță americană (Donnie Brasco), regizoare și scenaristă (n. 1969)
- 12 august: Wolfgang Petersen, regizor de film, german (Troia), (n. 1941)
- 12 august: Aharon Yadlin,  pedagog și politician israelian, originar dintr-o familie de evrei din Basarabia (n. 1926)
- 14 august: Svika Pick, cântăreț și compozitor israelian de muzică ușoară (n. 1949)
- 14 august: Alessia Maria Raiciu, baschetbalistă română (n. 2004)
- 14 august: Anthony Simpson, om politic britanic, membru al Parlamentului European (1979–1994) (n. 1935)
- 16 august: Joseph Delaney (Joseph Henry Delaney), autor de fantasy și science-fiction, autor al Cronicilor Wardstone (n. 1945)
- 18 august: Rodica Braga, scriitoare română (n. 1938)
- 18 august: Răzvan Ciucă, profesor de istorie, muzeograf, etnolog și expert de patrimoniu din România (n. 1947)
- 20 august: Daria Dughina, jurnalistă și activistă rusă, fiica filozofului politic Aleksandr Dughin (n. 1992)
- 21 august: Alexei Panshin, scriitor american de science-fiction (n. 1940)
- 22 august: Stuart Anstis, chitarist britanic, membru al formației Cradle of Filth (n. 1974)
- 22 august: Capriel Dedeian, chitarist și compozitor român de etnie armeană (n. 1960)
- 22 august: Piotr Szkudelski, toboșar polonez, membru al trupei poloneze Perfect (n. 1955)
- 24 august: Kallistos Ware, episcop al Patriarhiei Ecumenice din Constantinopol (n. 1934)
- 25 august: Andrei Slavnov, fizician-teoretician rus (n. 1939)
- 27 august: Iulian-Gabriel Bîrsan, inginer, cercetător științific și profesor universitar din România (n. 1956)
- 30 august: Gheorghe Berceanu, luptător român, campion olimpic (1972) (n. 1949)
- 30 august: Mihail Gorbaciov, om de stat rus, Secretar General al Partidului Comunist al Uniunii Sovietice (1985–1991) și președinte al URSS (1990–1991), laureat al Premiului Nobel pentru Pace (1990) (n. 1931)
- 30 august: Don L. Lind (Don Leslie Lind), om de știință, ofițer naval, și astronaut american (n. 1930)
- 30 august: Ioan Szigeti, fotbalist român de etnie maghiară (n. 1934)

### Septembrie
- 1 septembrie: Phillip Mann (Anthony Phillip Mann), 80 de ani, scriitor britanic (n. 1942)
- 2 septembrie: Frank Drake (Frank Donald Drake), astronom și astrofizician american (n. 1930)
- 3 septembrie: Iurie Bașcatov, înotător din Republica Moldova, vicecampion olimpic (1988, 1992) (n. 1968)
- 4 septembrie: Peter Straub, autor și poet american (n. 1943)
- 6 septembrie: Ligia Branice-Borowczyk, actriță poloneză și compozitor (n. 1932)
- 6 septembrie: Valeria Seciu, actriță română de teatru, film, radio, voce și televiziune (n. 1939)
- 8 septembrie: Elisabeta a II-a (n. Elizabeth Alexandra Mary), regina Regatului Unit al Marii Britanii și Irlandei de Nord (1952-2022), (n. 1926)
- 9 septembrie: Nicolae Bulat, istoric din R. Moldova, director al Muzeul de Istorie și Etnografie din Soroca (n. 1952)
- 10 septembrie: Neagu Udroiu, jurnalist, scriitor, diplomat, membru al Uniunii Ziariștilor Profesioniști din România (n. 1940)
- 11 septembrie: Florin Hidișan, fotbalist român (n. 1982)
- 11 septembrie: Javier Marías, scriitor și traducător spaniol (n. 1951)
- 12 septembrie: Radu Ciuceanu, istoric român, membru de onoare al Academiei Române (n. 1928)
- 13 septembrie: Jean-Luc Godard, regizor, scenarist și critic de film de etnie francezo-elvețiană (n. 1930)
- 13 septembrie: Anatol Gugel, poet, eseist, publicist și traducător din R. Moldova de etnie evreiască (n. 1922)
- 13 septembrie: Kornelije Kovač, compozitor, cântăreț și dirijor sârb de etnie maghiară (n. 1942)
- 13 septembrie: Spiros Zournatzis, politician grec, membru la Parlamentului European (1989), (n. 1935)
- 14 septembrie: David Andersson, muzician suedez, membru al formației Soilwork (n. 1975)
- 14 septembrie: Irene Papas (n. Eirini Lelekou), actriță (Zorba Grecul, Z) și cântăreață greacă (n. 1926)
- 15 septembrie: Saul Kripke (Saul Aaron Kripke), filosof și logician american (n. 1940)
- 17 septembrie: Igor Maslennikov, regizor de filme rus (n. 1931)
- 17 septembrie: Maria Grazia Pagano, politiciană italiană, membră a Parlamentului European (2008–2009), (n. 1945)
- 18 septembrie: Wolfgang Güttler, contrabasist german originar din România (n. 1945)
- 19 septembrie: Șabsa Mașcauțan, evreu basarabean, militar sovietic (n. 1924)
- 20 septembrie: Aleksei Naghin, ofițer al armatei ruse specializat în avioane de atac (n. 1981)
- 22 septembrie: Hilary Mantel (Hilary Mary Thompson), scriitoare engleză (n. 1952)
- 23 septembrie: Louise Fletcher (Estelle Louise Fletcher), actriță americană de film și televiziune, laureată a Premiului Oscar (1976), (n. 1934)
- 23 septembrie: Vladimir Petercă, teolog romano-catolic român (n. 1944)
- 24 septembrie: Takashi Arima, poet japonez (n. 1931)
- 25 septembrie: Horia Florian Popescu,  opozant al regimului comunist (n. 1935)
- 26 septembrie: Yusuf al-Qaradawi, teolog egiptean islamic (n. 1926)
- 27 septembrie: Prințul Ferfried de Hohenzollern, nobil german, membru la Casei de Hohenzollern (n. 1943)
- 28 septembrie: Coolio (n. Artis Leon Ivey Jr.), rapper, chef, actor și producător muzical american (n. 1963)
- 29 septembrie: Alexandru Arșinel, actor român (n. 1939)
- 30 septembrie: Alexandru Vagner (Alexandru Ion Vagner), fotbalist român (n. 1989)

### Octombrie
- 3 octombrie: Douglas Kirkland, fotograf canadian (n. 1934)
- 3 octombrie: Florin Zalomir, sabrer român, vicecampion olimpic (2012), campion mondial (2009) și campion european (2006), (n. 1981)
- 4 octombrie: Günter Lamprecht, actor german (n. 1930)
- 7 octombrie: Onisim Colta, pictor, scenograf român, conferențiar universitar (n. 1952)
- 8 octombrie: Romeo Pop, actor român de film și teatru (n. 1952)
- 10 octombrie: Emeric Arus, scrimer român (n. 1938)
- 10 octombrie: Dan Fătuloiu, chestor român de poliție (n. 1956)
- 10 octombrie: Ovidiu Verdeș, scriitor și profesor universitar român (n. 1963)
- 11 octombrie: Doru Ana, actor român de teatru și film (n. 1954)
- 11 octombrie: Angela Lansbury (Angela Brigid Lansbury), actriță engleză de teatru, televiziune și film (n. 1926)
- 11 octombrie: Iolanda Malamen, poetă, prozatoare, cronicar de artă și pictoriță română (n. 1948)
- 12 octombrie: Ion Rățoi, atlet român (n. 1941)
- 14 octombrie: Robbie Coltrane (n. Anthony Robert McMillan), actor, comedian și autor scoțian (Harry Potter), (n. 1950)
- 14 octombrie: Mariana Nicolesco, solistă română de operă (soprană), (n. 1948)
- 14 octombrie: Alexandros Nikolaidis, taekwondist grec (n. 1979)
- 16 octombrie: Darius Vlad Crețan (NOSFE), cântăreț român și trapper (n. 1985)
- 18 octombrie: Tom Maddox, scriitor american de literatură SF (n. 1945)
- 18 octombrie: Eugen Simion, critic și istoric literar, editor, eseist, profesor universitar român, membru titular al Academiei Române, președinte (1998–2006), (n. 1933)
- 19 octombrie: Gheorghe Mencinicopschi, biolog, biochimist și cercetător român (n. 1949)
- 20 octombrie: Anton Doncev, scriitor bulgar de romane istorice și scenarist de filme dramatice istorice bulgare (n. 1930)
- 21 octombrie: Masato Kudo, fotbalist japonez (atacant), (n. 1990)
- 22 octombrie: Leszek Engelking, poet, prozator, eseist, critic literar, profesor universitar și traducător polonez (n. 1955)
- 22 octombrie: Constantin Fugașin, actor și jurnalist român (n. 1951)
- 23 octombrie: Naum Dzekțer, inginer sovietic și rus, evreu basarabean (n. 1938)
- 24 octombrie: Ion Corcimaru, medic terapeut din R. Moldova, membru corespondent al Academiei de Științe a Moldovei (n. 1938)
- 24 octombrie: Elly Gross, scriitoare evreică originară din Transilvania, supraviețuitoare a Holocaustului, care locuia în SUA (n. 1929)
- 24 octombrie: Leslie Jordan, actor și scriitor american (n. 1955)
- 24 octombrie: Laila Shawa, artistă vizuală palestiniană (n. 1940)
- 26 octombrie: Crisostom Dantz, antrenor român de handbal (n. 1944)
- 26 octombrie: Simina Mezincescu, campioană de curse automobile din România antebelică, deținută politică (n. 1928)
- 27 octombrie: Ingo Glass, sculptor și scriitor de limba germană, șvab originar din Banat, România (n. 1941)
- 28 octombrie: Hanneli Goslar, supraviețuitoare israeliană al Holocaustului născută în Germania (n. 1928)
- 28 octombrie: Jerry Lee Lewis, solist și pianist american de muzică rock and roll, rockabilly și country (n. 1935)
- 30 octombrie: Ștefan Ionescu (hocheist),  jucător și antrenor român de hochei pe gheață (n. 1935)
- 31 octombrie: Andrew Prine (Andrew Lewis Prine), actor american (Brigada diavolului), (n. 1936)
- 31 octombrie: Keith Taylor, politician britanic, membru al Parlamentului European (2010–2019), (n. 1953)

### Noiembrie
- 1 noiembrie: Wilson Kiprugut,  atlet kenyan (n. 1938)
- 1 noiembrie: Takeoff (Kirshnik Khari Ball), rapper american (n. 1994)
- 2 noiembrie: Mauro Forghieri, inginer italian, director tehnic Scuderia Ferrari (n. 1935)
- 4 noiembrie: Reinhard Slenczka, profesor german de teologie evanghelică (n. 1931)
- 5 noiembrie: Aaron Carter (Aaron Charles Carter), actor și cântăreț american (n. 1987)
- 6 noiembrie: Edward Prescott (Edward Christian Prescott), economist american, laureat al Premiului Nobel (2004), (n. 1940)
- 7 noiembrie: Hrisostom al II-lea (Demetriou) al Noii Iustiniane, liderul Bisericii Ortodoxe din Cipru (n. 1941)
- 9 noiembrie: Werner Schulz, politician german, membru al Parlamentului European (2009–2014), (n. 1950)
- 9 noiembrie: Michael Shafir, politolog româno-israelian (n. 1944)
- 11 noiembrie: Keith Levene (Julian Keith Levene), muzician, textier și multi-instrumentist englez (n. 1957)
- 11 noiembrie: Wolf Schneider,  jurnalist, autor și critic literar german (n. 1925)
- 12 noiembrie: Mehran Karimi Nasseri, refugiat iranian (n. 1945)
- 13 noiembrie: Toni Carroll, actriță și cântăreață americană (n. 1927)
- 13 noiembrie: Constantin Codrescu, actor român (n. 1931)
- 14 noiembrie: Johanna Lüttge, atletă germană (n. 1936)
- 17 noiembrie: Frederick Brooks (Frederick Phillips Brooks Jr.), inginer software și informatician american (n. 1931)
- 17 noiembrie: Andrei Diaconu, agronom și politician din Republica Moldova, deputat în primul Parlament (n. 1949)
- 19 noiembrie: Greg Bear (Gregory Dale Bear),  scriitor american de science-fiction și mainstream (n. 1951)
- 19 noiembrie: Voicu Enăchescu, dirijor român (n. 1943)
- 19 noiembrie: Nico Fidenco,  cantautor, compozitor și actor italian (n. 1933)
- 19 noiembrie: Jason David Frank, actor american (n. 1973)
- 19 noiembrie: Anton Moisin, istoric, preot, profesor și pedagog român (n. 1944)
- 20 noiembrie: Hédi Fried, psihologă și scriitoare româno-evreică, supraviețuitoare a Holocaustului (n. 1924)
- 21 noiembrie: Silviu N. Dragomir, publicist, cercetător și colecționar român (n. 1930)
- 21 noiembrie: Sally Todd, actriță și model american (n. 1934)
- 22 noiembrie: Edward Kellett-Bowman, politician britanic, membru al Parlamentului European (1979–1999) (n. 1931)
- 24 noiembrie: Hans Magnus Enzensberger, poet și eseist german (n. 1929)
- 25 noiembrie: Héctor Bonilla, actor mexican (n. 1939)
- 25 noiembrie: Gerhardt Csejka, traducător, publicist, critic literar și scriitor de limba germană, originar din România (n. 1945)
- 26 noiembrie: Fernando Gomes (Fernando Mendes Soares Gomes), fotbalist portughez (atacant), (n. 1956)
- 26 noiembrie: Jim Kaler, astronom și scriitor științific american (n. 1938)
- 26 noiembrie: Albert Pyun, regizor american de film (n. 1953)
- 26 noiembrie: Sanda Toma, actriță română (n. 1934)
- 26 noiembrie: Daniel Vighi, prozator, eseist și publicist român (n. 1956)
- 29 noiembrie: Ray Nelson, scriitor american de literatură științifico-fantastică și caricaturist, cel mai faimos pentru povestirea sa „Eight O'Clock in the Morning” („Ora opt dimineața”, 1963) care a fost folosită ulterior de John Carpenter ca inspirație pentru filmul Ei trăiesc (1988) (n. 1931)
- 30 noiembrie: Jiang Zemin, politician chinez, Secretar General al Partidului Comunist din China (1989–2002), Președinte al Republicii Populare Chineze (1993–2003), (n. 1926)

### Decembrie
- 1 decembrie: Mylène Demongeot (n. Marie-Hélène Demongeot), actriță franceză de film (n. 1935)
- 1 decembrie: Hannes Keller, fizician și pionier al scufundărilor la mare adâncime (n. 1934)
- 2 decembrie: Yoshio Kikugawa, fotbalist și antrenor japonez (n. 1944)
- 2 decembrie: Al Strobel (Albert Michael Strobel), actor american (n. 1940)
- 4 decembrie: Kirstie Alley (Kirstie Louise Alley), actriță americană de film (n. 1951)
- 4 decembrie: Cornel Ciupercescu, actor român de teatru și film (n. 1945)
- 4 decembrie: Manuel Göttsching, muzician și compozitor german (n. 1952)
- 4 decembrie: Patrick Tambay, pilot francez de Formula 1 (n. 1949)
- 5 decembrie: Nicolae Opopol, medic-igienist, doctor habilitat în medicină, profesor universitar, membru corespondent al Academiei de Științe a Moldovei (n. 1938)
- 6 decembrie: Ichirō Mizuki, cântăreț, compozitor și actor japonez (n. 1948)
- 6 decembrie: Adolfas Šleževičius, politician lituanian (n. 1948)
- 7 decembrie: Ákos Kertész, scriitor maghiar (n. 1932)
- 9 decembrie: Ademar José Gevaerd, ufolog brazilian (n. 1962)
- 9 decembrie: Joseph Kittinger (Joseph William Kittinger Jr.), ofițer al aviației Statelor Unite (n. 1928)
- 9 decembrie: Ion Vlad, eseist, critic și teoretician literar (n. 1929)
- 11 decembrie: Florin Ciubotaru, artist plastic și profesor universitar român  (n. 1939)
- 12 decembrie: Mirosław Hermaszewski, cosmonaut polonez (n. 1941)
- 14 decembrie: Constantin Dinu, rugbyst român (n. 1945)
- 14 decembrie: Ileana Hogea-Velișcu, sinolog, profesor universitar, traducătoare de literatură chineză veche și modernă și scriitoare din România (n. 1936)
- 16 decembrie: Petre Constantin Buchwald, politician român, senator (n. 1937)
- 16 decembrie: Paul De Keersmaeker, politician belgian, membru al Parlamentului European (1974–1981), (n. 1929)
- 18 decembrie: Lando Buzzanca, actor italian de filme (n. 1935)
- 19 decembrie: Mircea Dușa, politician român (n. 1955)
- 22 decembrie: Carmen Dobrescu,  regizoare română, director al Operei din Brașov (n. 1933)
- 23 decembrie: Maxi Jazz (n. Maxwell Alexander Fraser), muzician, rapper, cântăreț, compozitor și DJ britanic (n. 1957)
- 23 decembrie: Alexandru Nacu, specialist în psihiatrie din R. Moldova, membru de onoare al Academiei de Științe a Moldovei (n. 1929)
- 23 decembrie: Philippe Streiff, pilot francez de Formula 1 (n. 1955)
- 25 decembrie: Robert Frimtzis, inginer american, activist în domeniul călătoriilor în spațiul cosmic (n. 1930)
- 25 decembrie: Bogusław Litwiniec, politician polonez, membru al Parlamentului European (2004), (n. 1931)
- 27 decembrie: Jo Mersa Marley, artist reggae jamaican (n. 1991)
- 28 decembrie: Philomena Franz, interpretă și culegătoare de folclor romă și supraviețuitoare a Holocaustului (n. 1922)
- 29 decembrie: Sorin Adam, pictor și grafician român (n. 1968)
- 29 decembrie: Eduard Artemiev, compozitor rus de muzică de film și electronică (n. 1937)
- 29 decembrie: Miroslav Číž, politician slovac, membru al Parlamentului European (2019–2022), (n. 1954)
- 29 decembrie: Ruggero Deodato, scenarist, actor și regizor de film, italian (n. 1939)
- 29 decembrie: Maximilian, Margraf de Baden, nobil german, șeful Casei ducale de Baden (1963–2022), (n. 1933)
- 29 decembrie: Pelé (Edson Arantes do Nascimento), fotbalist brazilian (n. 1940)
- 29 decembrie: Edgar Savisaar, politician eston (n. 1950)
- 29 decembrie: Vivienne Westwood (n. Vivienne Isabel Swire), designer de modă și femeie de afaceri engleză (n. 1941)
- 30 decembrie: Oleksandr Matsievskyi, membru al Forțelor Terestre ucrainene și de facto executat de soldații ruși în timpul bătăliei de la Bakhmut în invazia rusă a Ucrainei la începutul lunii martie 2023 (n. 1980)
- 30 decembrie: Janez Zemljarič, politician sloven, prim-ministru al Republicii Slovene (1980–1984), (n. 1928)
- 30 decembrie: Barbara Walters (Barbara Jill Walters), jurnalistă și personalitate de televiziune americană (n. 1929)
- 31 decembrie: Serghei Bautin,  jucător rus de hochei pe gheață (n. 1967)
- 31 decembrie: Benedict al XVI-lea (n. Joseph Aloisius Ratzinger), prelat catolic, al 265-lea papă al Bisericii romano-catolice (2005–2013), (n. 1927)
- 31 decembrie: Adam Puslojić,  poet și traducător sârb (n. 1943)

### Nedatate
- ianuarie: Peter Joosten, cântăreț olandez (n. 1944)
- august: Corey Yuen, regizor din Hong Kong (n. 1951)
- octombrie: Allan Wood, înotător australian (n. 1943)
- Elarie Ciupală, medic și deputat român în legislatura 1990-1992, ales în județul Brăila pe listele partidului FSN  (n. 1941)
- Sorin Teju, deputat român, ales în 2012 din partea Partidului Național Liberal (n. 1965)
- Gavrilă Vasilescu, senator român în legislatura 2004-2008 ales în județul Botoșani pe listele partidului PUR care s-a transformat în PC în mai 2005 (n. 1946)
- Paul LaViolette, om de stiință american creator al teoriei cineticii subcuantice ca o nouă abordare a teoriei câmpului unificat din fizică (n. 1948)

### Galeria celor decedați în 2022

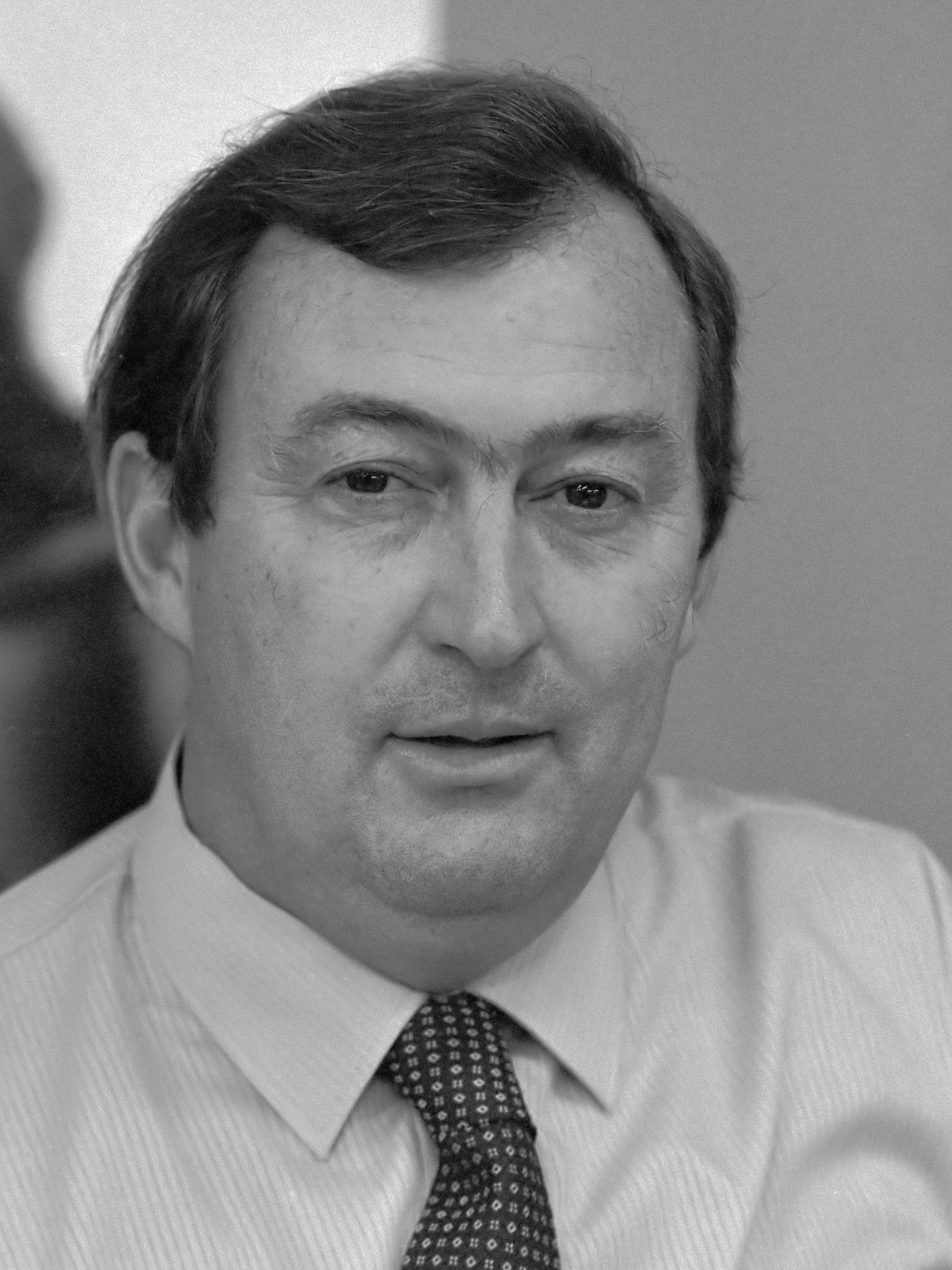
2 ianuarie: Richard Leakey, om politic, paleoantropolog și militant ecologist din Kenya
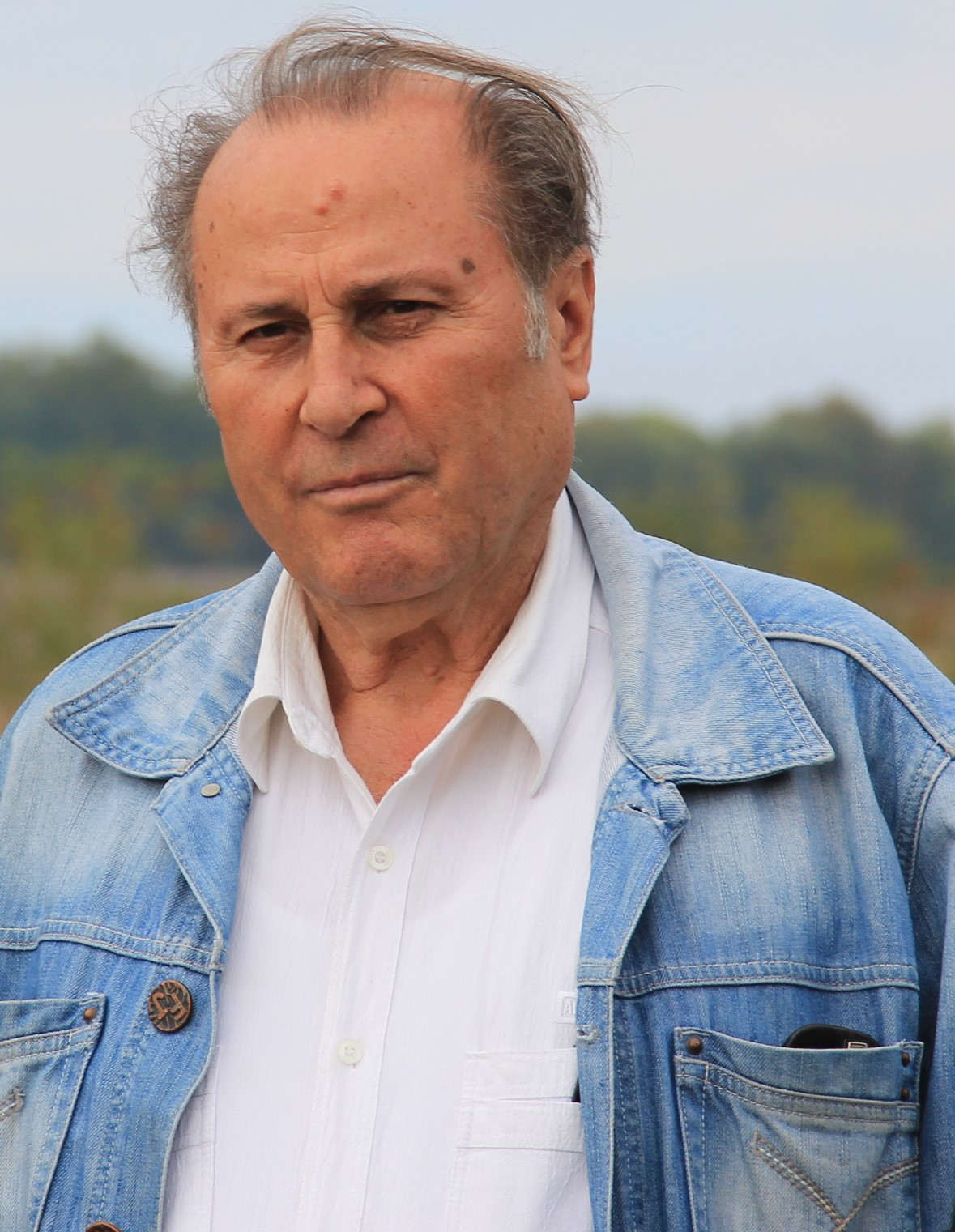
2 ianuarie: Ion Niculiță, istoric și profesor din Republica Moldova
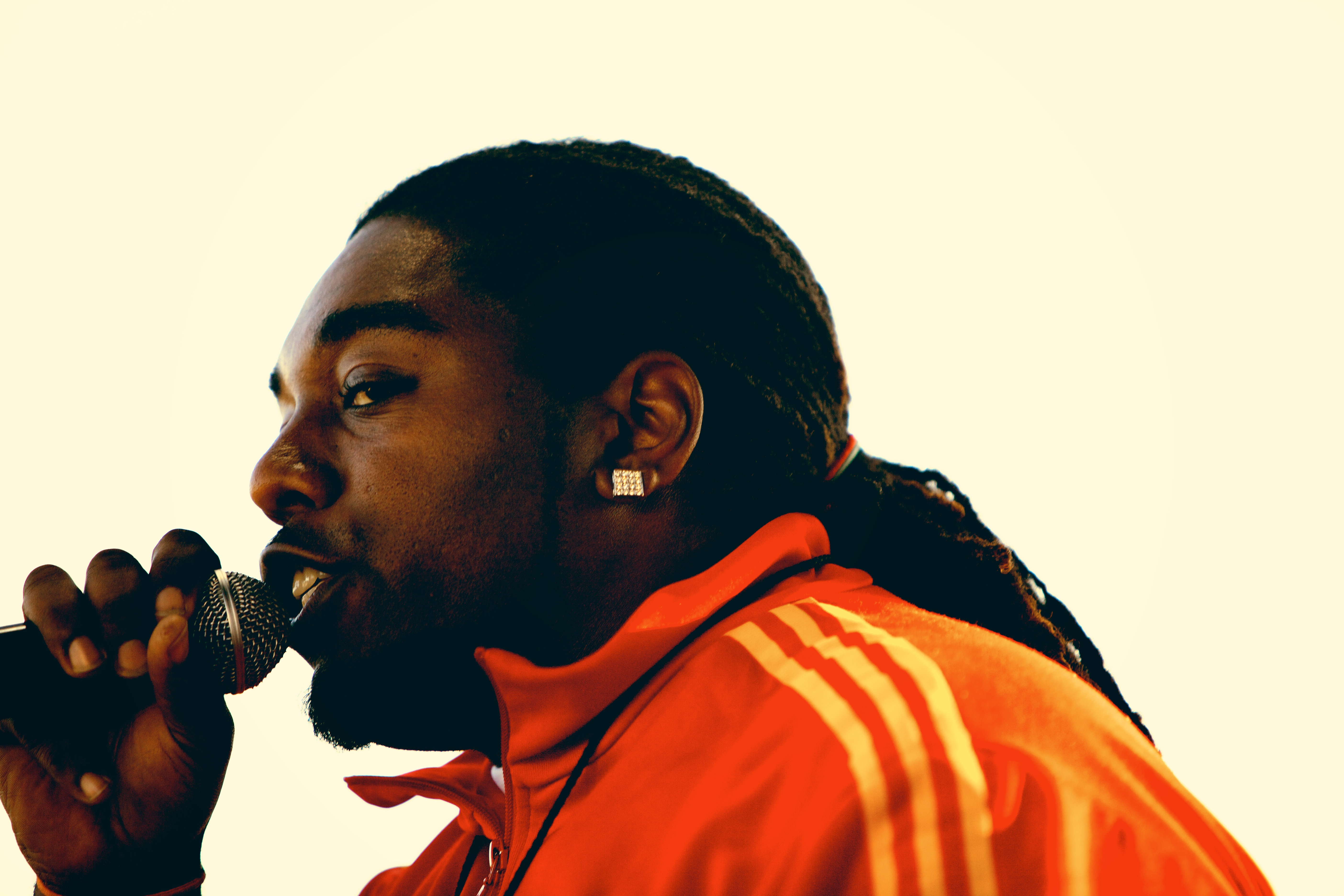
2 ianuarie: Traxamillion, rapper american
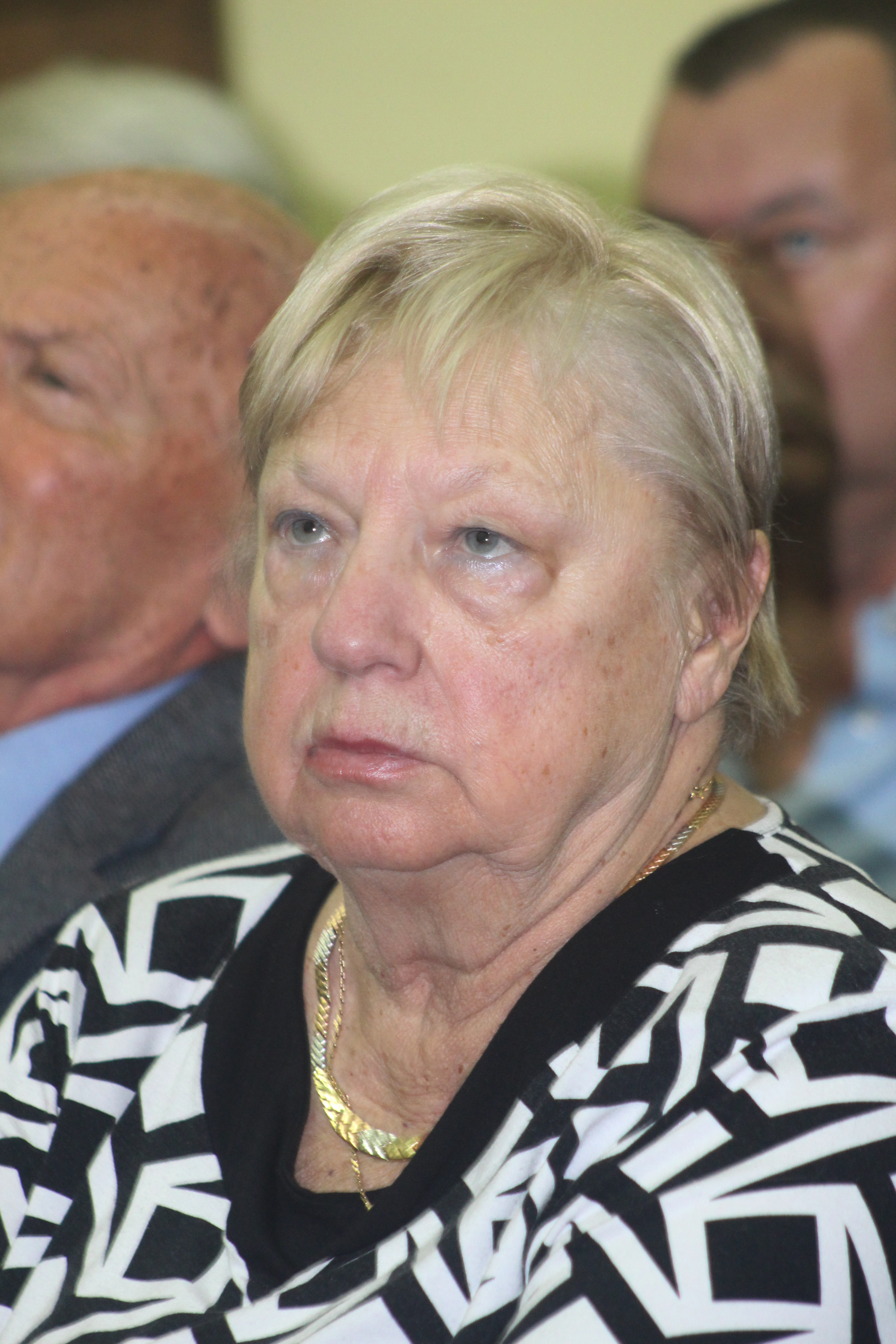
5 ianuarie: Olga Szabó-Orbán, scrimeră română, dublă campioană mondială
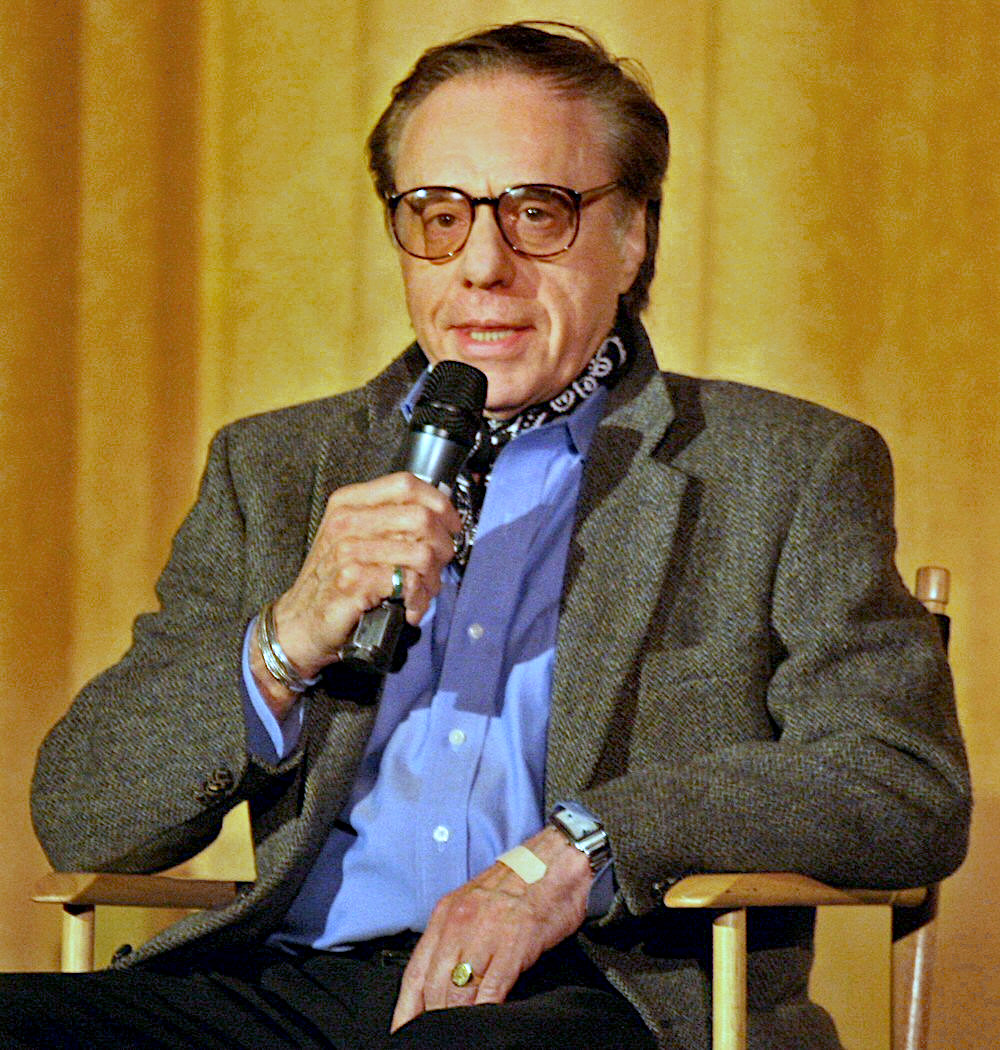
6 ianuarie: Peter Bogdanovich, regizor, scenarist, actor, producător, critic și istoric de film american
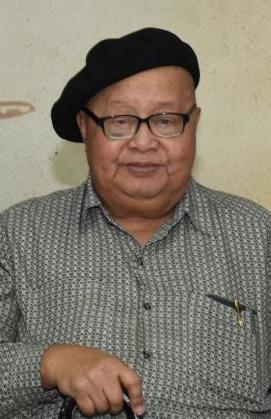
6 ianuarie: F. Sionil José, scriitor filipinez
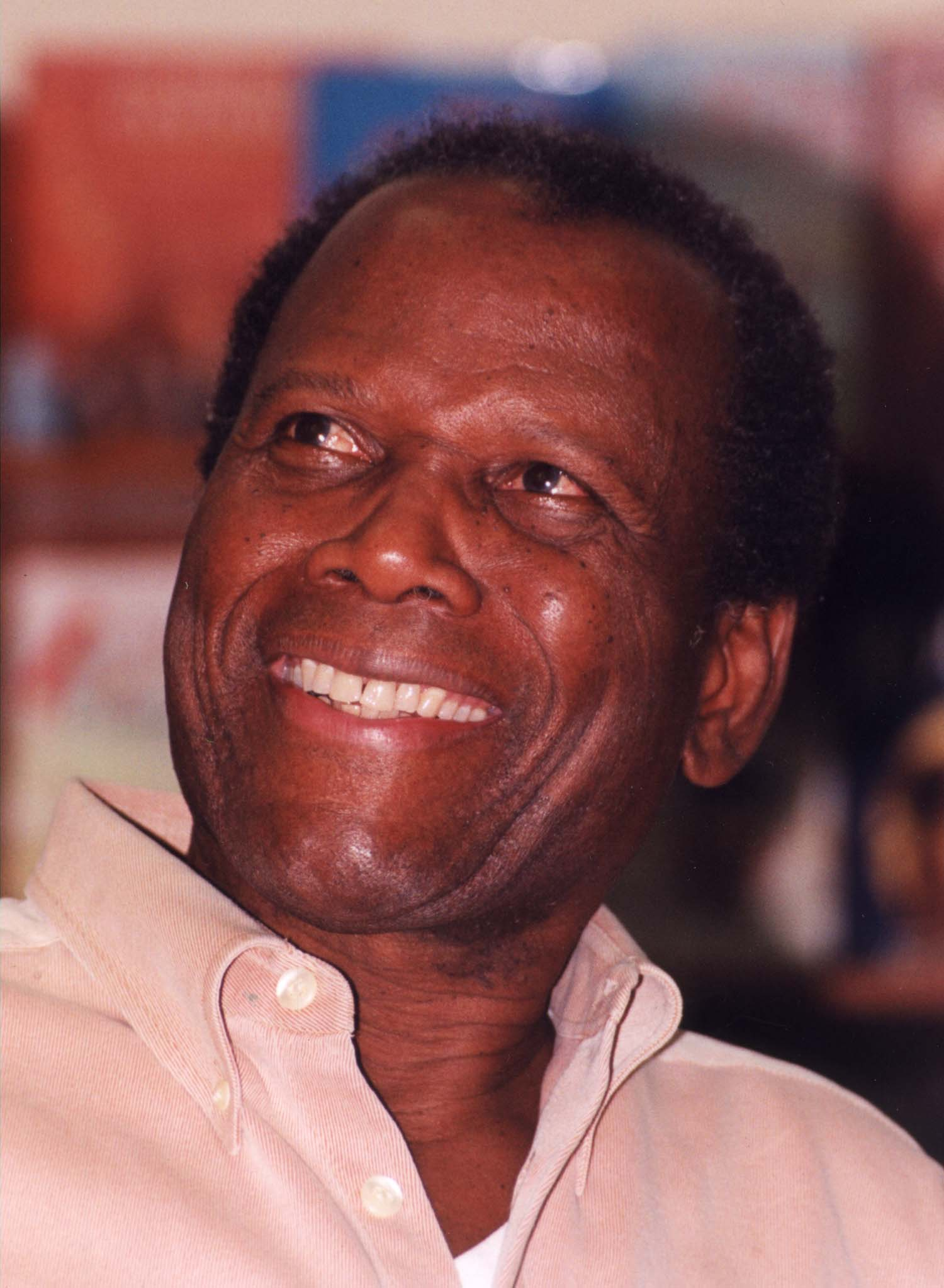
6 ianuarie: Sidney Poitier, actor american de film și politician
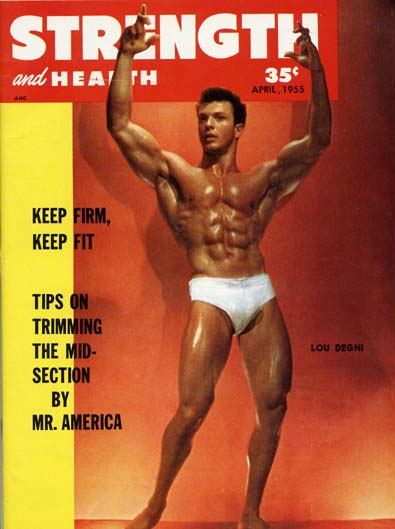
7 ianuarie: Mark Forest, bodybuilder și actor american
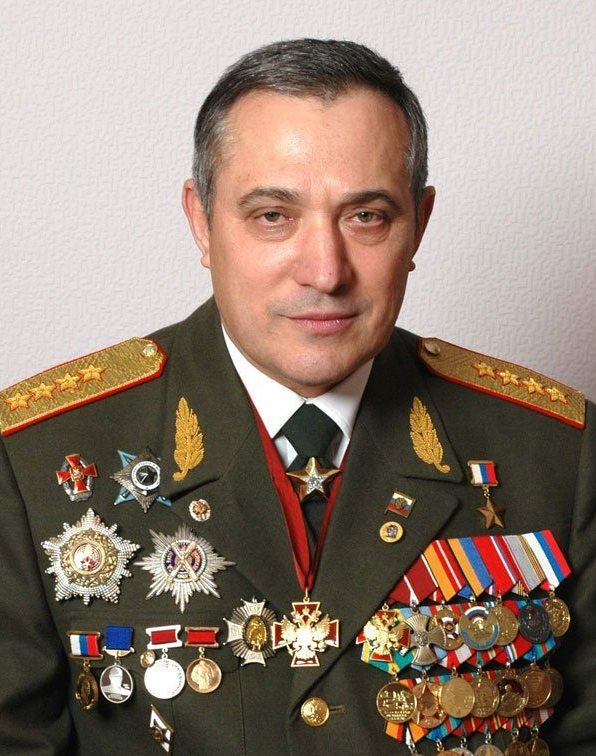
7 ianuarie: Anatoli Kvașnin, general de armată rus, șef al Statului Major al Forțelor Militare Ruse
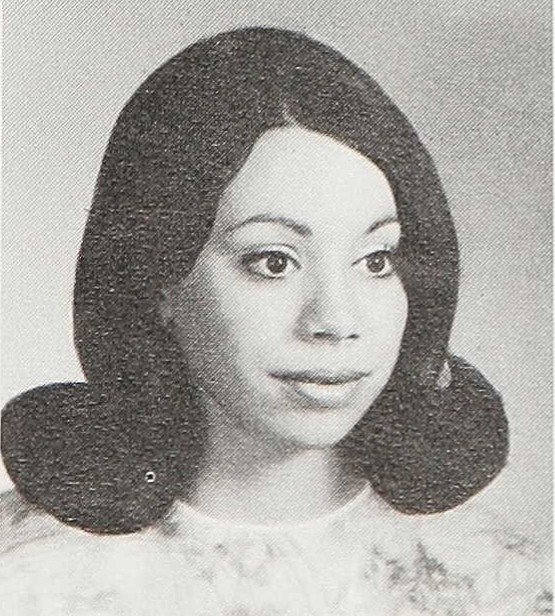
9 ianuarie: Maria Ewing, cântăreață de operă americană
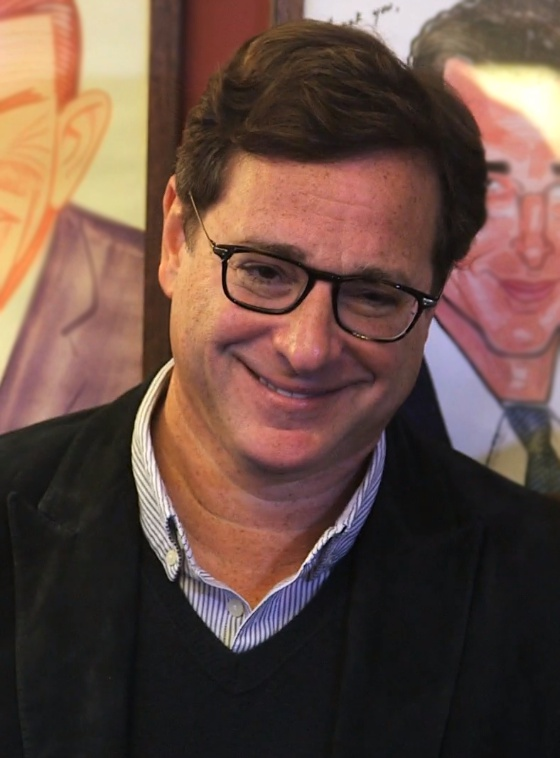
9 ianuarie: Bob Saget, actor și comedian american
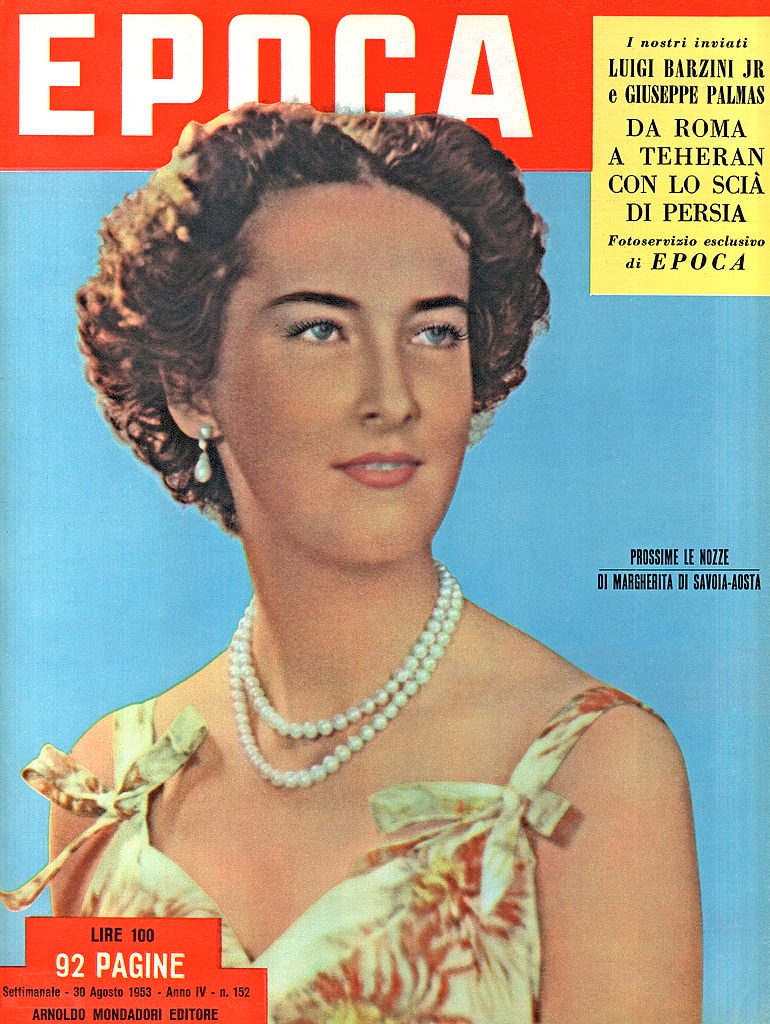
10 ianuarie: Margherita, Arhiducesa de Austria-Este, arhiducesă italiană
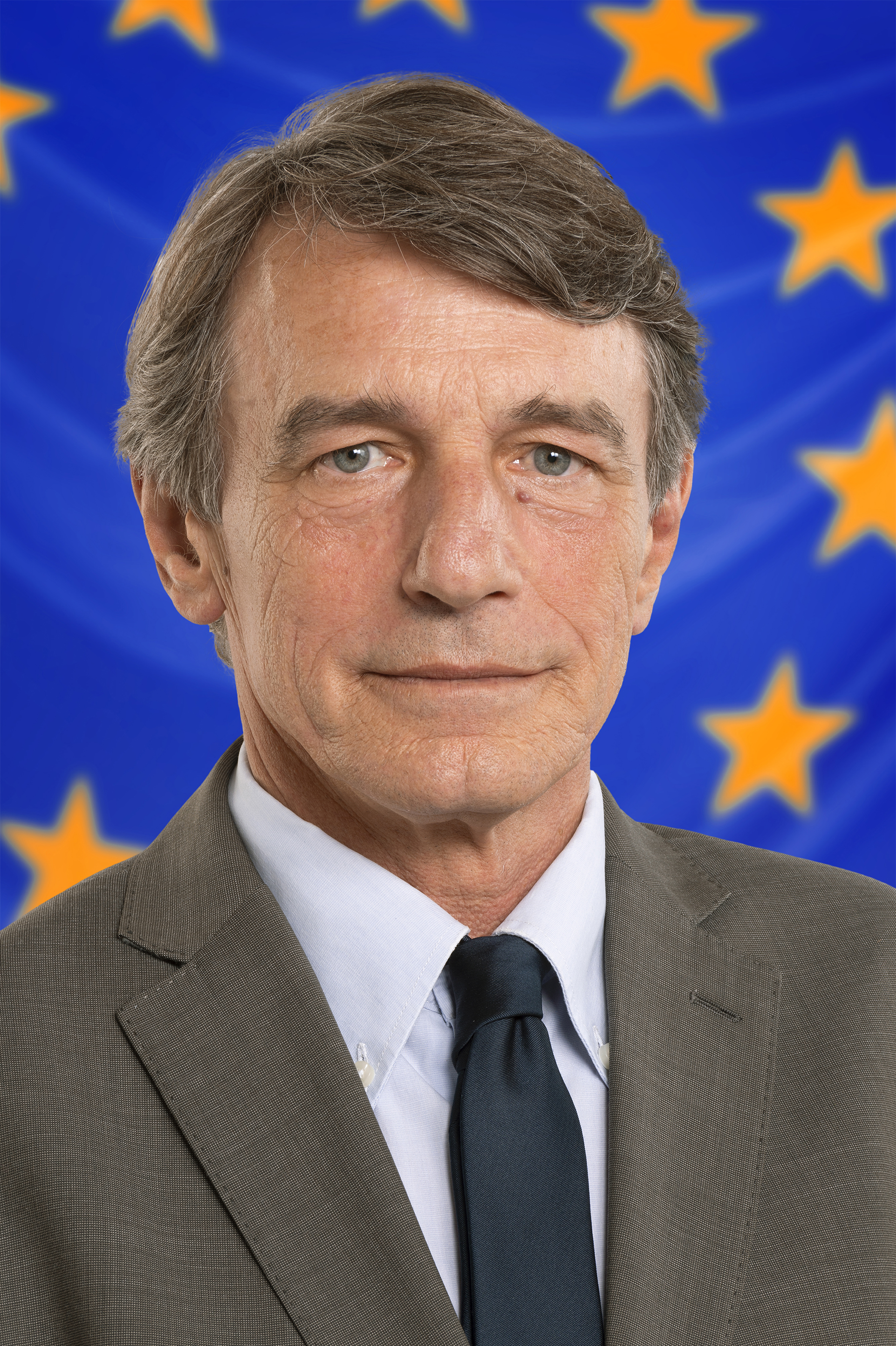
11 ianuarie: David Sassoli, politician social-democrat italian, președinte al Parlamentului European, membru al Parlamentului European
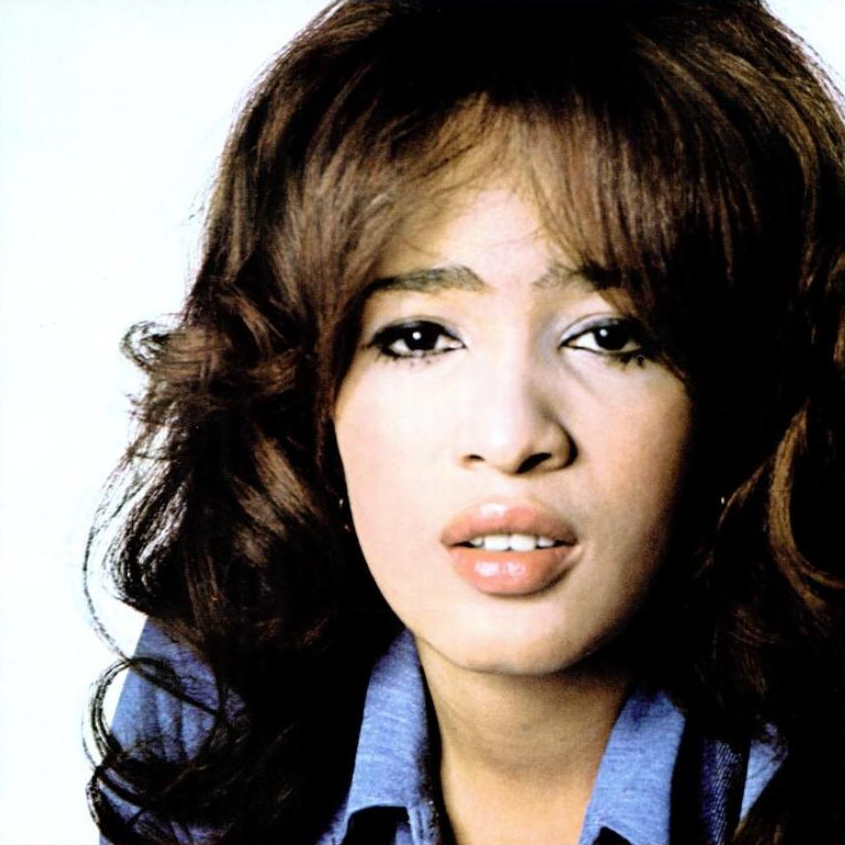
12 ianuarie: Ronnie Spector, cântăreață americană
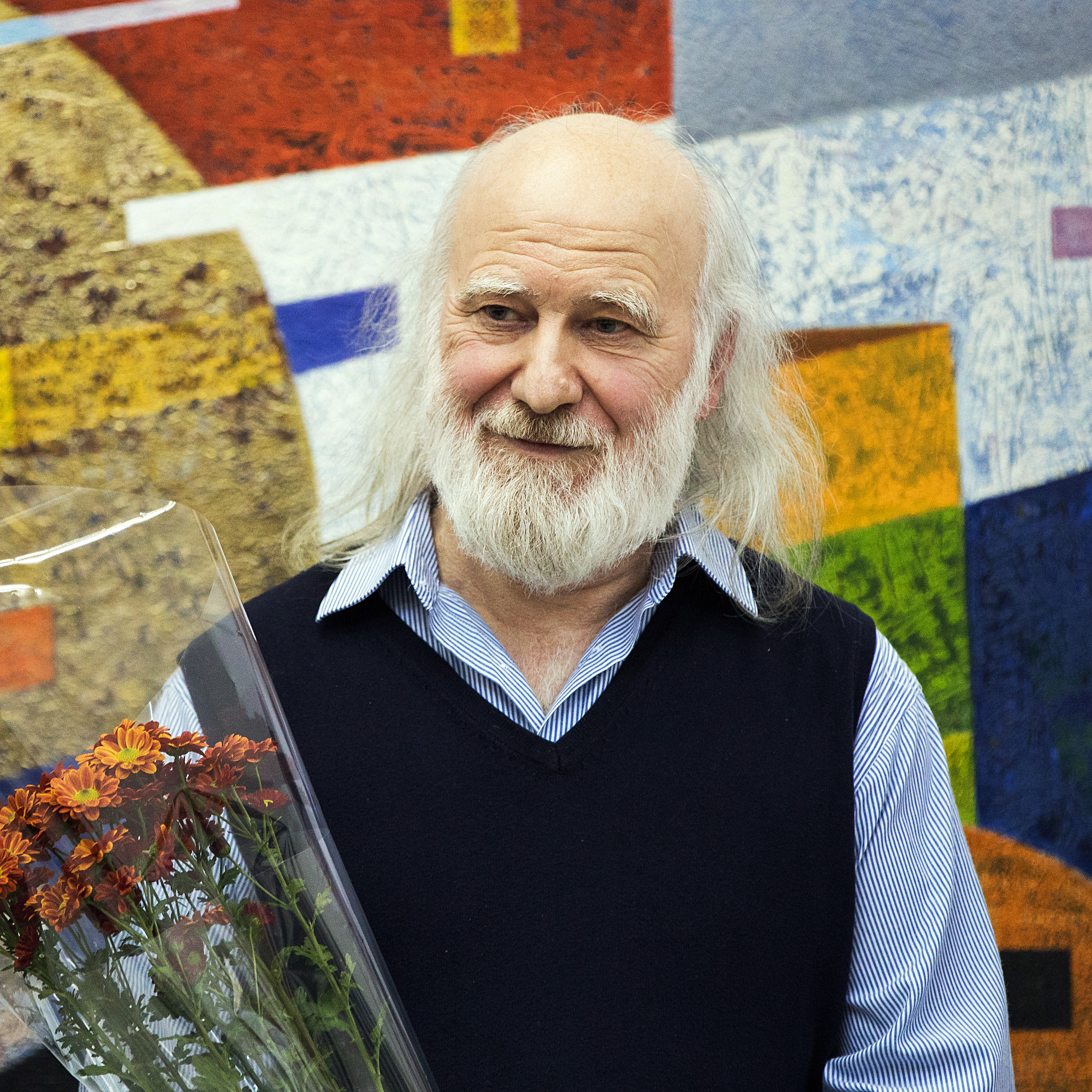
16 ianuarie: Andrei Mudrea, pictor și artist plastic român din Republica Moldova
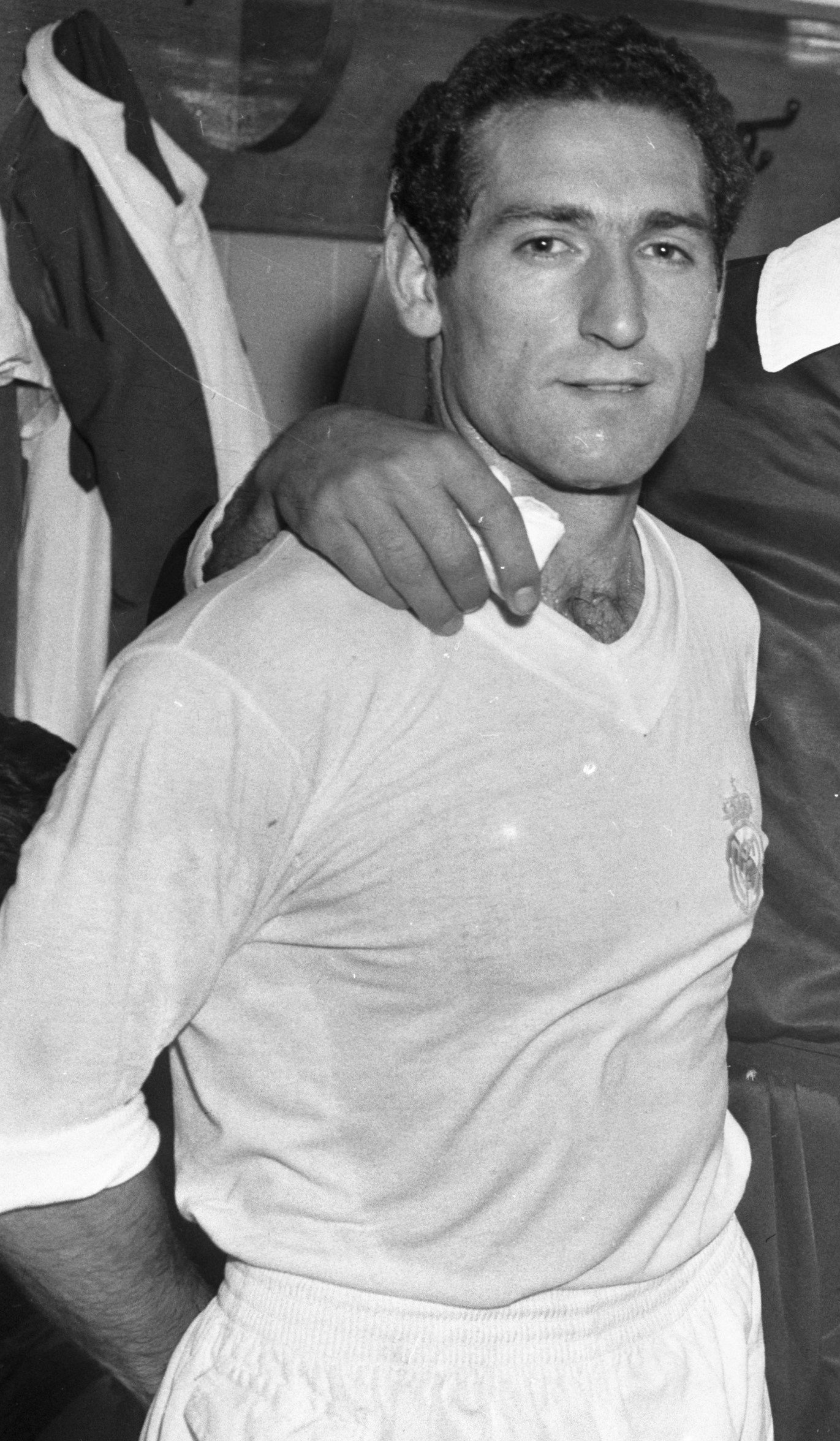
18 ianuarie: Francisco Gento, jucător și antrenor spaniol de fotbal
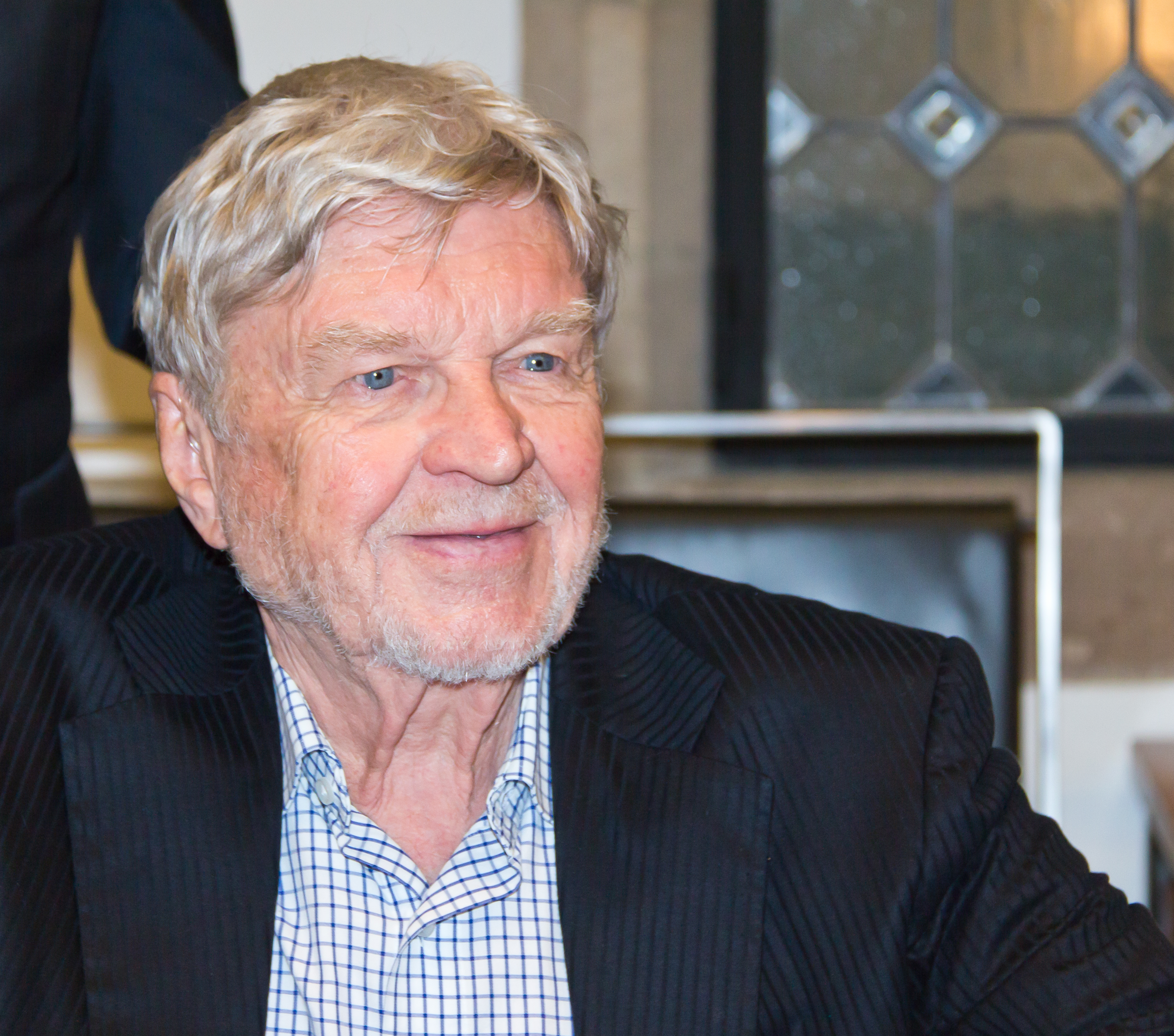
19 ianuarie: Hardy Krüger, actor german
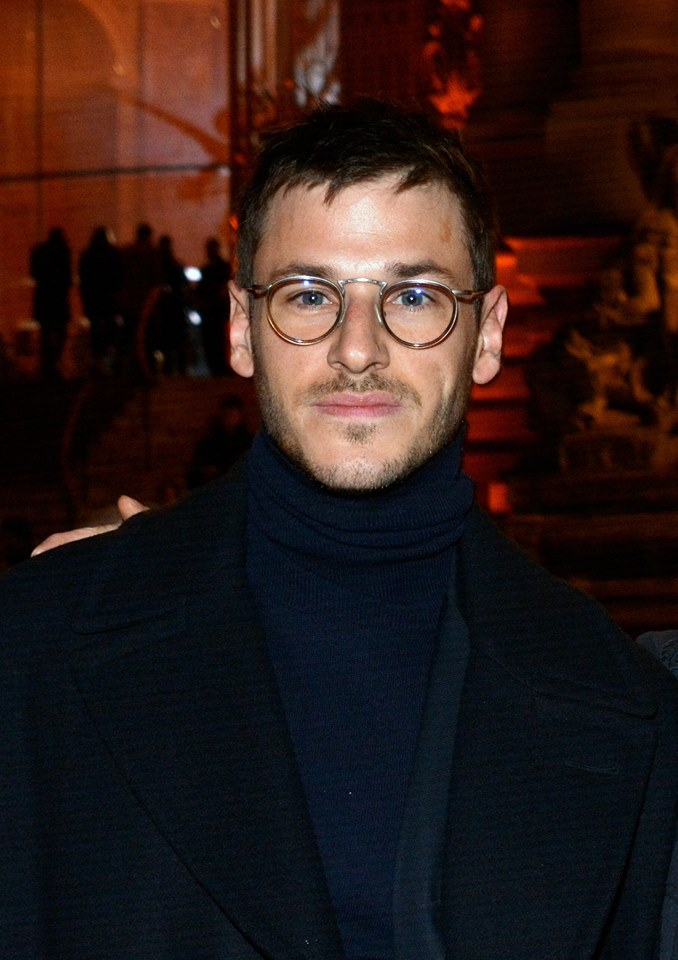
19 ianuarie: Gaspard Ulliel, actor francez
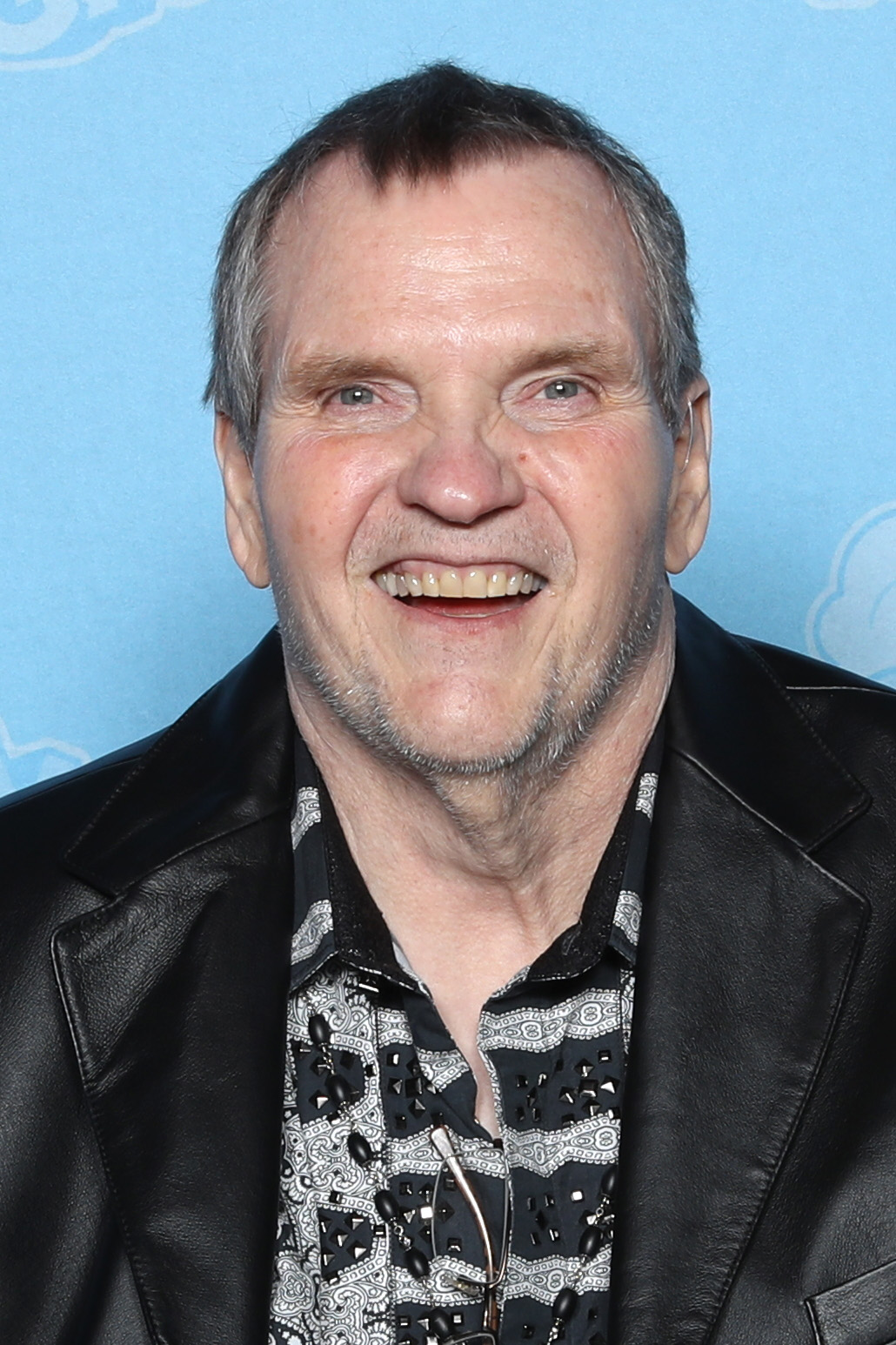
20 ianuarie: Meat Loaf, cântăreț american de rock și actor
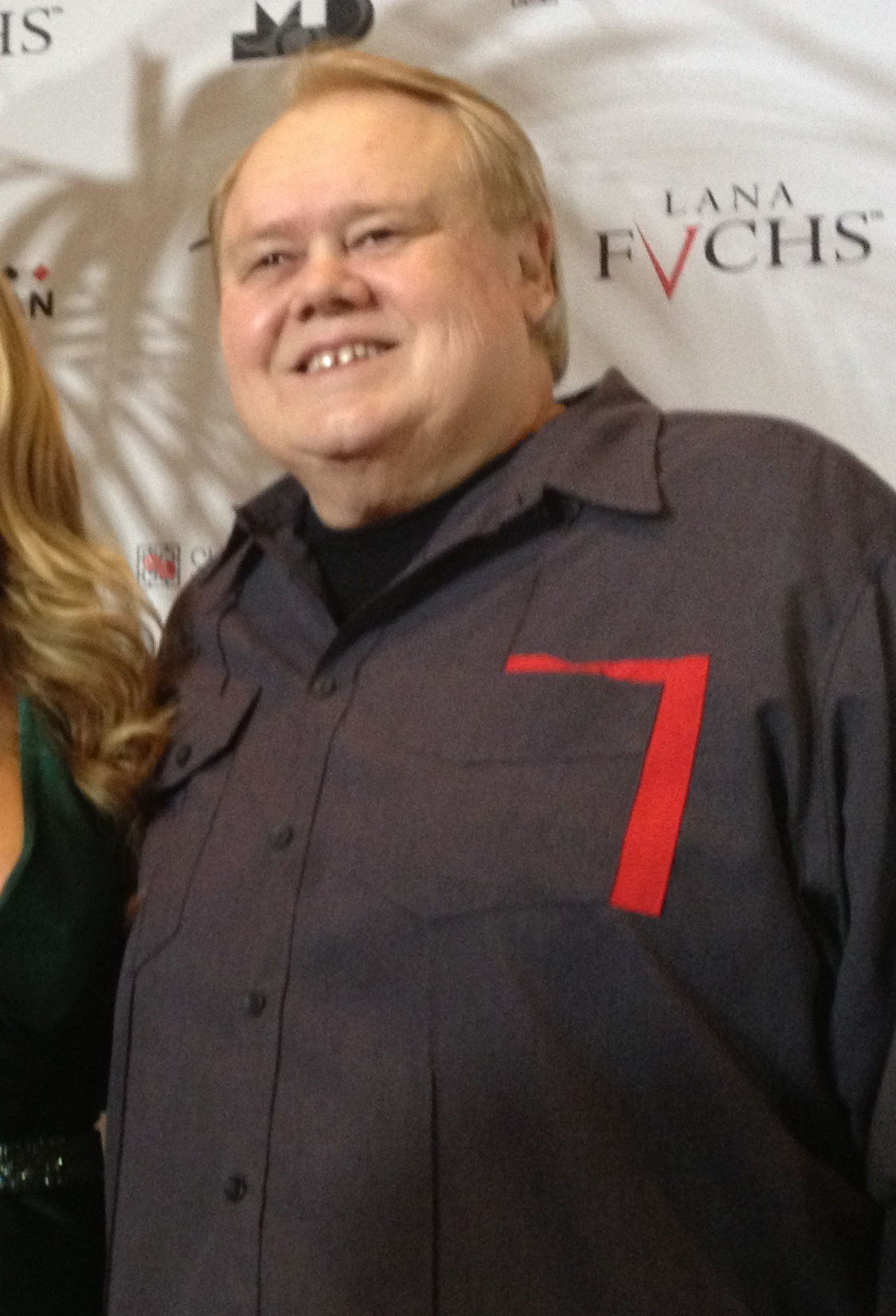
21 ianuarie: Louie Anderson, regizor, comediant și actor american cu origini scandinave
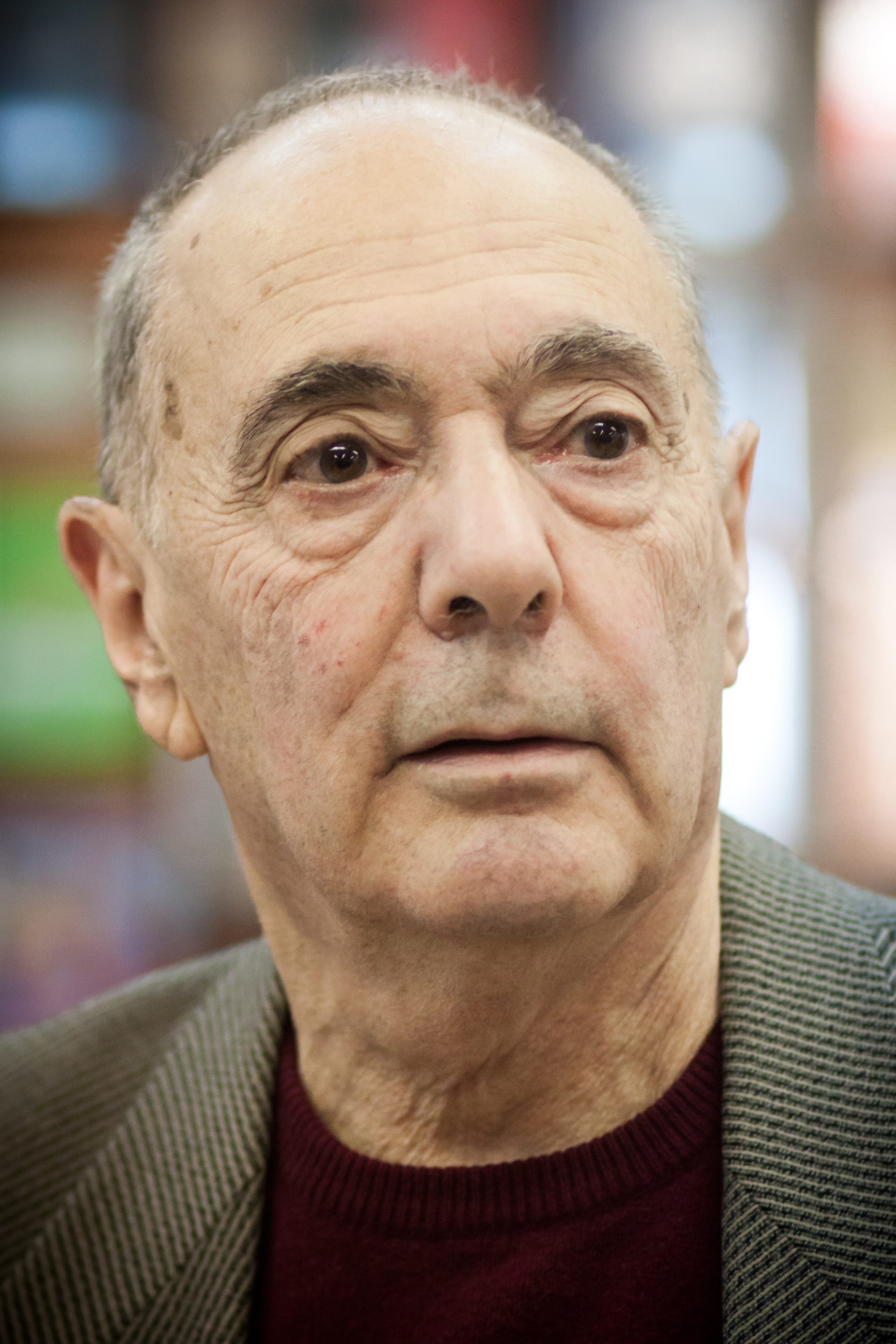
21 ianuarie: Anatoli Naiman, poet și scriitor rus
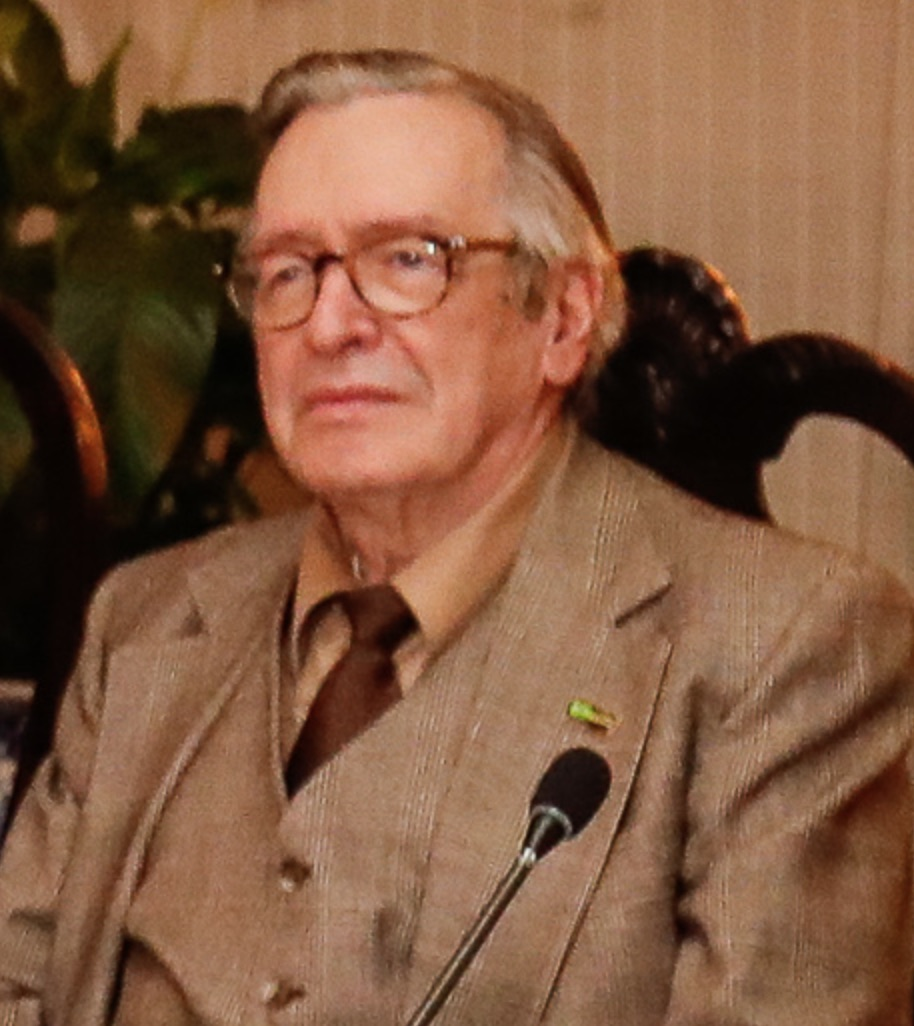
24 ianuarie: Olavo de Carvalho, polemist brazilian, filozof autopromovat, expert politic, fost astrolog, jurnalist
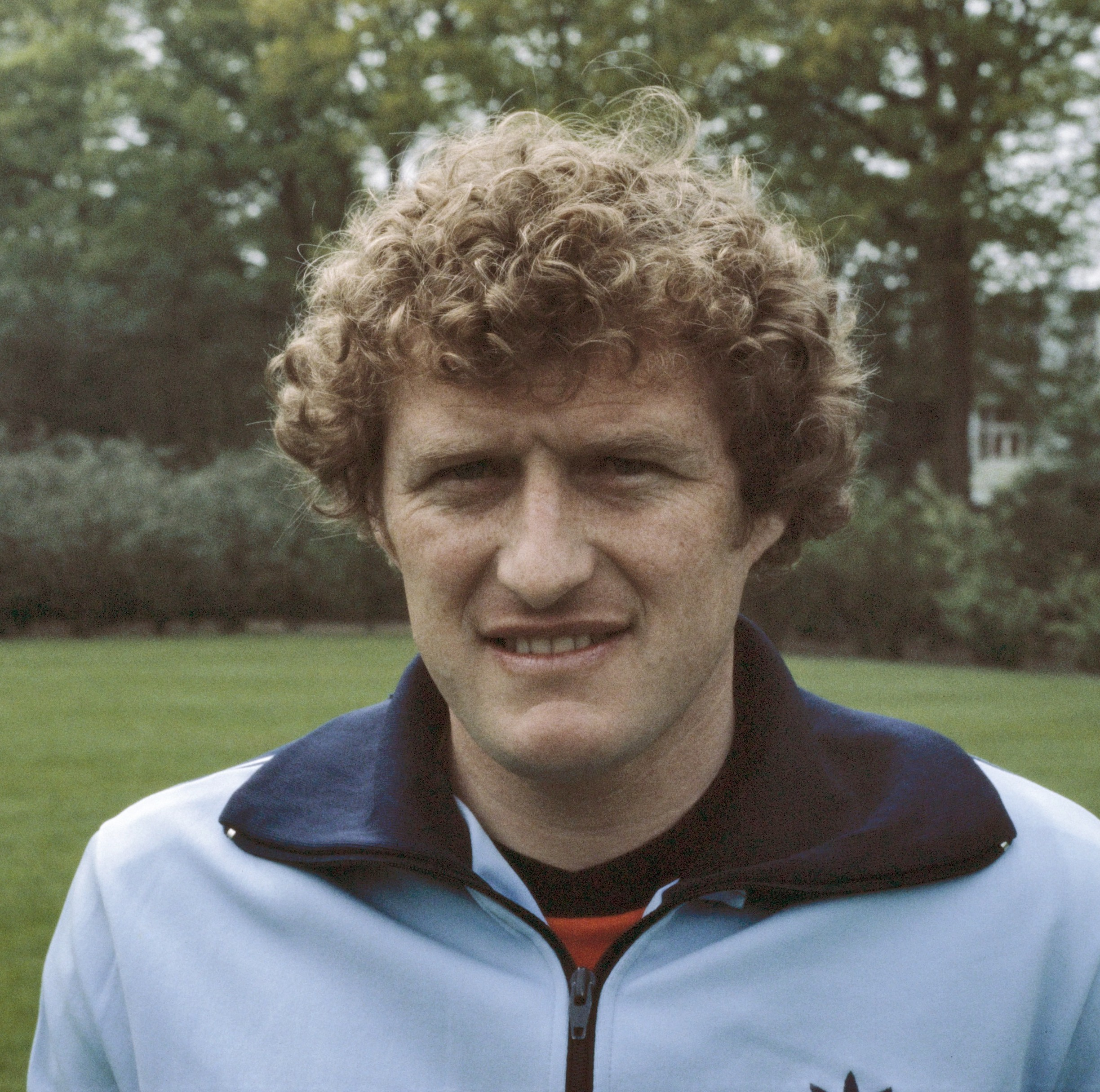
25 ianuarie: Wim Jansen, fotbalist și antrenor neerlandez
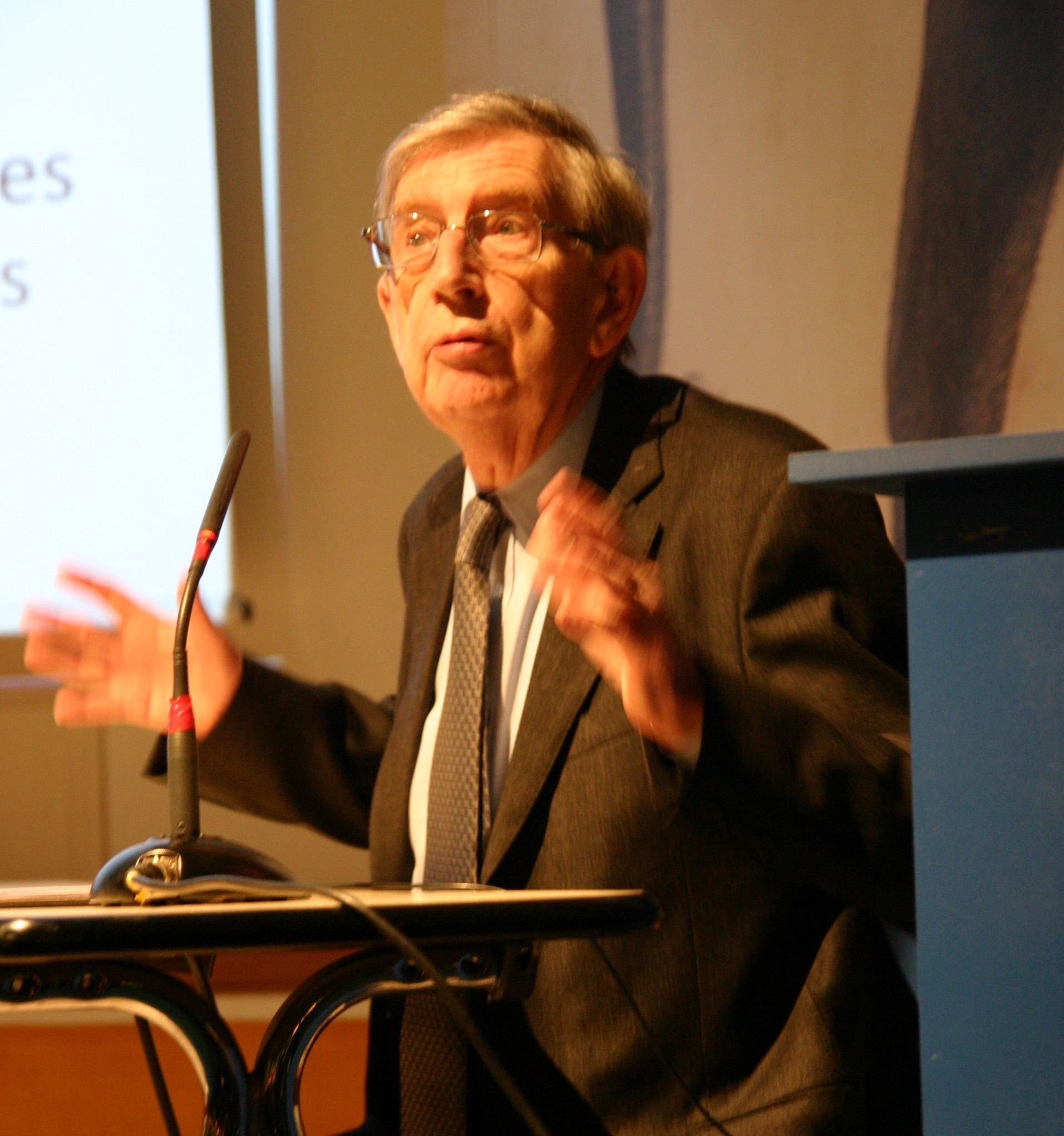
26 ianuarie: Philippe Contamine, istoric medievist francez, specializat în istorie militară și istoria nobilimii la finele evului mediu
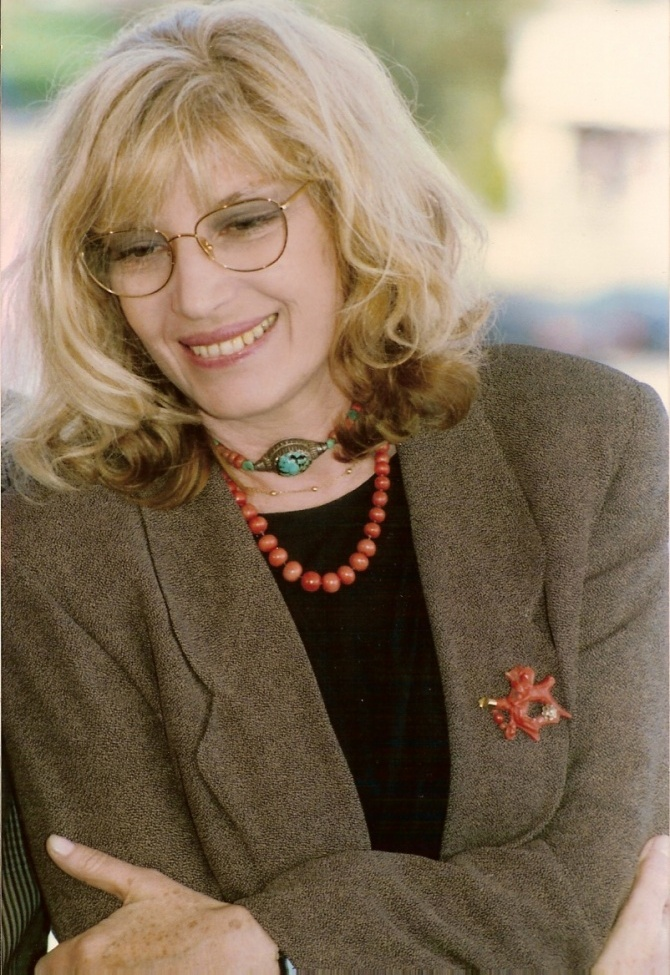
2 februarie: Monica Vitti, actriță, scenaristă și realizatoare italiană
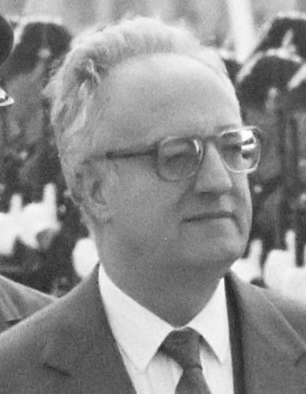
3 februarie: Christos Sartzetakis, jurist și politician grec
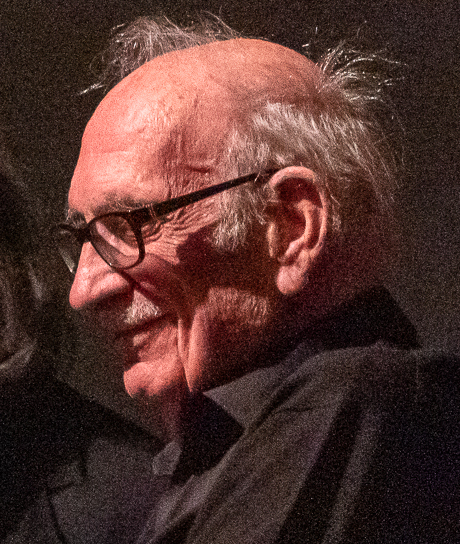
6 februarie: George Crumb, compozitor american de muzică modernă și de avangardă
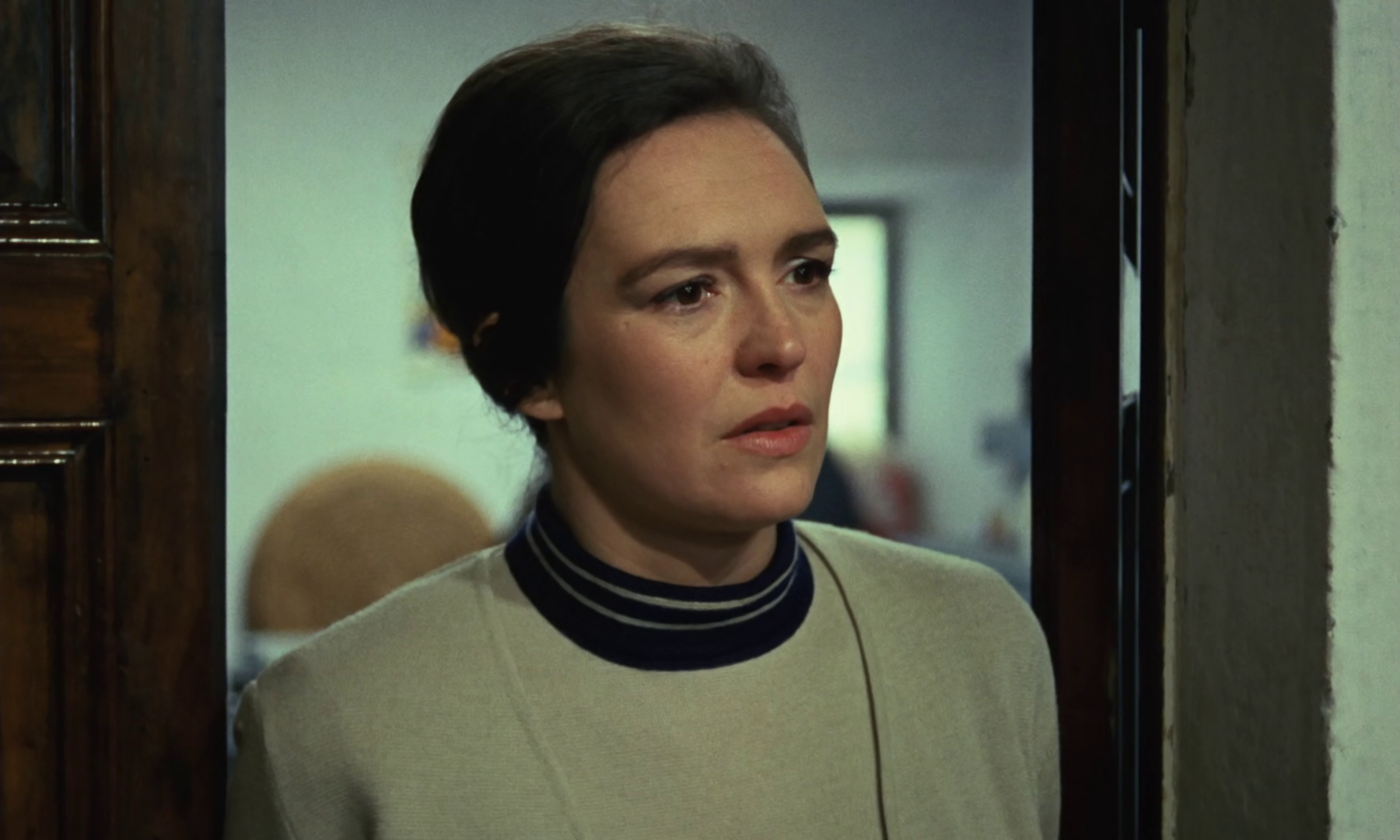
7 februarie: Margarita Lozano, actriță de origine spaniolă
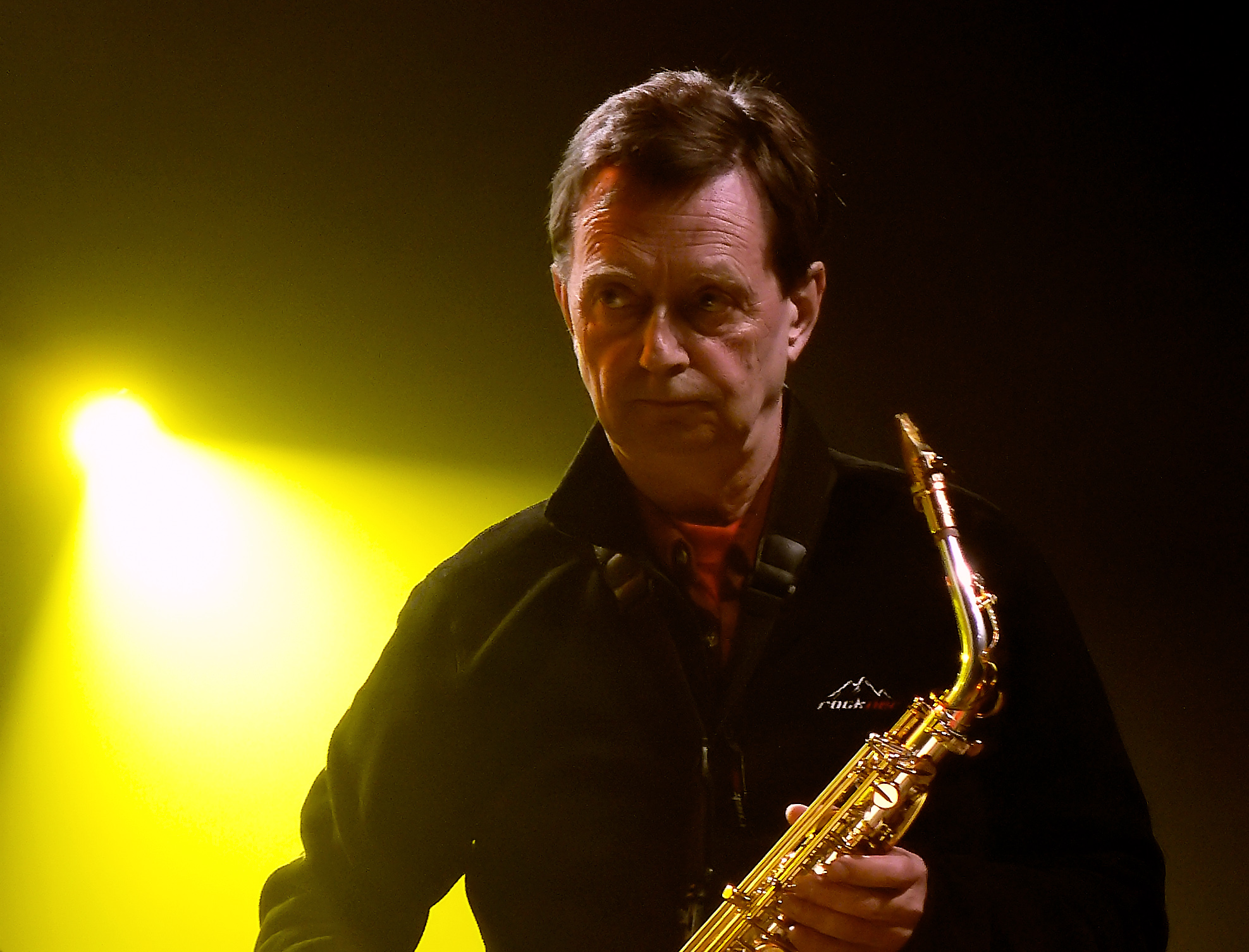
7 februarie: Zbigniew Namysłowski, saxofonist, violoncelist, trombonist, pianist și compozitor polonez
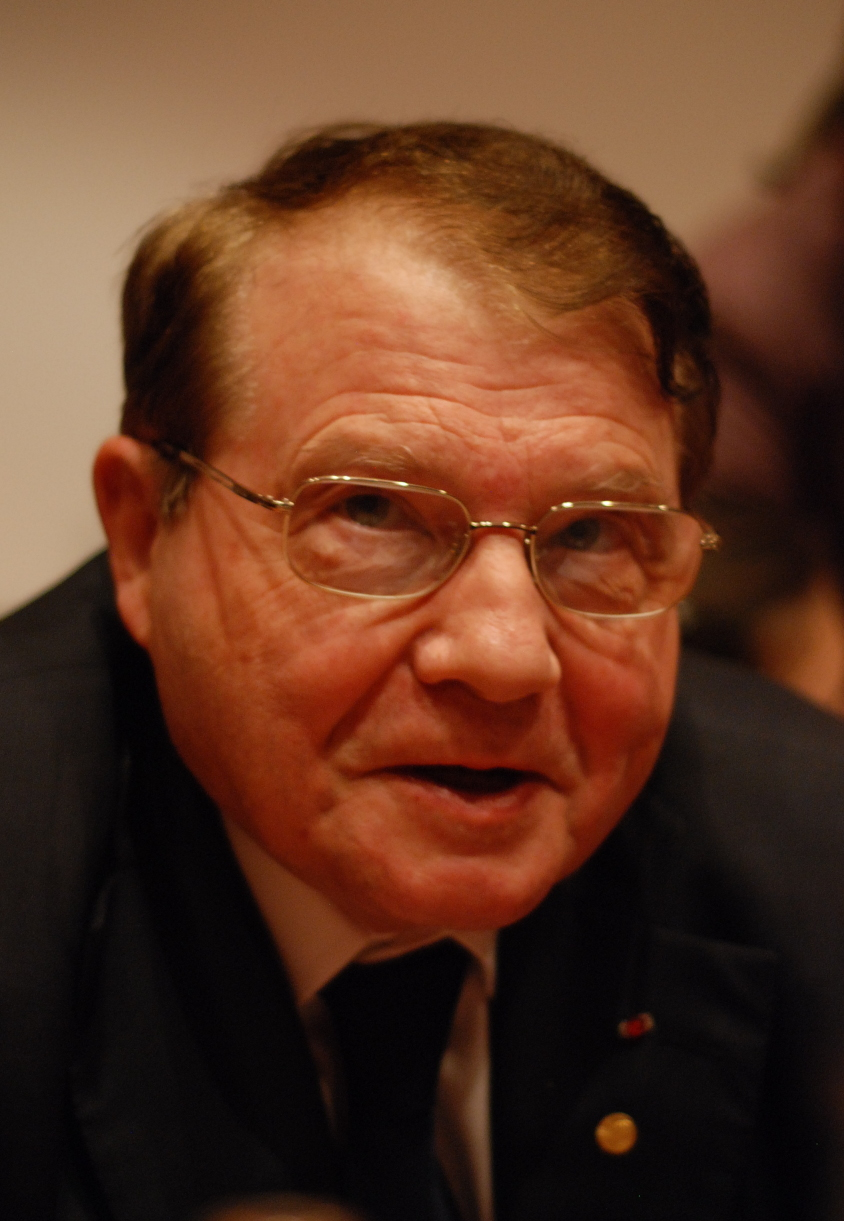
8 februarie: Luc Montagnier, medic francez, laureat al Premiului Nobel pentru Fiziologie sau Medicină
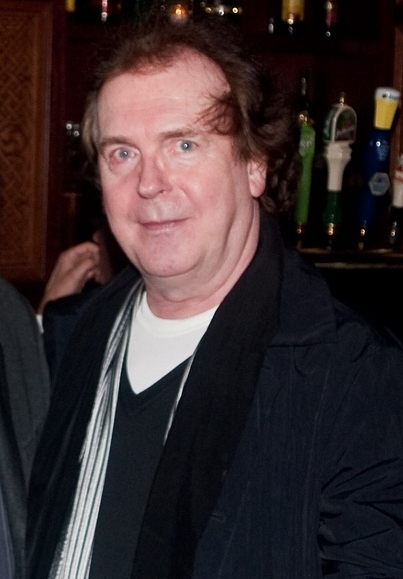
9 februarie: Ian McDonald, muzician poli-instrumentist englez (King Crimson)
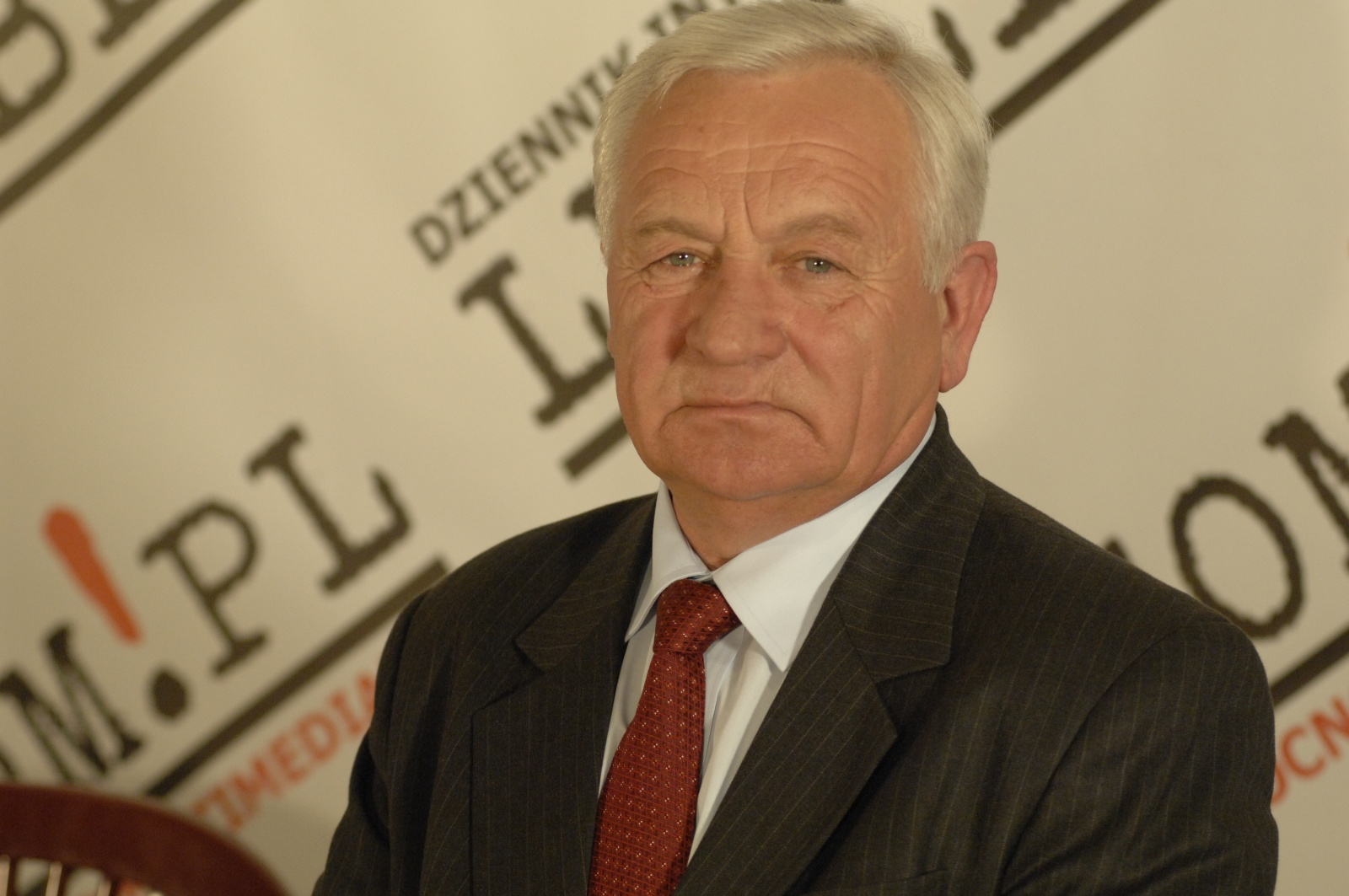
18 februarie: Zdzisław Podkański, politician polonez, membru al Parlamentului European
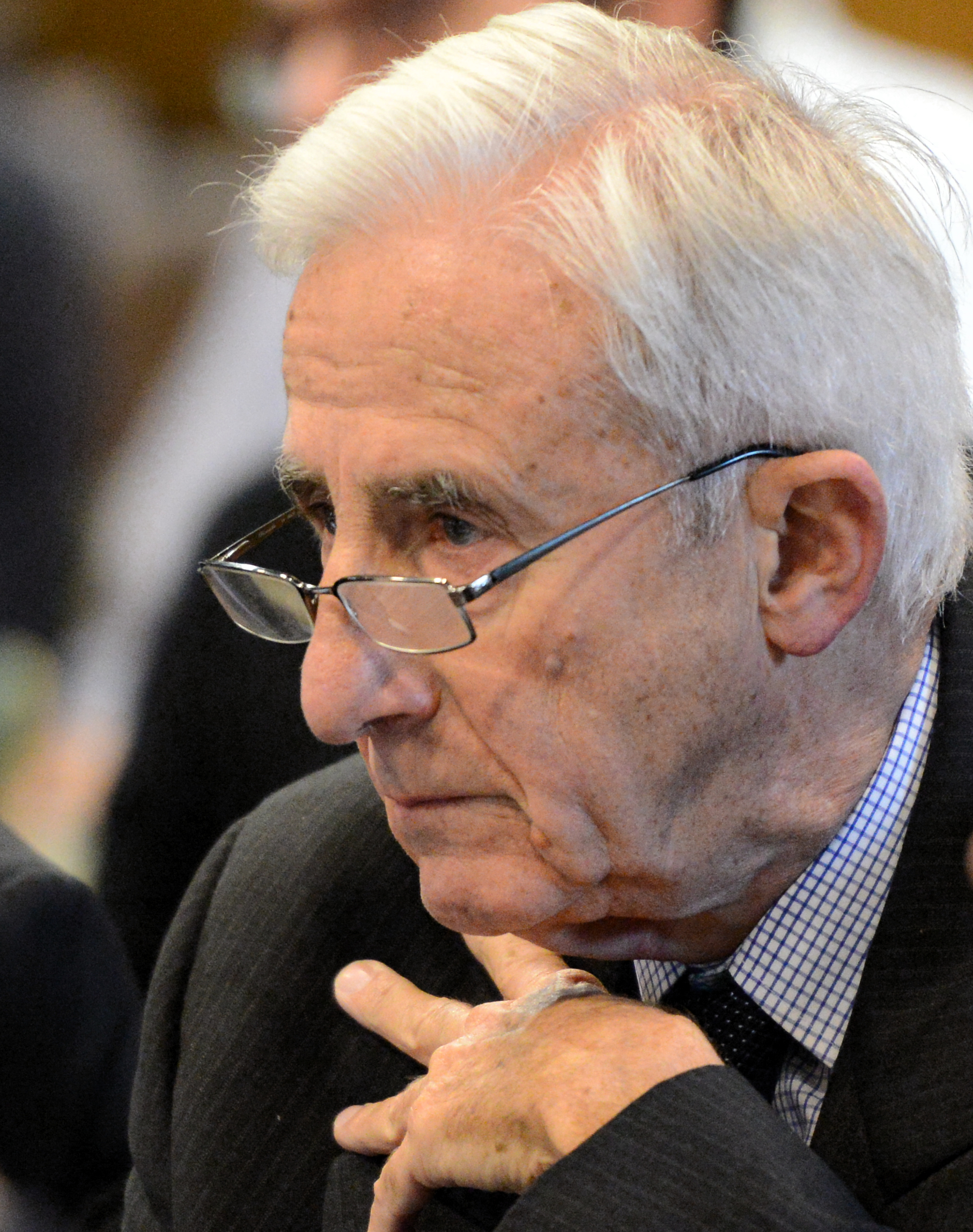
19 februarie: Jacques Poos, politician luxemburghez, membru al Parlamentului European
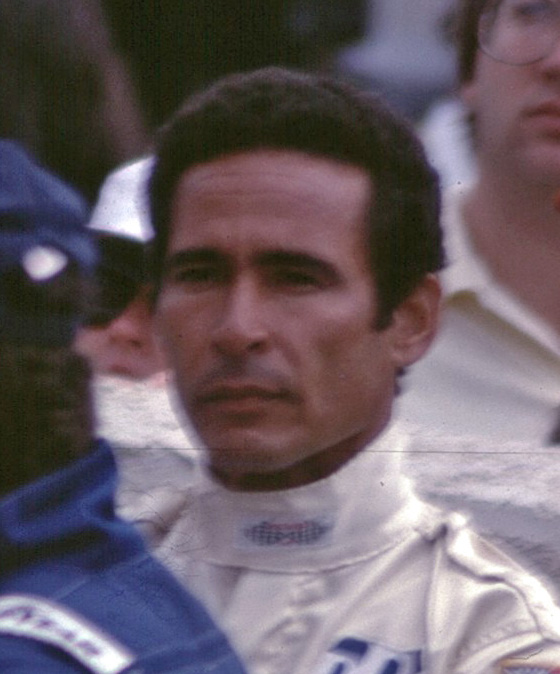
26 februarie: Danny Ongais, pilot american de Formula 1
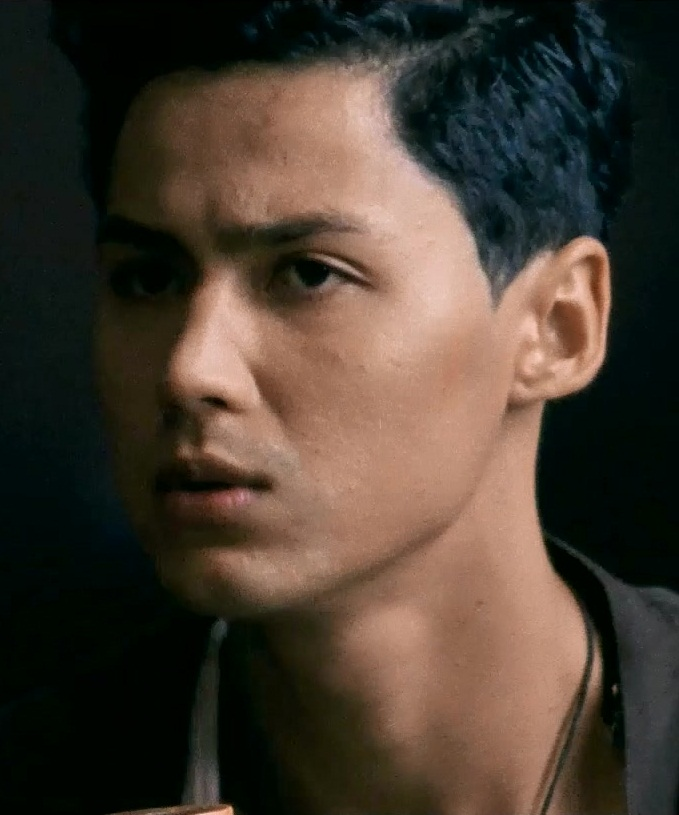
6 martie: Pavlo Lee, actor și prezentator Tv ucrainean
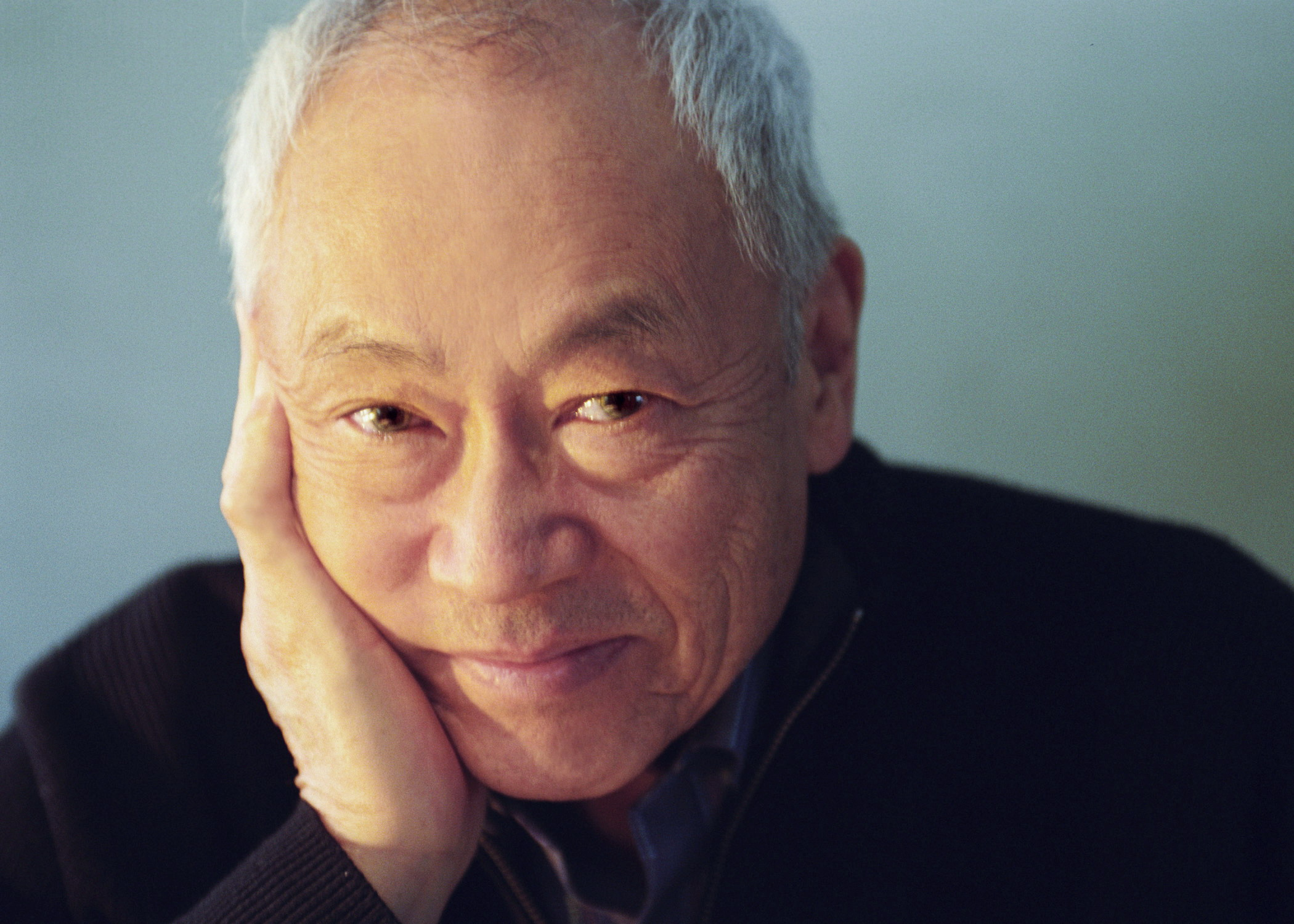
8 martie: Gyo Obata, arhitect american
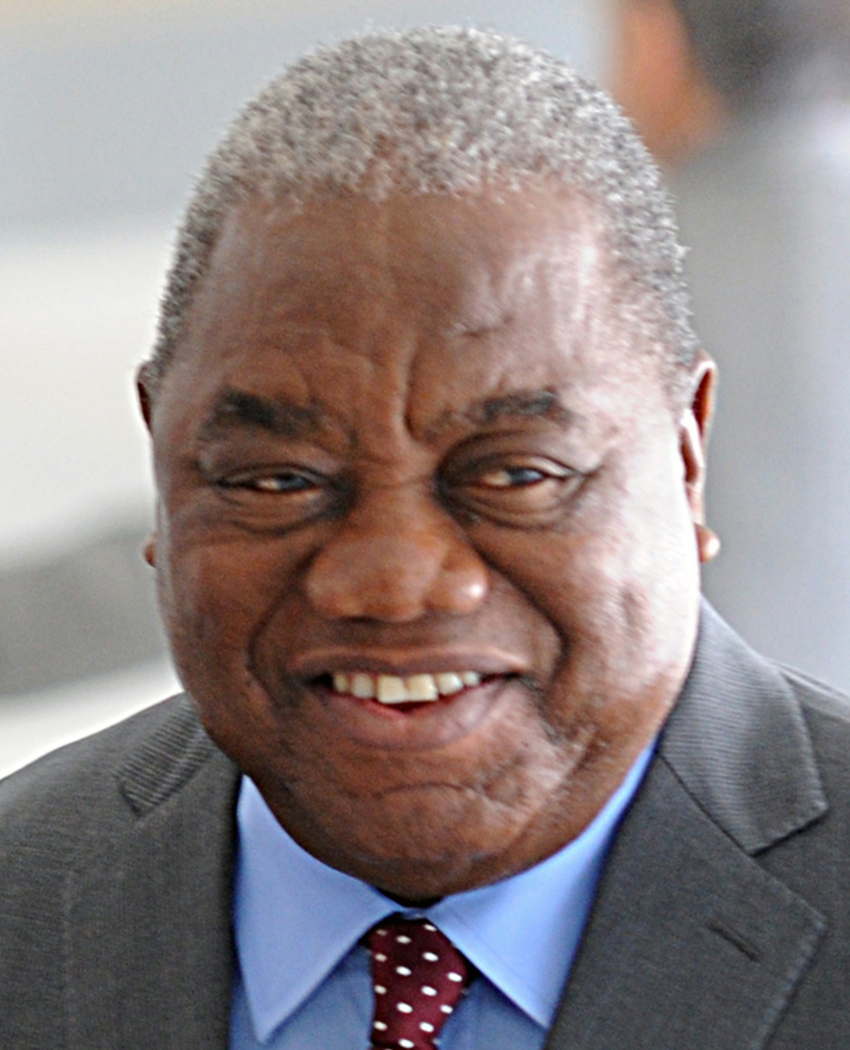
11 martie: Rupiah Banda, politican zambian, al 4-lea președinte al Republicii Zambia
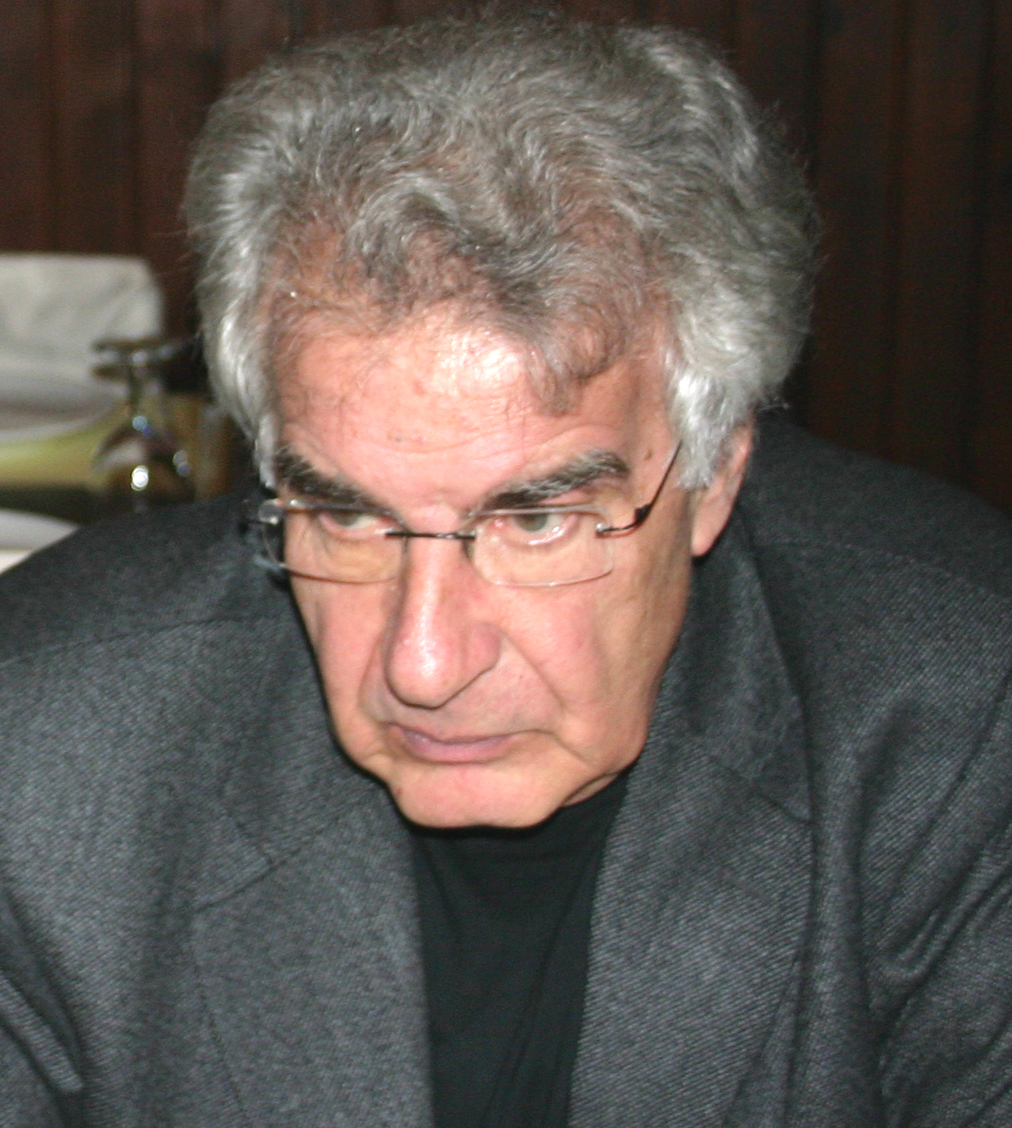
12 martie: Alain Krivine, om politic francez, membru al Parlamentului European
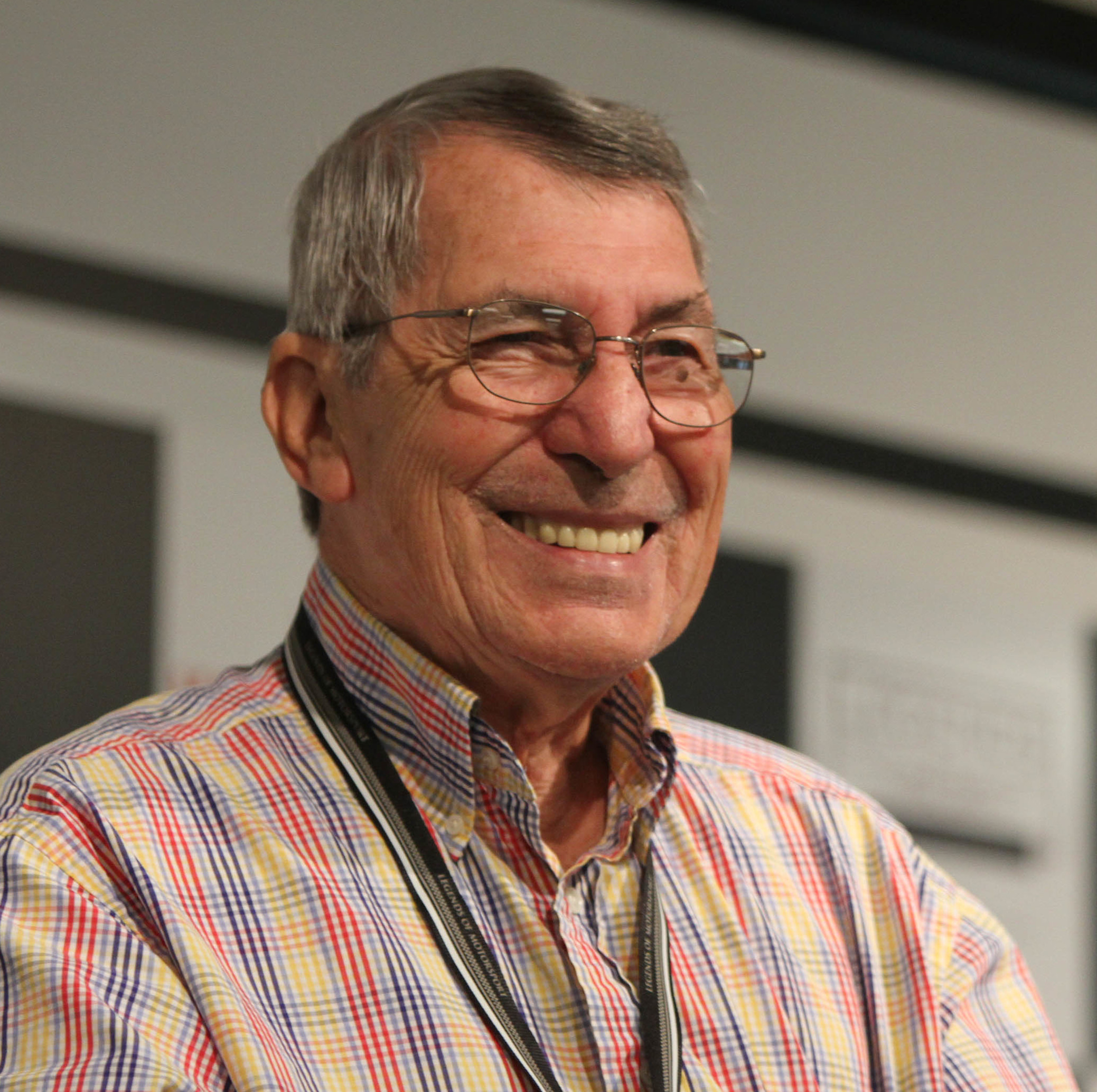
13 martie: Vic Elford, pilot englez de Formula 1 și de raliu
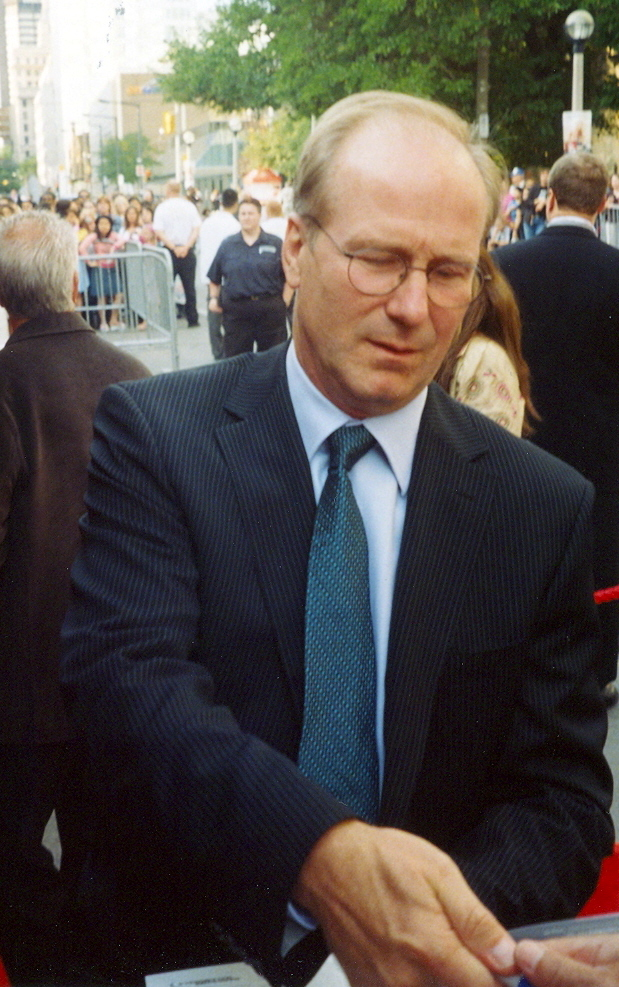
13 martie: William Hurt, actor de film american, laureat al Premiului Oscar pentru cel mai bun actor
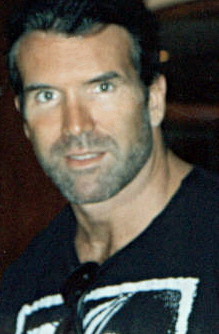
14 martie: Scott Hall, wrestler american
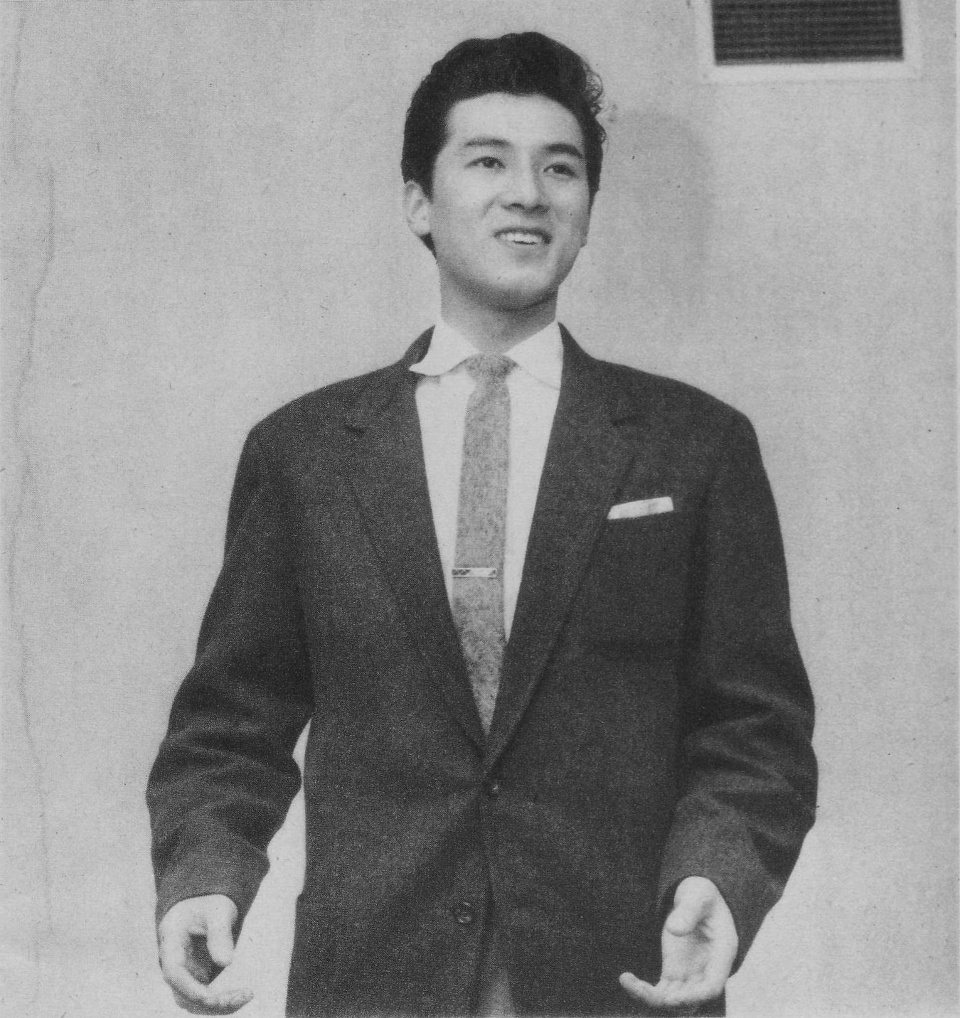
14 martie: Akira Takarada, actor japonez
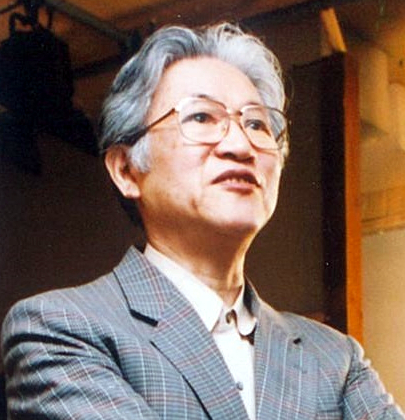
17 martie: Tadao Satō, critic de film, teoretician și istoric de film japonez
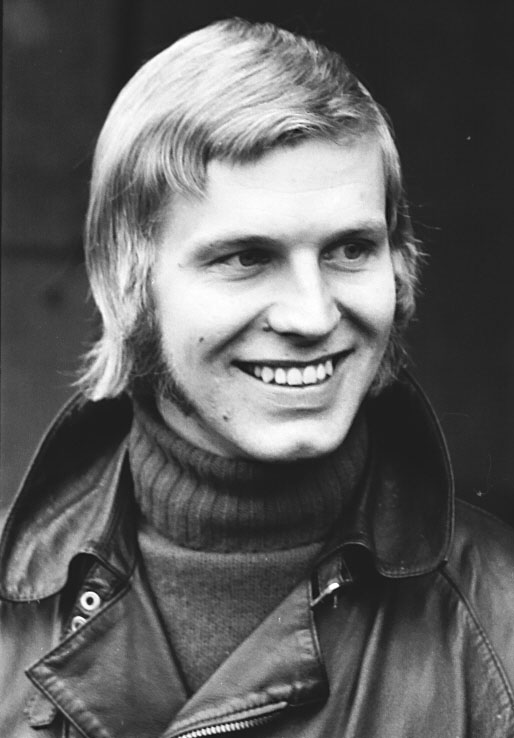
20 martie: Reine Wisell, pilot suedez de Formula 1
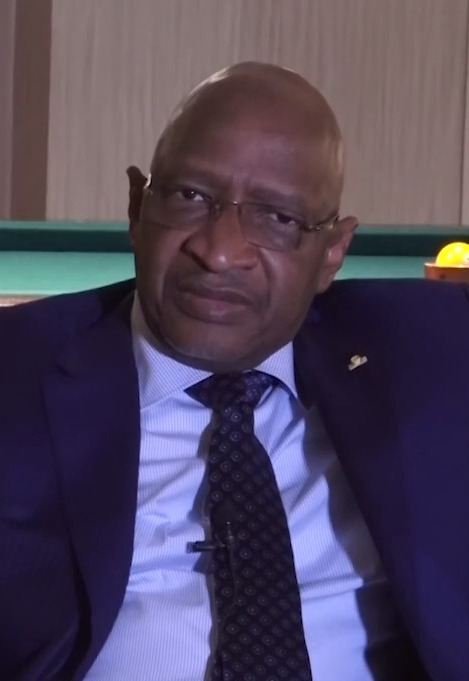
21 martie: Soumeylou Boubèye Maïga, prim-ministru al statului Mali
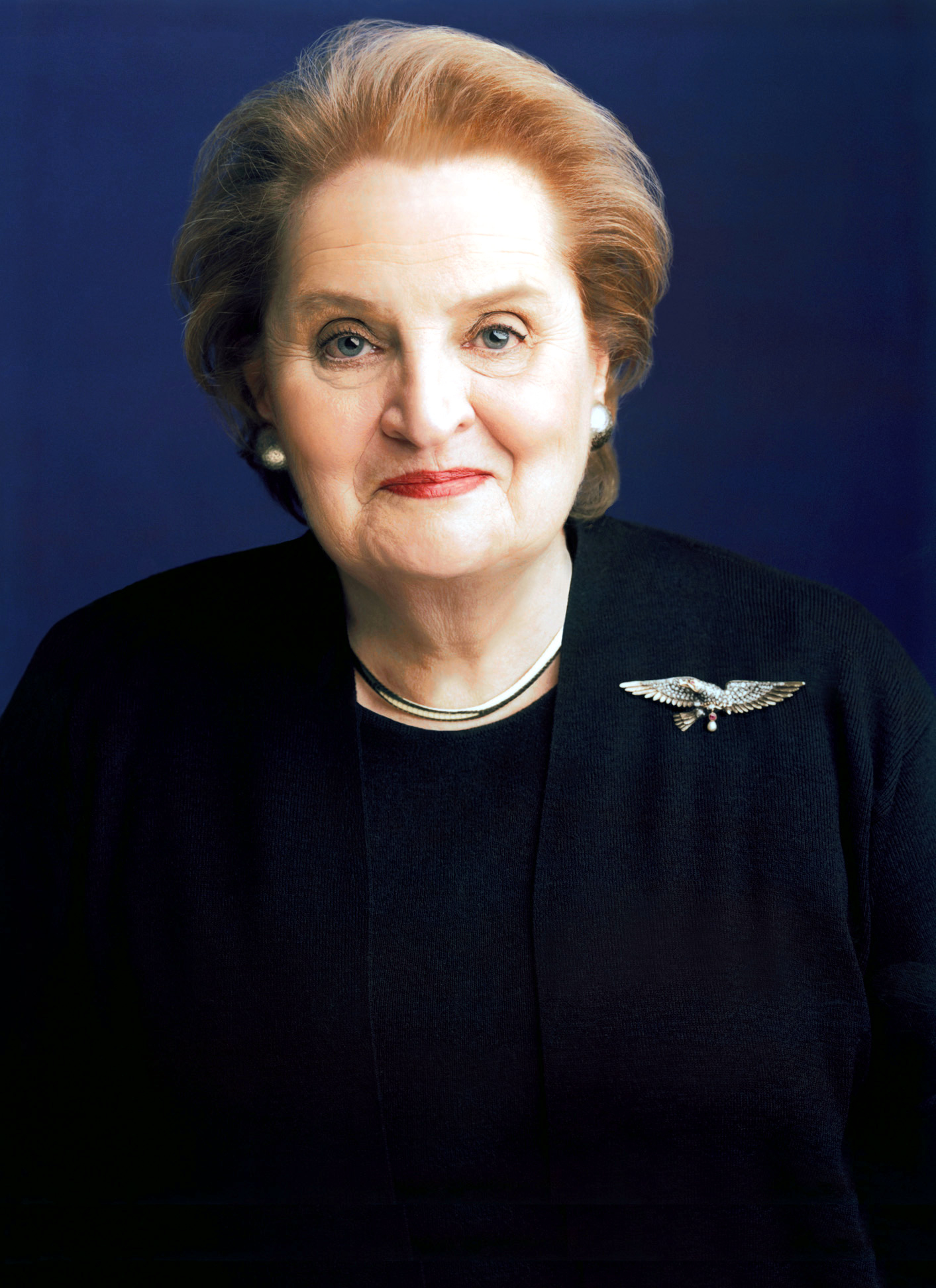
23 martie: Madeleine Albright, om politic american
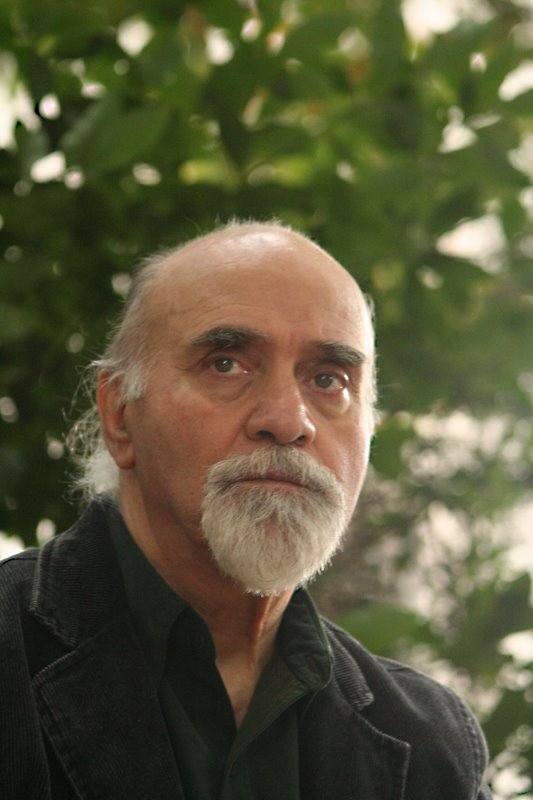
24 martie: Reza Baraheni, scriitor, poet, critic și om politic iranian
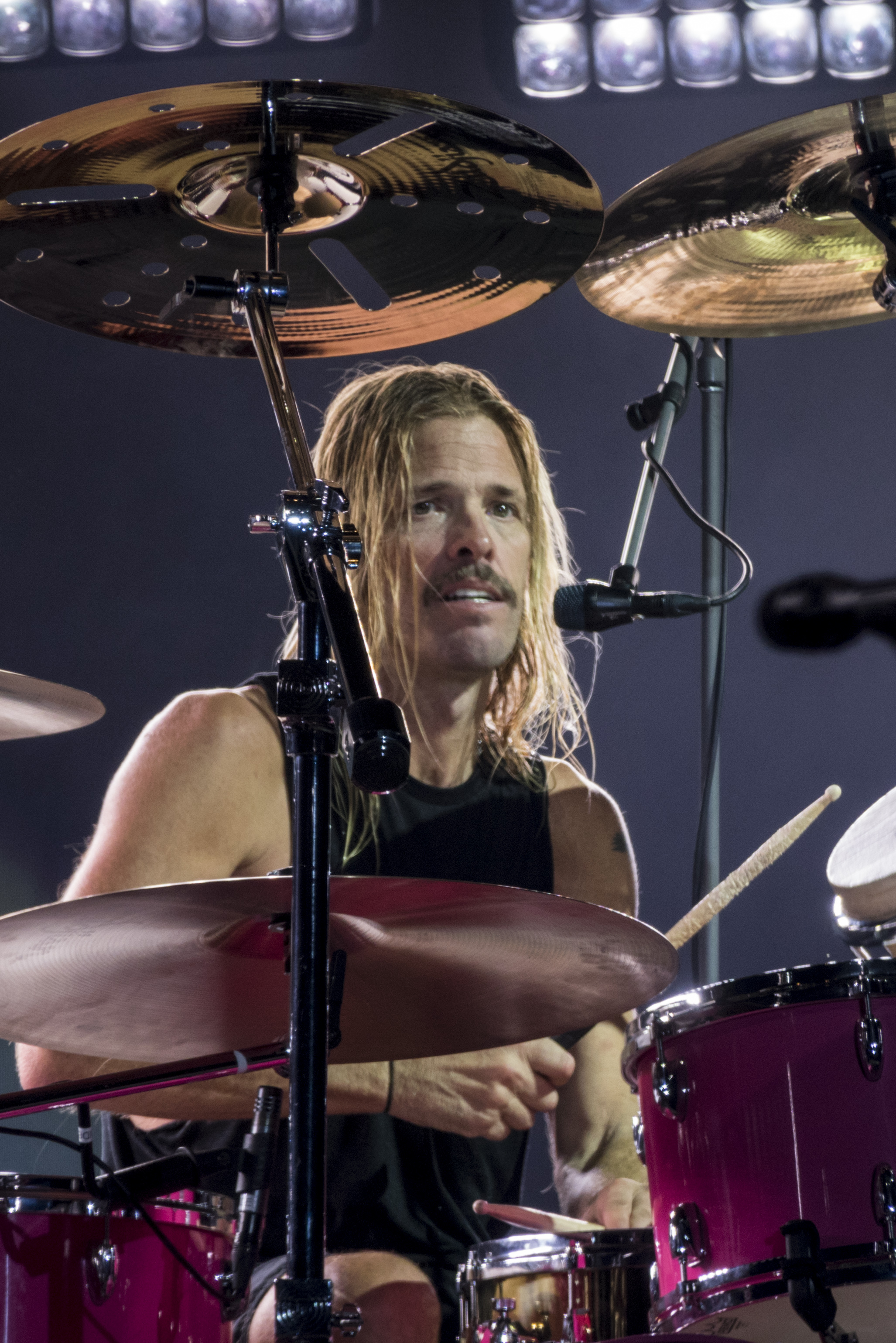
25 martie: Taylor Hawkins, cântăreț, muzician și baterist rock american  de la Foo Fighters
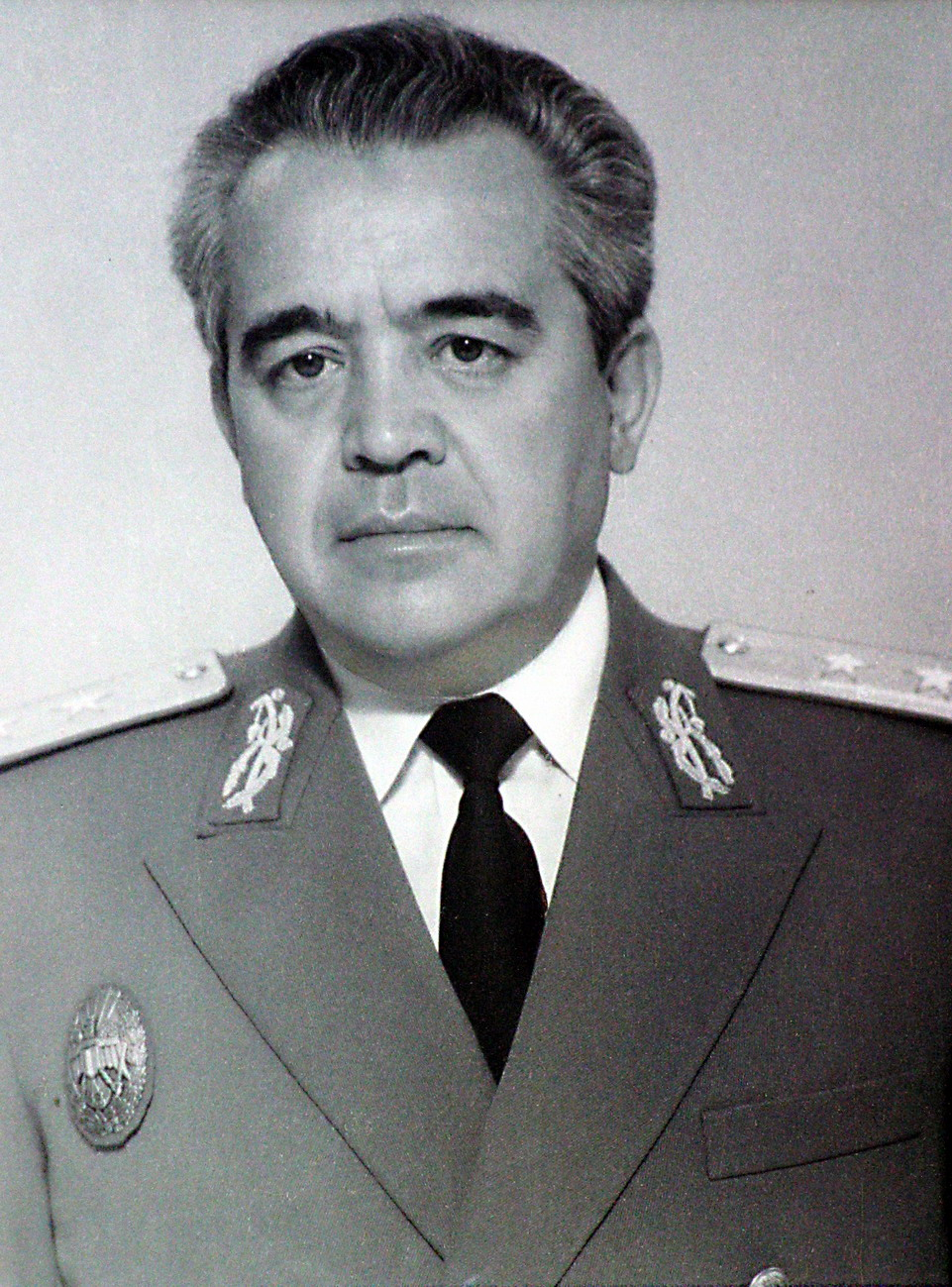
31 martie: Niculae Spiroiu, inginer și general de armată român
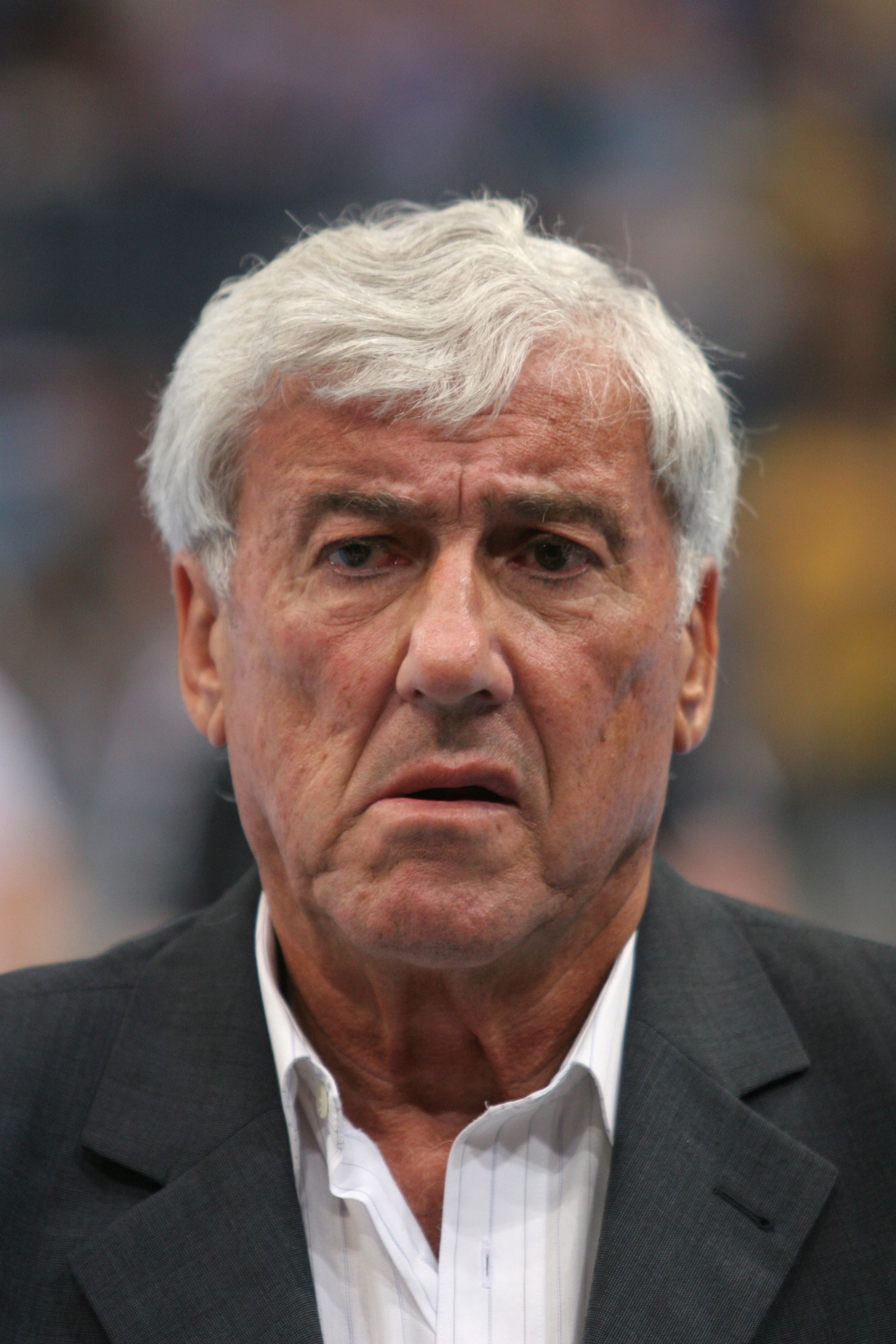
1 aprilie: Petre Ivănescu, handbalist și antrenor român
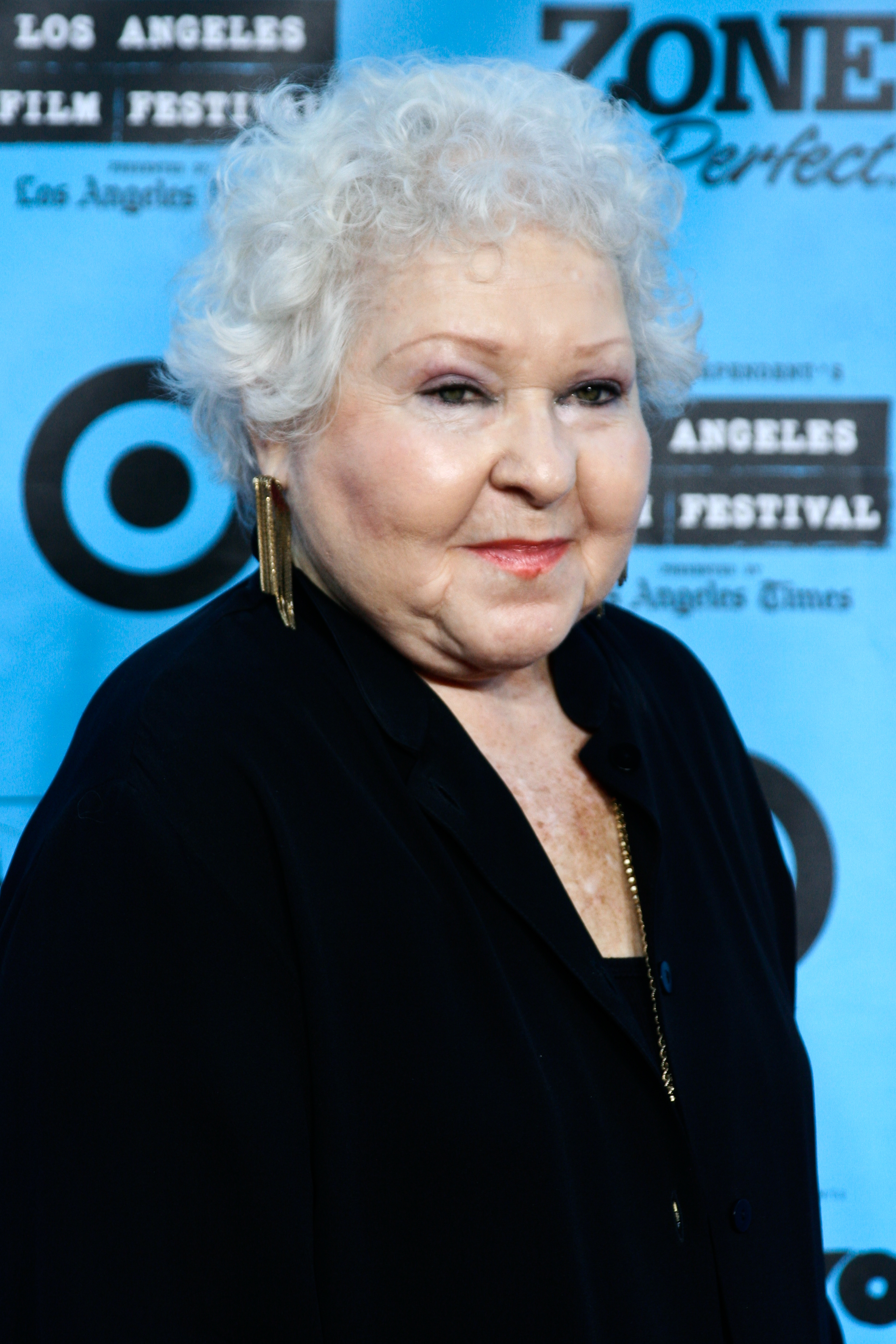
2 aprilie: Estelle Harris, actriță americană
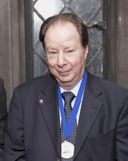
5 aprilie: Sidney Altman, biolog canadiano-american, specialist în biologie moleculară laureat al Premiului Nobel pentru Chimie
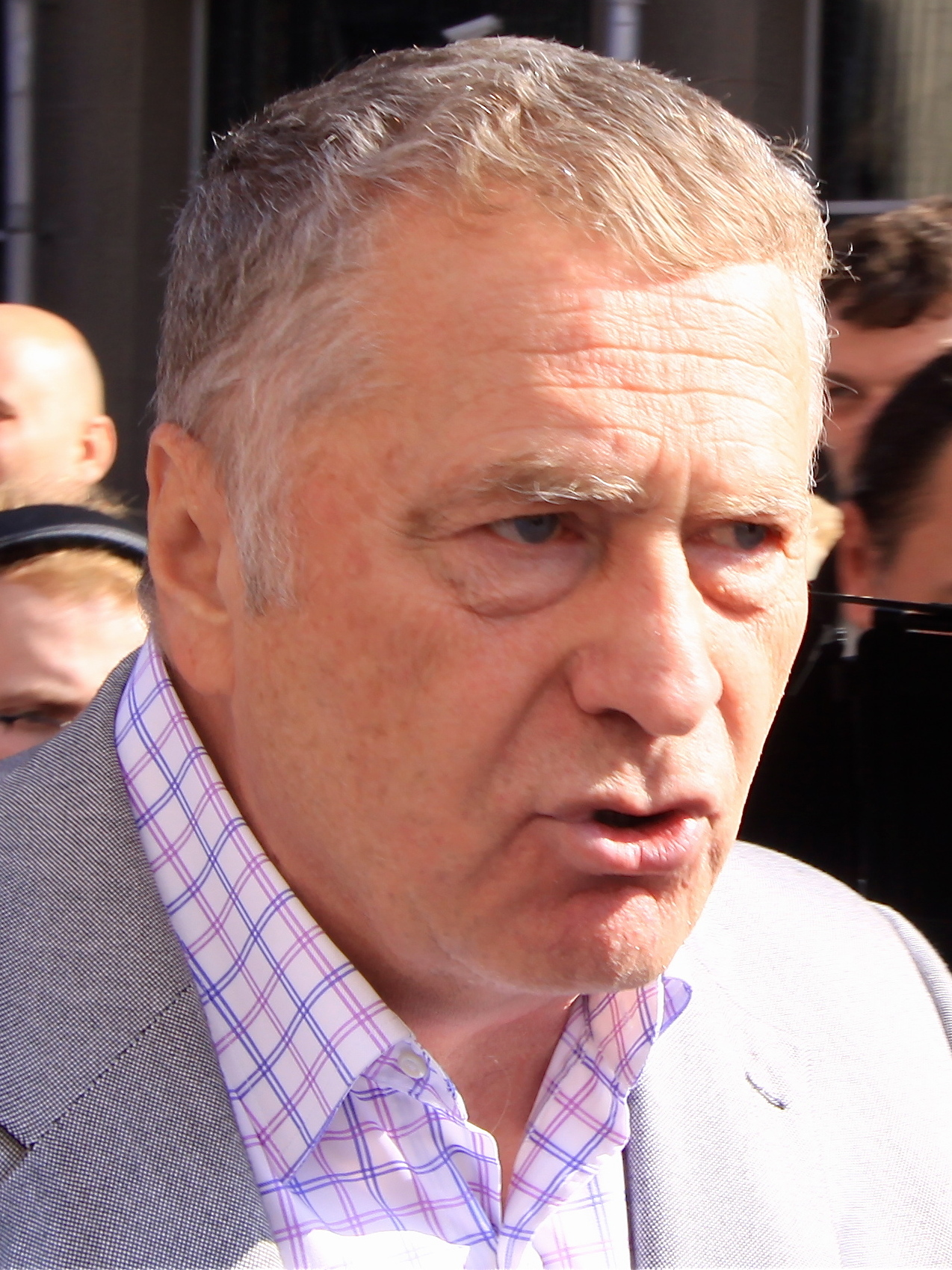
6 aprilie: Vladimir Jirinovski, politician rus
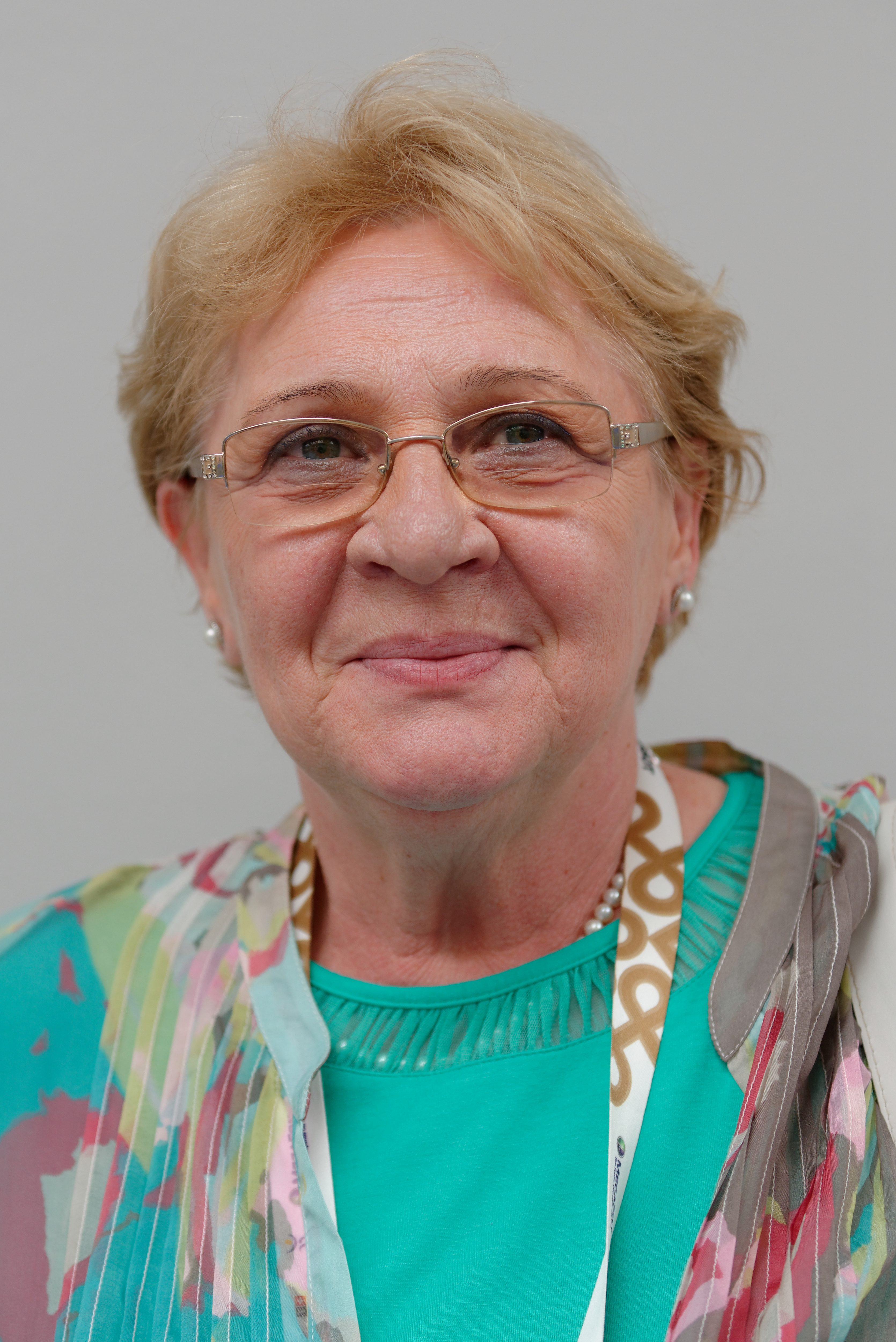
6 aprilie: Ana Pascu, scrimeră română
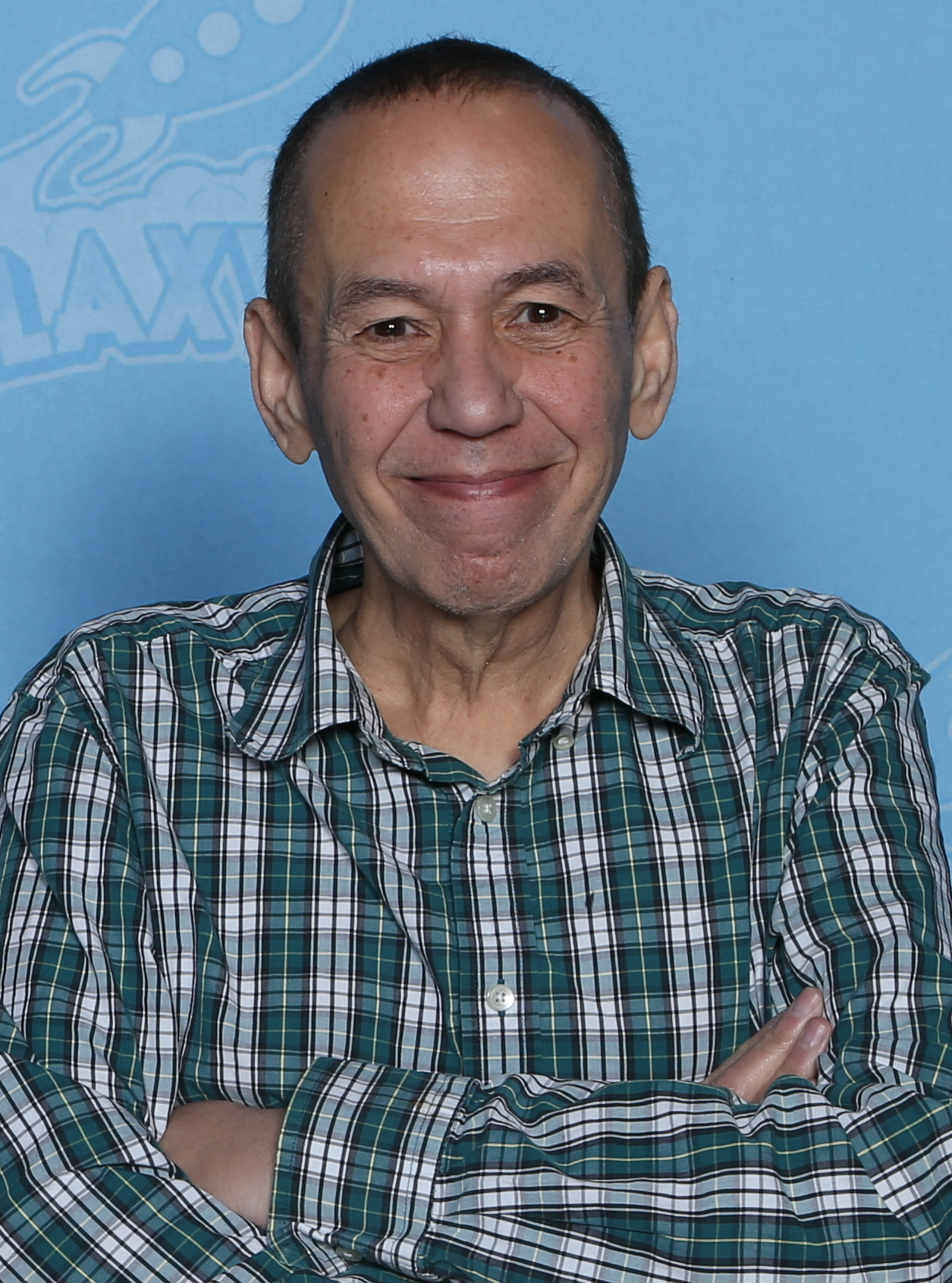
12 aprilie: Gilbert Gottfried, actor și umorist american
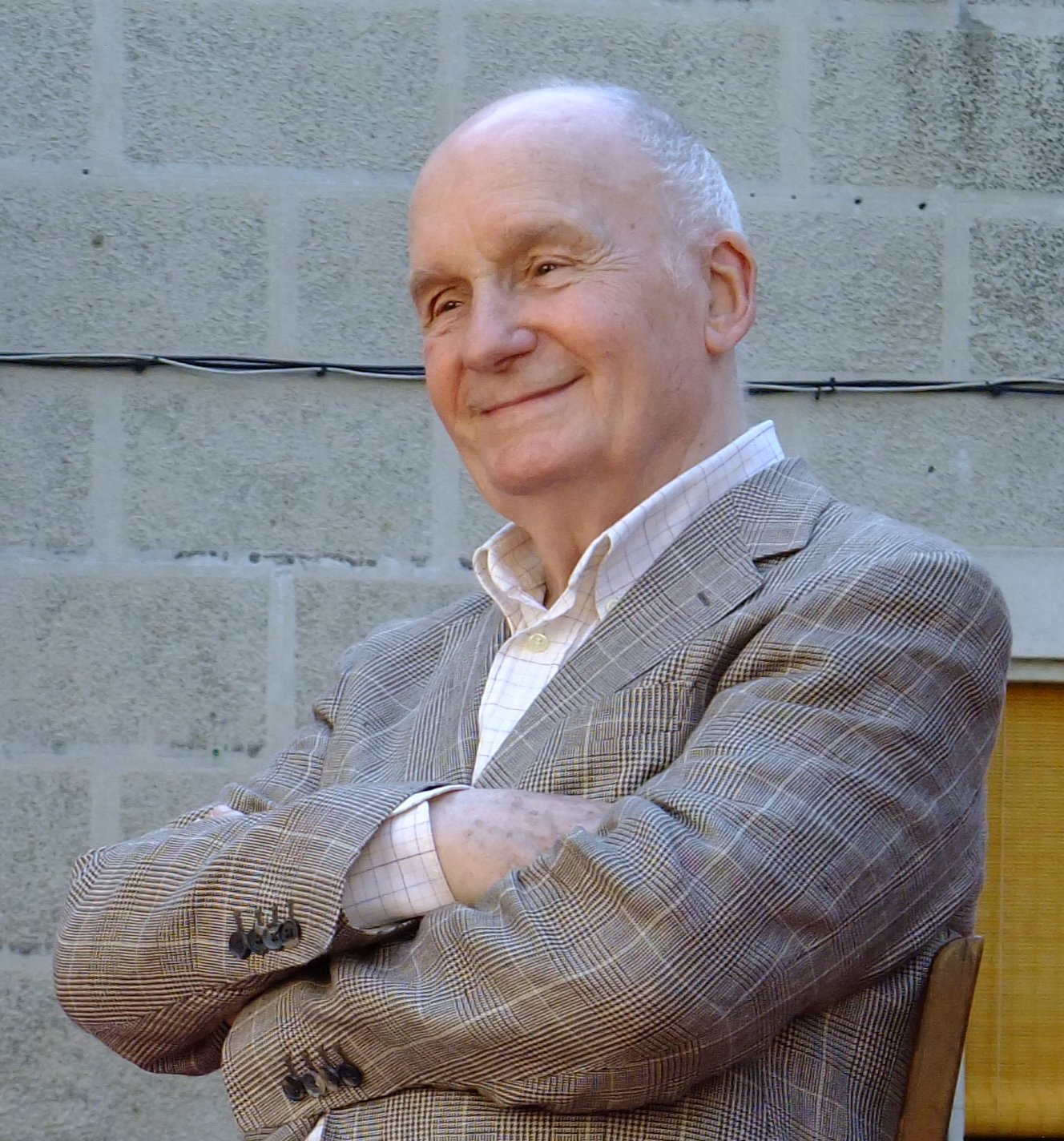
13 aprilie: Michel Bouquet, actor francez
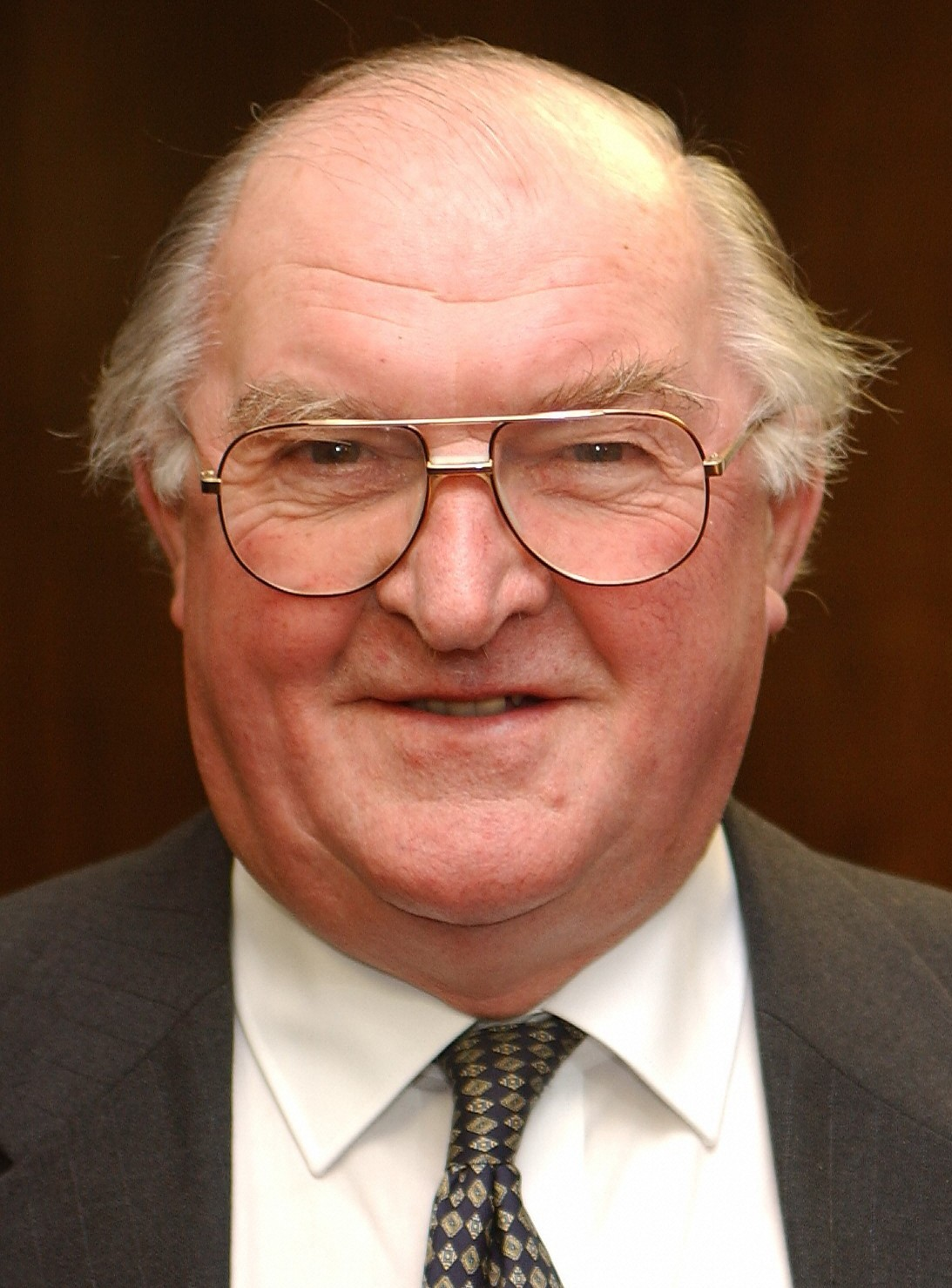
15 aprilie: Henry Plumb, Baron Plumb, om politic britanic, membru al Parlamentului European, președinte al Parlamentului European
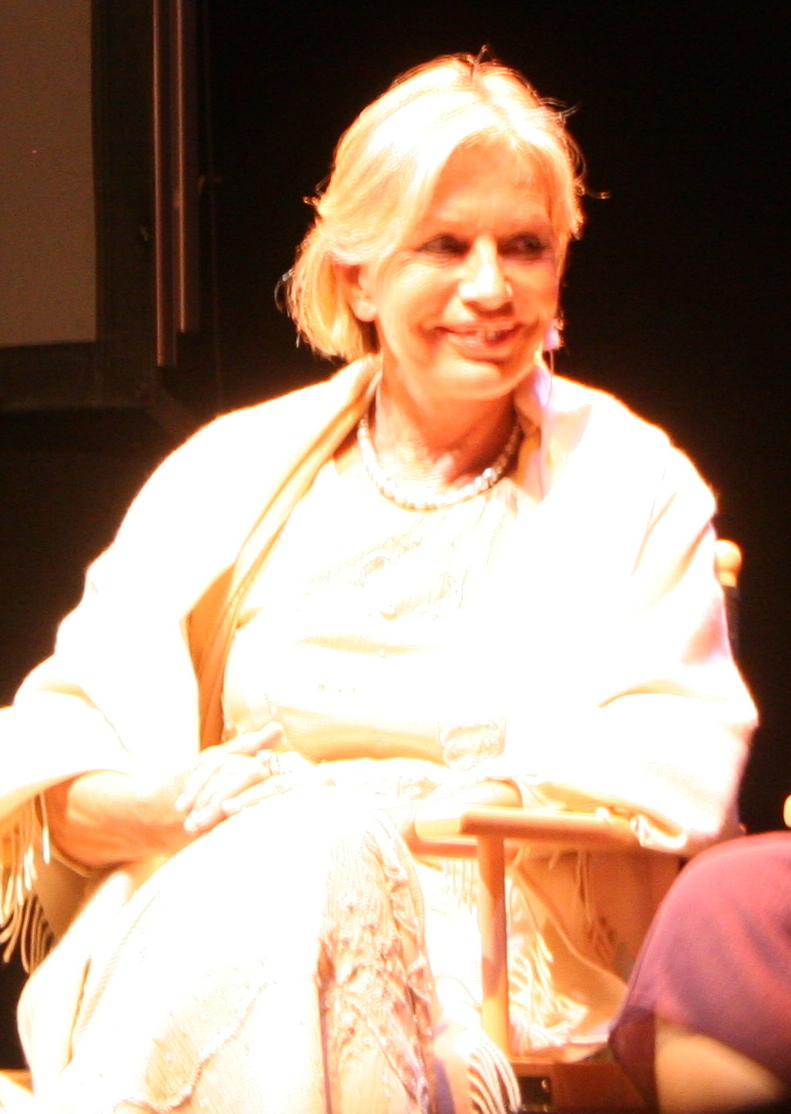
17 aprilie: Catherine Spaak, actriță, cântăreață jurnalistă de origine franco-belgiană naturalizată italiană
17 aprilie: Radu Lupu, pianist român
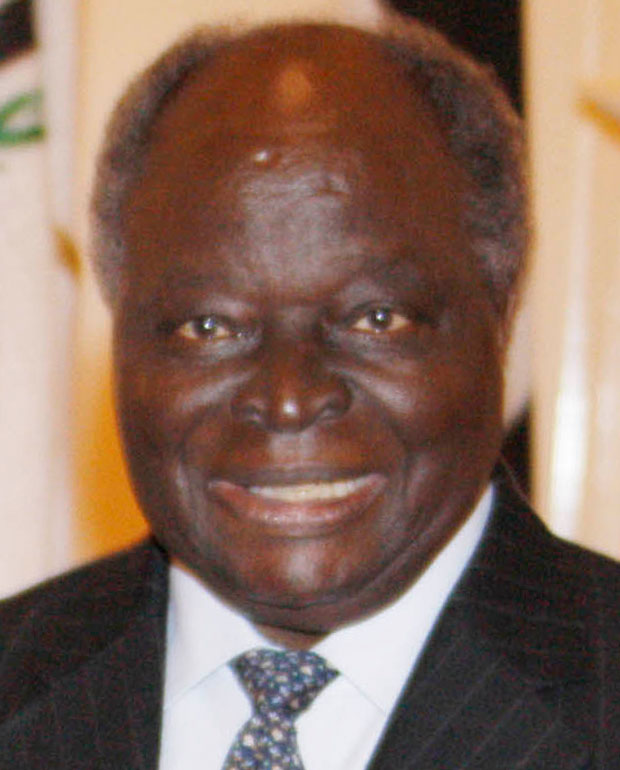
21 aprilie: Mwai Kibaki, politician kenyan, Președinte al statului Kenya
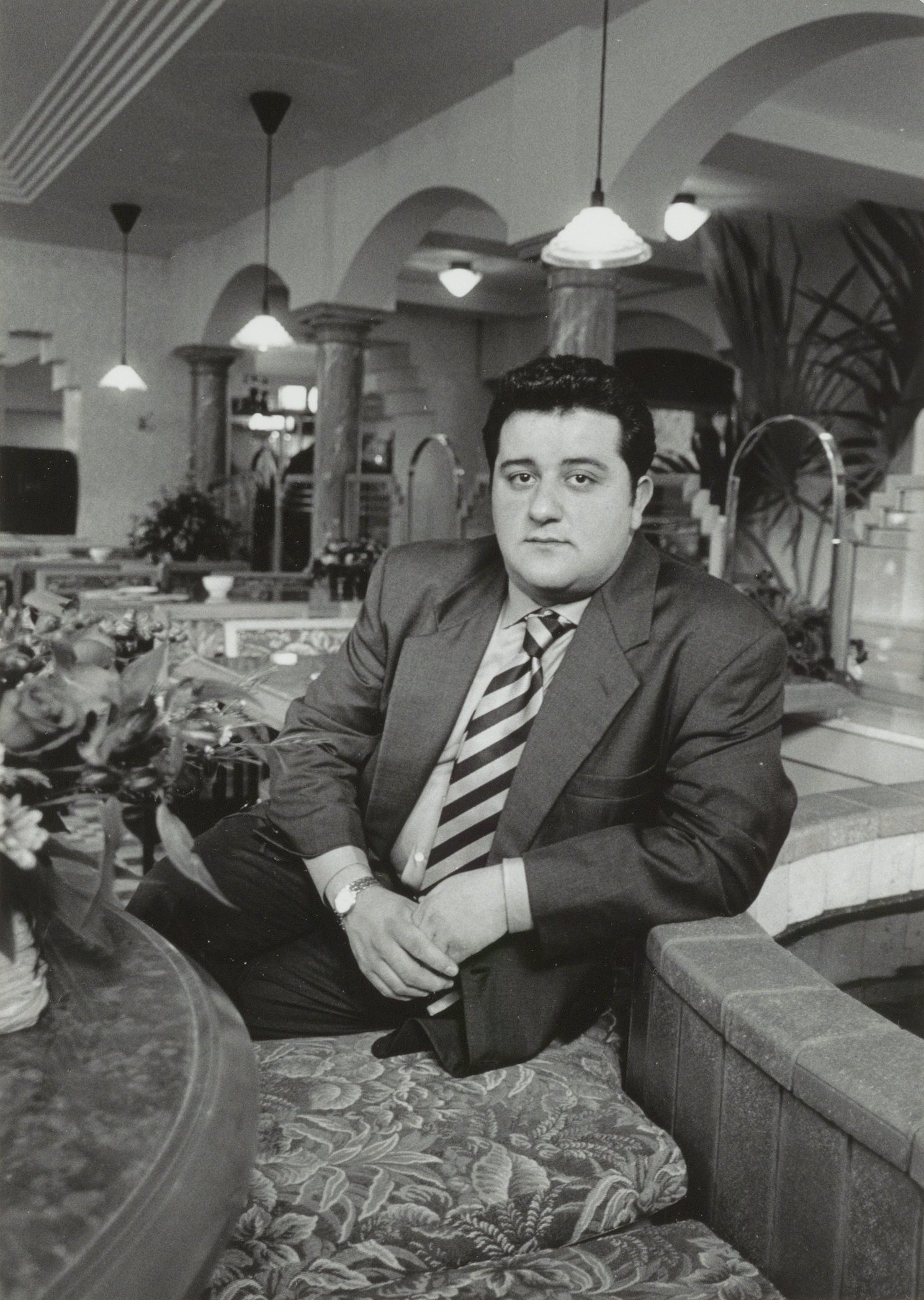
30 aprilie: Mino Raiola impresar de fotbal italian
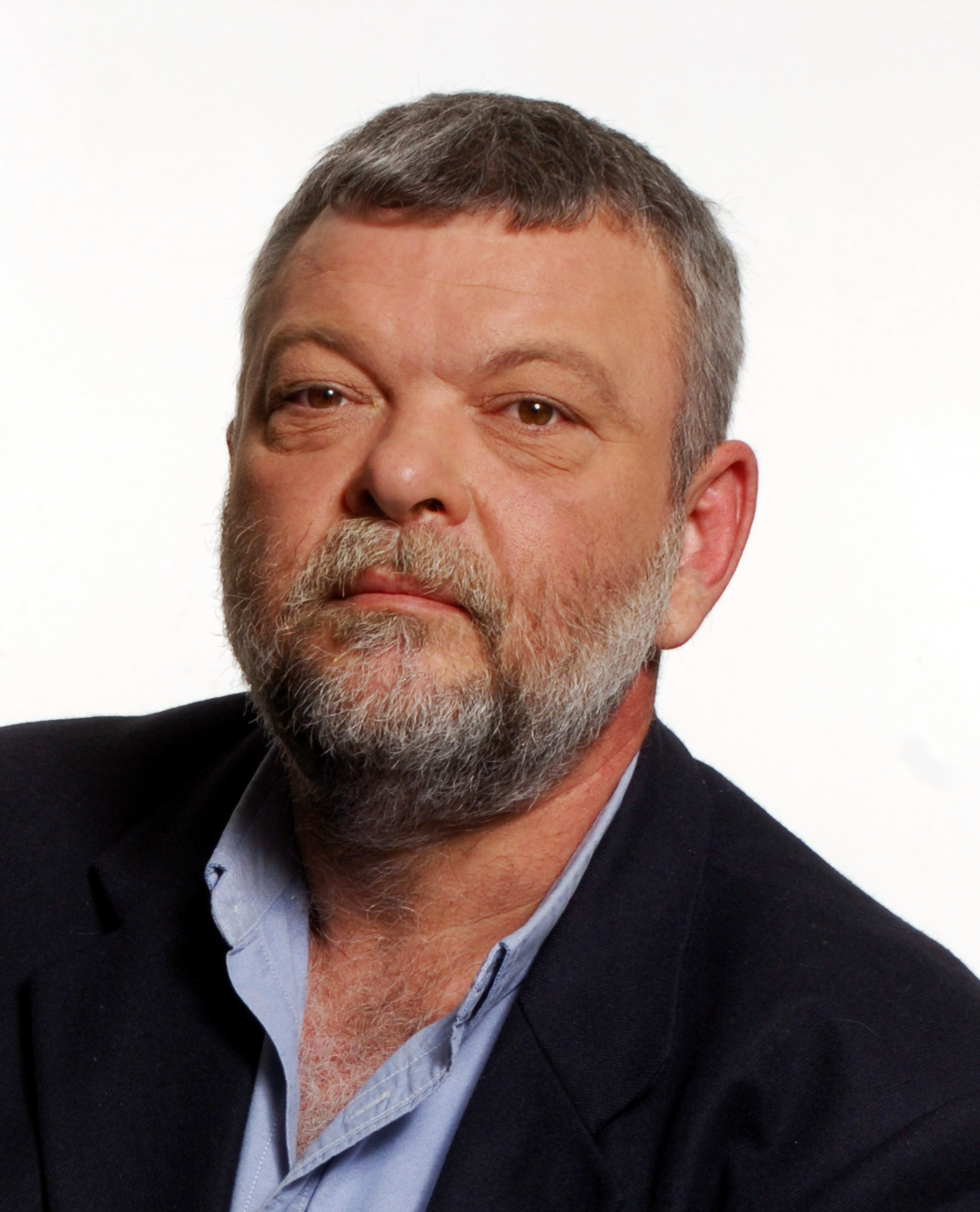
1 mai: Ilan Ghilon, politician socialist israelian originar din România, deputat în Knesset-ul statului Israel
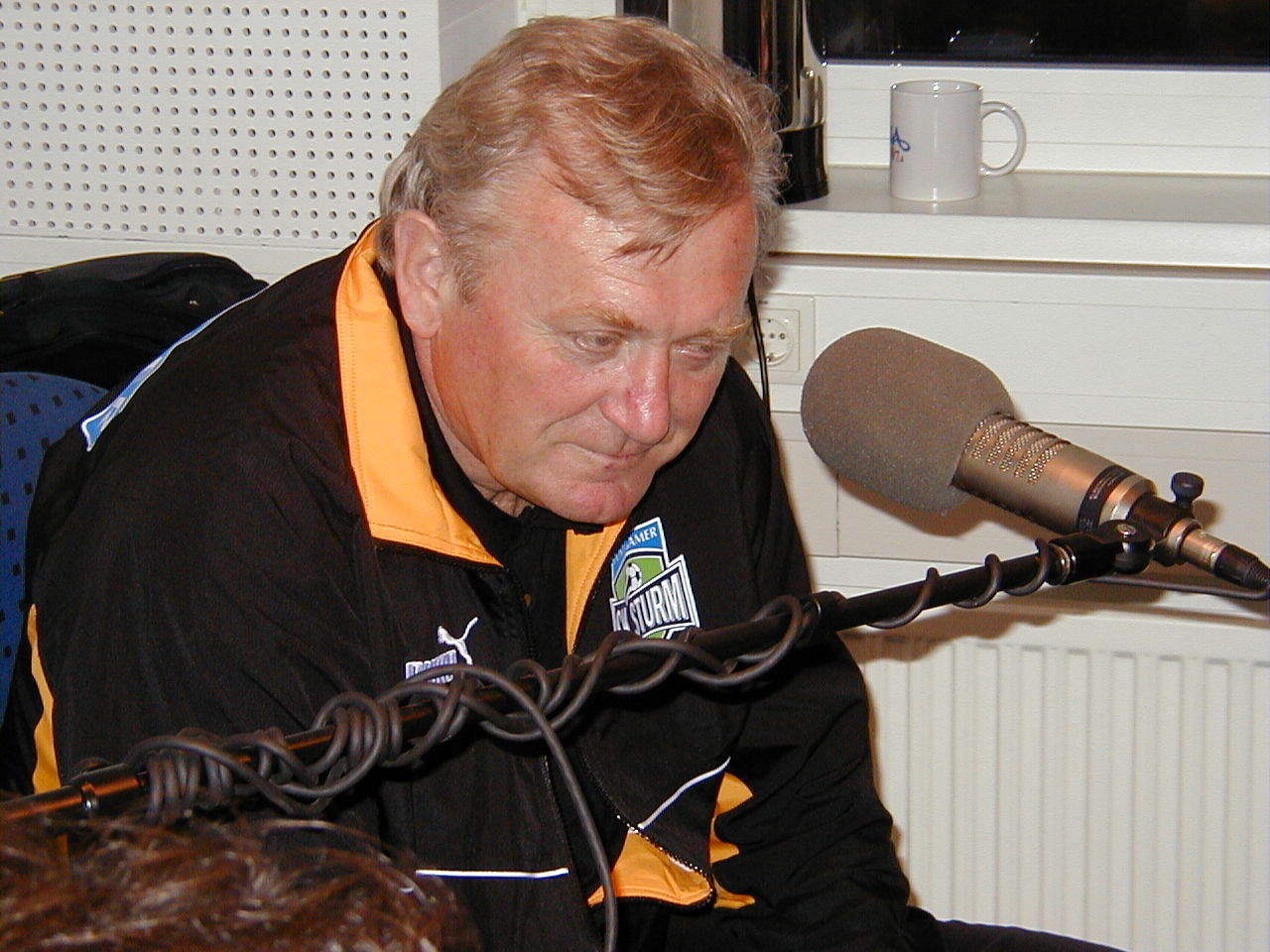
1 mai: Ivica Osim, fotbalist și antrenor bosniac
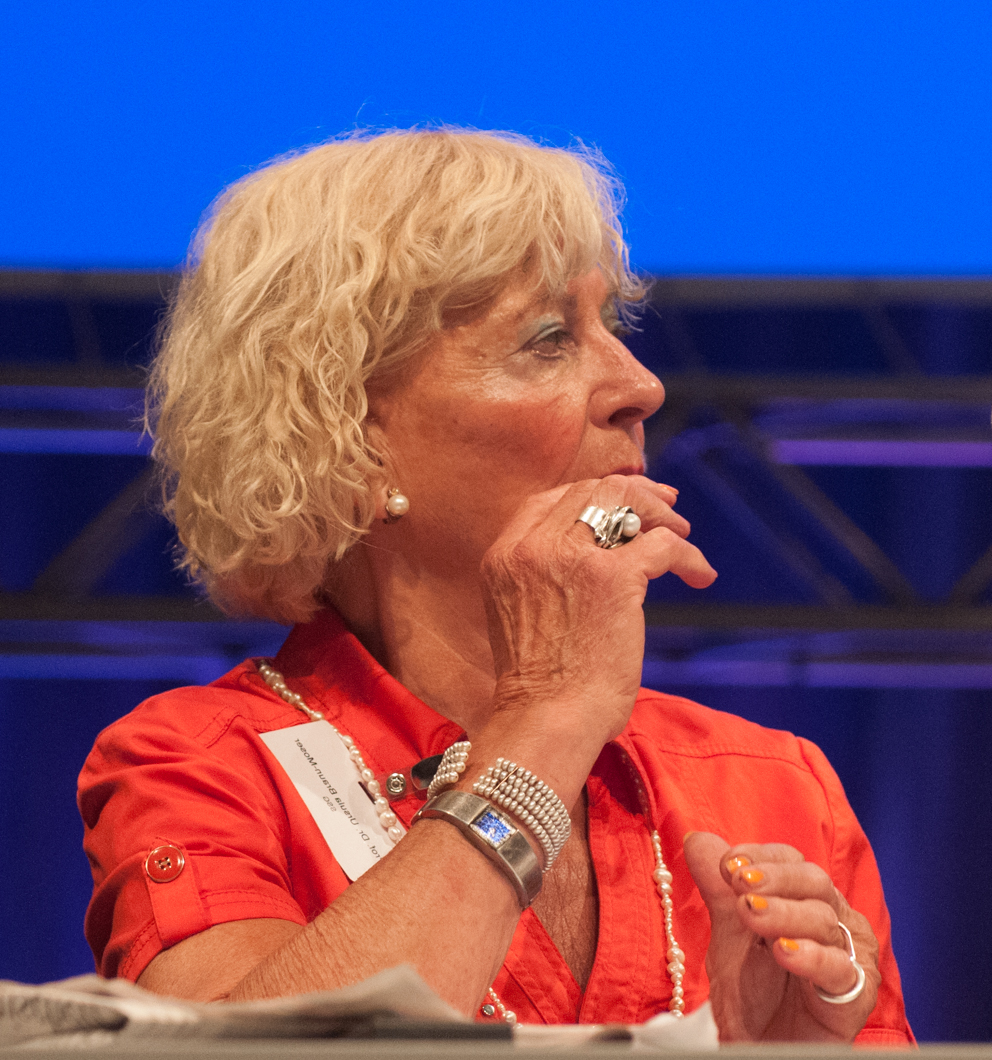
2 mai: Ursula Braun-Moser, policiană germană, membră al Parlamentului European
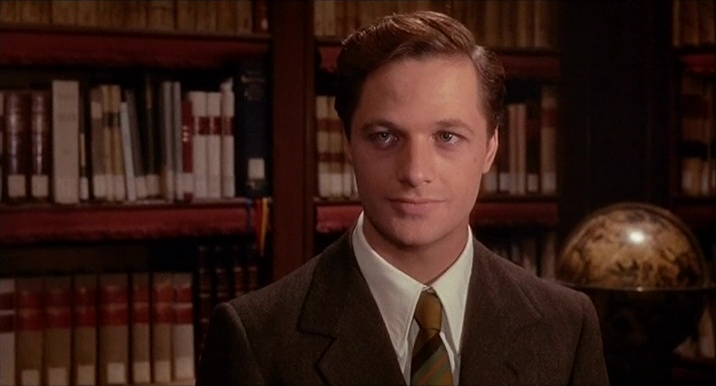
3 mai: Lino Capolicchio, actor italian de teatru și televiziune
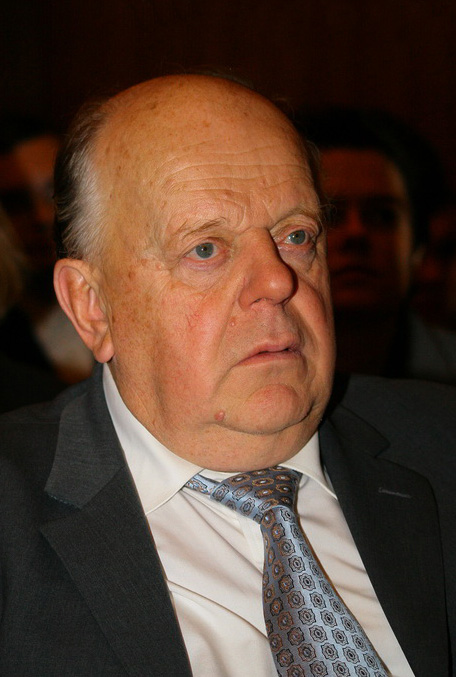
3 mai: Stanislav Șușchievici, politician belarus, primul președinte al Belarusului
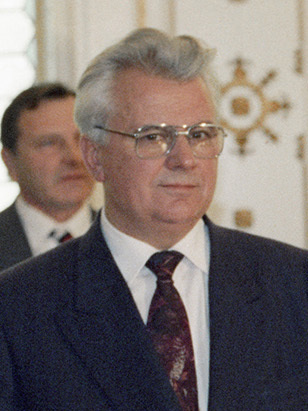
10 mai: Leonid Kravciuk, politician ucrainean, primul președinte al Ucrainei indepedente
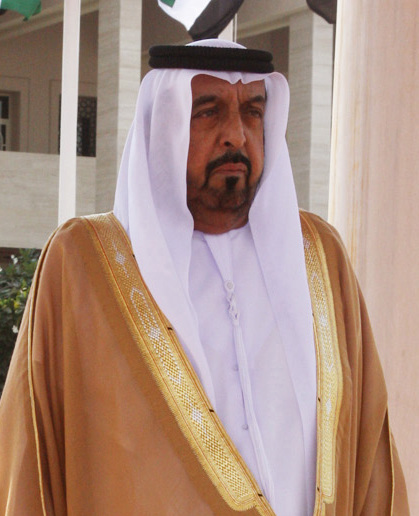
13 mai: Khalifa bin Zayed Al Nahyan, politician din Emiratele Arabe Unite, Președinte al Emiratelor Arabe Unite
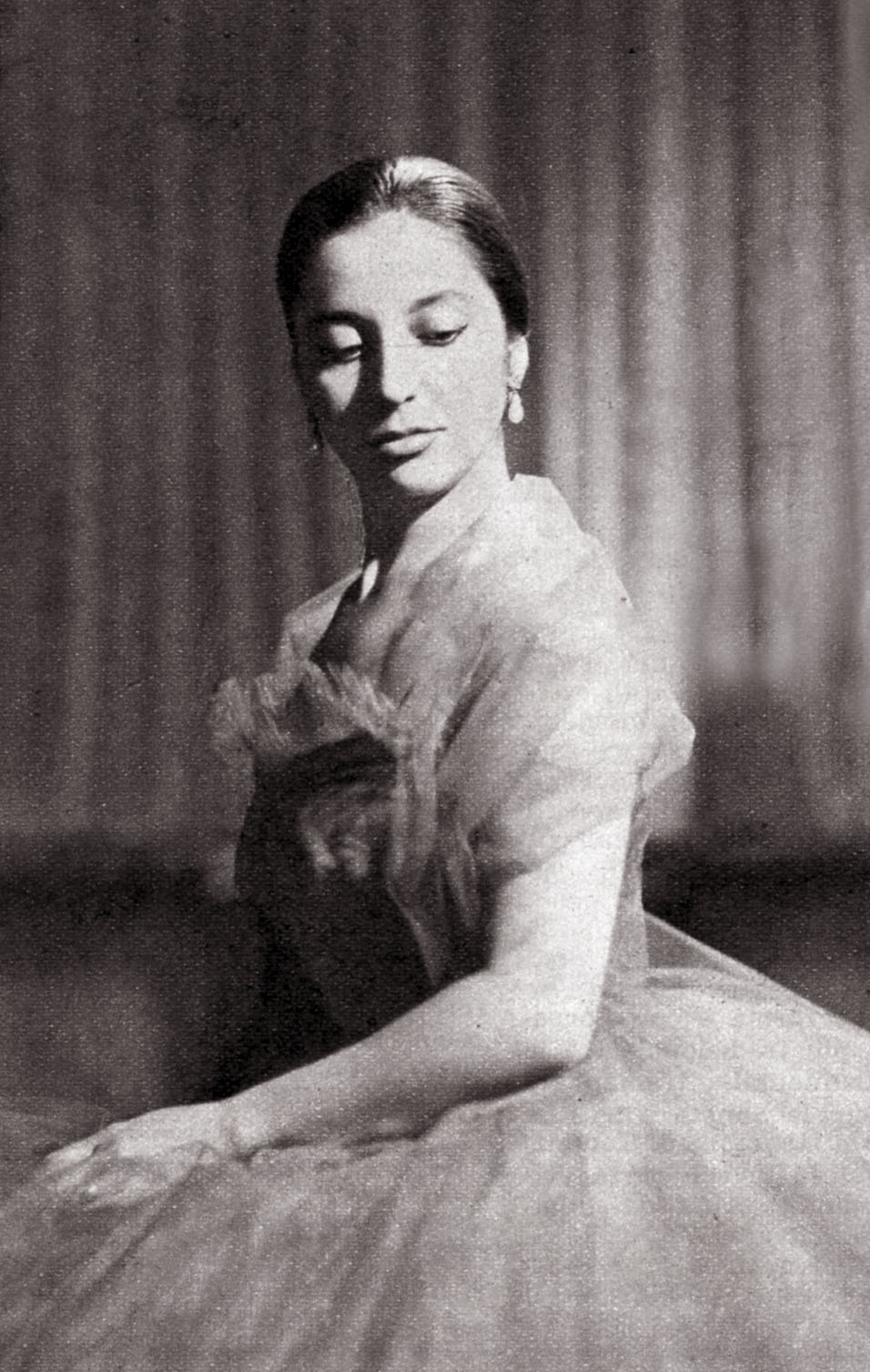
13 mai: Teresa Berganza, mezzosoprană spaniolă
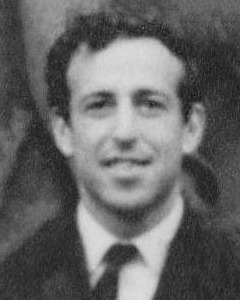
13 mai: Ben Roy Mottelson, fizician danez de origine americană, laureat al Premiului Nobel pentru Fizică
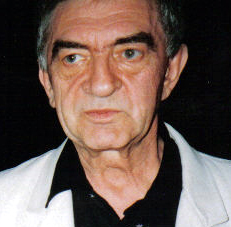
15 mai: Jerzy Trela, actor polonez
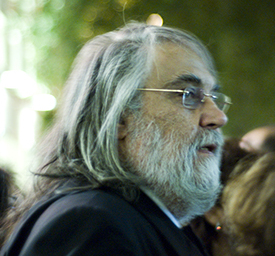
17 mai: Vangelis  compozitor grec
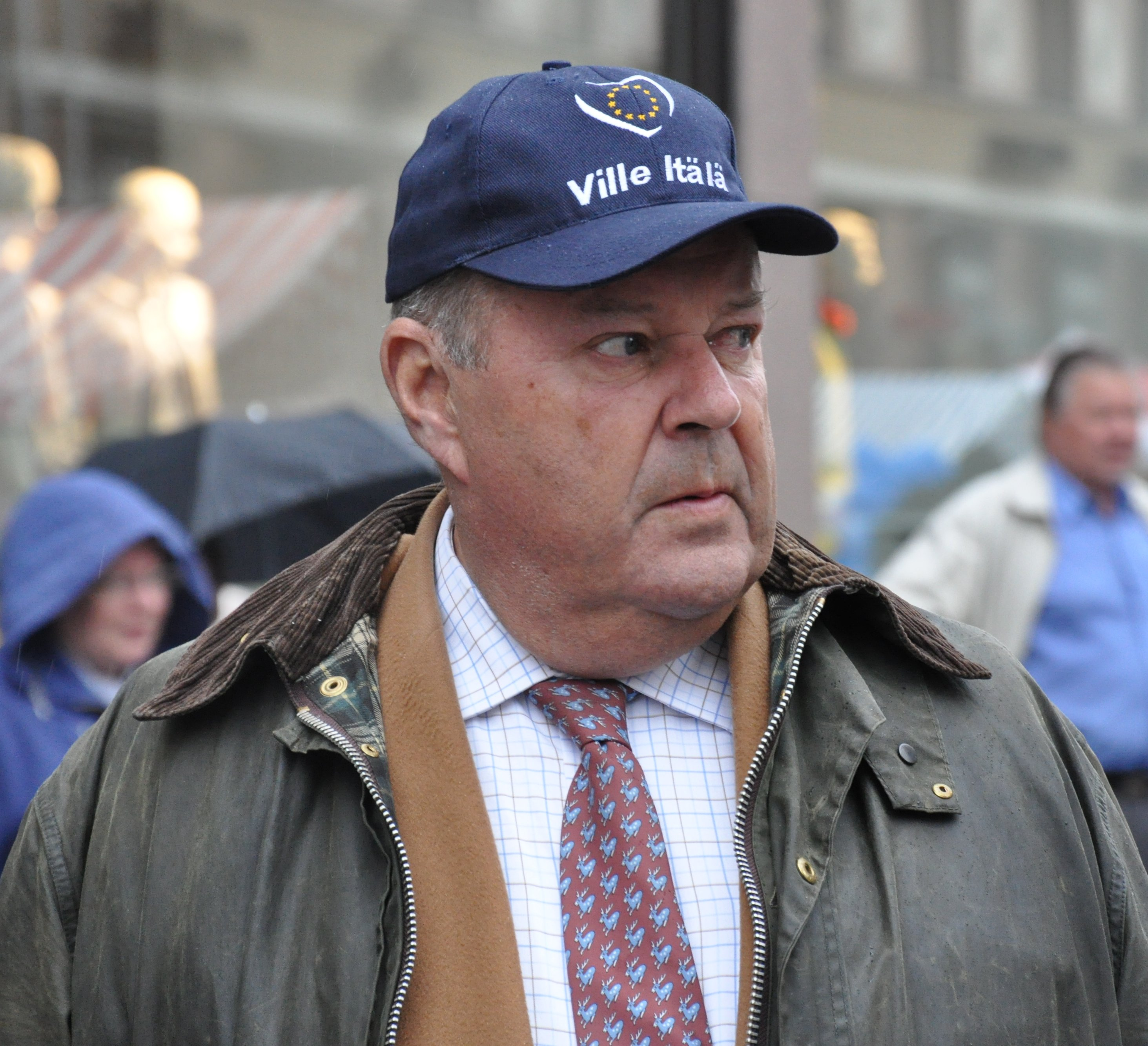
23 mai: Ilkka Suominen, politician finlandez, membru al Parlamentului European
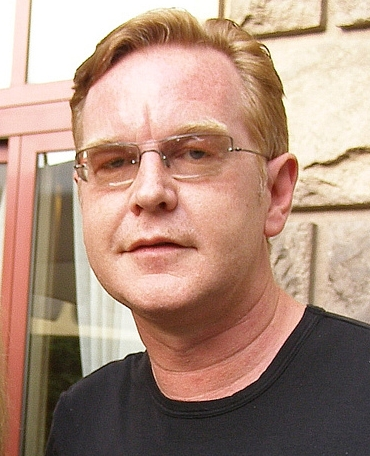
26 mai: Andrew Fletcher, muzician englez, membrul formației Depeche Mode
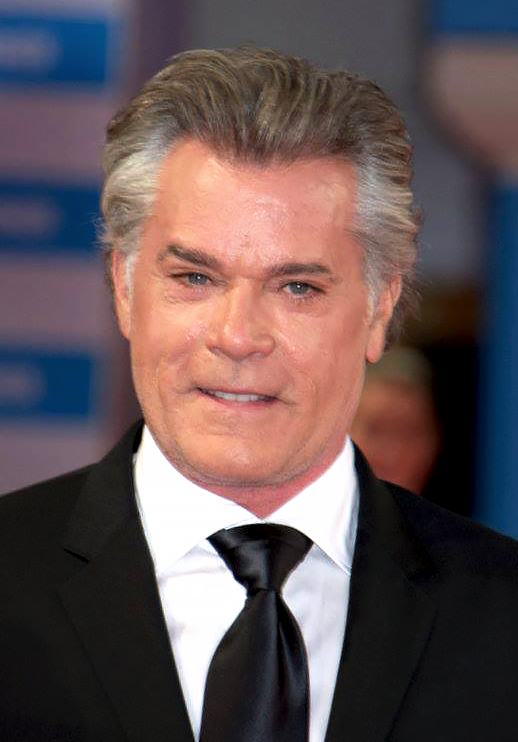
26 mai: Ray Liotta, actor american
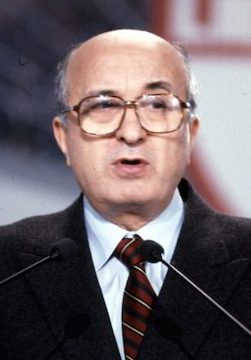
26 mai: Ciriaco de Mita, politician italian, prim-ministrul al Republicii Italiene
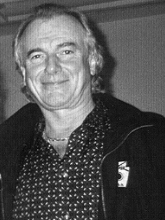
26 mai: Alan White, muzician englez (baterist), membrul formației Yes
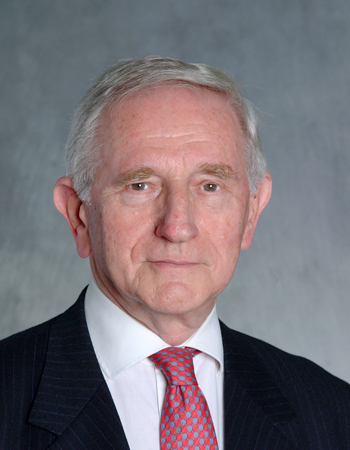
27 mai: Michael Sela, imunolog israelian, membru de onoare al Academiei Române, laureat al Premiului Wolf pentru medicină
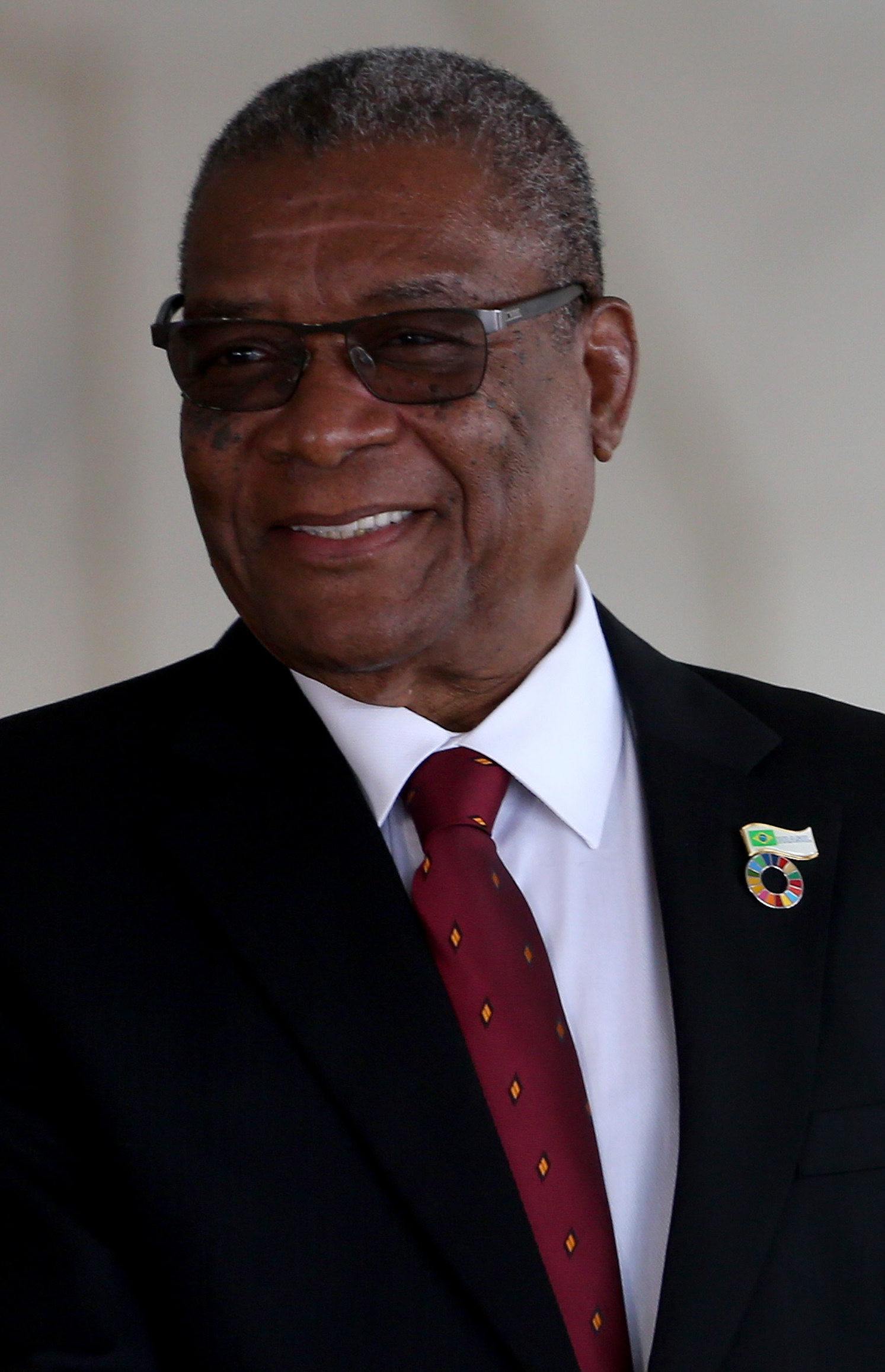
28 mai: Evaristo Carvalho, politician din statul São Tomé și Príncipe, președinte al acestui stat, prim-ministru
28 mai: Yves Piétrasanta, politician francez, membru al Parlamentului European28 mai: Yves Piétrasanta, politician francez, membru al Parlamentului European
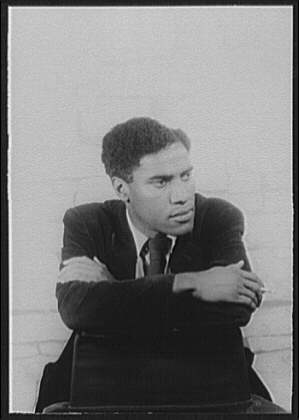
4 iunie: George Lamming, romancier și poet din Barbados
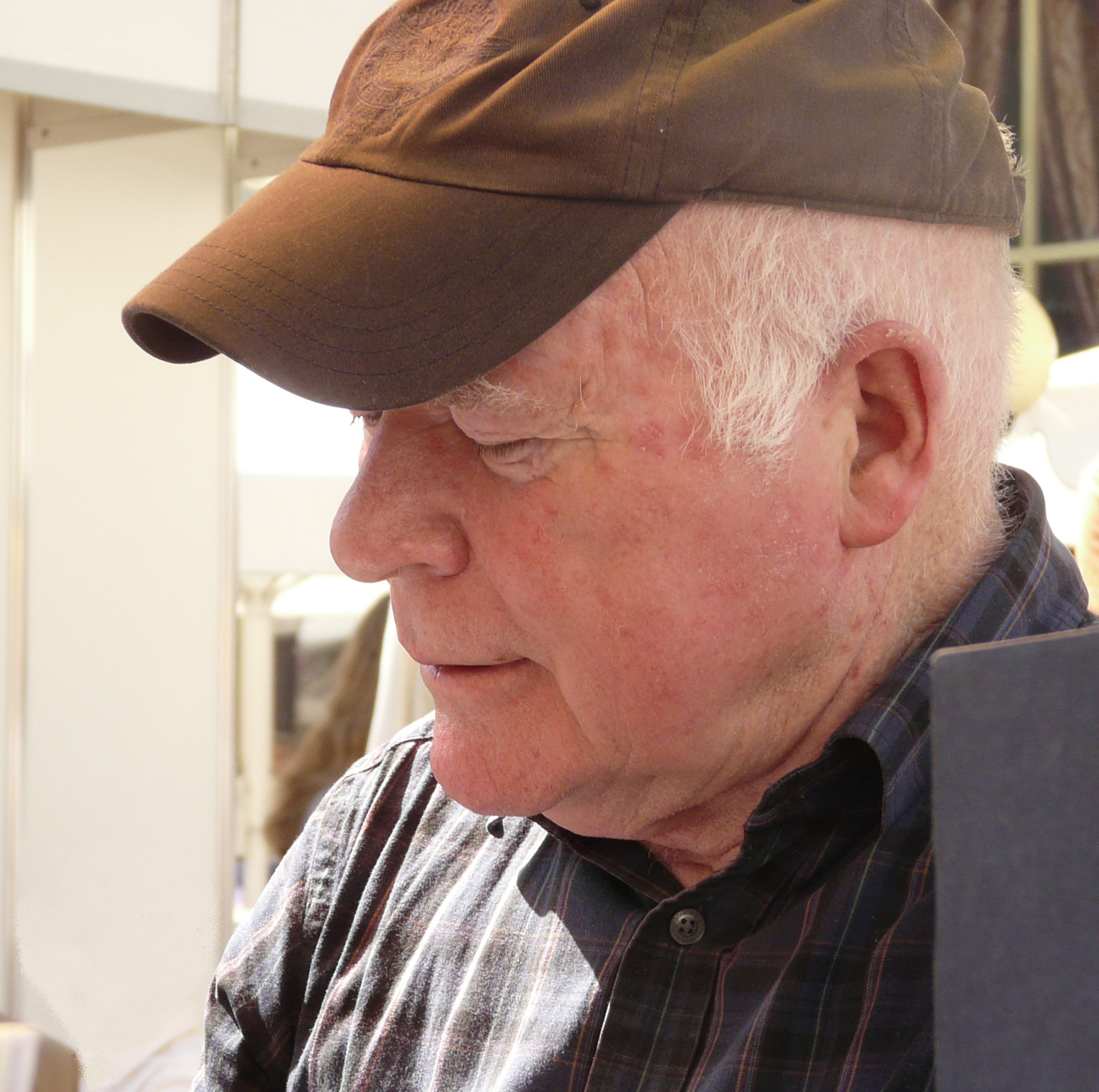
4 iunie: György Moldova, scriitor maghiar
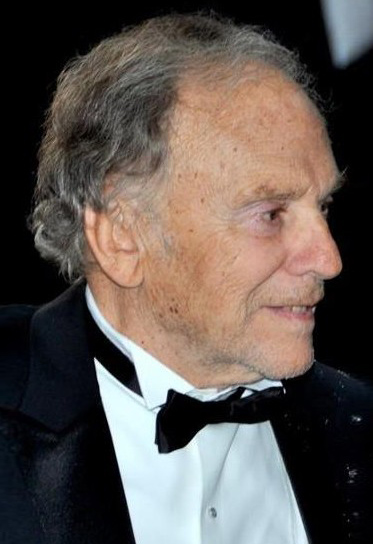
17 iunie: Jean-Louis Trintignant, actor de film francez
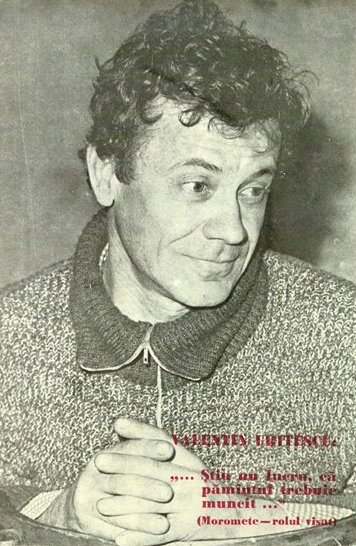
17 iunie: Valentin Uritescu, actor român de televiziune, film și teatru
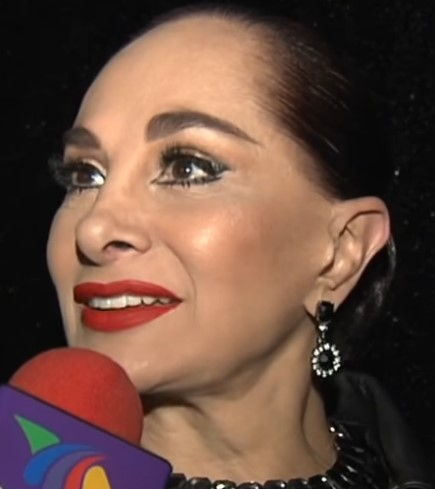
2 iulie: Susana Dosamantes, actriță de origine mexicană
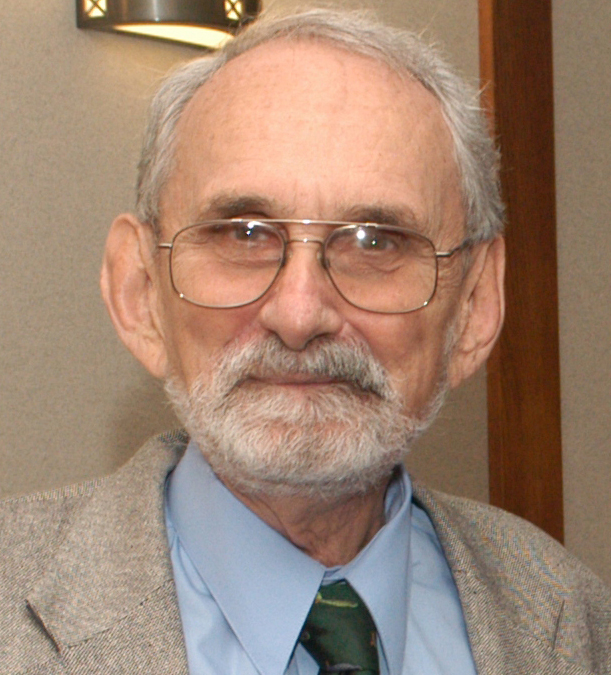
3 iulie: Robert Curl, chimist american, laureat al Premiului Nobel pentru Chimie
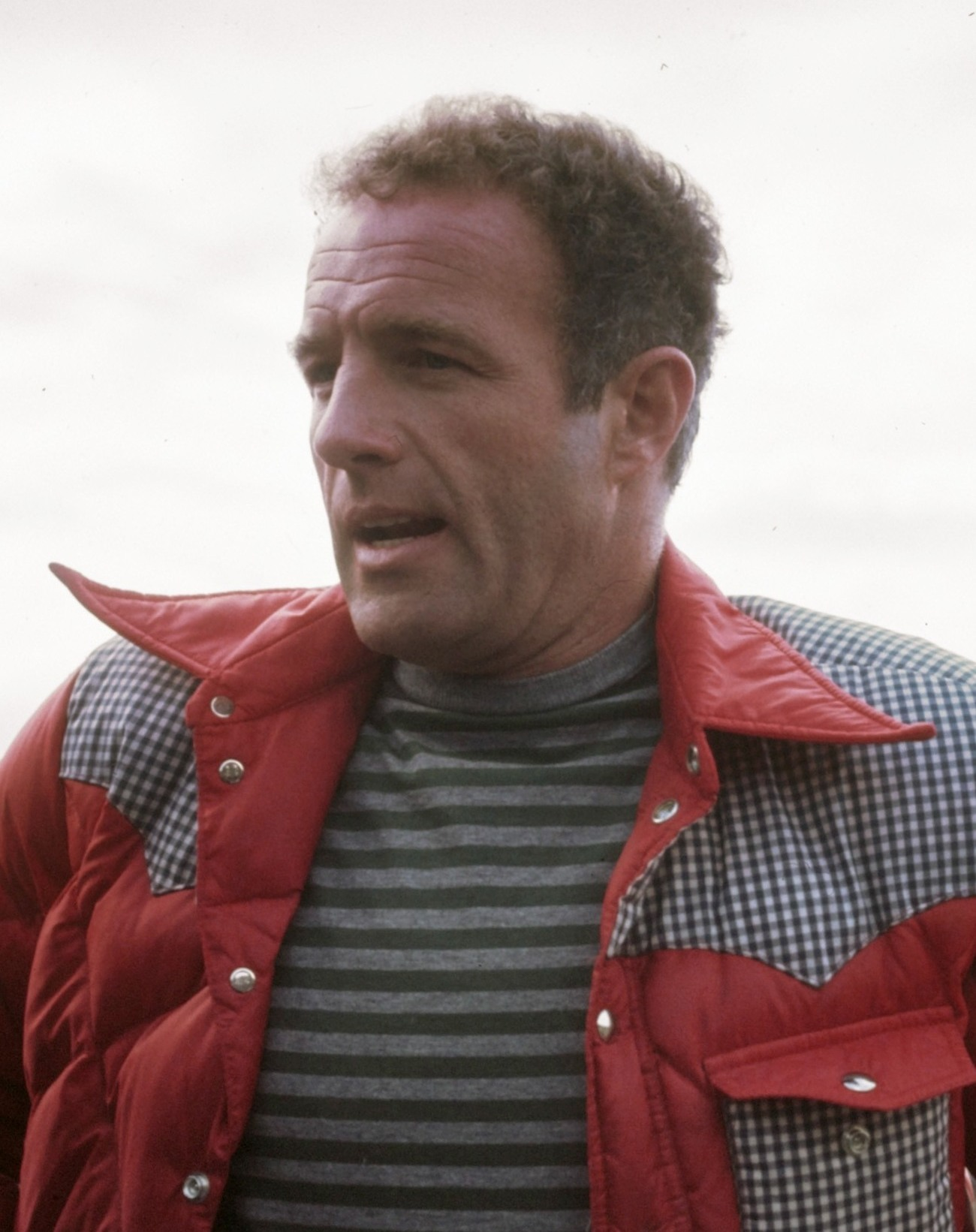
6 iulie: James Caan, actor american (Tortura, Elful, El Dorado)
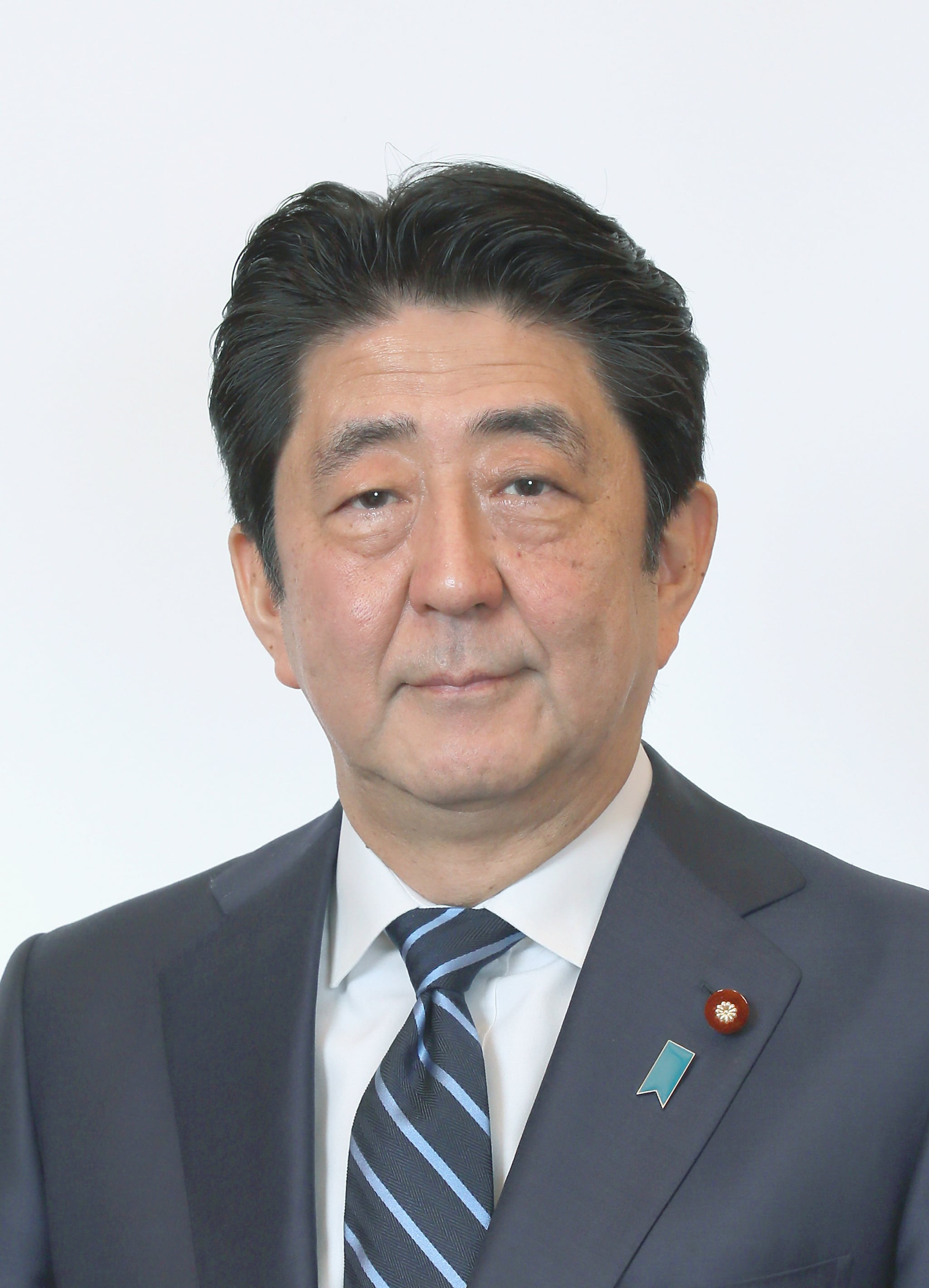
8 iulie: Shinzō Abe, politician japonez, prim-ministru al Japoniei
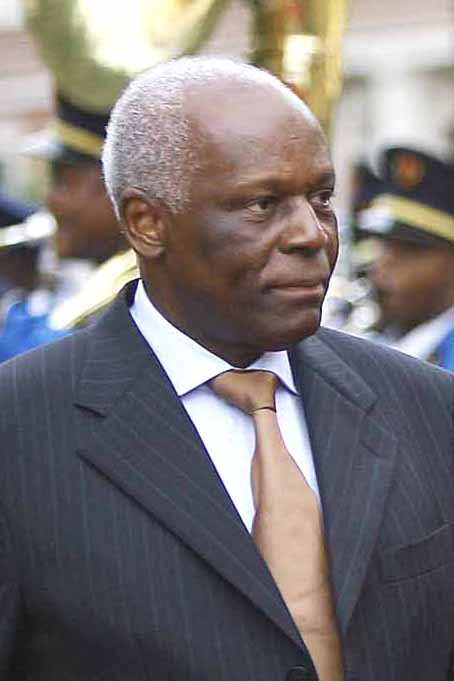
8 iulie: José Eduardo dos Santos, politician angolez, președinte al Angolei
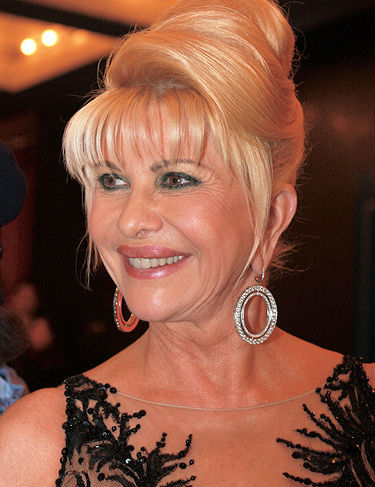
14 iulie: Ivana Trump, femeie de afaceri, personalitate media, designer de modă, autoare și model americană de origine cehă, prima soție a președintelului american Donald Trump
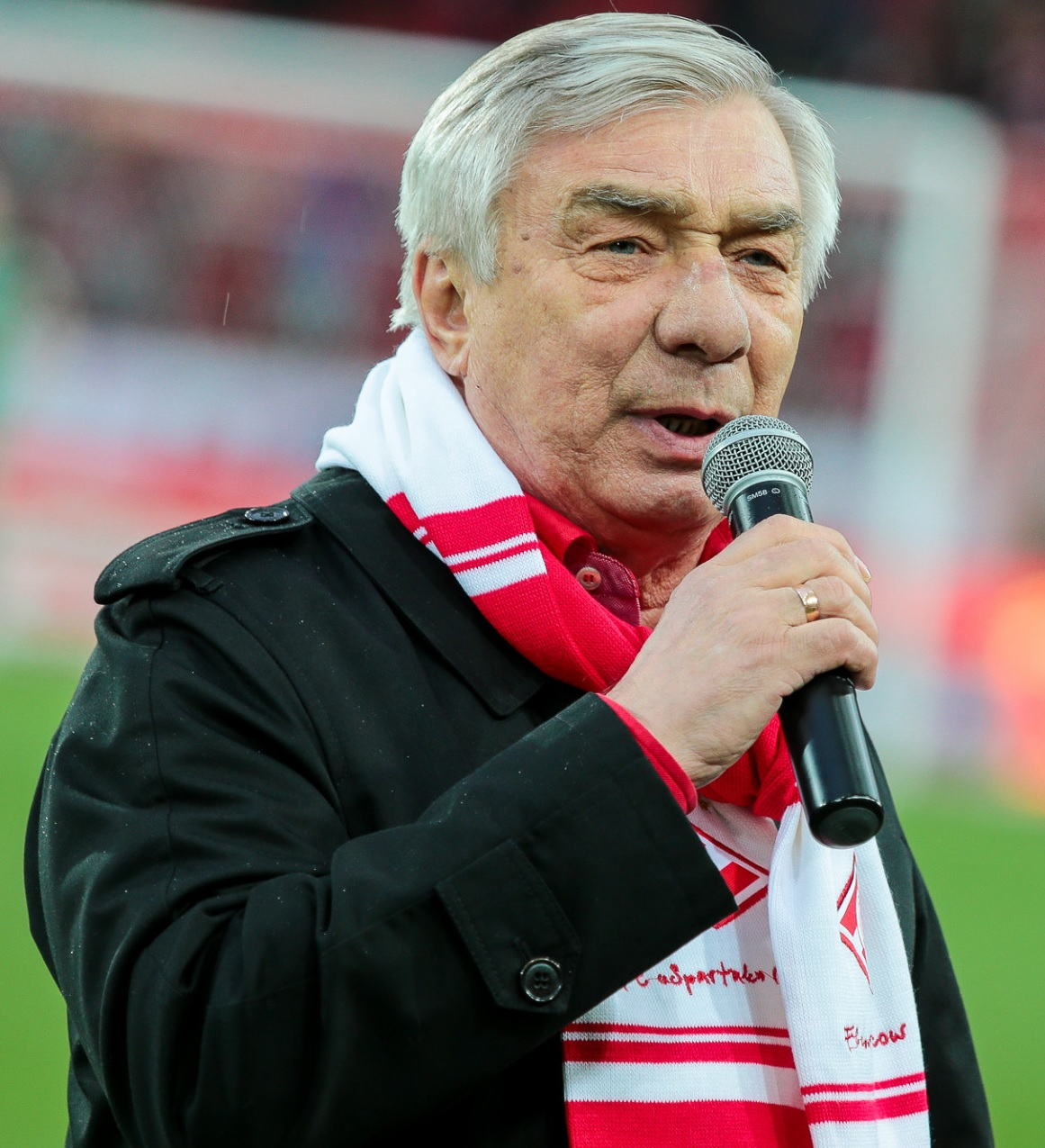
15 iulie: Gheorghi Iarțev, fotbalist și antrenor rus
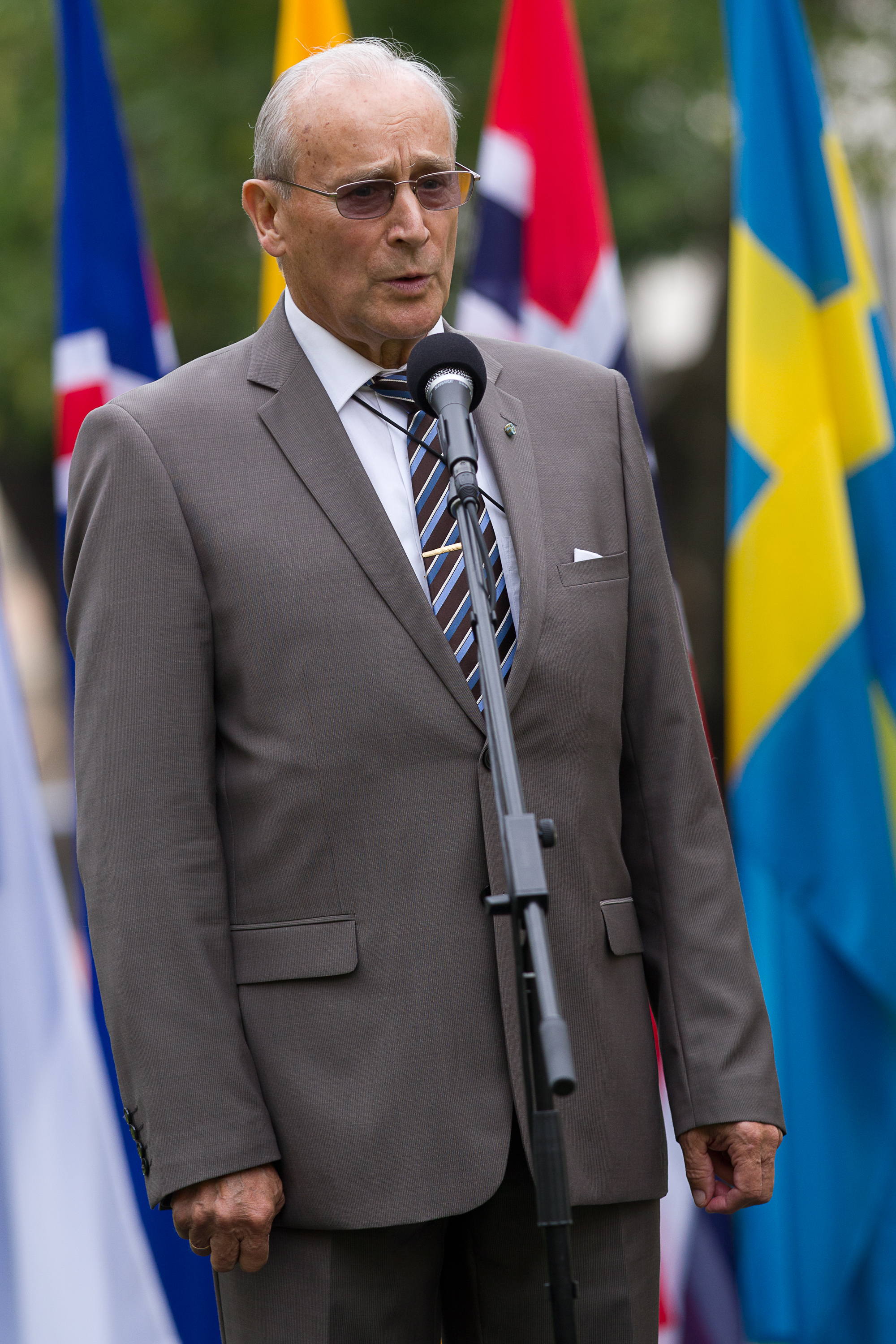
16 iulie: Georgs Andrejevs, om politic leton, membru al Parlamentului European
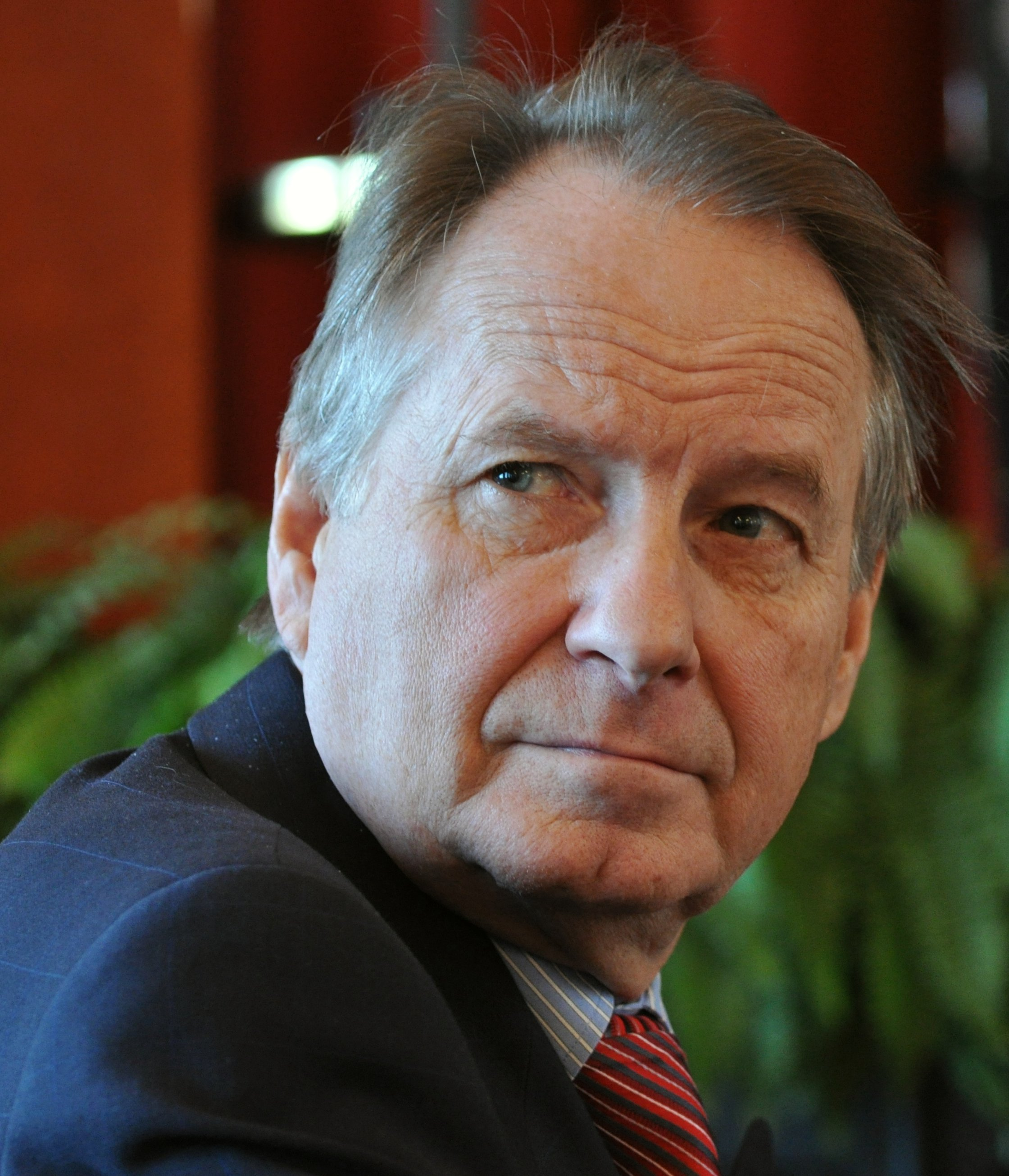
21 iulie: Reino Paasilinna, om politic finlandez, membru al Parlamentului European
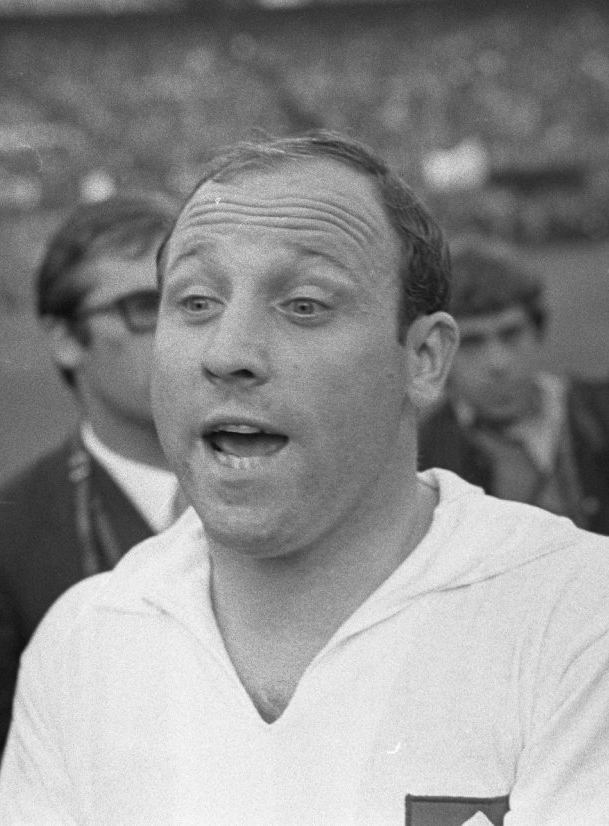
21 iulie: Uwe Seeler, jucător de fotbal și oficial german
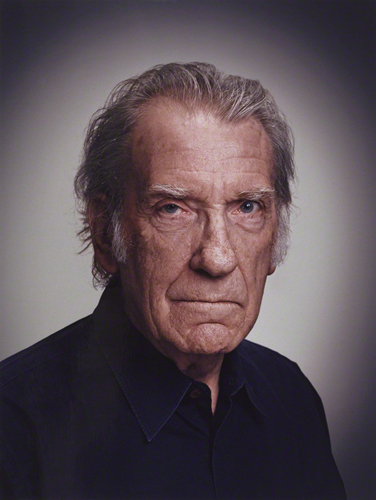
24 iulie: David Warner, actor englez (Titanic)
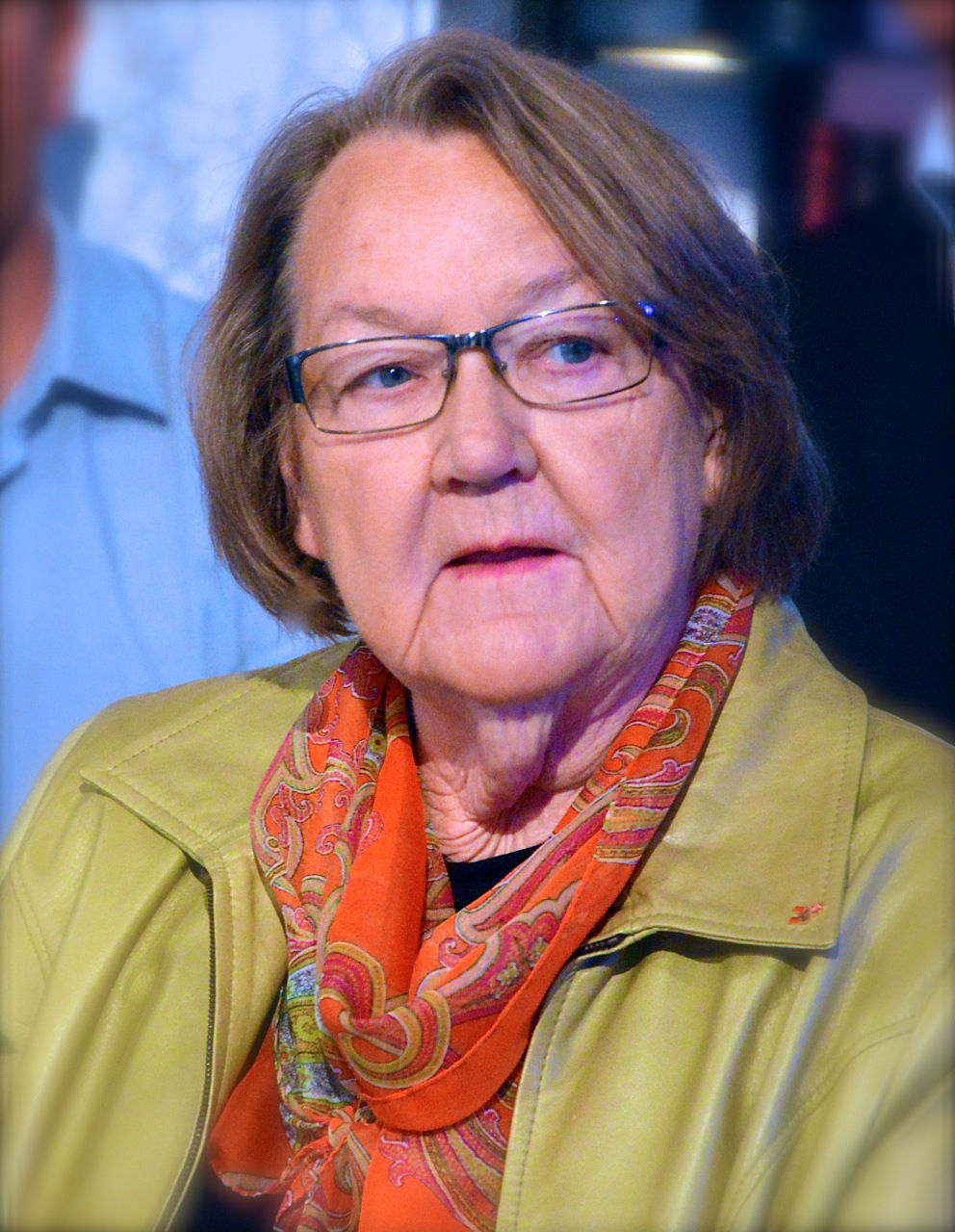
25 iulie: Marit Paulsen, politiciană suedeză, membră al Parlamentului European
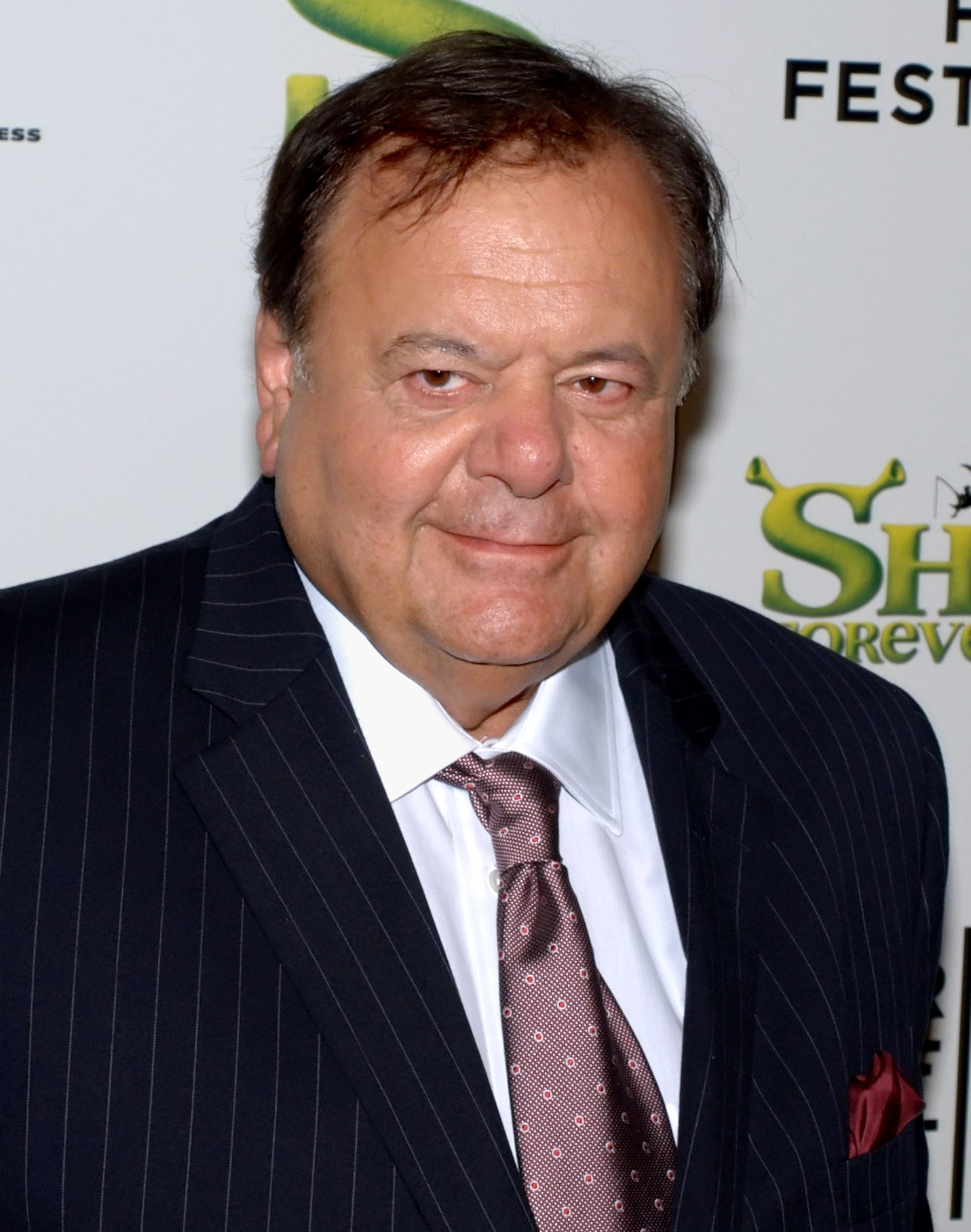
25 iulie: Paul Sorvino, actor american (Băieți buni)
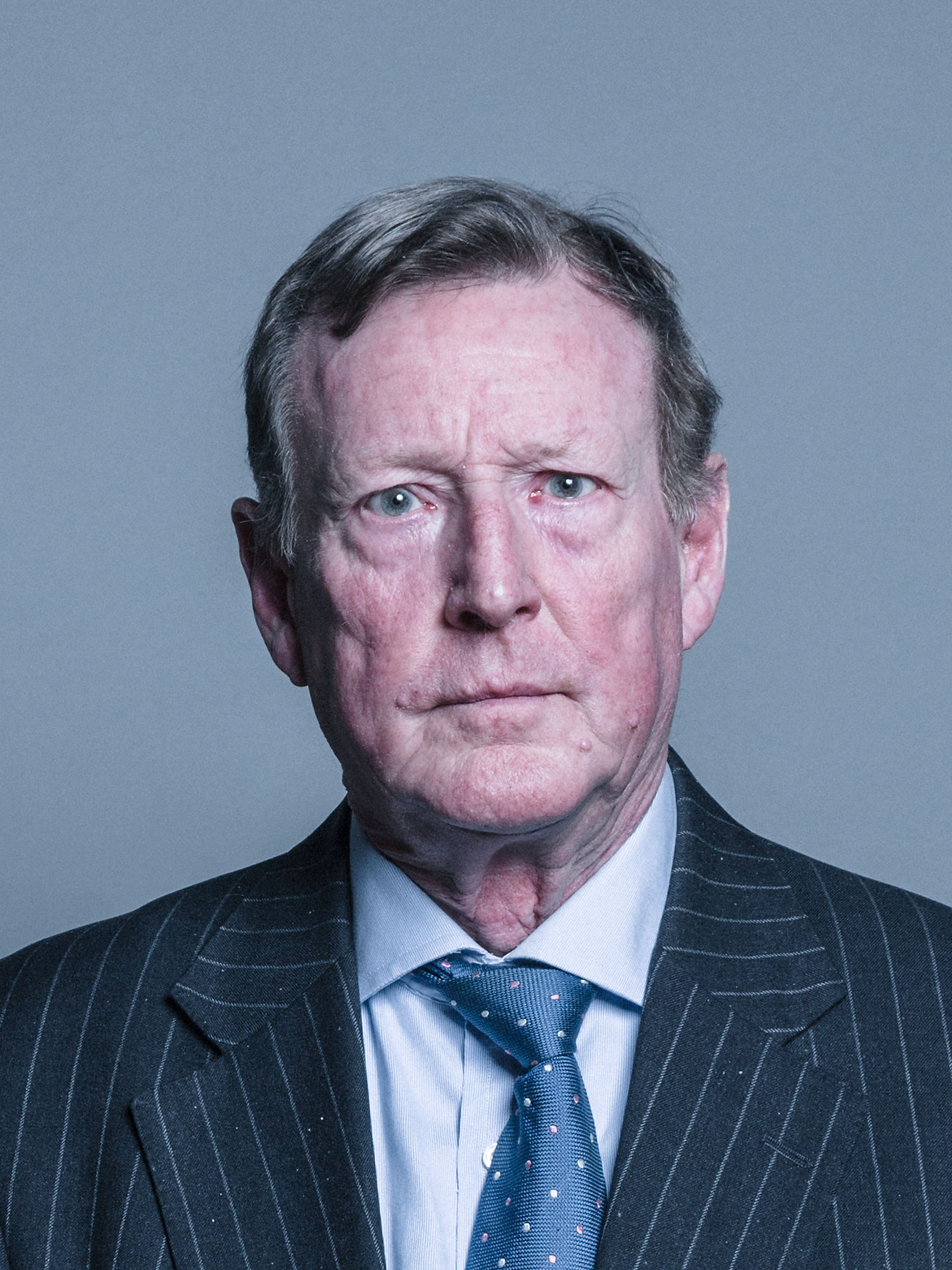
25 iulie: David Trimble, politician britanic, laureat al Premiului Nobel pentru pace
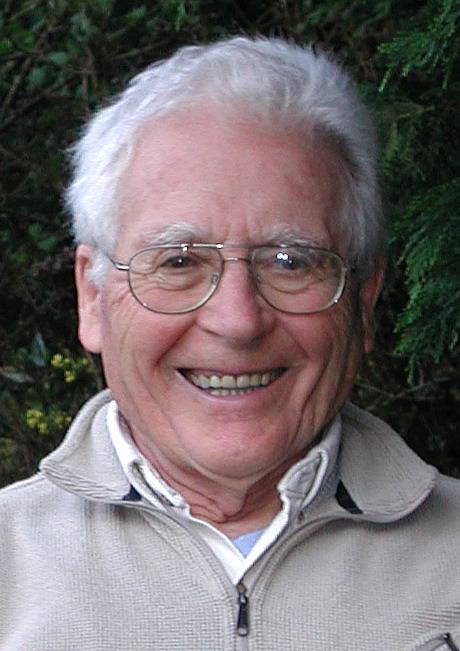
26 iulie: James Lovelock, savant independent, ecologist și futurolog englez
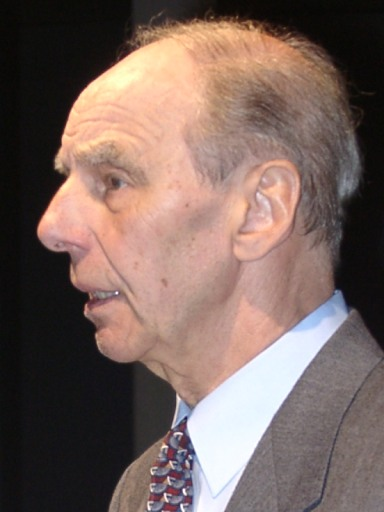
29 iulie: Juris Hartmanis, informatician american de origine letonă
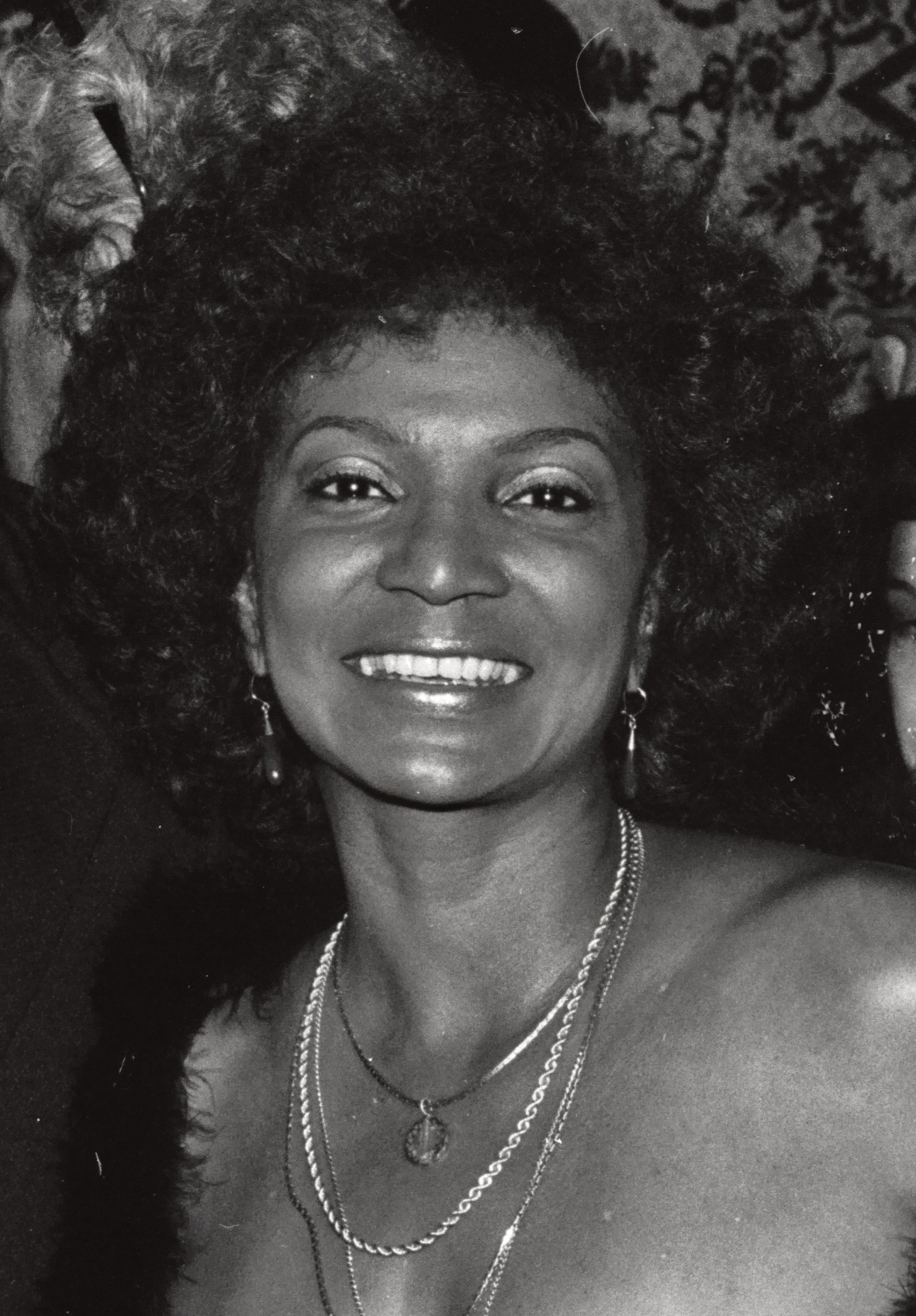
30 iulie: Nichelle Nichols, actriță americană (Star Trek), cântăreață și actriță de voce
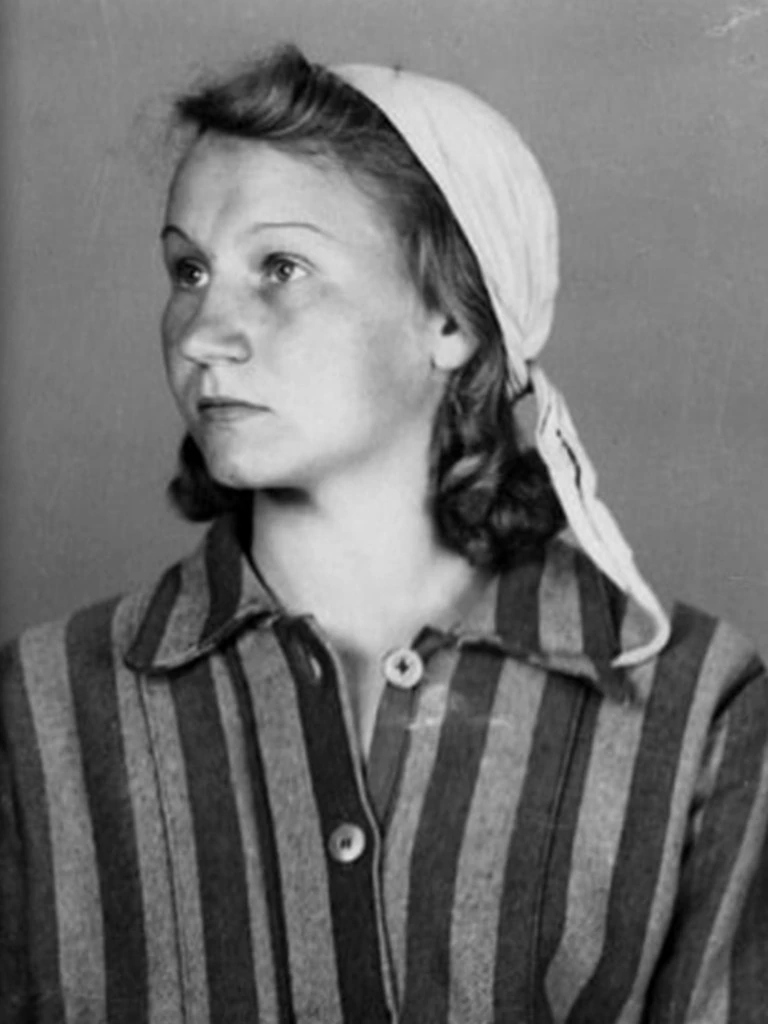
8 august: Zofia Posmysz, scriitoare și scenaristă poloneză
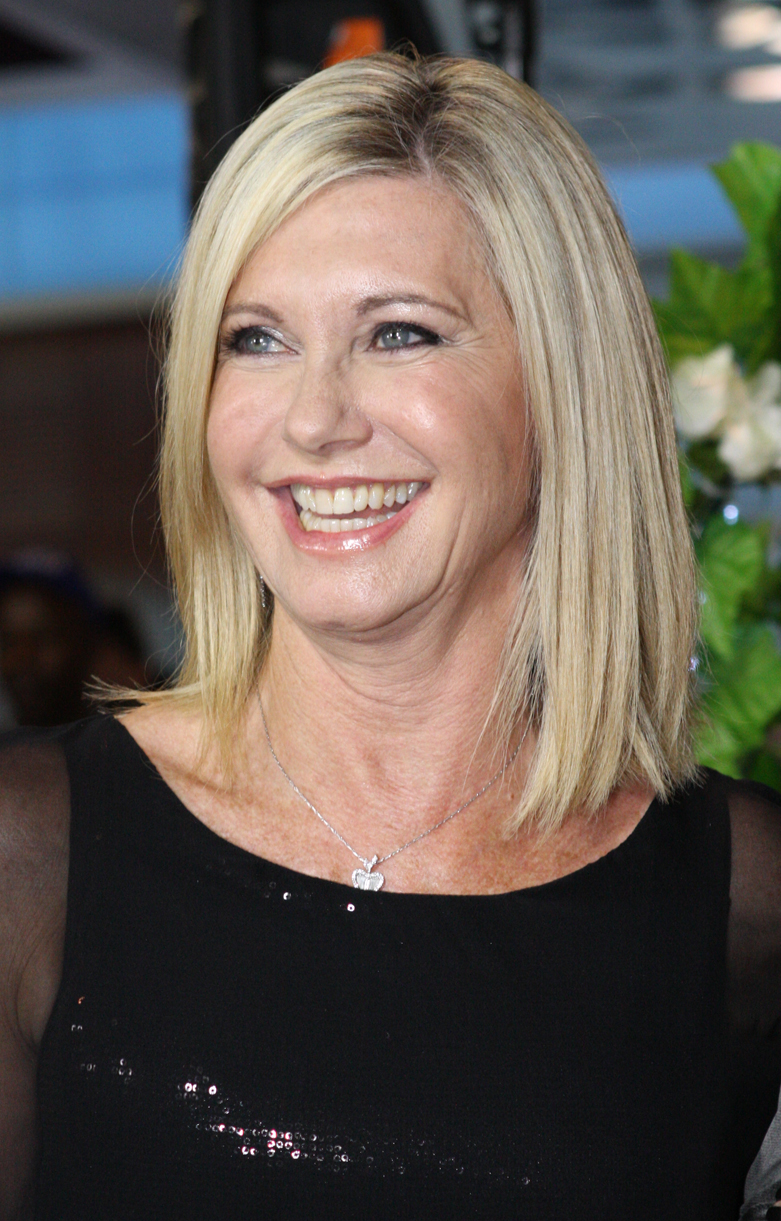
8 august: Olivia Newton-John, cântăreață, compozitoare și actriță australiană
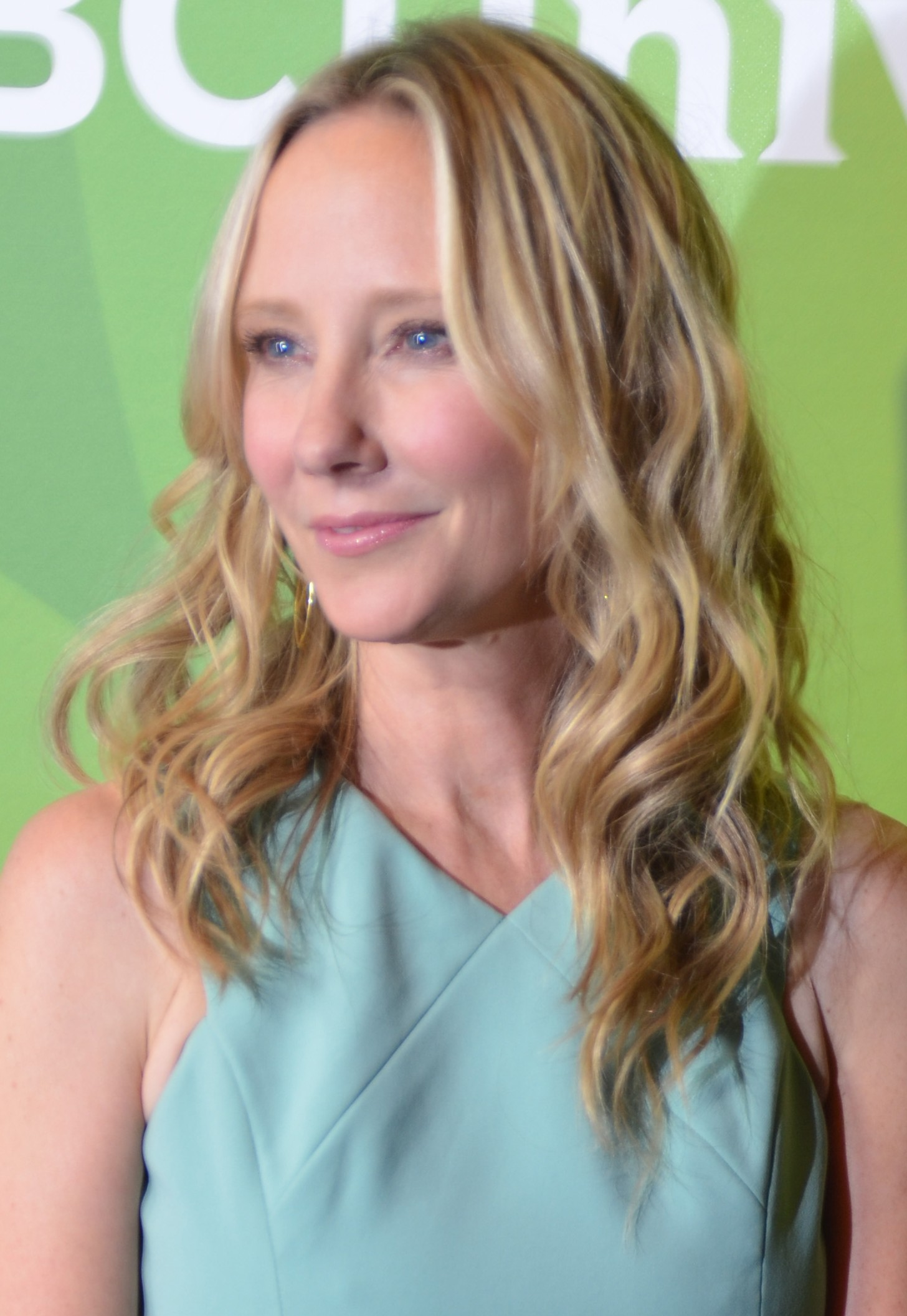
12 august: Anne Heche, actriță americană (Donnie Brasco), regizoare și scenaristă
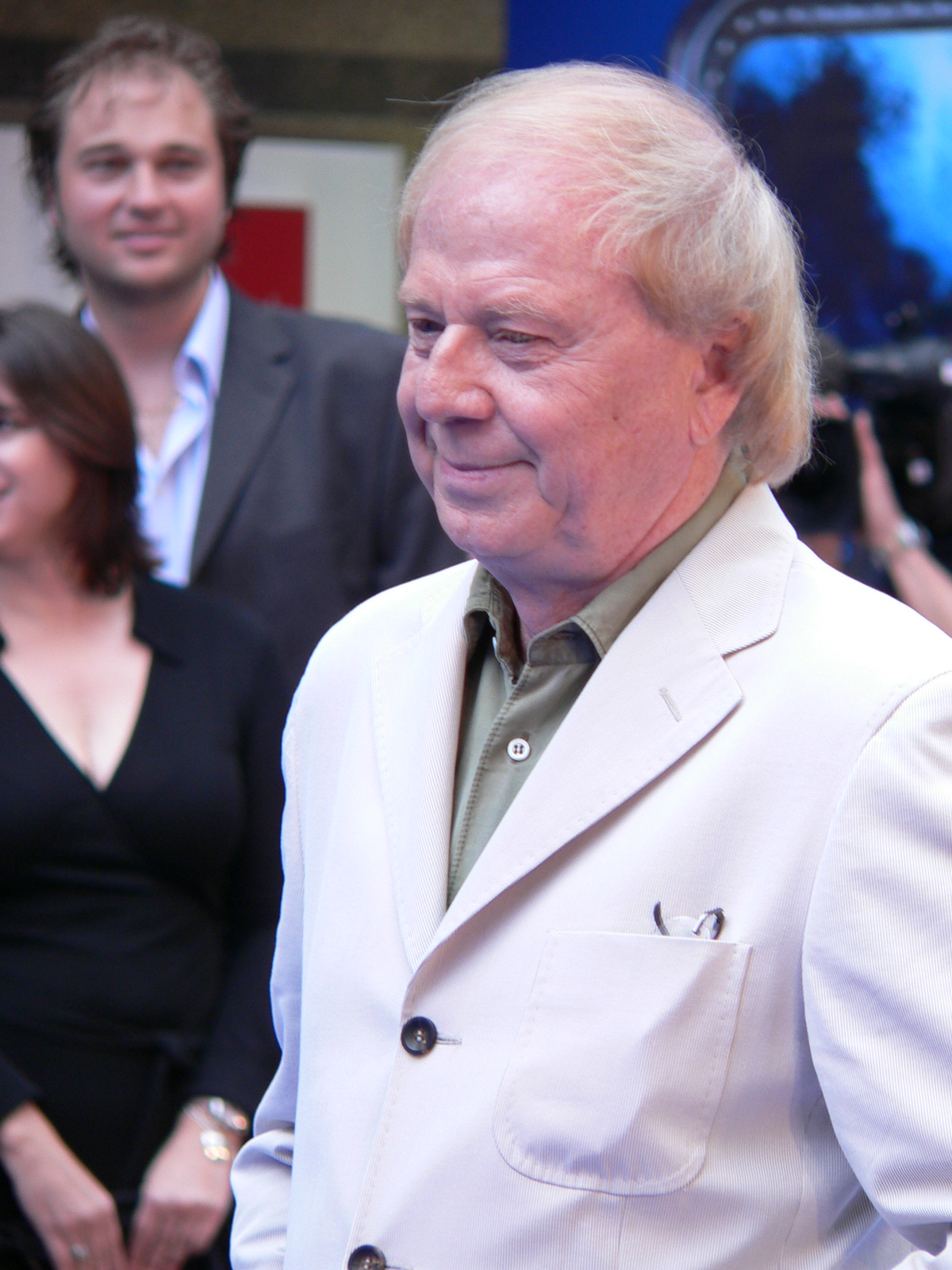
12 august: Wolfgang Petersen, regizor de film german (Troia)
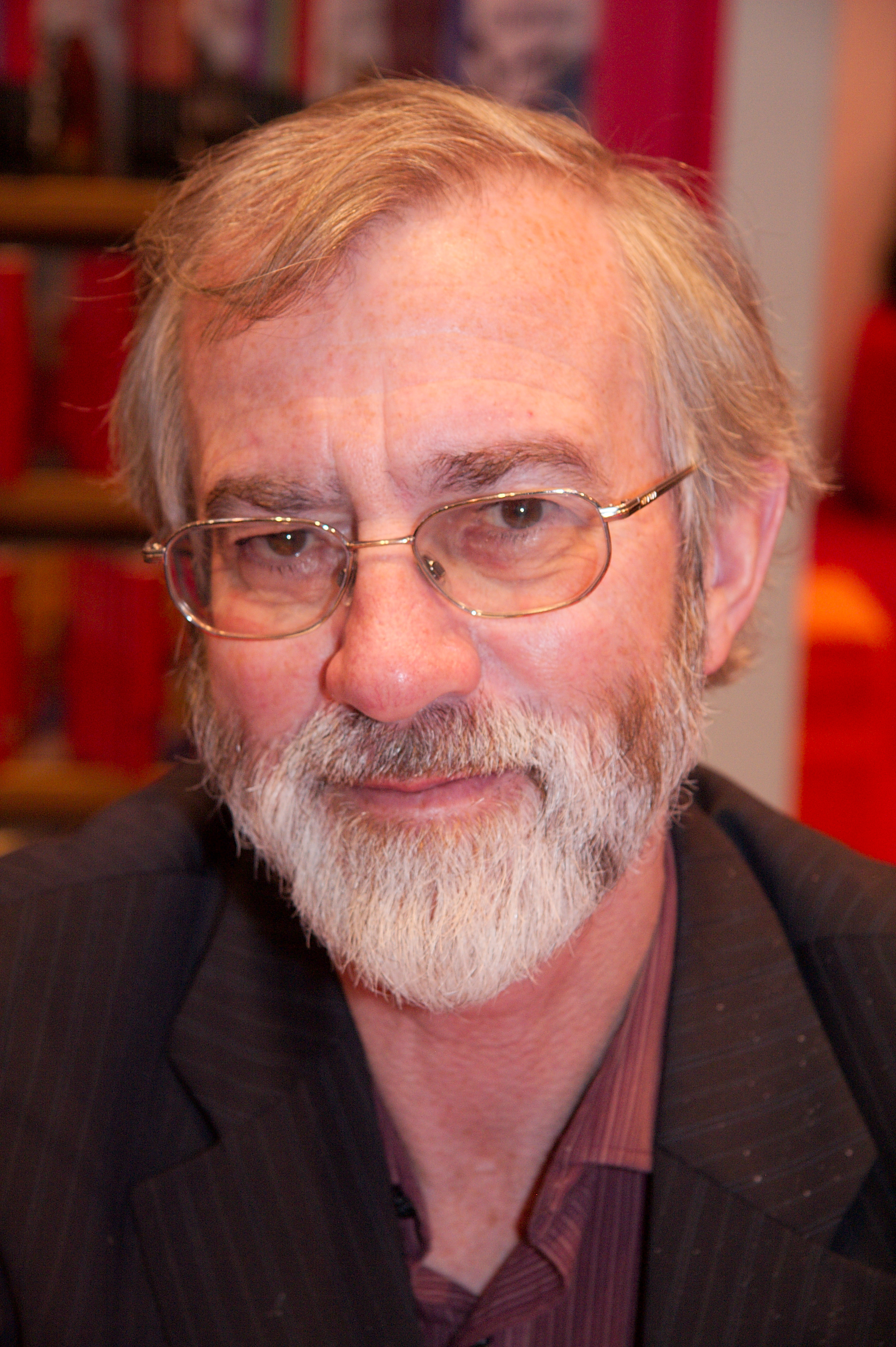
16 august: Joseph Delaney, autor de fantasy și science-fiction, autor al Cronicilor Wardstone
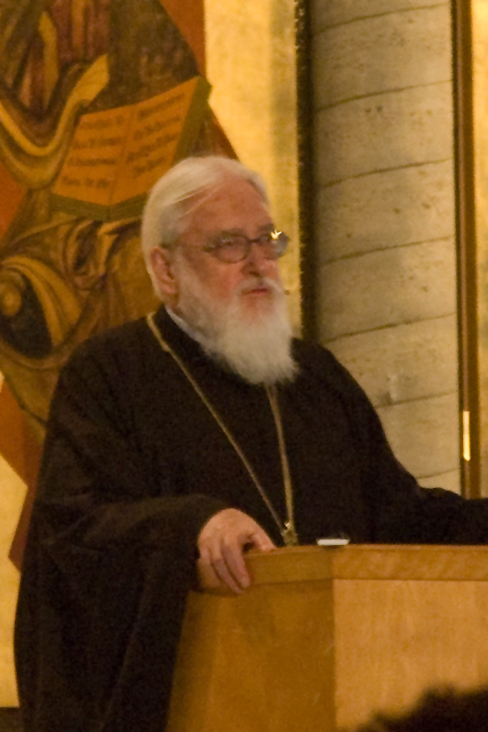
24 august: Kallistos Ware, episcop al Patriarhiei Ecumenice din Constantinopol
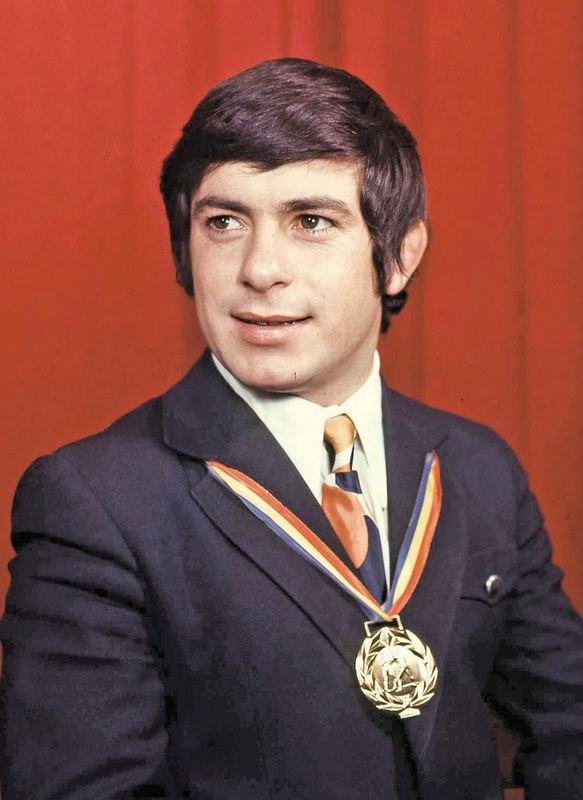
30 august: Gheorghe Berceanu, luptător român, campion olimpic
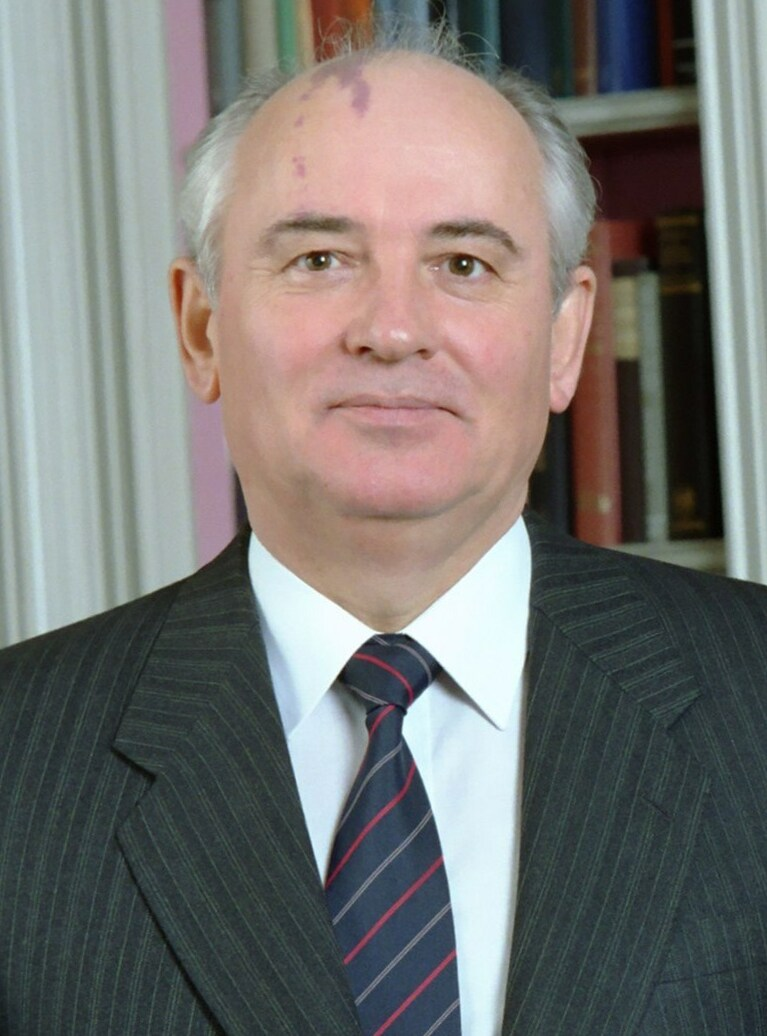
30 august: Mihail Gorbaciov, preşedinte al URSS
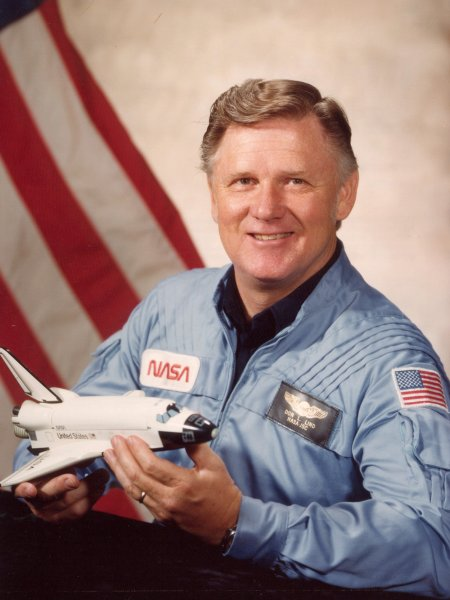
30 august: Don L. Lind, om de știință, ofițer naval, și astronaut american
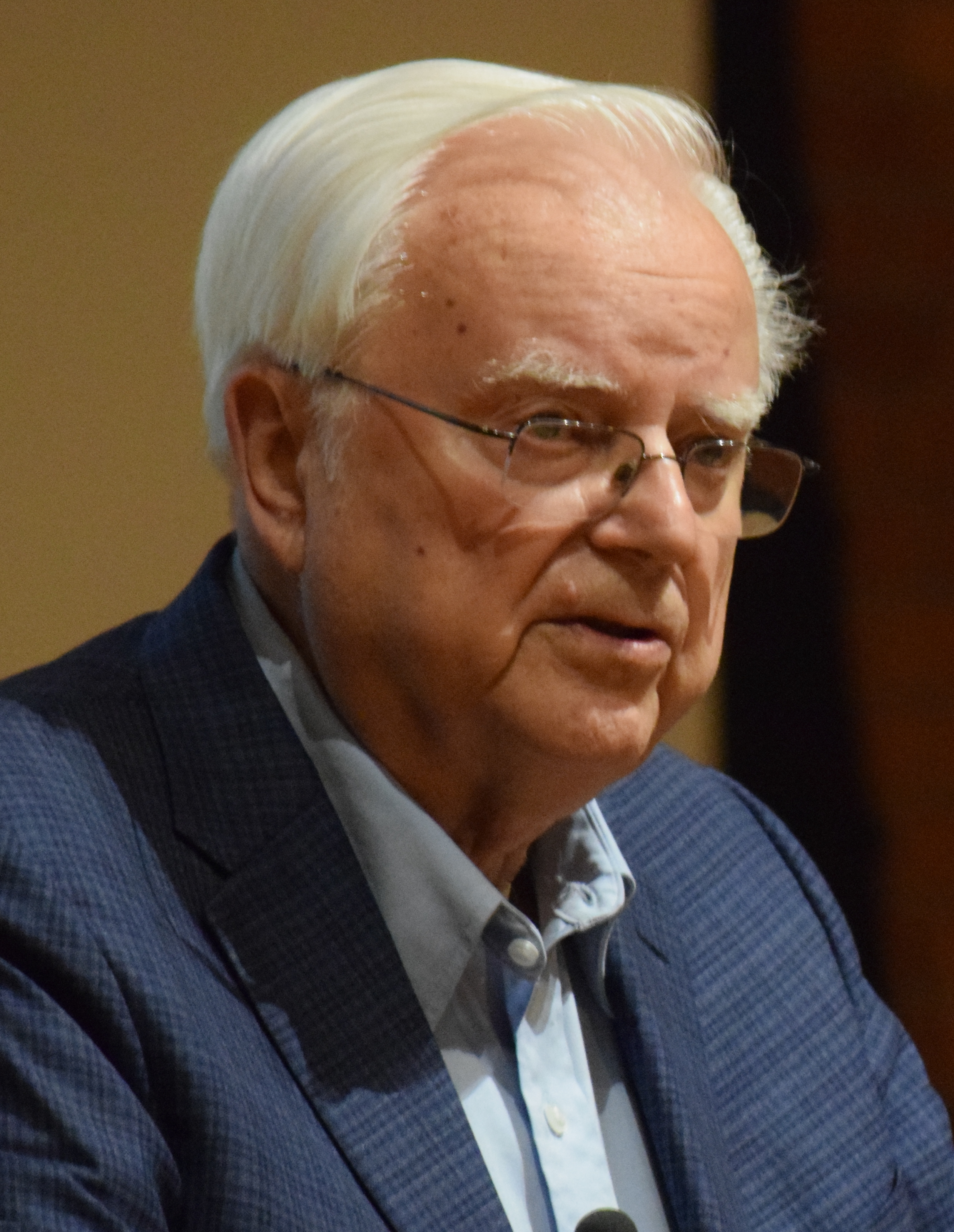
2 septembrie: Frank Drake, astronom și astrofizician american
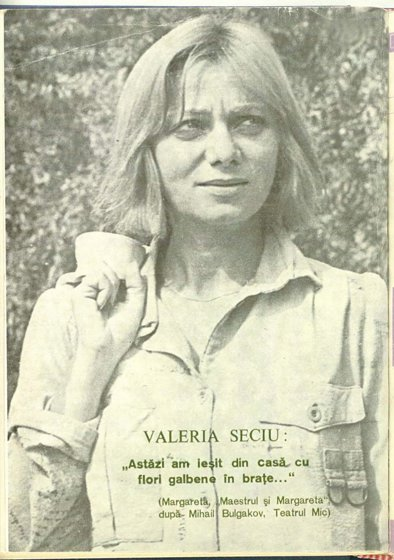
6 septembrie: Valeria Seciu, actriță română de teatru, film, radio, voce și televiziune
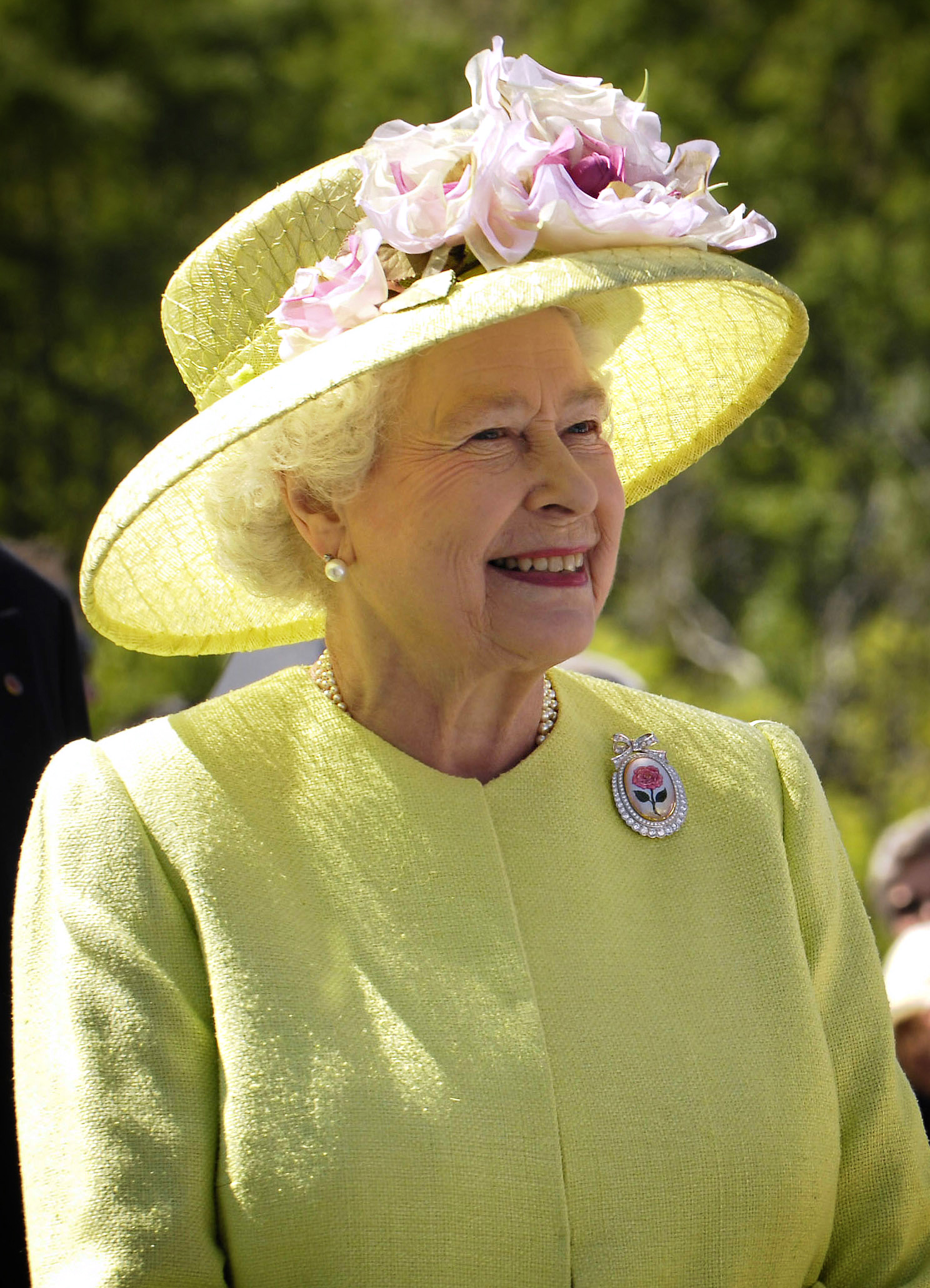
8 septembrie: Elisabeta a II-a, Regina Regatului Unit al Marii Britanii și al Irlandei de Nord
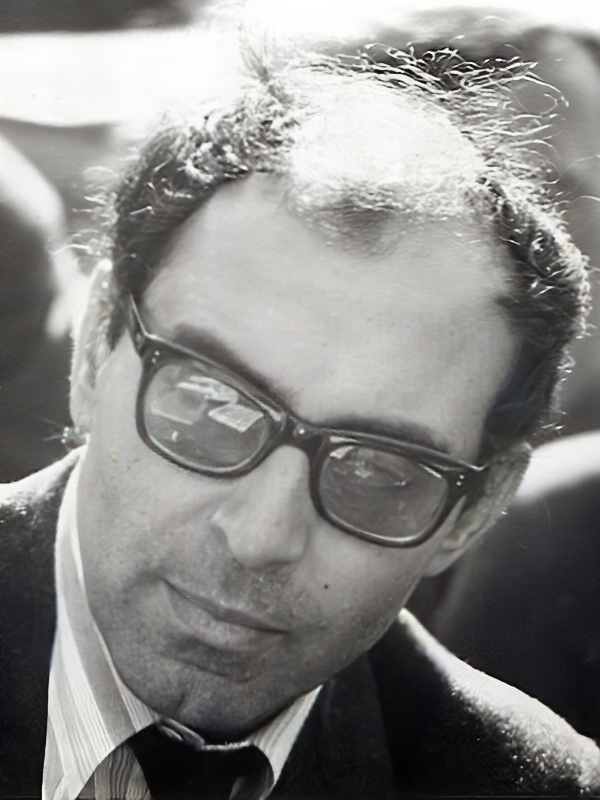
13 septembrie: Jean-Luc Godard, regizor, scenarist și critic de film de origine franceză-elvețiană
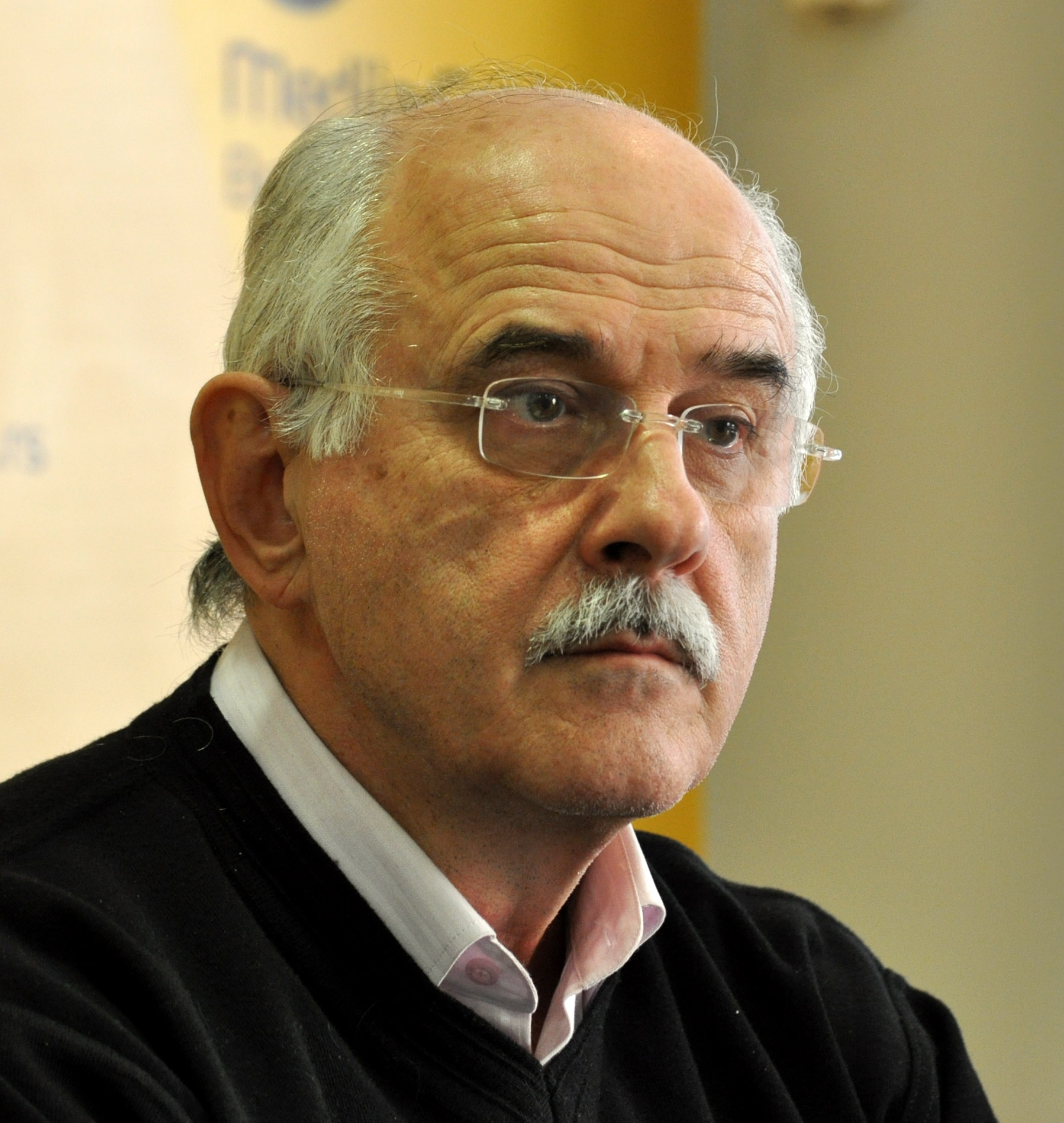
13 septembrie: Kornelije Kovač, compozitor, cântăreț și dirijor sârb de etnie maghiară
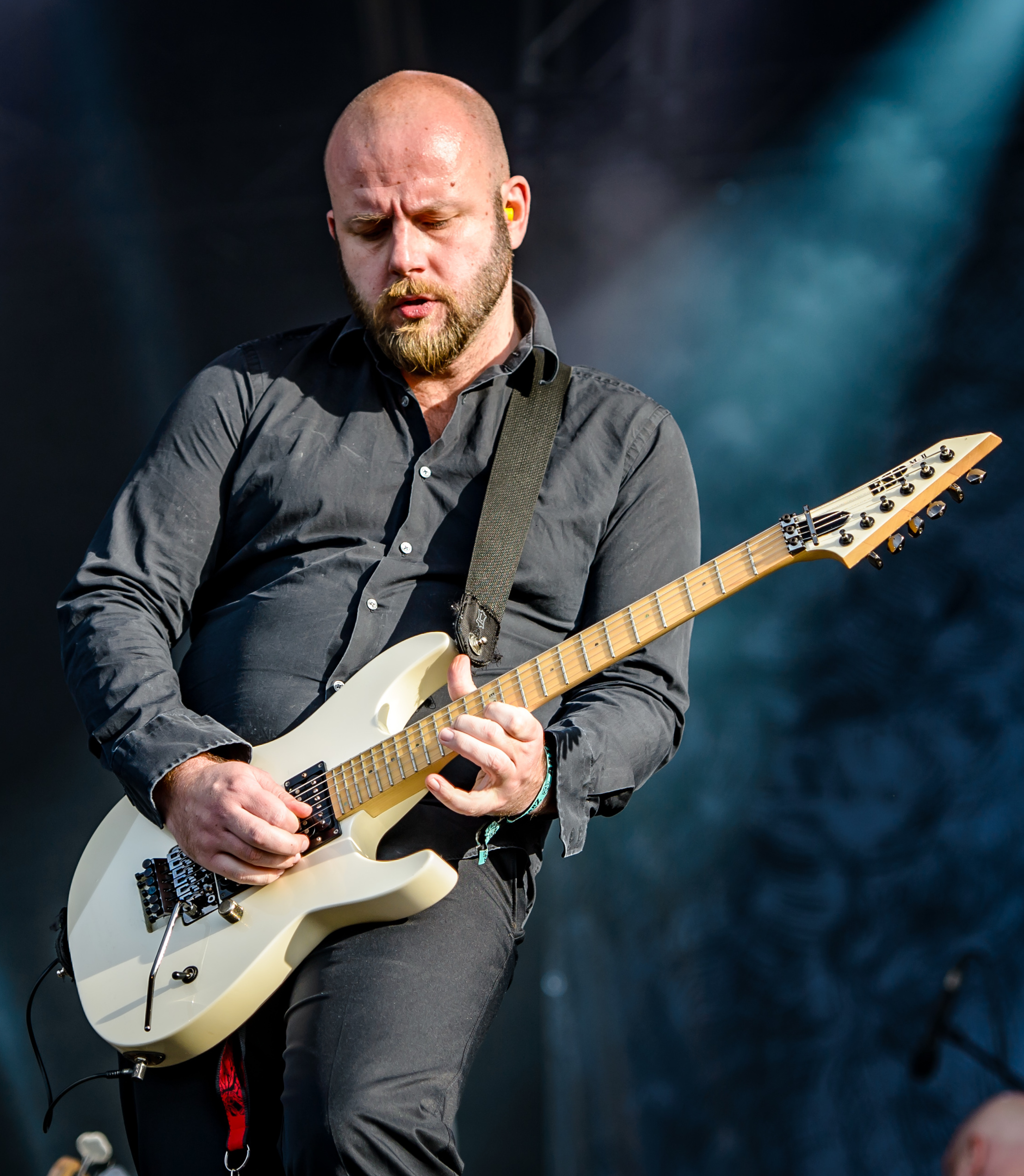
14 septembrie: David Andersson, muzician suedez, membru al formației Soilwork
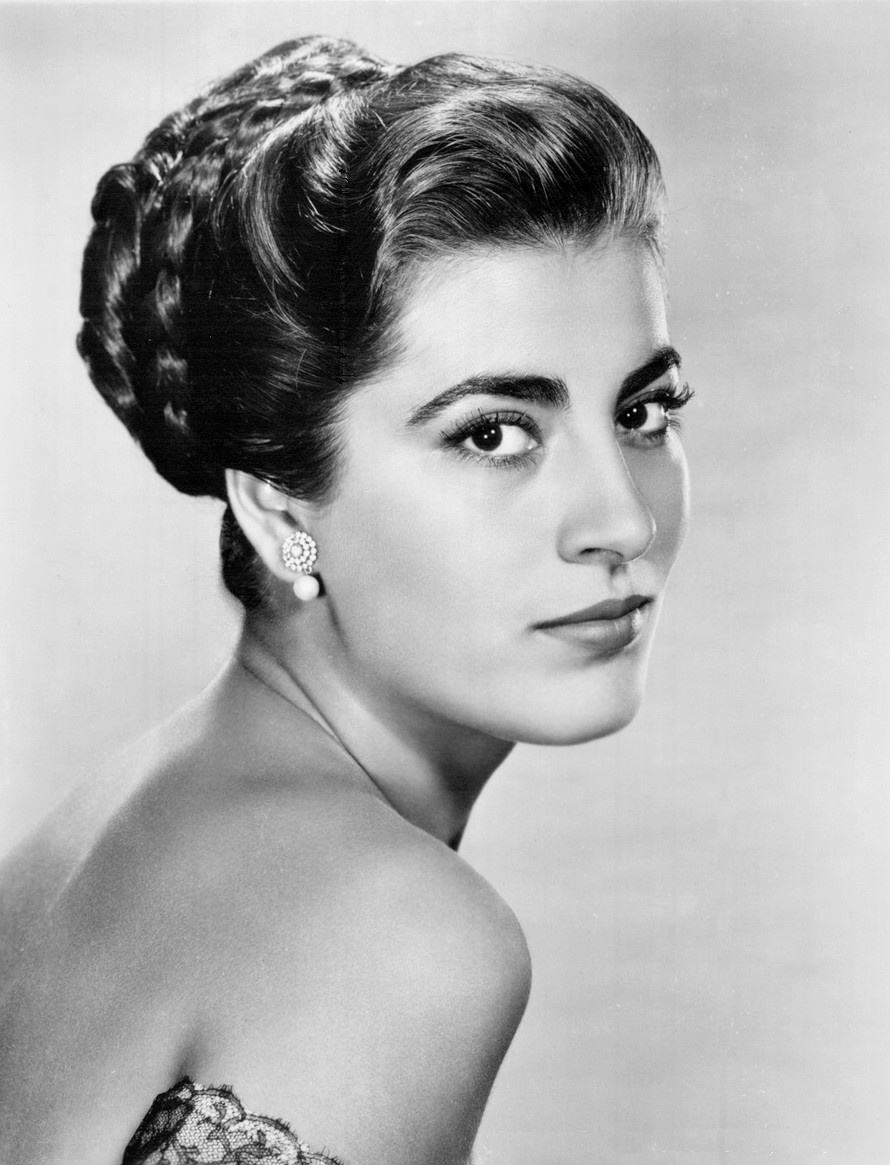
14 septembrie: Irene Papas, actriță greacă și cântăreață
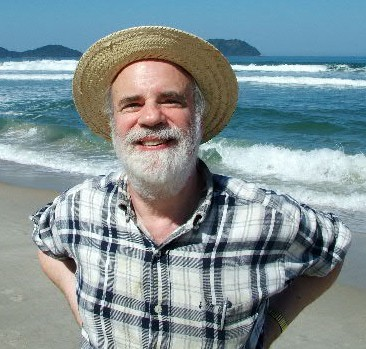
15 septembrie: Saul Kripke, filosof și logician american
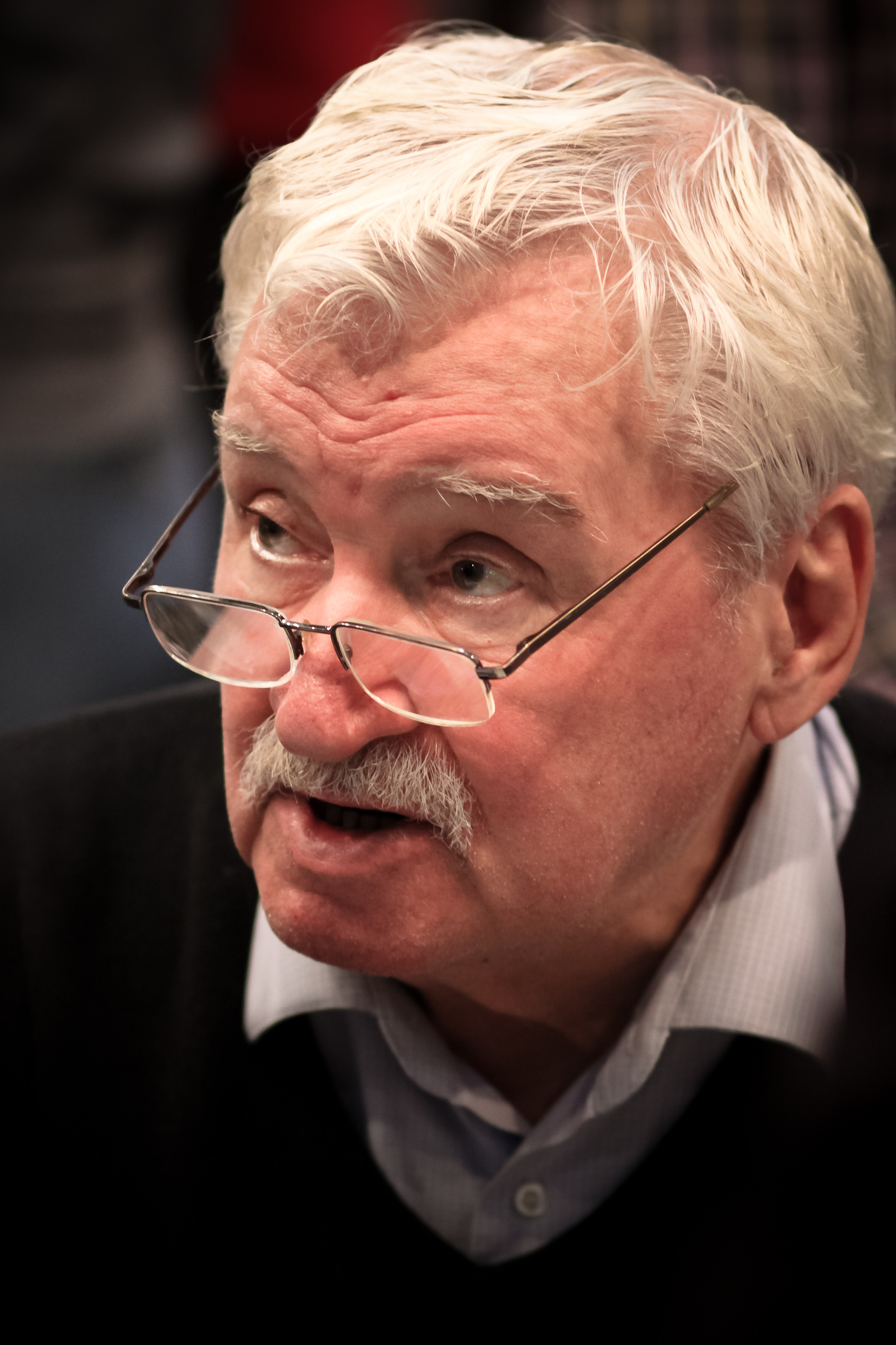
17 septembrie: Igor Maslennikov, regizor de filme rus
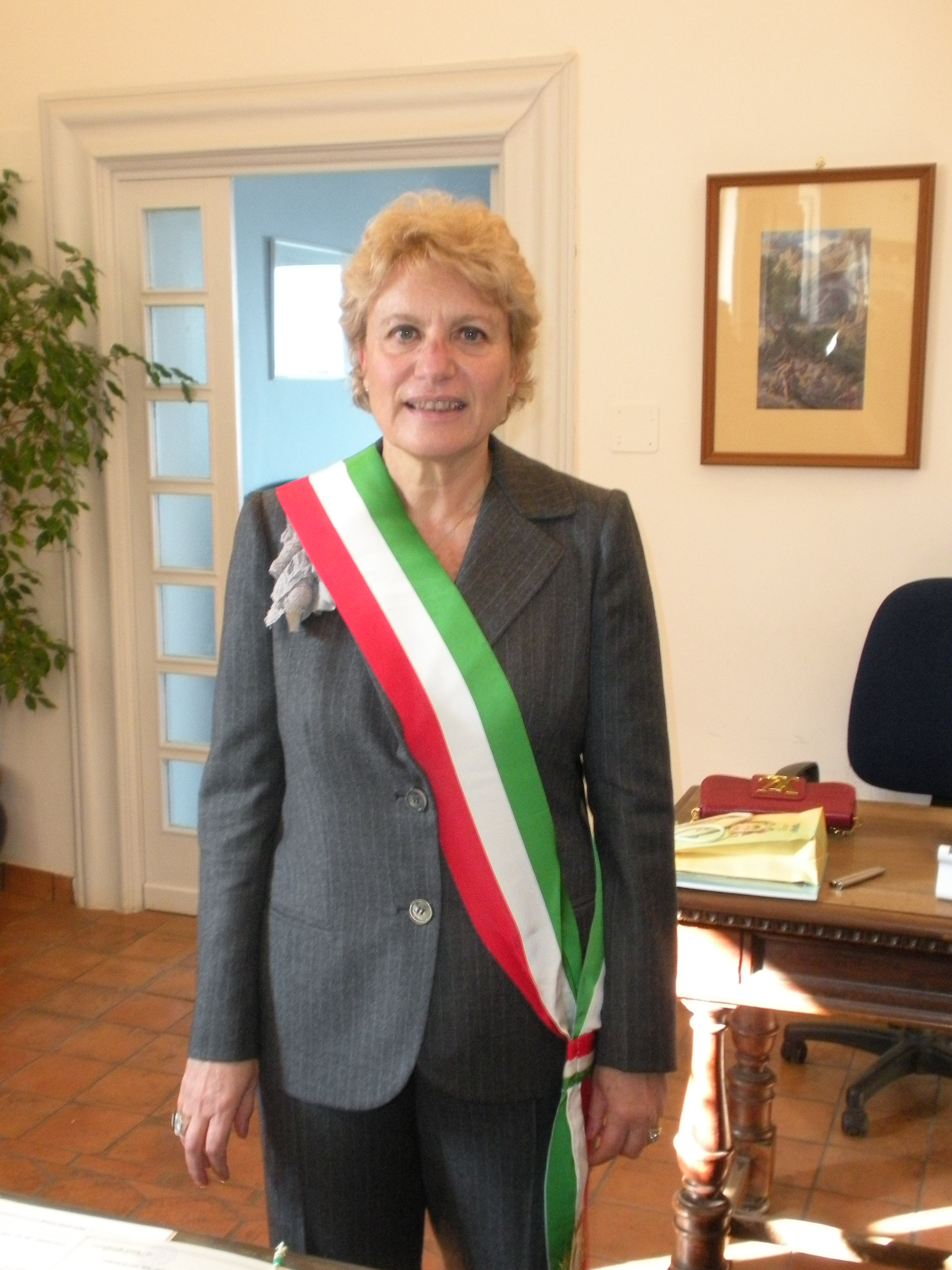
17 septembrie: Maria Grazia Pagano, politiciană italiană, membră a Parlamentului European
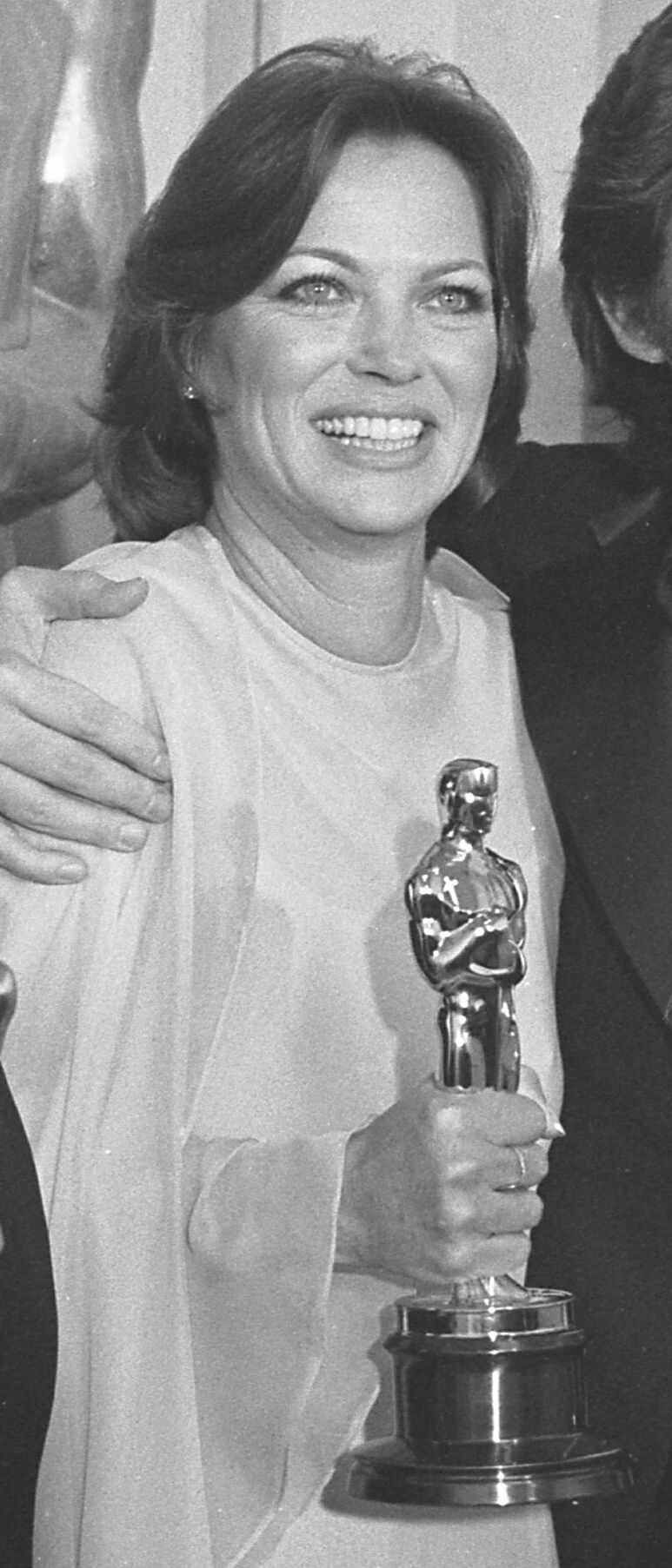
23 septembrie: Louise Fletcher, actriță americană de film și televiziune, laureată a Premiului Oscar
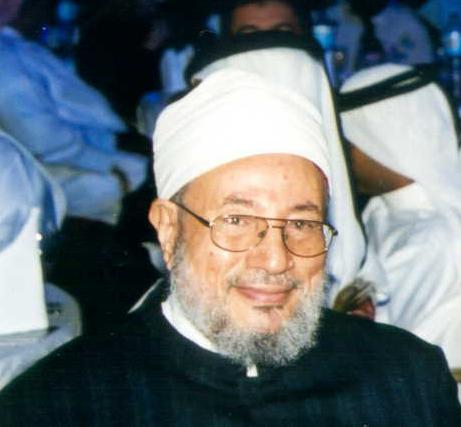
26 septembrie: Yusuf al-Qaradawi, teolog egiptean islamic
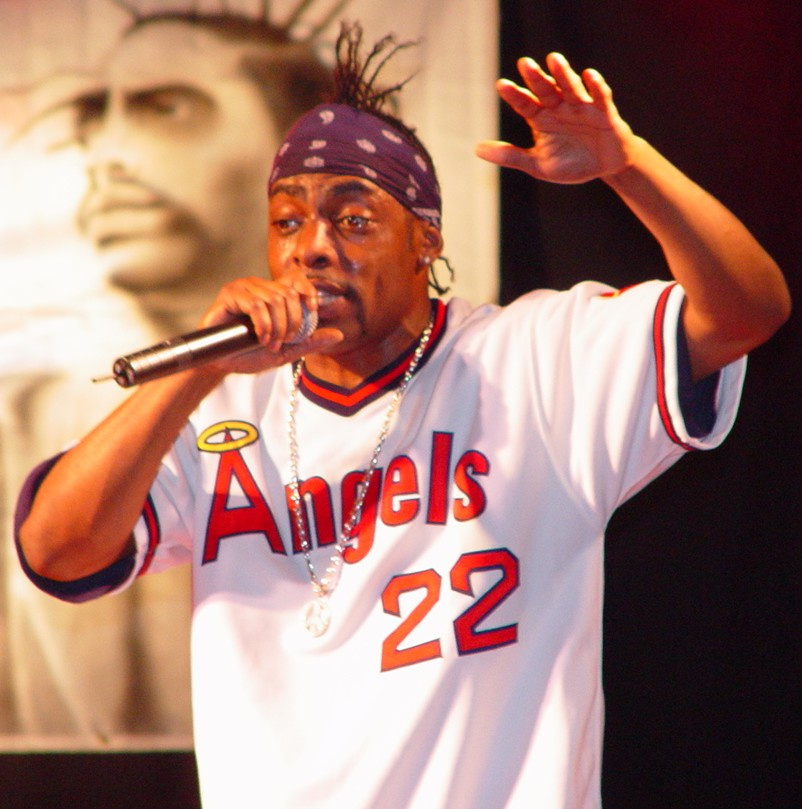
28 septembrie: Coolio, rapper, chef, actor și producător muzical american
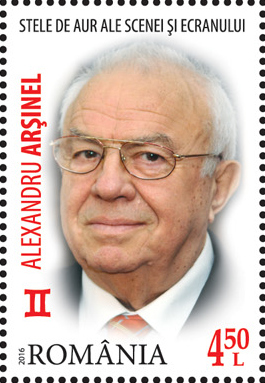
29 septembrie: Alexandru Arșinel, actor român
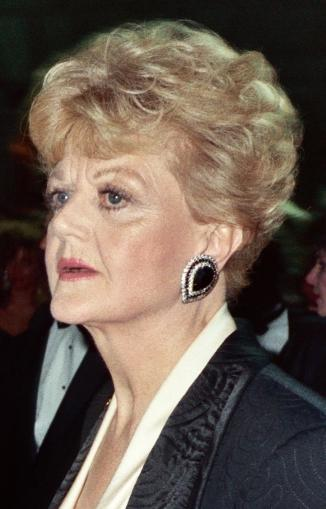
11 octombrie: Angela Lansbury, actriță engleză de teatru și film
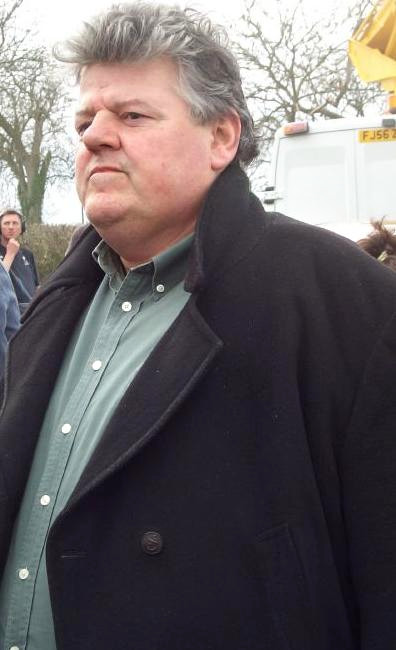
14 octombrie: Robbie Coltrane, actor, comedian și autor scoțian (Harry Potter)
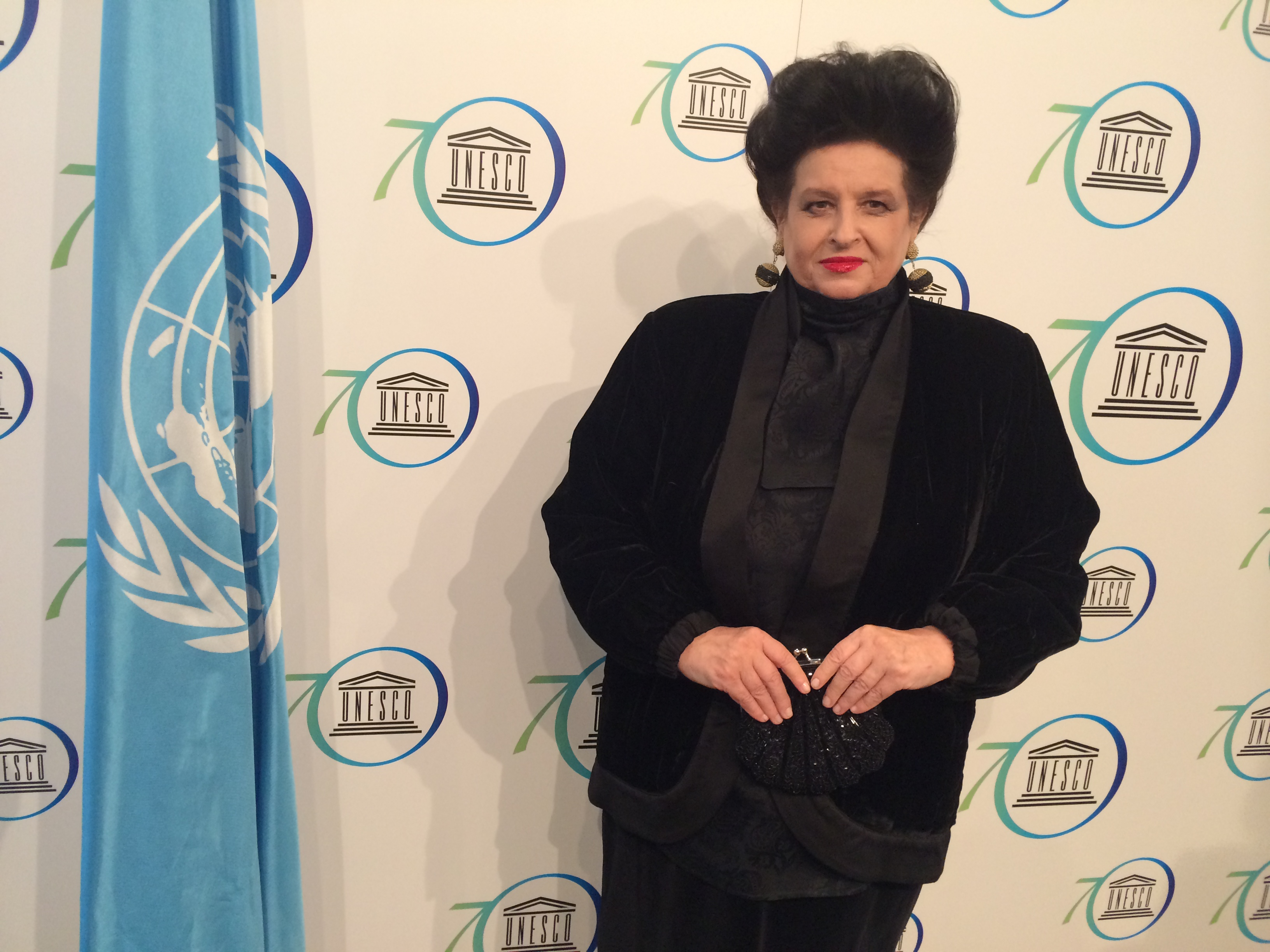
14 octombrie: Mariana Nicolesco, soprană de origine română
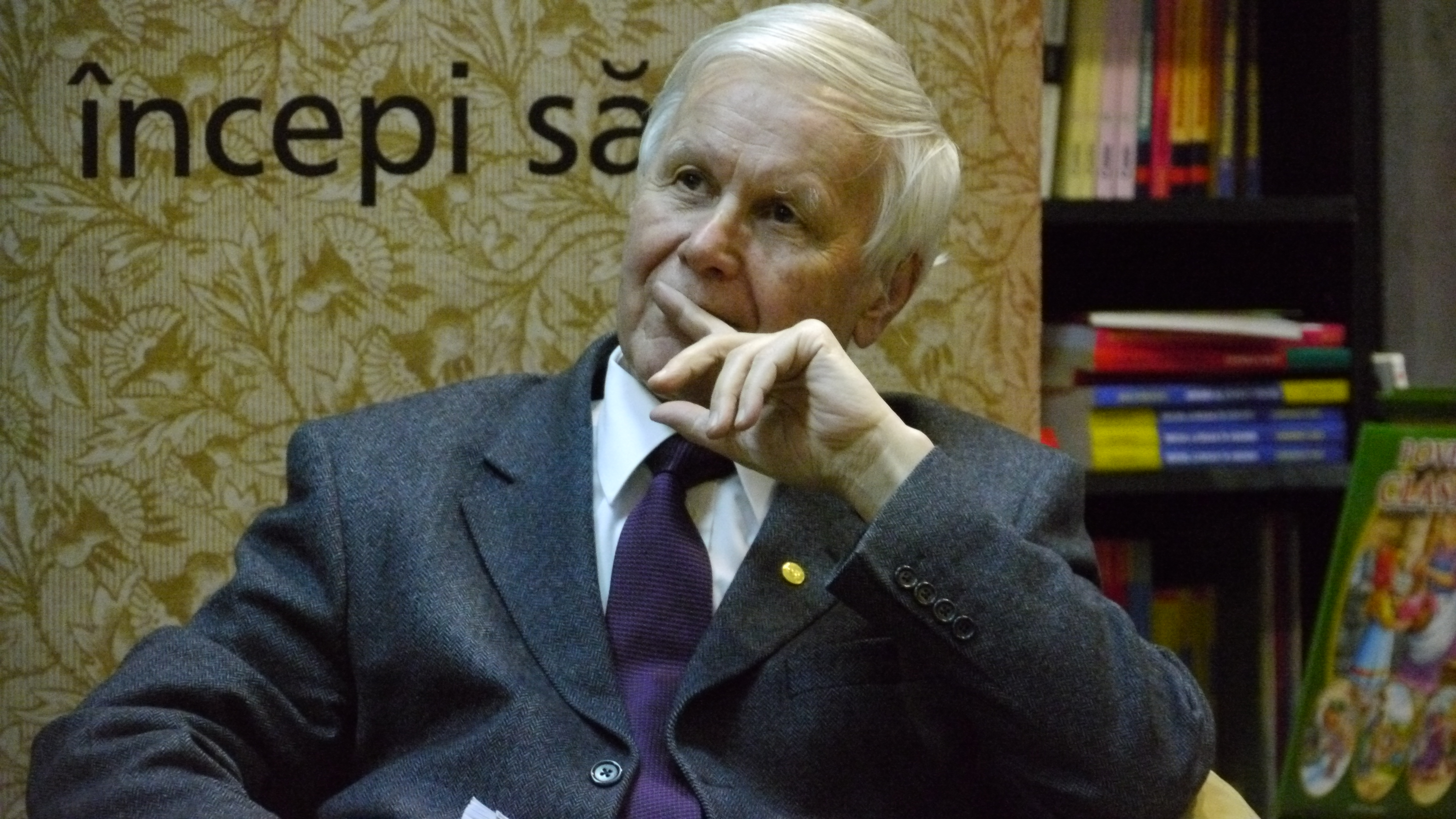
18 octombrie: Eugen Simion, critic și istoric literar, editor, eseist, profesor universitar român, membru titular al Academiei Române, președinte
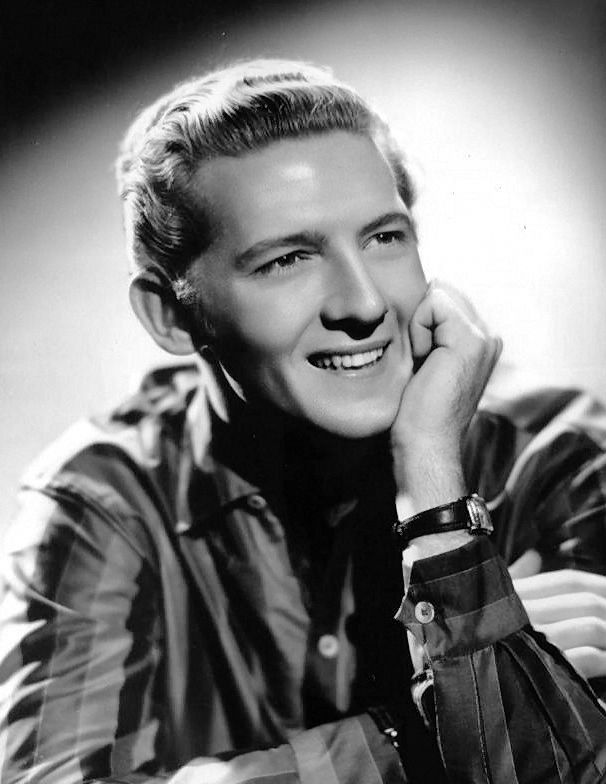
28 octombrie: Jerry Lee Lewis, solist și pianist american de muzică rock and roll, rockabilly și country
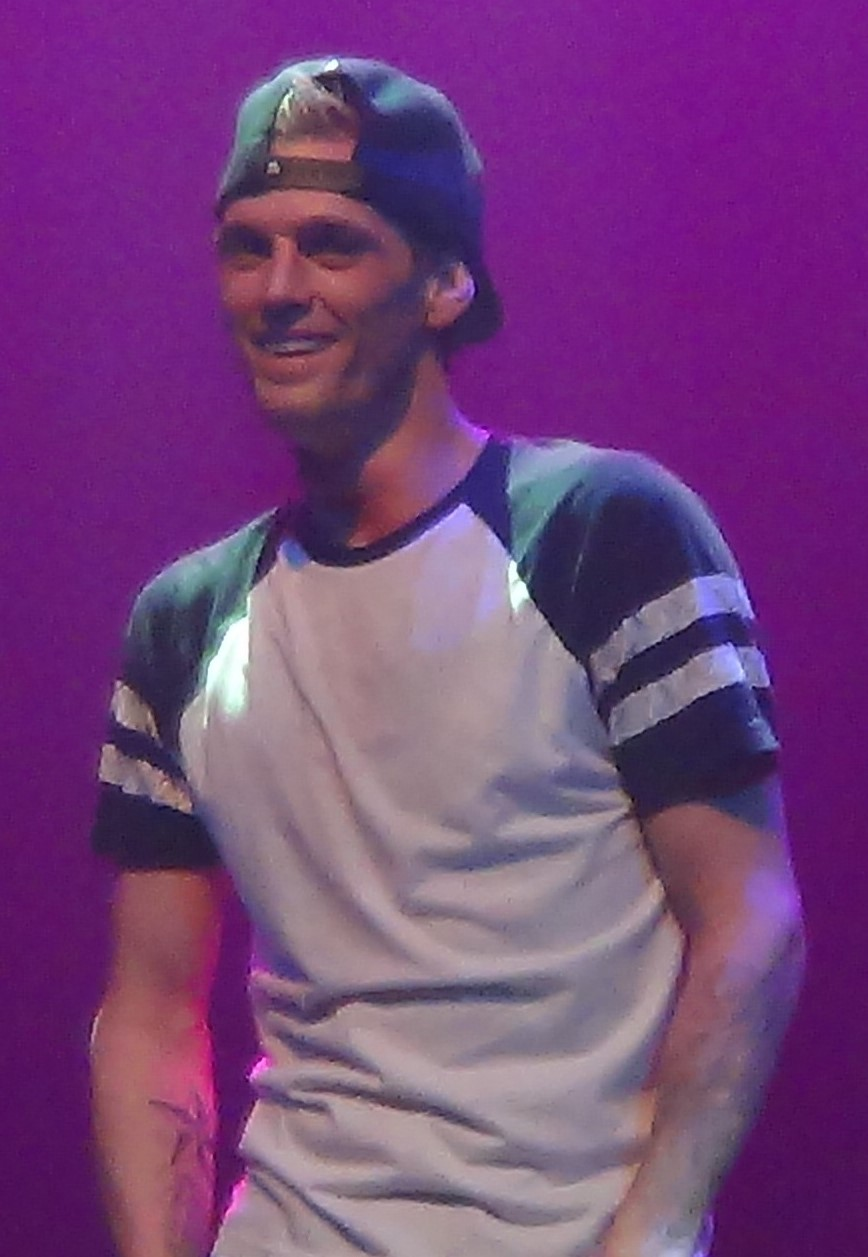
5 noiembrie: Aaron Carter, actor și cântăreț american
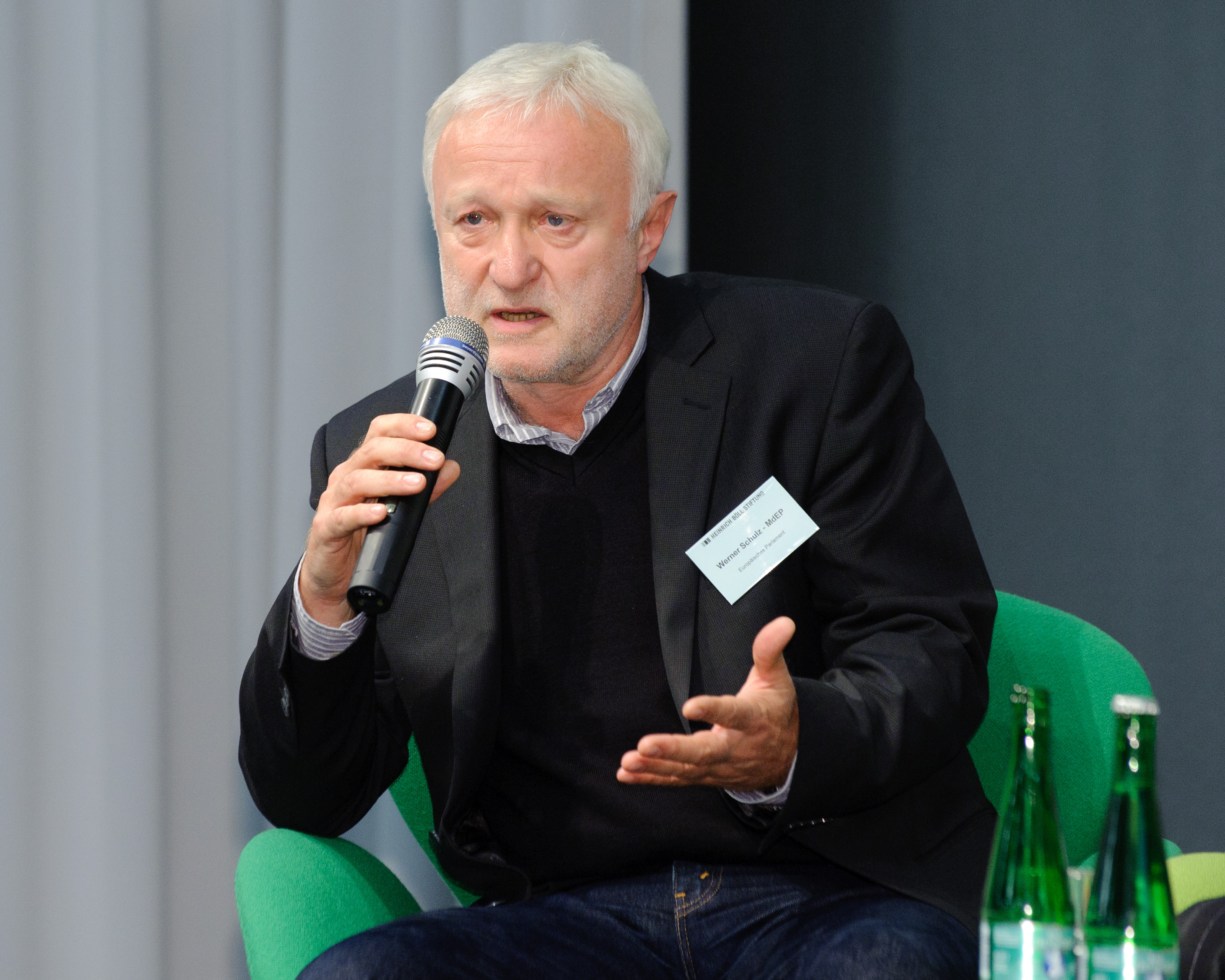
9 noiembrie: Werner Schulz, politician german, membru al Parlamentului European
13 noiembrie: Constantin Codrescu, actor român
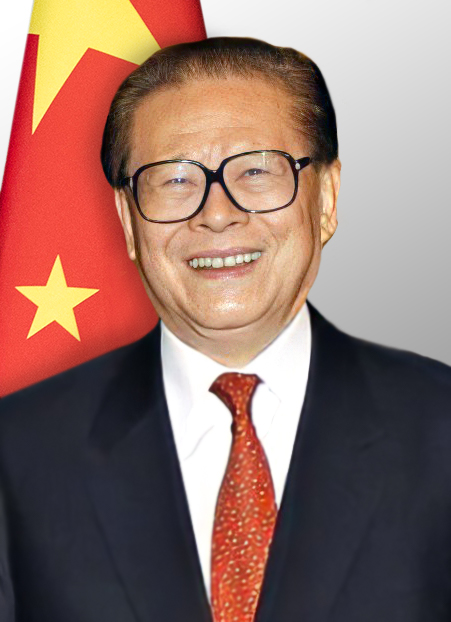
30 noiembrie: Jiang Zemin, politician chinez, Secretar general al Partidului Comunist din China, Președinte al Republicii Populare Chineze
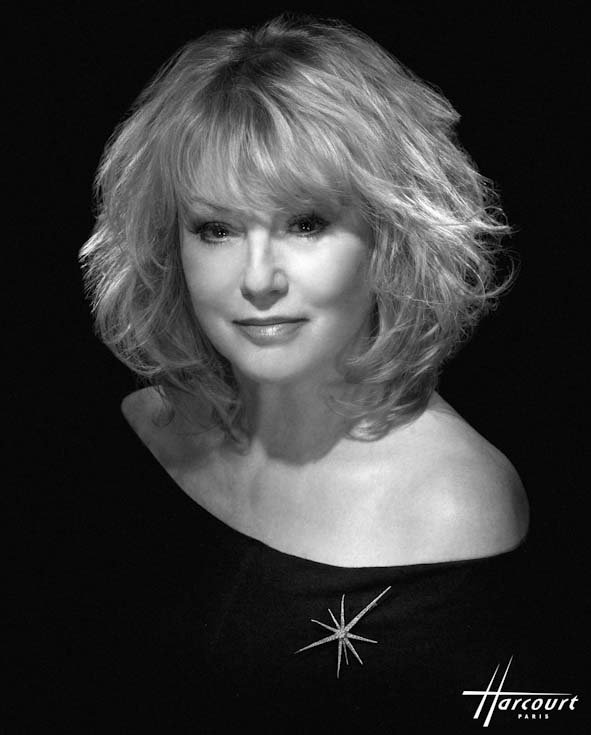
1 decembrie: Mylène Demongeot, actriță franceză de film
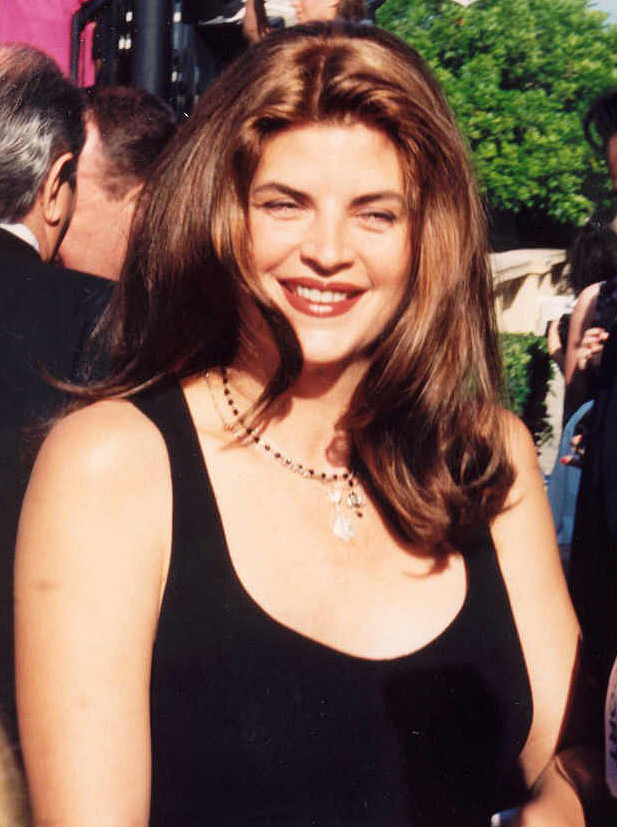
5 decembrie: Kirstie Alley, actriță americană de film
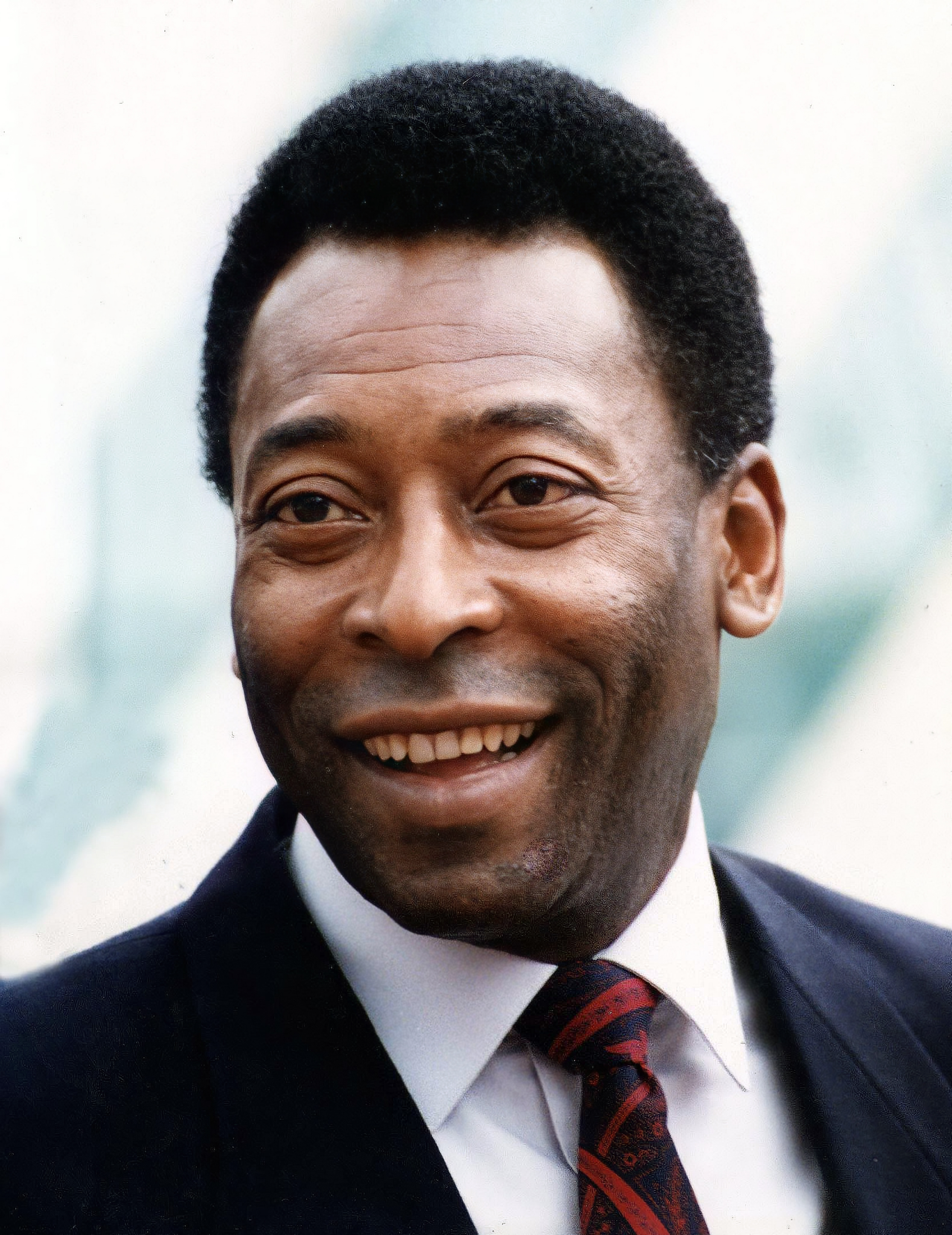
29 decembrie: Pelé, fotbalist brazilian
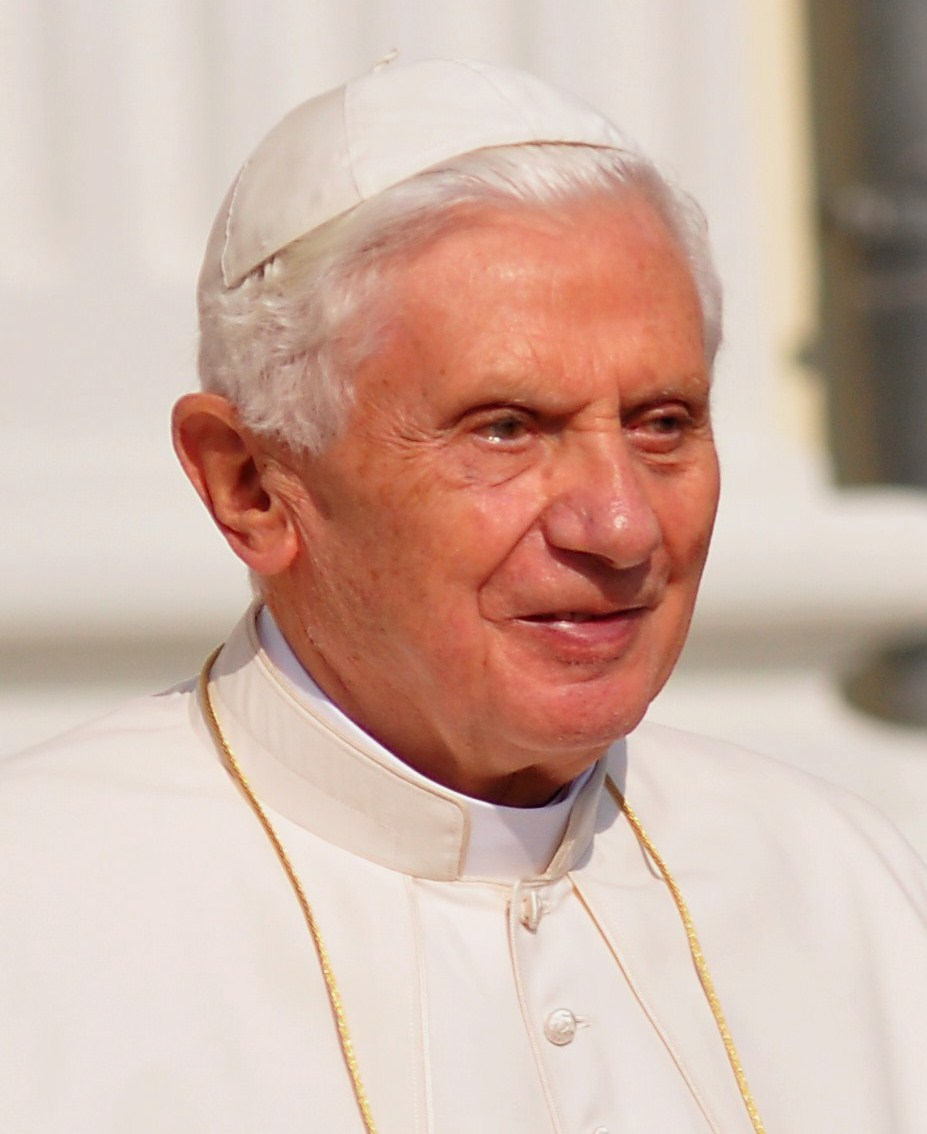
31 decembrie: Papa Benedict al XVI-lea, prelat catolic, al 265-lea papă al Bisericii romano-catolice

## Premii Nobel
- 3 octombrie: Premiul Nobel pentru fiziologie sau medicină: Svante Pääbo (Suedia) pentru  „pentru descoperirile sale privind genomul homininilor dispăruți și evoluția umană” .
- 4 octombrie: Premiul Nobel pentru fizică: Alain Aspect (Franța), John Clauser (Statele Unite) și Anton Zeilinger (Austria) pentru „pentru experimentele cu fotoni entanglați, stabilind încălcarea inegalităților Bell și deschizând calea științei informației cuantice” .
- 5 octombrie: Premiul Nobel pentru Chimie: Carolyn R. Bertozzi și Karl Barry Sharpless (ambii din Statele Unite) și Morten P. Meldal (Danemarca) pentru  "dezvoltarea chimiei clic și a chimiei bioortogonale".
- 6 octombrie: Premiul Nobel pentru literatură: Annie Ernaux (Franța) pentru „curajul și acuitatea clinică cu care descoperă rădăcinile, înstrăinările și constrângerile colective ale memoriei personale”.
- 7 octombrie: Premiul Nobel pentru pace: Ales Bialiatski (Belarus), societatea rusă pentru drepturile omului Memorial și organizația ucraineană pentru drepturile omului Centrul pentru libertăți civile. Laureații Premiului pentru Pace reprezintă societatea civilă din țările lor de origine. Ei au promovat de mulți ani dreptul de a critica puterea și de a proteja drepturile fundamentale ale cetățenilor. Au făcut un efort remarcabil pentru a documenta crimele de război, abuzurile drepturilor omului și abuzul de putere. Împreună demonstrează importanța societății civile pentru pace și democrație.
- 10 octombrie: Premiul Nobel pentru științe economice: Ben Bernanke, Douglas Diamond și Philip H. Dybvig (toți din Statele Unite) pentru "„pentru cercetarea băncilor și a crizelor financiare”.